# Castelli dell'Abruzzo
La pagina illustra e  castelli dell'Abruzzo  e una lista di fortificazioni, torri, piazzeforti e rocche.

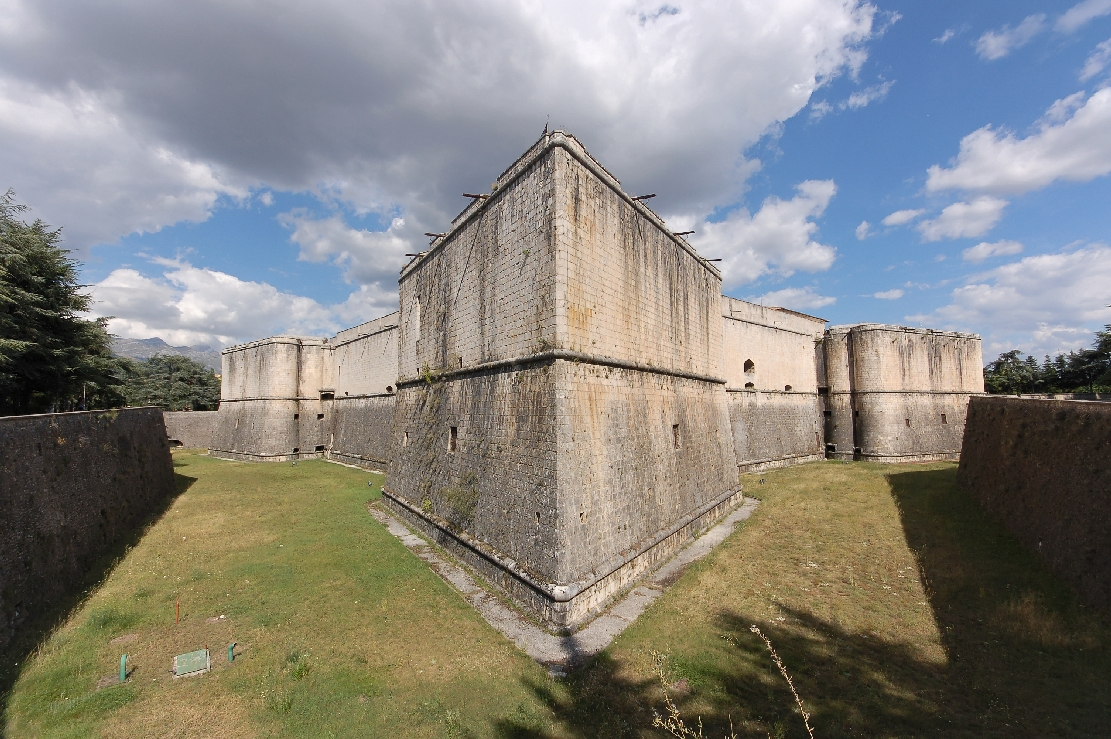
Fortezza spagnola all'Aquila

## Storia

### Castelli
I primi incastellamenti ufficiali dei centri d'Abruzzo ci furono nel IX-X secolo nell'area della Val Pescara, del Sangro, della Piana Peligna e nella Marsica, dopo che le obsolete torrette di guardia dei Longobardi (Torre della Fara di Celenza, Torre di Bussi, Torre di Crecchio) non servivano più a contrastare le invasioni dei Saraceni e degli Ungari; sicché i Franchi che conquistarono l'Abruzzo, costruirono attorno ai villaggi e ai monasteri benedettini dei presidi militari più solidi.
Un nuovo massiccio fenomeno di incastellamento ci fu con l'arrivo dei Normanni nell'XI secolo, i quali edificarono delle fortezze vere e proprie sopra i villaggi sorvegliati dalla torre di controllo longobarda; i Normanni realizzarono la vera e propria residenza fortificata, ossia un dongione o torrione abitabile, di cui sono visibili vari esempi nella valle dell'Aterno, nella piana di Navelli, la stessa Rocca Calascio e il torrione di Introdacqua o il torrione di Guardiagrele. A un paesaggio costantemente mutevole, come quello abruzzese, corrisponde una non comune varietà di tipi e forme di architettura fortificata diffusi nel territorio, qualificato da singolari rielaborazioni di modelli importanti, e da espressioni del tutto originali.
Si parla del castello di Rocca Calascio o del Forte spagnolo dell'Aquila, il primo sorto nell'epoca normanna come presidio centrale fortificato sopra un borgo, il cui elemento più antico è la torre quadrata centrale, o maschio, mentre le torri angolari a scarpa sono più tarde, del XV-XVI secolo, costruite durante la dominazione mediceo-farnesiana; il forte cinquecentesco è un caso del tutto particolare per la città, poiché si adottarono tecniche innovative da parte dell'architetto Pedro Luis Escrivá (1534), e venne edificato come presidio militare per contrastare eventuali attacchi dei cittadini contro i nuovi dominatori spagnoli, piuttosto che elemento costituente del tessuto edilizio ed economico sociale della città.

### Torri
Numerose sono le torri isolate nei boschi e nelle montagne abruzzesi, quasi tutte di origine medievale (Torre della Fara, Torre di Goriano Valle, Torre di Beffi Vecchio, la Torre di Sperone Vecchio, Torre di Forca di Penne), dall'impianto quadrangolare, circolare o poligonale (come la torre del Castello Piccolomini di Pescina, o del Castello Mediceo di Capestrano), usate come punti di avvistamento. Con il sopraggiungere di nuove esigenze tattiche, le torri dapprima isolate, sono divenute elementi di più ampie e articolate fortificazioni. Si parla del sistema di fortificazione militare delle coste del Regno di Napoli voluto da Carlo V d'Asburgo, e poi dal successore Duca D'Alba, che a intervalli regolari e in base alla caratteristica orografica del territorio (alture, punti aspri e difficilmente conquistabili dal mare), eresse varie torri di guardia per prevenire attacchi via mare (tipo da Venezia) da pirati turchi.
In Abruzzo soprattutto nella costa teramana si hanno le torri meglio conservate (Torre della Vibrata, del Vomano, la torre Carolina di Martinsicuro); il punto divisorio dei "due Abruzzi" costituito dalla foce della Pescara, presso l'antica città romana di Aternum rifatta nel XIII secolo attorno a un sistema fortificato bizantino-longobardo, fu ampiamente fortificato dal 1510 al 1563 circa dal Duca D'Alba sotto il progetto di Gian Tommaso Scala, e venne così edificato il mastodontico fortino del Pescara, a pianta trapezoidale irregolare, con sette grandi bastioni lanceolati, cella stessa tecnica del Castello Cinquecentesco dell'Aquila, che racchiudeva in sostanza il piccolo abitato di Pescara, l'attuale quartiere Porta Nuova, posto a sud del fiume, benché all'epoca fosse quasi completamente abitato da una parte dai militari alloggiati nelle casermette, e dall'altro parte del forte, a nord del fiume, dalla caserma di guardia con la gabella del dazio del sale.

## Lista dei castelli e roccaforti dell'Abruzzo

### L'Aquila

#### Castello spagnolo e porte murarie

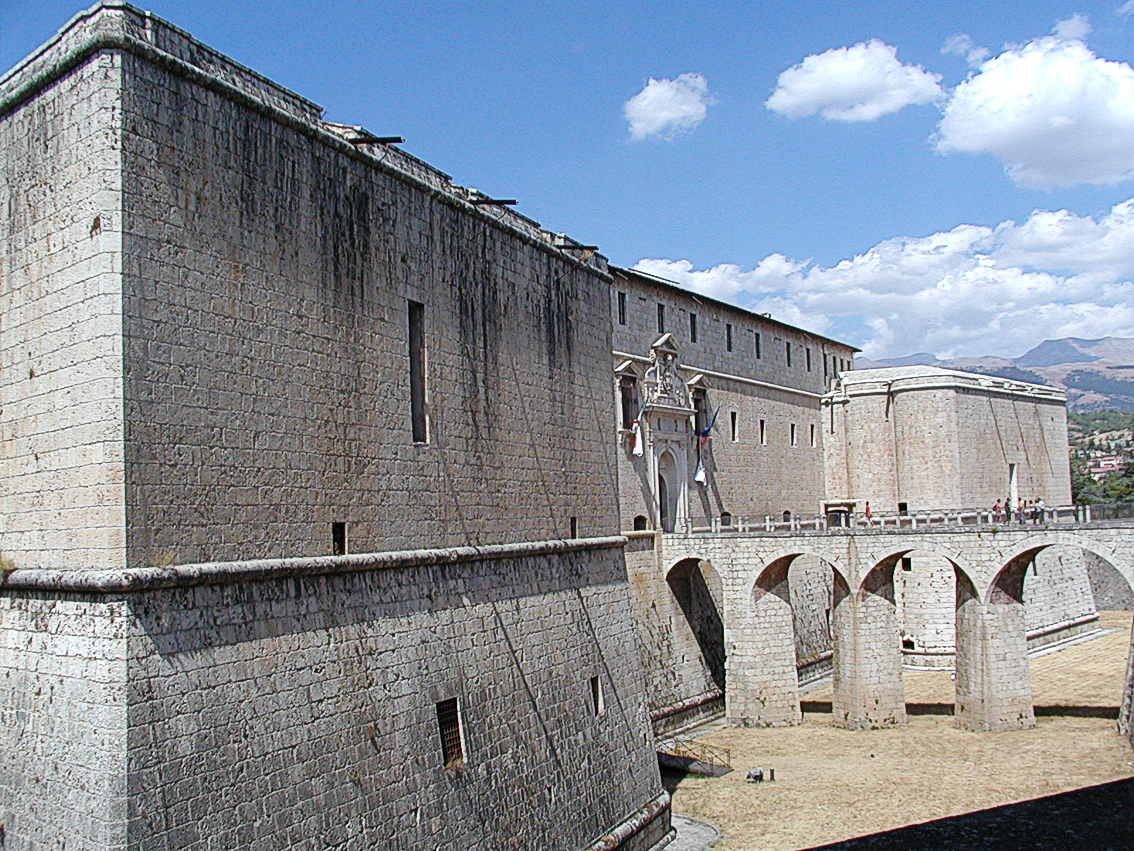
Il Forte Cinquecentesco nel 2007

- Forte spagnolo: Detto anche "Castello Cinquecentesco", costituisce un particolarissimo esempio dell'architettura militare cinquecentesca., edificato secondo le efficienti e moderne tecniche dell'epoca spagnola. Fu edificato sopra il "Castelletto" nel 1535, quando il viceré don Pedro di Toledo commissionò la progettazione a Pedro Luis Escrivà[1], con finanziamento diretto dagli aquilani, per la punizione di essersi ribellati alla corona spagnola. L'edificio presenta una pianta quadrata con cortile interno, circondata da quattro grandi bastioni angolari dai profili affilati, i quali si contraddistinguono per la singolare presenza di doppi lobi di raccordo al corpo quadrato, che avevano la funzione di raddoppiare il numero delle bocche da fuoco.[2] Il perimetro dell'intera costruzione è contornato da un enorme fossato, non destinato a essere allagato, dal quale si erge a scarpata il recinto poligonale a bastioni. All'ingresso di sud-est si arriva attraverso un punto in muratura, impostato su piloni a pianta romboidale; è interessante notare come il parallelismo dei lati dei piloni corrisponda a quello delle linee di tiro delle feritoie, situate nei bastioni, così da impedire la presenza di punti morti dove agli aggressori avrebbero potuto trovare riparo.

La facciata principale è molto decorata dal portale in pietra con il fregio centrale dello stemma asburgico di Carlo V con l'aquila bicipite, e di due aperture con timpani triangolari. L'architettura interna è costituita al piano terra da un ampio porticato a robusti pilastri quadrati, dai vari locali del corpo di fabbrica e da una cappella. Una scala conduce al piano superiore dove si trovano grandi sale decorate con soffitti lignei e motivi ornamentali in pietra, destinate a ospitare il Governatore Militare. Il parco attuale dove il castello si trova è stato realizzato negli anni '30, poiché in precedenza era un arido campo usato come foro boario, mentre dopo la seconda guerra mondiale (allestimento nel 1949-51, fino al 2009, la fortezza ospitò la sede del Museo Nazionale d'Abruzzo, dal 2015 riaperta nell'ex mattatoio di Borgo Rivera.

### Valle Aternina - Campo Imperatore

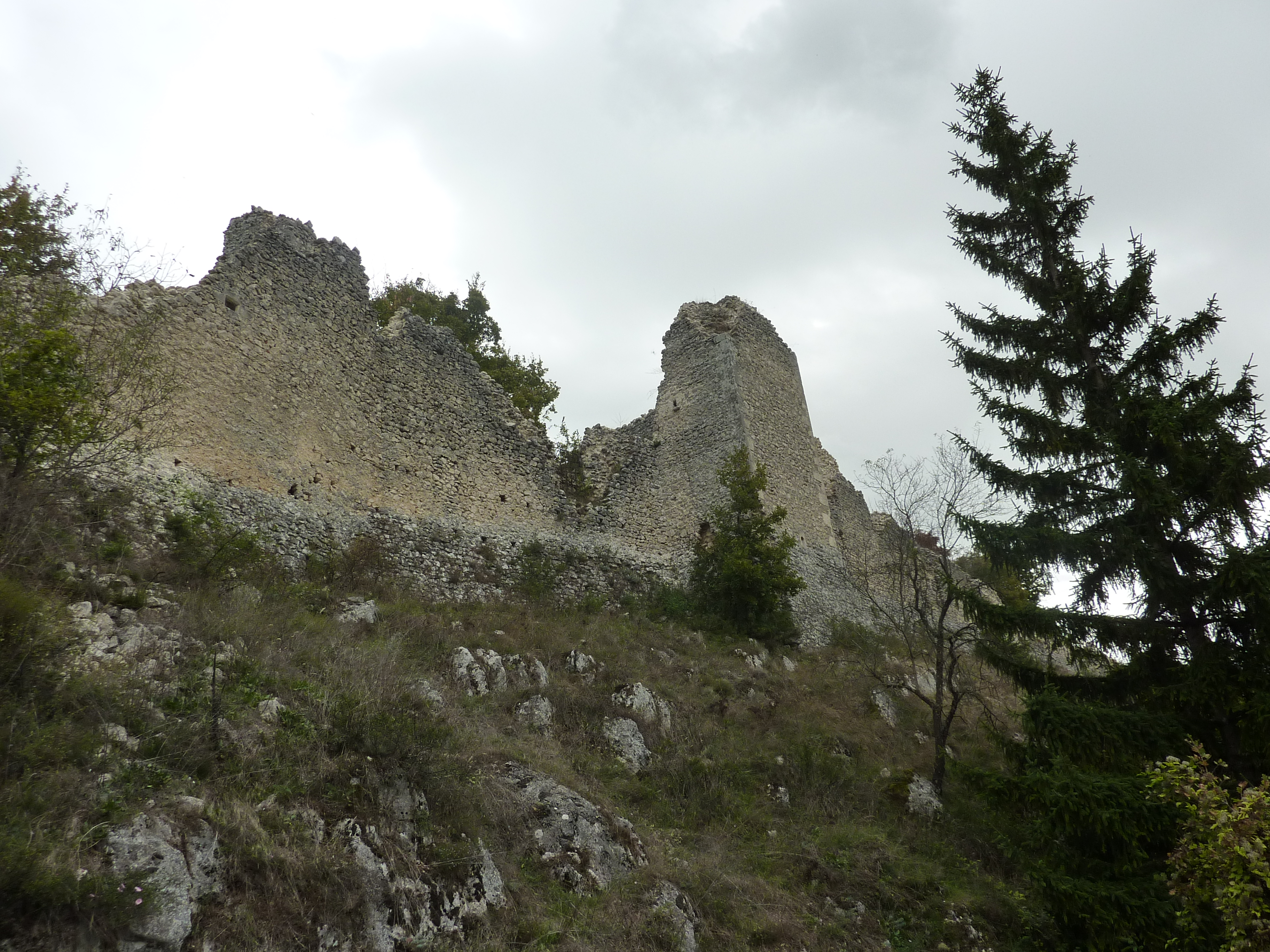
Castello di Ocre

- Castello di Ocre: l'antico borgo fortificato sorgeva sopra una grande dolina del Monte Circolo, da cui dominava in posizione strategica la valle dell'Aterno e l'altopiano delle Rocche. Non ci sono notizie precise sulle origini, ma la prima testimonianza che attesta il feudo è del 1178, relativa alla bolla papale di Alessandro III, dove il possedimento era tra le proprietà del vescovo di Forcona.[4] Nel 1254 è nominato "Cassari Castro", e contribuì alla fondazione dell'Aquila[5].
- Monastero-fortezza di Santo Spirito (Ocre): l'abbazia benedettina fu fondata nel 1226 dal beato Placido da Roio, che stava in eremitaggio presso una grotta vicino al monte del castello di Ocre, in località Peretola. Il terreno gli fu donato da Berardo di Ocre e dalla madre Roalda perché vi fosse eretta una casa religiosa intitolata allo Spirito Santo. Nel 1248 il beato Placido morì e l'abbazia passò all'osservanza cistercense, dipendente dall'abbazia di Santa Maria di Casanova nell'Abruzzo vestino. La sua fortuna, legata ad alcuni miracoli del beato Placido, terminò presto e cadde in commenda ai primi anni del '300, una prima volta nel 1310, e l'altra nel 1331 insieme alla Badia di Casanova. Ridottosi il numero dei monaci, entrò a far parte della Congregazione Regolare Romana nel 1632 e nel 1692 le attività abbaziali furono soppresse da papa Innocenzo X. Dopo un periodo di semi-abbandono nell'800-'900, quando la chiesa era un cimitero, il monastero fu completamente recuperato. L'antica chiesa dentro le mura si presenta a navata unica, coperta originariamente da volta ogivale, sostituita poi da travature in seguito al terremoto del 1703. Il perimetro murario è quadrangolare irregolare, in pietra concia irregolare. Sul lato s'ingresso si aprono delle piccole finestre bifore ad arco ogivale, e un portale molto semplice, a sesto acuto.

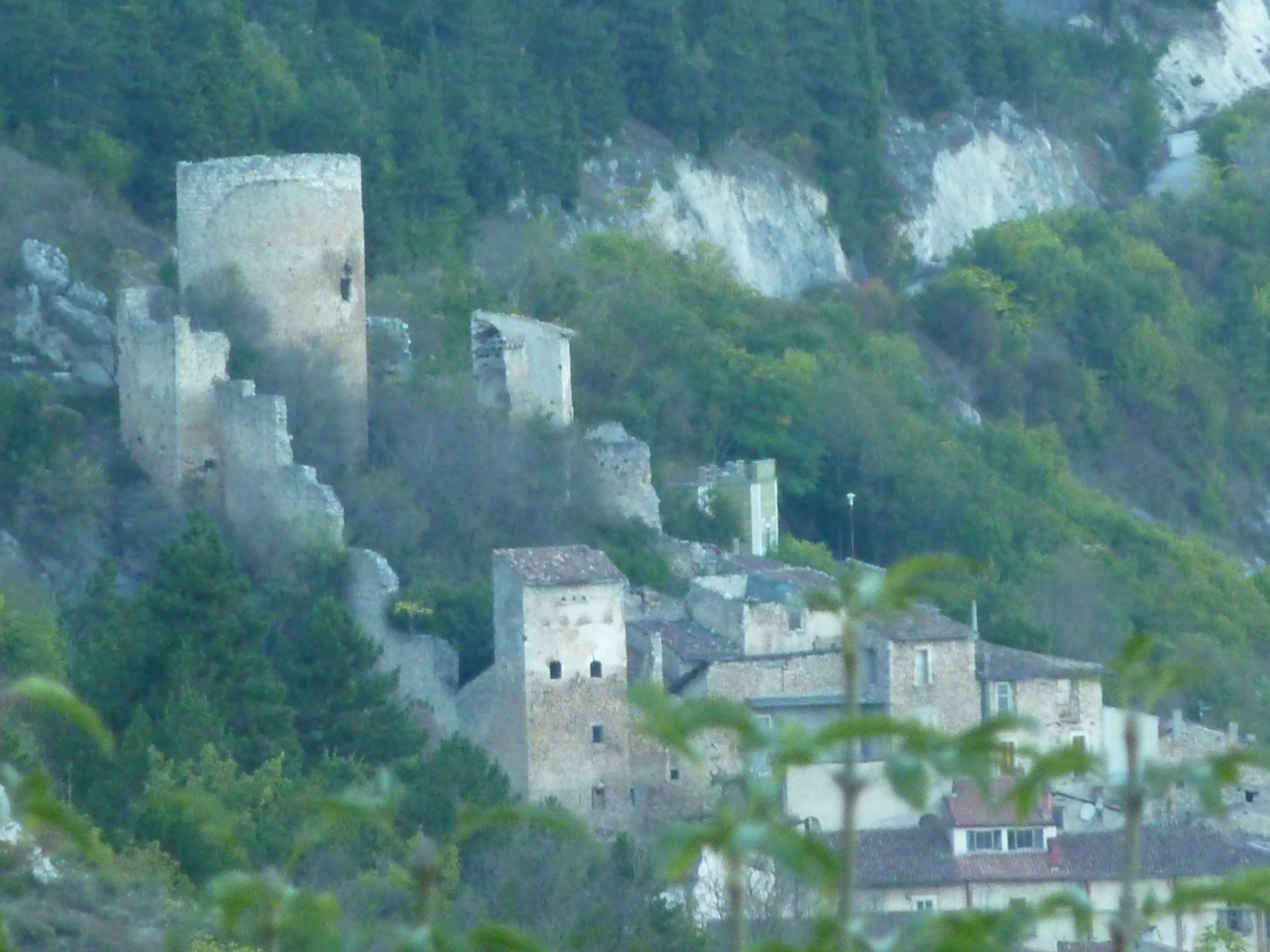
Castello di Fossa

- Castello di Fossa: si trova nella parte più alta del paese, lungo la dorsale rocciosa della montagna che scende dalla dolina del castello di Ocre. L'intero borgo nacque sulle rovine della città romana di Aveia, il toponimo ha origine dalla "Fossa" del Monte Circolo, alle cui pendici si trova il comune odierno. Il castello fu costruito per garantire il controllo più in basso tra la valle Aternina e quella Subequana, presenta una pianta trapezoidale con quattro torri quadrate che contornano l'intero perimetro, e un torrione circolare maggiore, posto in direzione della montagna. Quest'ultimo dovrebbe rappresentare la costruzione più antica, riferibile ai secoli XII-XIII, come testimonia la differente tecnica costruttiva.[6]

La parte restante del castello è più tarda, e di interesse si notano la balestriera, che si apre nel torrione cilindrico, le varie archibugiere, l'arco di accesso caratterizzato dal motivo a ogiva.
- Castello Dragonetti- De Torres (Pizzoli): è una costruzione residenziale del XVI secolo, eretta sopra l'antico castello medievale che sovrasta il comune. Ha pianta quadrata con torrette angolari, una delle quali risale all'antica struttura medievale del XII secolo, e ha pianta pentagonale. Le casermette da tiro sono leggermente sporgenti dagli angoli, e dotate di una serie di feritoie e archibugiere. Le facciate sono spartite da tre cornice marcapiano e su una di esse è dipinta una meridiana. L'aspetto attuale è frutto del rimaneggiamento della famiglia aquilana dei Dragonetti, che affidò il progetto all'architetto francese Pietro Labitro, il quale demolì gran parte delle mura che circondavano la torre pentagonale, usata all'epoca come rimessa per il bestiame.

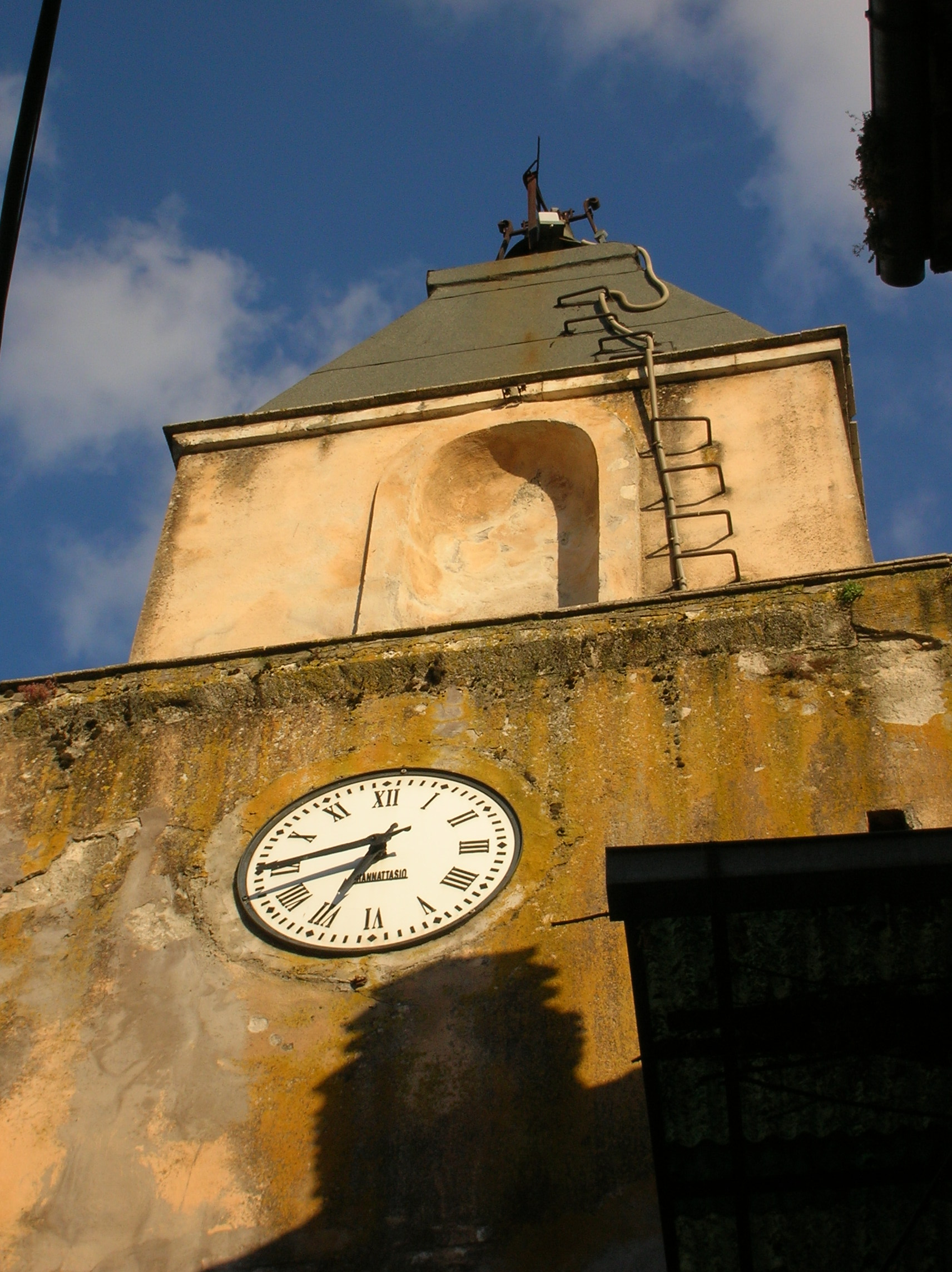
Torre del castello di Assergi

- Castello di Sant'Eusanio Forconese: si trova sopra un colle che sovrasta l'attuale abitato. Sulla cima del Monte Cerro si trova il recinto fortificato, a guardia del fiume Aterno, nella direzione di Poggio Picenze e San Demetrio ne' Vestini. La planimetria è abbastanza irregolare, e mostra cinque torrioni di forma semi-circolare e quattro quadrati, che hanno la caratteristica difensiva a rompitratta, molto vicini tra loro[7].

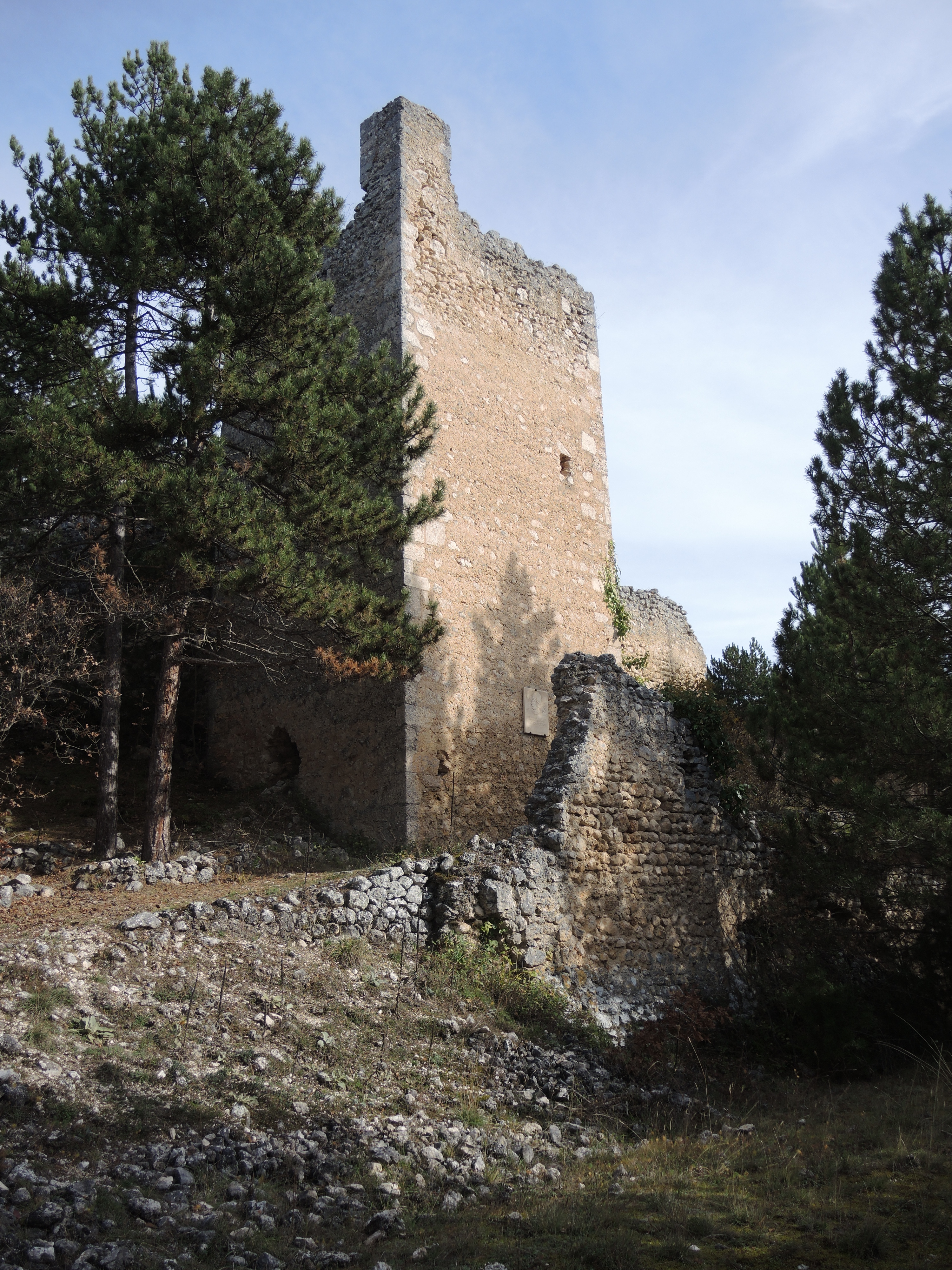
Torre del castello di Barisciano

- Castello di Barisciano: sorge sulle pendici del Monte Selva, fuori dal paese, a 1500 metri di altezza. Esso era l'ultimo posto di controllo al confine della valle Aternina con la piana di Navelli, ed era una garanzia per il presidio sul grande tratturo che dall'Aquila portava a Foggia, e sulla biforcazione per Centurelle-Montesecco[8]. Il castello probabilmente esisteva già nell'VIII secolo e fu potenziato nel XIII, partecipando alla fondazione diell'Aquila. Fino al 1529 appartenne a nobili famiglie, per poi essere abbandonato, e tra le vicende militari si ricorda il tremendo assedio di Braccio da Montone nel 1423 che lo ridusse più o meno alle condizioni attuali, compromettendo per sempre la sua funzione militare. Nel XVI secolo, dato che il castello non serviva più a difesa dell'abitato sottostante, sempre in continua espansione, fu riutilizzato per mezzo di un torrione per l'edificazione di una cappella dedicata a San Rocco, protettore contro la peste. Tale castello, insieme a quello coevo di San Pio delle Camere, rappresenta il tipico esempio di castello-recinto
- Città fortificata di Assergi: il borgo di Assergi si sviluppò da un antico presidio romano nel XII secolo, e contribuì alla fondare L'Aquila, costruendo l'attuale chiesa del Carmine (fino al XVI secolo "Santa Maria di Assergi"). Il borgo vecchio ha ancora il tipico aspetto di recinto fortificato a pianta circolare, con mura di cinta provviste di torrette a scarpa. I tratti meglio conservati sono quelli di via Porta del Colle e via del Convento, dove c'è l'accesso principale della Torre dell'orologio, che faceva parte dell'antico castello oggi scomparso[9]. La torre è una delle originali 12, ha base a scarpa, con ingresso ad arco, incorniciato da blocchi di pietra. Al di sopra si apre una feritoia a cannoniera, probabilmente inserita in un secondo momento, dettata dall'esigenza di migliorare militarmente la torre. Oggi la torre è usata come abitazione privata, come dimostrano le finestre sulla parte mediana, e la parte sommitale è decorata da un doppio orologio, con una gabbia di ferro che contiene due campane. Una seconda torre si trova accanto a questa, e ha pianta rettangolare, in pietra concia, mentre le basi delle altre torri, si trovano in Porta de Colle. Un'altra torre fu adattata come campanile della chiesa di Santa Maria Assunta, che fu edificata, come si vede dal retro e dall'abside semicircolare, proprio lungo il tracciato murario, affinché fosse protetta in modo migliore.

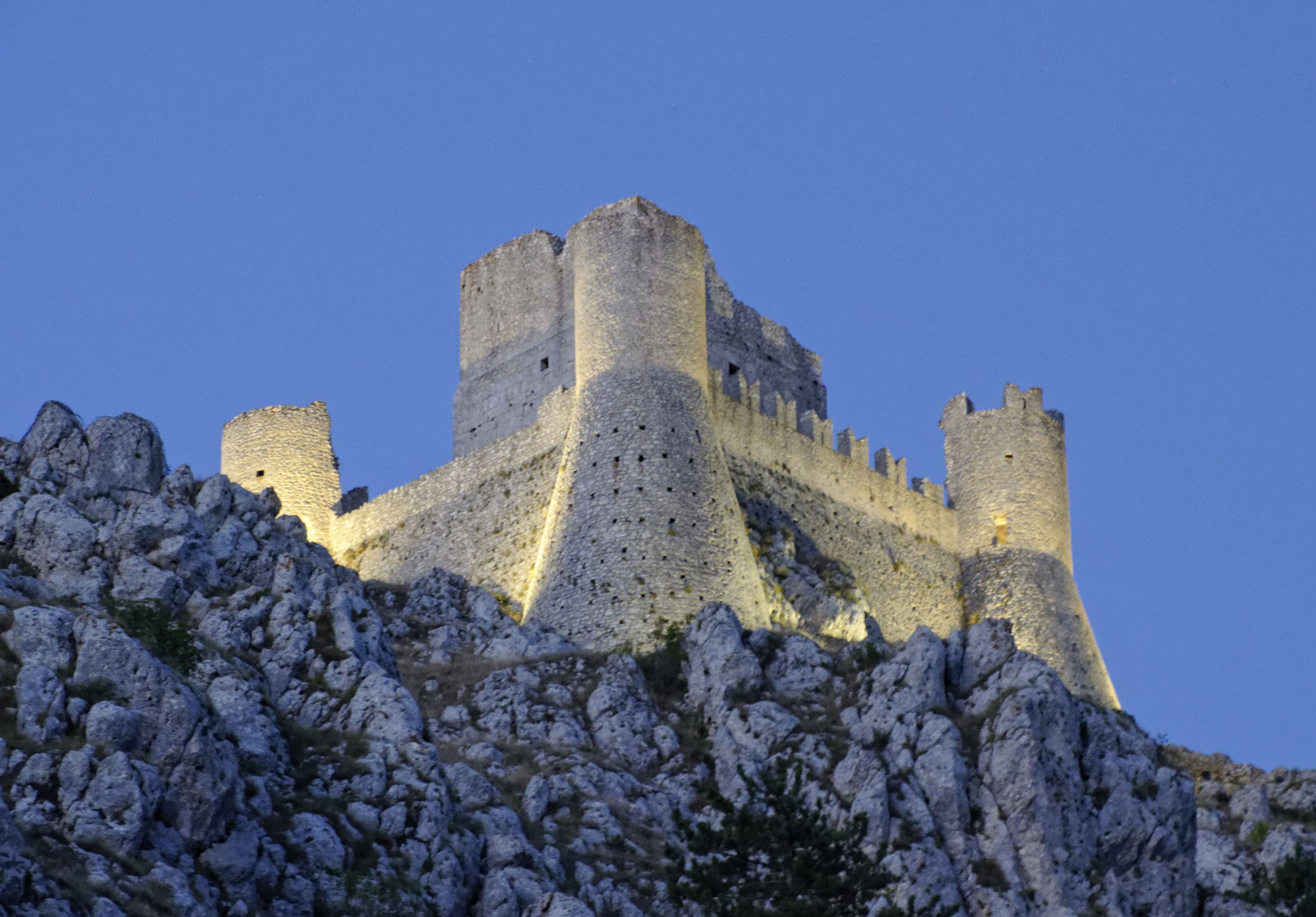
Castello di Rocca Calascio

- Rocca Calascio: si tratta di un paese semi-disabitato che sorge sopra il comune di Calascio, composto dal borgo medievale con la chiesa civica, la parte alta del borgo semi-diroccata, il castello della Rocca e l'oratorio di Santa Maria della Pietà.
- Borgo di Santo Stefano di Sessanio e torre medicea: il borgo venne eretto nel XII secolo sopra l'antico pagus romano Sextantio, che vuole dire "16 miglia" dalla città principale di Peltuinum (Prata d'Ansidonia), importante crocevia dei traffici commerciali da Roma verso la costa adriatica. Il borgo medievale appartenne alla baronia di Carapelle Calvisio, divenendo poi nel XV secolo possesso dei Medici e dei Piccolomini. Sotto la casata di Francesco de' Medici, Santo Stefano visse il periodo di massimo splendore, intorno al commercio della "carfagna", lana nera di tipo grezzo, prevalentemente usata per le uniformi militari e per il saio dei monaci. Nel XVIII secolo il borgo entrò nell'orbita del Regno delle Due Sicilie e divenne possedimento privato del re di Napoli fino all'Unità d'Italia.[10] Il nucleo centrale medievale è dominato dalla torre circolare medicea, crollata con il terremoto del 2009 ed oggi totalmente restaurata. Emergeva dal profilo urbano come evidente espressione di potere sul territorio circostante, e comunicava con Rocca Calascio. Non aveva un vero e proprio castello, ma v'era il Palazzo del Capitano, ancora oggi esistente, con un elegante loggiato di chiaro stile rinascimentale. Il borgo è caratterizzato da piazze minuscole e vie strette che si sviluppano in maniera circolare, insieme alle abitazioni addossate le une sulle altre, che conducono in cima alla torre.

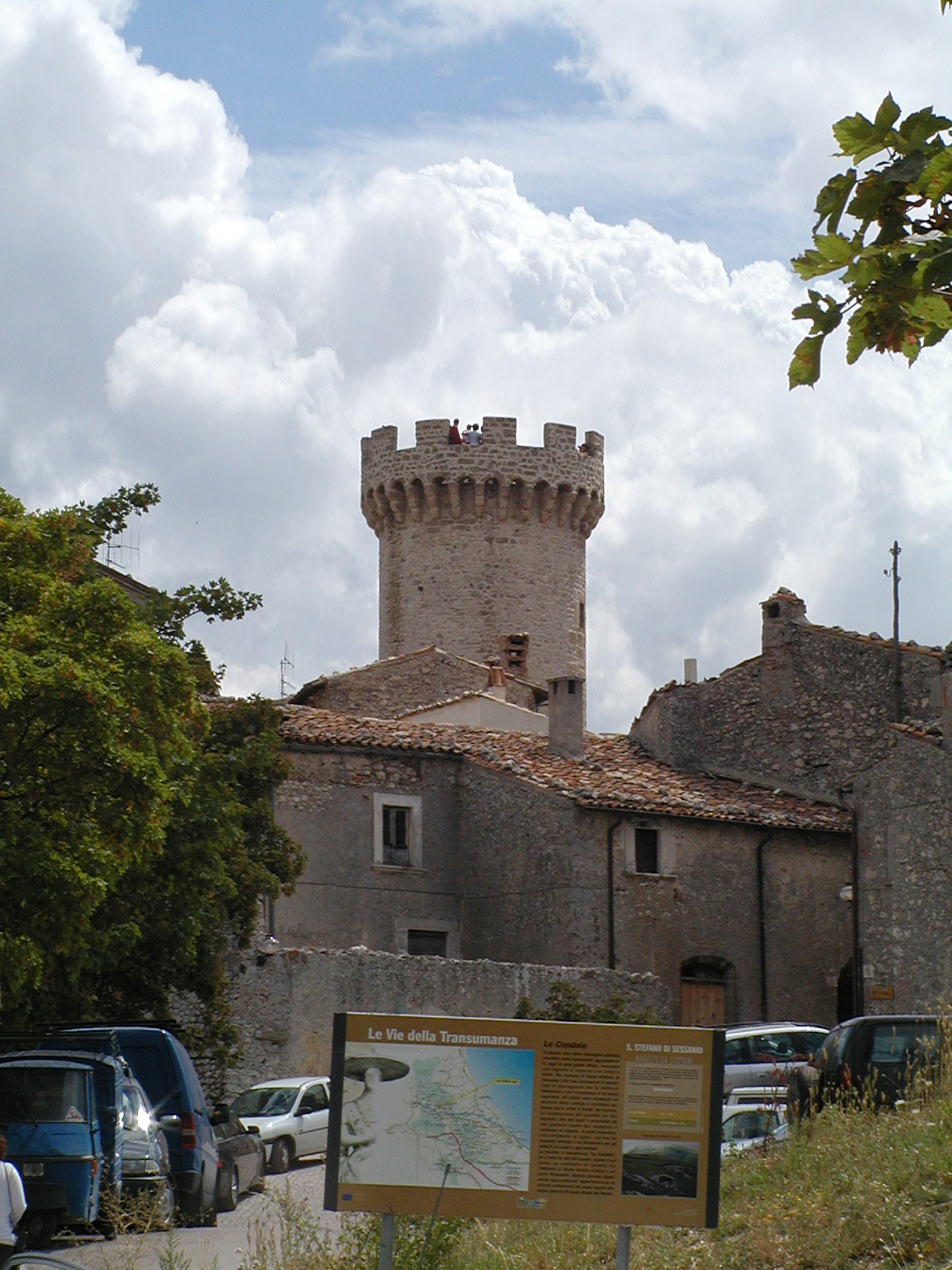
La torre di Santo Stefano di Sessanio nel 2005

- Castel del Monte: si presume che l'abitato abbia origini romane, poiché si hanno notizie di un piccolo pagus del IV secolo a.C. chiamato "Città Tre Corone". Dopo la caduta di Roma il luogo diventò il posto ideale per realizzare un castello, da cui successivamente si espanse il borgo medievale. Il primo documento è del 1223, una bolla pontificia di papa Onorio III che informava il vescovo Oddone di Valva dei suoi possedimenti, tra cui Castellum de Montis. Il paese fu nei secoli successivi feudo degli Acquaviva di Atri, poi dei Piccolomini e dei D'Aquino. Nel 1474 fu per poco tempo feudo di Francesco Sforza, e venne incluso nella baronia di Carapelle insieme ai centri di Castelvecchio, Calascio, Santo Stefano. I Piccolomini detennero la proprietà del feudo sino al 1579 quando la Contea fu venuta alla duchessa d'Amalfi Costanza, che detenne le terre della baronia insieme al Granducato di Toscana dei Medici.

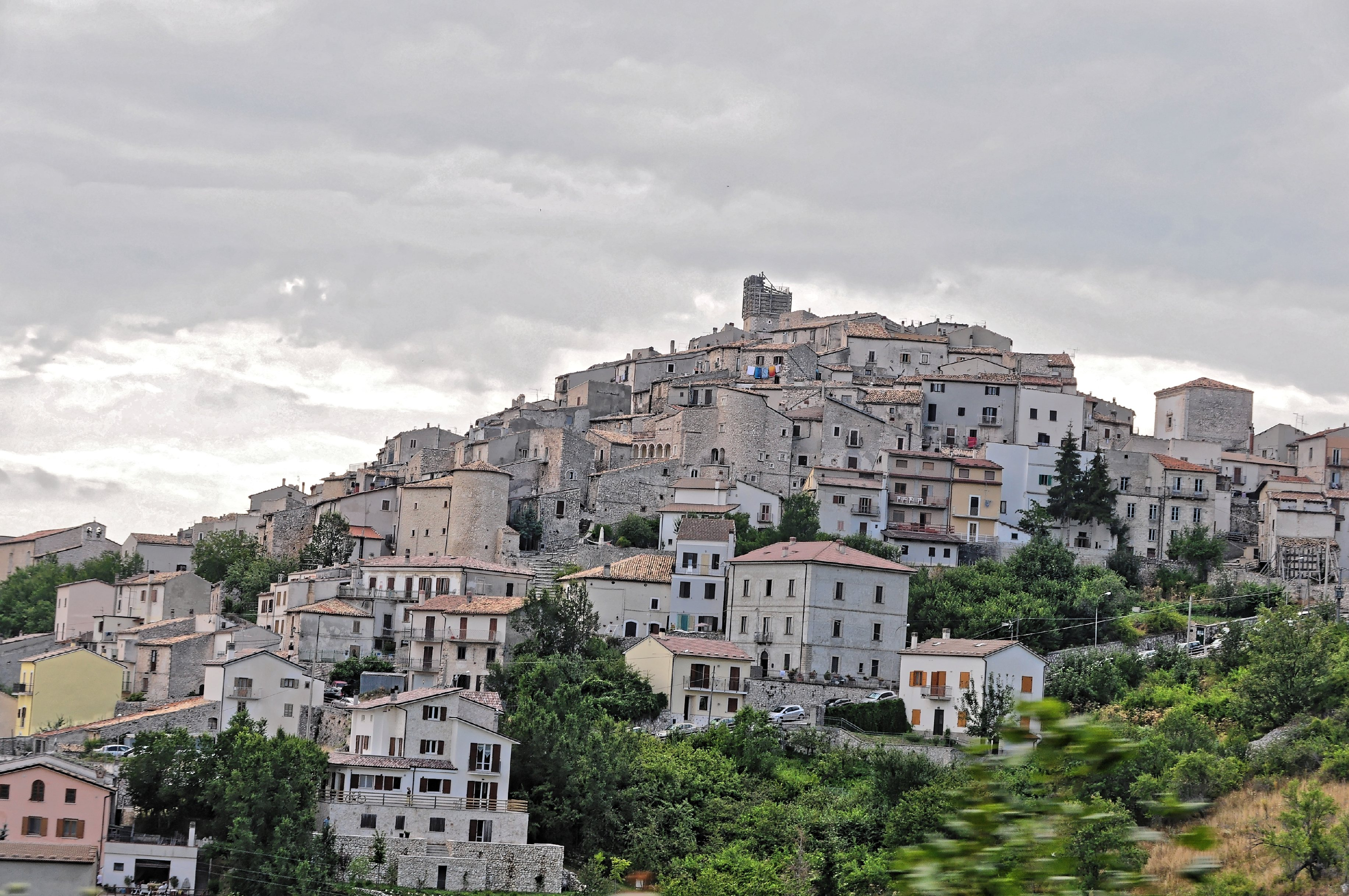
Castel del Monte

La parte più alta del borgo è chiamata "Ricetto" dall'aspetto planimetrico circolare con strette stradine, che si racchiudevano attorno al castello. Tale fortino è stato sostituito, come accadde anche a Caporciano, Pescomaggiore, Tussio e Castelvecchio, da una chiesa, la parrocchia di San Marco Evangelista, e infatti lungo il perimetro della chiesa è ancora possibile vedere tracce di bastioni e fortificazioni, così come il campanile stessa, che rappresenta una delle antiche torri. L'interno borgo è costruito sulla roccia, attraversato da gallerie sotterranee, chiamate "sporti", antichi cunicoli che collegano una parte all'altra del paese, e permettevano spostamenti sicuro e riparati dal freddo. Oltre alla chiesa di San Marco, le altre sono quelle della Madonna del Suffragio, o dei Pastori, e quella di San Rocco, piccola cappella ricavata da un torrione difensivo a scarpa, con porta di accesso ad arco ogivale.
- Castelvecchio Calvisio: si pensa che sia sorto in epoca medievale sopra l'antico presidio romano di Calvisia, nel XII secolo. Il feudo appartenne a vari signori: i Conti di Celano, gli Sforza (XV secolo), e poi alla Baronia di Carapelle. Anche Castelvecchio nel 1423 subì l'assedio di Braccio da Montone. Anche questo paese ha il tipico aspetto fortificato sopra un colle, con un impianto planimetrico circolare con mura di cinta, e porte di accesso, provviste di torri. Le porte superstiti sono Porta Maggiore, situata a ovest, Porta del Ponte a nord-ovest e Porta San Martino a est, che in seguito all'ampliamento delle mura fu inglobata dentro il borgo. Questa è quella meglio conservata, provvista di torre in conci di pietra con arco ogivale, e orologio con campanile presso la sommità. L'interno ha un sistema viario molto ben scandito da cardi e decumani, anziché i viottoli serpentini o a costa, tipici dei paesi medievali, e la chiesa principale è dedicata a San Giovanni.

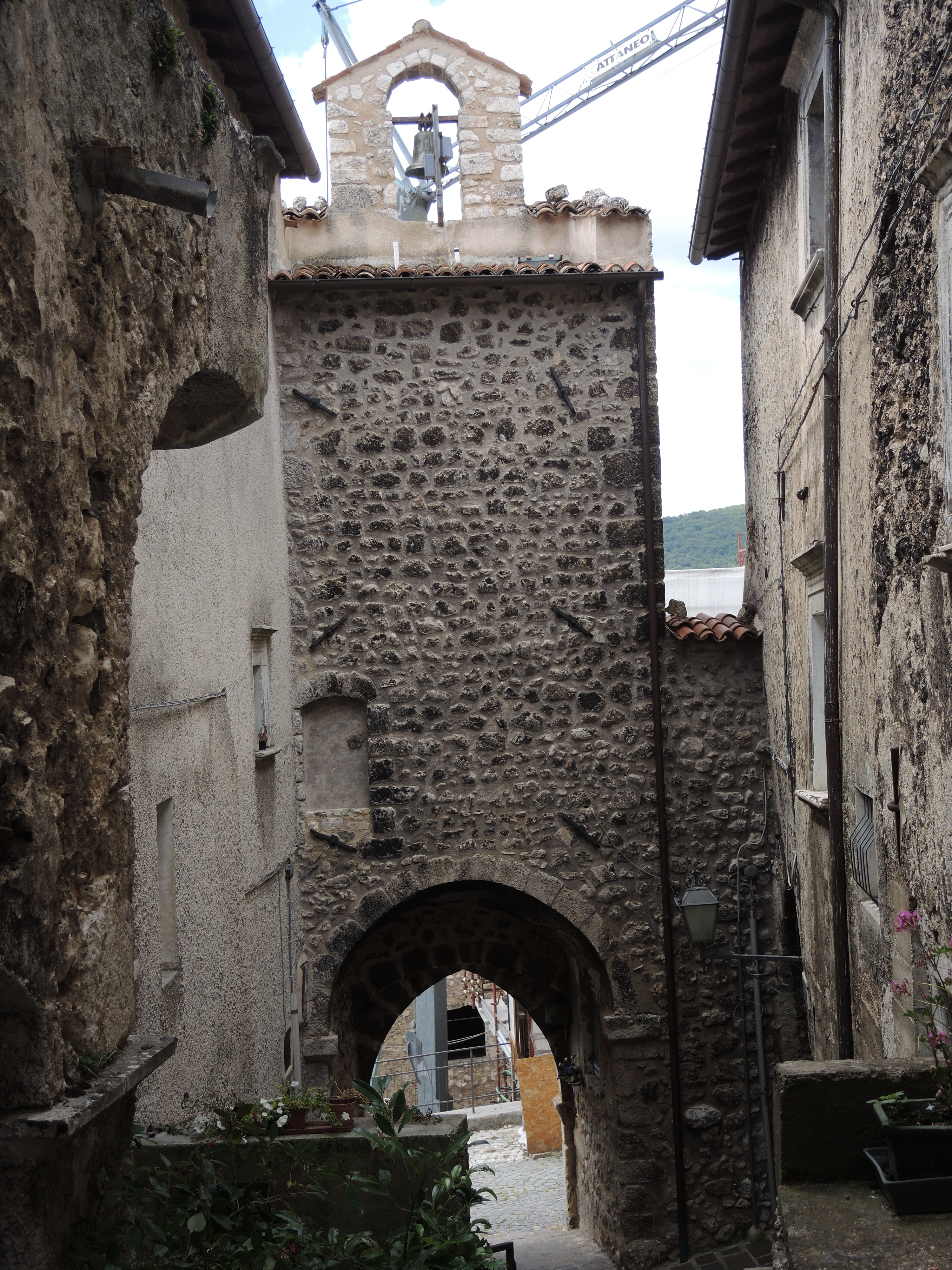
Porta San Martino a Castelvecchio Calvisio

- Castello circolare di Poggio Picenze: il borgo sorse presso il Monte Picenze, dal toponimo dei Piceni che abitavano la valle insieme ai Vestini. Il castello sarebbe stato fondato nell'XI secolo, anche se il primo documento che ne attesta la presenza come Podio de Picentia è del 1173. Nella descrizione, il castello aveva mura di fortificazione e 6 torri, di cui una centrale. Il castello fu soggetto a vari attacchi, come quello del 1423 di Braccio da Montone. Nel 1566 il castello del Poggio fu dato in feudo a Giangiacomo Leognani-Castriota, che vi si insediò, e nei secoli successivi passò ai de Sterlich di Chieti. Nel 1806 il castello cessò la sua funzione difensiva, nonché amministrativa, perché fu abolito il feudalesimo, e nel 1832 venne semi-demolito perché a rischio crollo. Fu così che parte del castello fu inglobata nelle abitazioni civili, mentre la parte di via Giacomo Matteotti, con muratura a scarpa, a pianta cilindrica, resta ancora visibile. La parte della torre maestra superiore è stata tagliata nel 1832.
- Torre di guardia di Picenze: si trova nella frazione omonima, lungo una scarpata che domina l'abitato dal Monte Picenze. La torre ha origini longobarde (VII secolo), costruita come avamposto di controllo della vallata d'Aterno, onde avvertire i cittadini di Poggio Picenze in caso di attacchi, visto che nel X secolo ci furono in Abruzzo le invasioni dei Saraceni e degli Ungari. La torre oggi è conservata solo a metà, nella sua pianta cilindrica, perché parte è rovinata durante i terremoti e i secoli di incuria, e ben tenuta da dei tiranti di ferro per impedirne il crollo. Ha una decorazione in pietra concia, e ci sono delle feritoie.
- Castello di Pescomaggiore e chiesa di Santa Maria Assunta: il borgo di Pescomaggiore, posto tra Camarda e Paganica, fu fondato inizialmente nel XII secolo come un castello-recinto, che successivamente si sviluppò come un paese cinto da mura (XV-XVI secolo). Il perimetro triangolare del castello era puntellato da più torri, oggi scomparse, a causa di incuria a terremoti, dato che l'ultimo, quello di Avezzano del 1915, distrusse l'ultima torretta. All'interno del recinto murario di conserva la chiesetta di Santa Maria Assunta, edificata sui resti del dongione, in avanzato stato di decadenza, anche se ha subito danni col terremoto del 2009, ed è ingabbiata in attesa di restauro. Le origini di questa chiesa sono romaniche, ma fu restaurata nel 1407, e subì diversi rimaneggiamenti. Ha navata unica, con copertura a capanna, e un modesto campanile a vela. In facciata ha un portale pietra datato 1904, l'altare maggiore interno è in stucco del 1867, mentre da testimonianze storiche si sa che la chiesa aveva degli affreschi, che si conservano sulla parete destra in maniera frammentaria, come la scena della Madonna col Bambino tra San Bernardino e un santo francescano, del XVI secolo.
- Torre di guardia di Camarda: da una descrizione dettagliata dello storico Anton Ludovico Antinori[11], il castello di Camarda nella metà del Settecento risultava ancora ben efficiente e stabilmente usato. Era potenziato da quattro torri, di cui rimane il torrione situato a settentrione nel punto più alto, compito di puntone di vedetta. All'epoca il castello aveva ancora la porta d'accesso, successivamente distrutta, che permetteva il passaggio dei mezzi agricoli nel recinto. Con l'abolizione del feudalesimo, il castello venne inglobato nelle costruzioni civili nell'800, perdendo quasi completamente il suo aspetto, tanto che oggi è riconoscibile solo dalla torre maestra, insieme a parte delle mura con le bocche di cannone e le fuciliere. Il castello doveva essere molto importante, menzionato nel Chronicon Farfense[12] nel X secolo, proprietà del signore Atenulfo di Intempera (ossia Tempéra dell'Aquila), nel 1173.

### Altopiano di Navelli - Altopiano delle Rocche

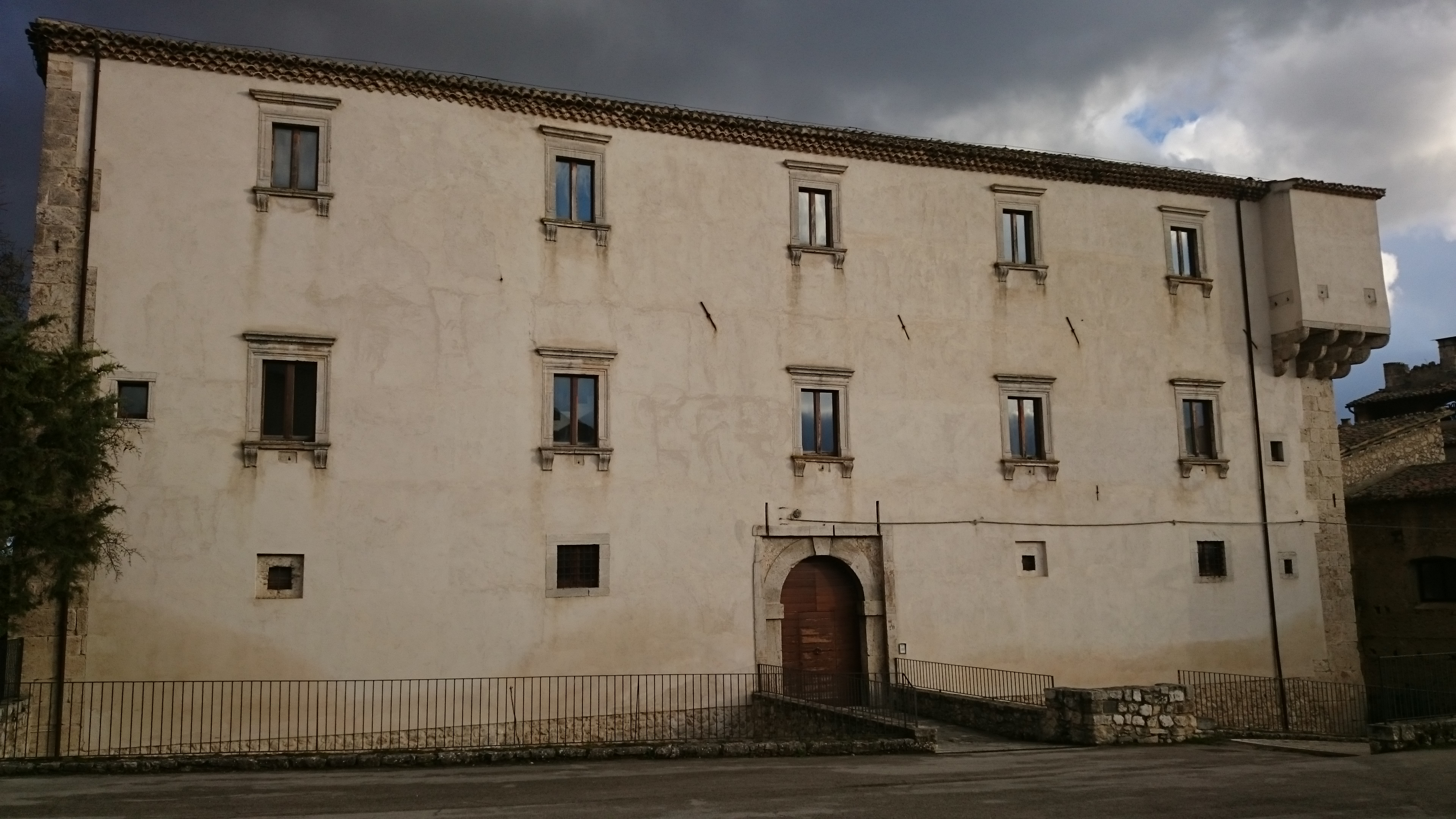
Palazzo Santucci di Navelli

- Palazzo Santucci (Navelli): l'imponente palazzo spicca sulla sommità del colle sul quale si trova il borgo medievale, contornato da un susseguirsi di case-torri, di palazzo gentilizi cinquecenteschi e loggiati rinascimentali, insieme a chiese barocche. Il palazzo fu edificato sopra l'antico castello nel 1632 dal feudatario Camillo Caracciolo. Esso rappresenta il classico esempio di palazzo castellato cinquecentesco, come quello dei Dragonetti a Pizzoli, usato come residenza signorile dei baroni di Navelli, sorto inizialmente come castello militare. Le sue architetture sono la fusione del carattere residenziale tardo-rinascimentale e di quello difensivo della preesistente struttura, della quale sono riconoscibili alcuni elementi come le torrette esterne sporgenti rispetto alla struttura, e poggianti su mensole.

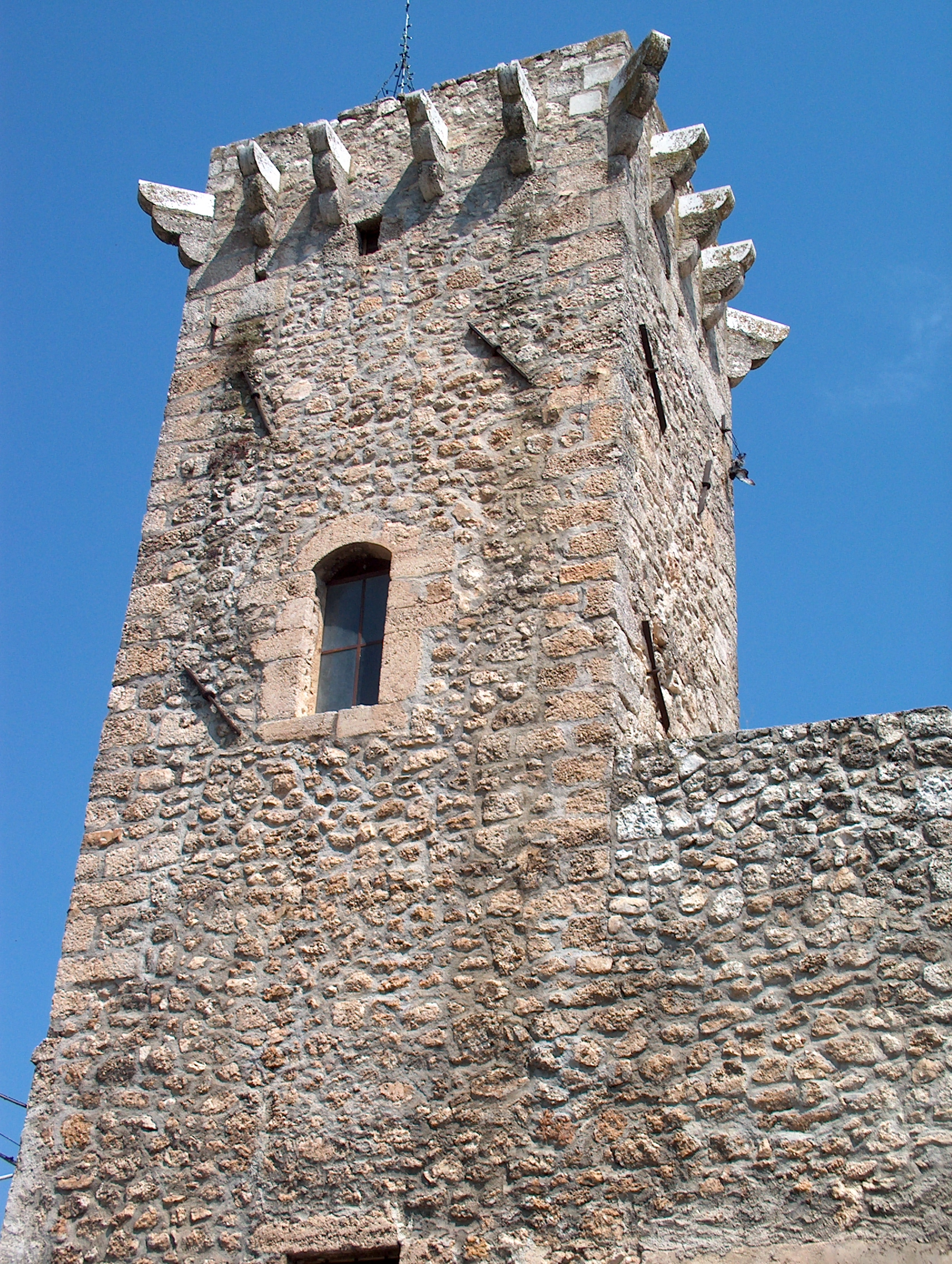
Torre di Civitaretenga di Navelli prima del 2009

- Castello ellittico di Fagnano Alto: il paese esisteva già all'epoca romana, come testimonia il ponte antico presso contrada Campana. In cima all'antico colle Ofanianum, sui resti di un'antica rocca dei Vestini, nell'XI secolo venne eretto il castello a pianta ellittica, che costituiva un vero e proprio nucleo abitativo, come il castello di Ocre, posto a controllo della piana di Navelli e dell'altopiano delle Rocche lungo la vallata dell'Aterno. Il castello ancora oggi conserva abbastanza bene l'impianto, con due porte di accesso e tre torri di guardia, dotate di merli. Anch'esso nel 1423 subì l'assedio di Fortebraccio da Montone, e nel XV secolo passò ai feudatari di Alfonso d'Aragona[non chiaro]. Nel 1553 il castello passò a Pietro Gonzales di Mendoza, nel 565 al signore Giuseppe Carafa fino all'occupazione francese del XVII secolo. Fino ai primi anni del '900, il borgo di Fagnano Castello era la sede amministrativa, successivamente spostata più a valle. Le porte di accesso hanno arco ogivale con cornice in pietra concia, del XIV secolo, le torri merlate risalgono al Quattrocento. Dentro le mura è possibile ancora vedere i resti della chiesa di Santa Maria, con la torre campanaria in piedi, la cui sede parrocchiale, dopo il crollo, fu spostata nella chiesa di San Pietro, appena fuori dalle mura, di chiaro aspetto romanico (XII secolo).
- Castello di Stiffe: del castello sono visibili solo alcuni tratti delle mura perimetrali, e sovrasta l'abitato di Stiffe, nel comune di San Demetrio. Il castello sorse nel XII secolo, avendo il tipico aspetto di fortezza-recinto adagiata sull'altura di un monticello, e partecipò nel 1254 alla fondazione dell'Aquila. Nelle Cronache aquilane, specialmente in quella che parla della guerra di Braccio, si ricorda la valorosa resistenza del castello di Stiffe contro le truppe di Fortebraccio, che a differenza degli altri castelli, non riuscirono a espugnare la fortezza, così come a Fontecchio. Tuttavia, dato che l'abitato nei secoli successivi si sviluppò più a valle, il castello perse le sue funzioni maggiori, e cadde in abbandono.
- Torre di Civitaretenga: ubicata nel centro storico del paese, risale al XIII secolo, e faceva parte di un sistema difensivo che abbracciava tutto il centro. L'edificio ha aspetto quadrangolare di circa 4 metri per lato, con altezza di 14 metri. Sulla sommità presenta beccatelli che probabilmente sorreggevano l'apparato sporgente che non esiste più. Le pareti in muratura presentano una tessitura a conci squadrati, alternati a parti in pietrame. La torre, che era usata come sede dell'orologio civico, fu gravemente danneggiata dal terremoto del 2009.

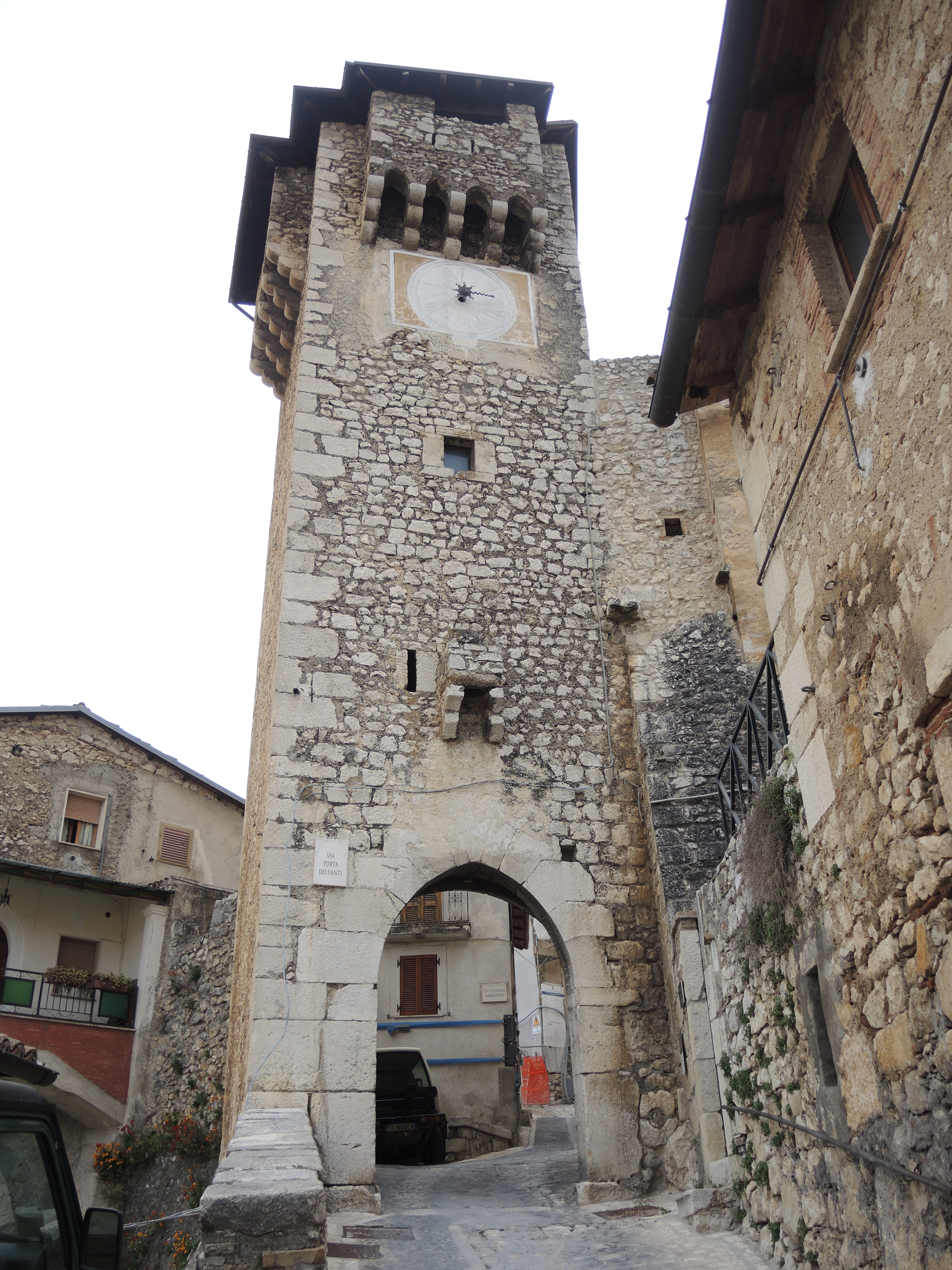
Torre dell'orologio di Fontecchio

- Palazzo Corvi e torre pentagonale (Fontecchio): la torre e il palazzo costituiscono un tutt'uno con il borgo medievale, e in origine erano il castello fortificato, successivamente trasformato in residenza gentilizia. La torre dell'orologio costituisce l'accesso principale al borgo antico dal piazzale della Fontana Trecentesca; si addossava a un'ala del Palazzo Muzii, della quale rimane solo una finestra ad arco polilobato a tutto sesto, e piedritti in pietra. I prospetti a nord ed est della torre presentano feritoie e caditoie su beccatelli, su quello nord è posto anche uno storico orologio del XV secolo, mentre il prospetto ovest (interno) si caratterizza per la presenza della scala d'accesso.

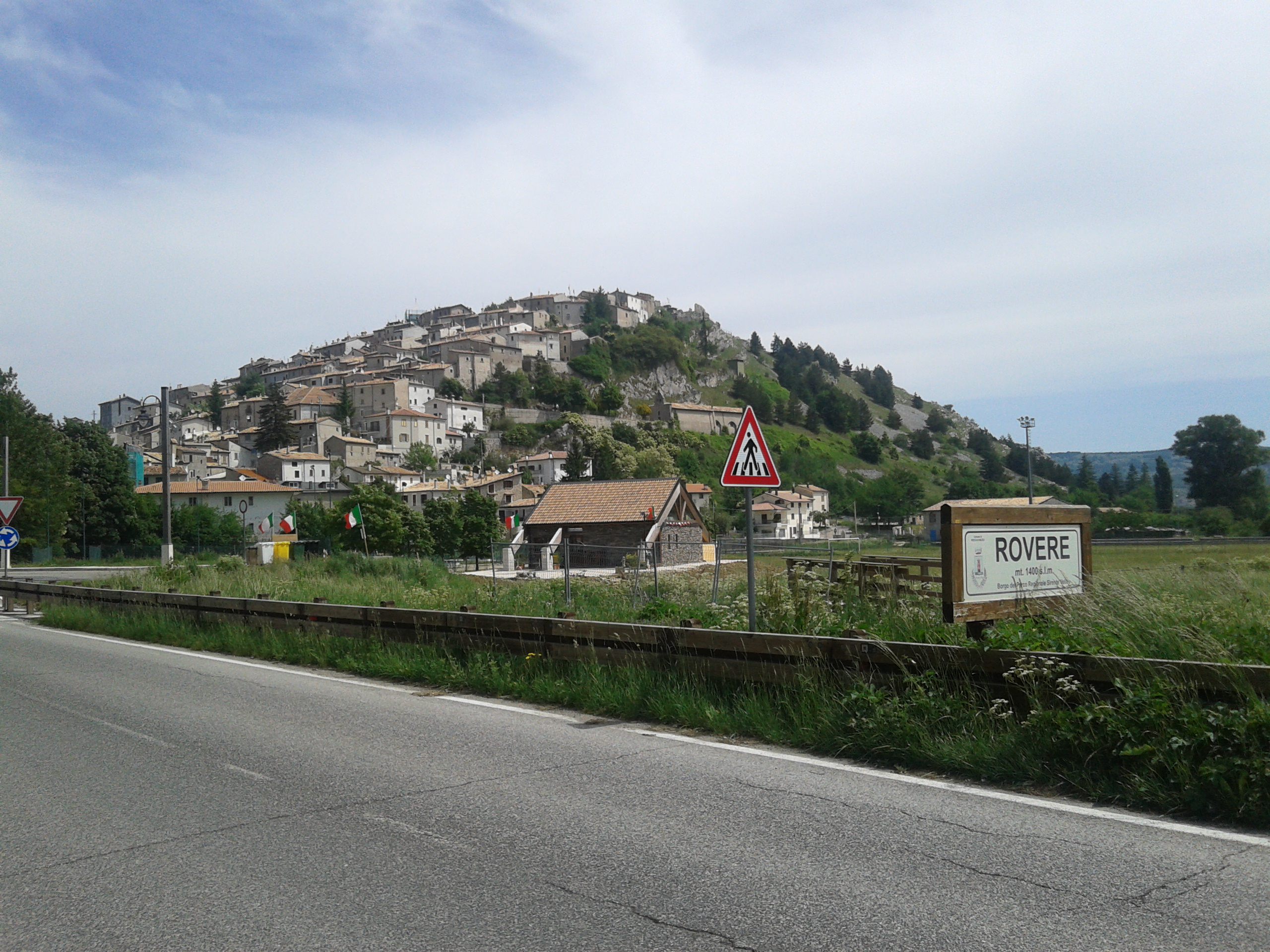
Borgo si Rovere

- Castello-recinto di Rovere: si trova nel comune di Rocca di Mezzo. Le origini di Rovere risalirebbero a un recinto fortificato dei Superequani. Dopo la conquista romana, il presidio venne abbandonato e nuovamente fortificato, divenendo un vero e proprio castello sopra uno sperone roccioso a guardia dell'altopiano delle Rocche[13]. Gli scavi archeologici hanno dimostrato che il castello era molto antico, dato che è documentato già dal 981 d.C., con una prima cittadella munita di mura e torri; in una seconda fase il borgo si spostò più a valle fino al margine della pianura, e il castello venne abbandonato, usato addirittura come cava per la costruzione di nuove case. Il "castrum Roboris" era all'epoca dei Longobardi una semplice torre di guardia, che divenne castello nel XII secolo, dotato di mura e fossato; due cisterne con un recinto triangolare con funzione e residenza militare, e ai vertici tre torri circolari. Tra il XV-XVI secolo il castello divenne una residenza gentilizia, ma successivamente venne abbandonato, e il terremoto del 1915 contribuì all'abbandono definitivo della struttura. La parrocchia del borgo, ancora oggi esistente era dedicata alla Madonna delle Grazie, e sorgeva fuori dall'abitato.
- Torre normanna di Rocca di Cambio: si trova accanto alla chiesa di San Pietro, e doveva essere un castello collegato con bastione di avvistamento (IX secolo). Successivamente il castello venne conquistato dai Normanni, nel 1254 partecipò a fondare L'Aquila, e venne successivamente saccheggiato da Braccio da Montone (1424) e danneggiato da vari terremoti, come quello peggiore del 1703. Oggi resta solo la torre a pianta quadrata, in origine con la sommità decorata da merli.

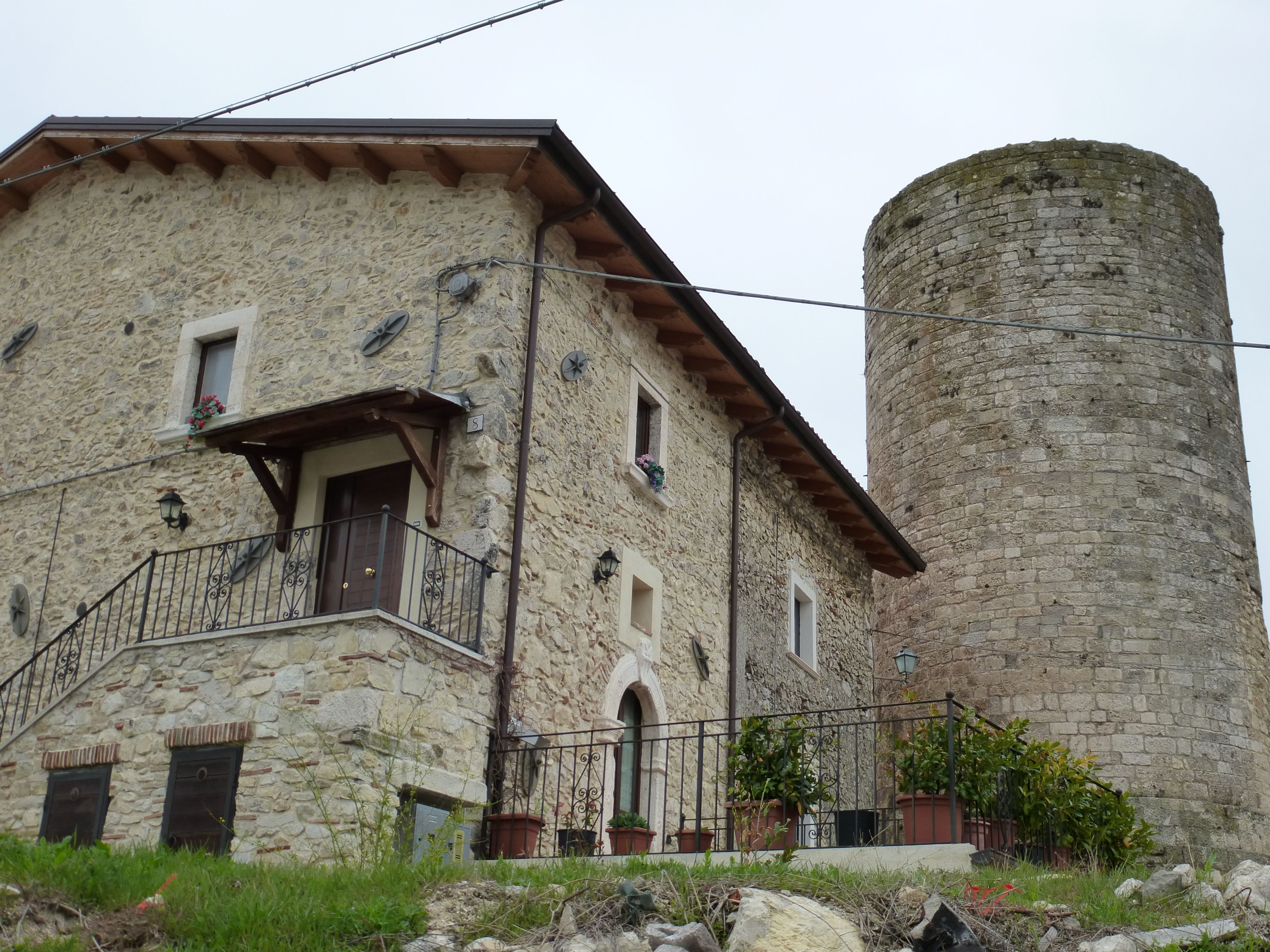
Torre di Santa Jona

- Torre Santa Jona di Ovindoli: la torre è un antico monumento, del XIII secolo, che domina la contrada omonima. Ha un aspetto cilindrico, perfettamente conservata, costruita dai Conti Berardi di Celano, che svilupparono la costruzione di roccaforti e torri di guardia nella Marsica fino ai confini con Rocca di Cambio. Il complesso è posto in posizione dominante sulla contrada, offrendo un'ampia panoramica sulla conca del Fucino e delle montagne del Sirente-Velino.
- Torre dell'orologio di Tione degli Abruzzi: si trova nel rione San Nicola di Bari, e doveva far parte di un castello oggi scomparso. La torre ha pianta quadrata in conci di pietra regolari, decorata in cima da merli, e al centro da un orologio ottocentesco. L'aspetto attuale, molto sobrio e compito, è frutto del restauro conservativo del 1951.

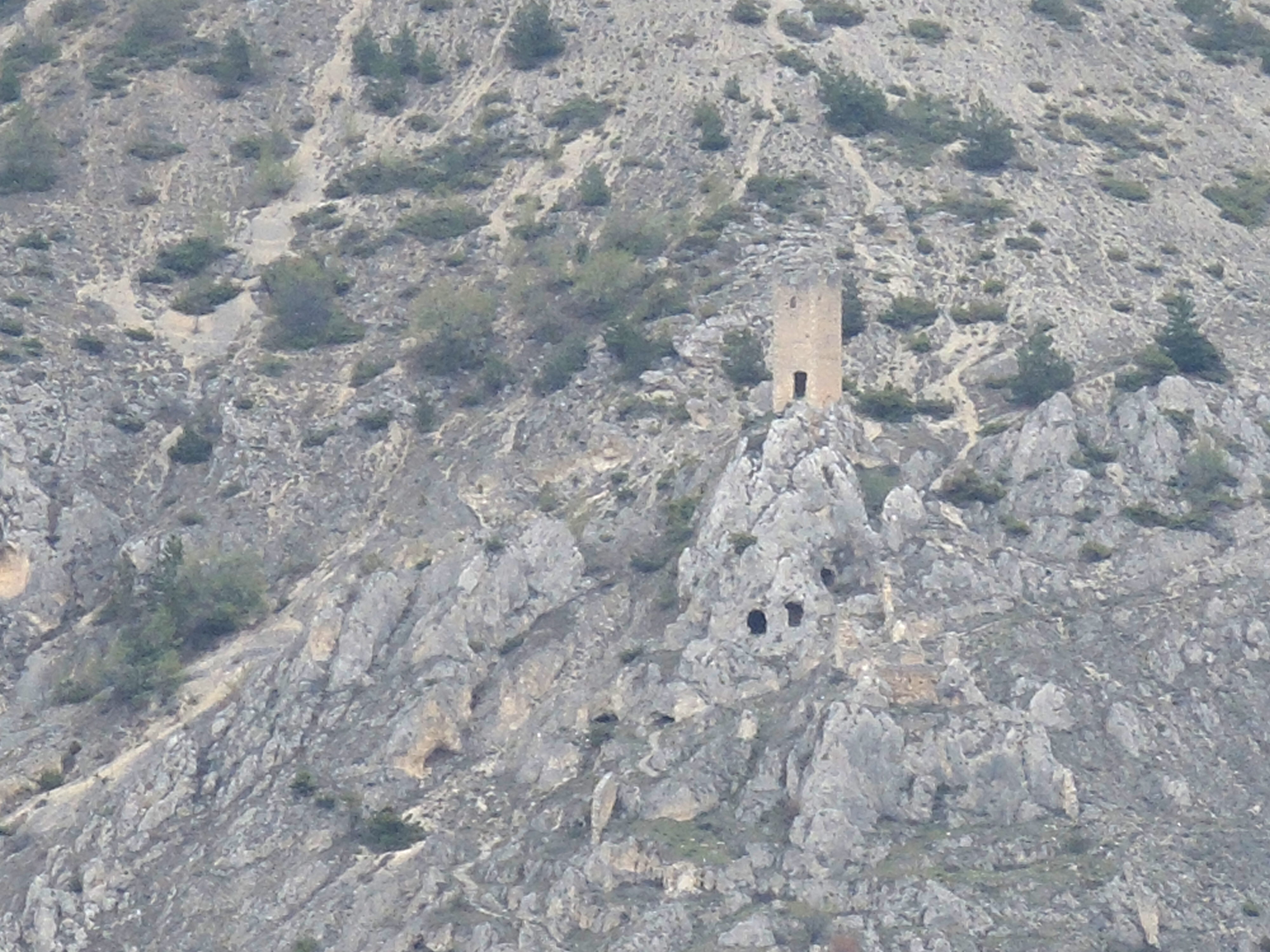
Torre di Roccapreturo

- Torre di Roccapreturo (Acciano): si trattava di un castello-recinto con pianta triangolare, posto in posizione chiaramente strategica presso la ripida orografia del terreno roccioso che sovrasta Acciano. Il recinto costotuiva uno degli elementi fortificati principali della difesa del territorio, in relazione con i castelli di Bominaco e San Pio. Partecipò alla fondazione dell'Aquila, e con i secoli il borgo sottostante di Roccapreturo si ampliò. Del castello oggi non rimane molto, se non la torre puntone maggiore, abbastanza conservata, a pianta pentagonale irregolare, con altezza di 10 metri. Le fonti testimoniano che il territorio nel 1185 era feudo dei Gualtieri signori di Collepietro e parenti dei Conti di Celano; successivamente il castello appartenne ai Masci dell'Aquila e ai Cappelletti di Rieti.

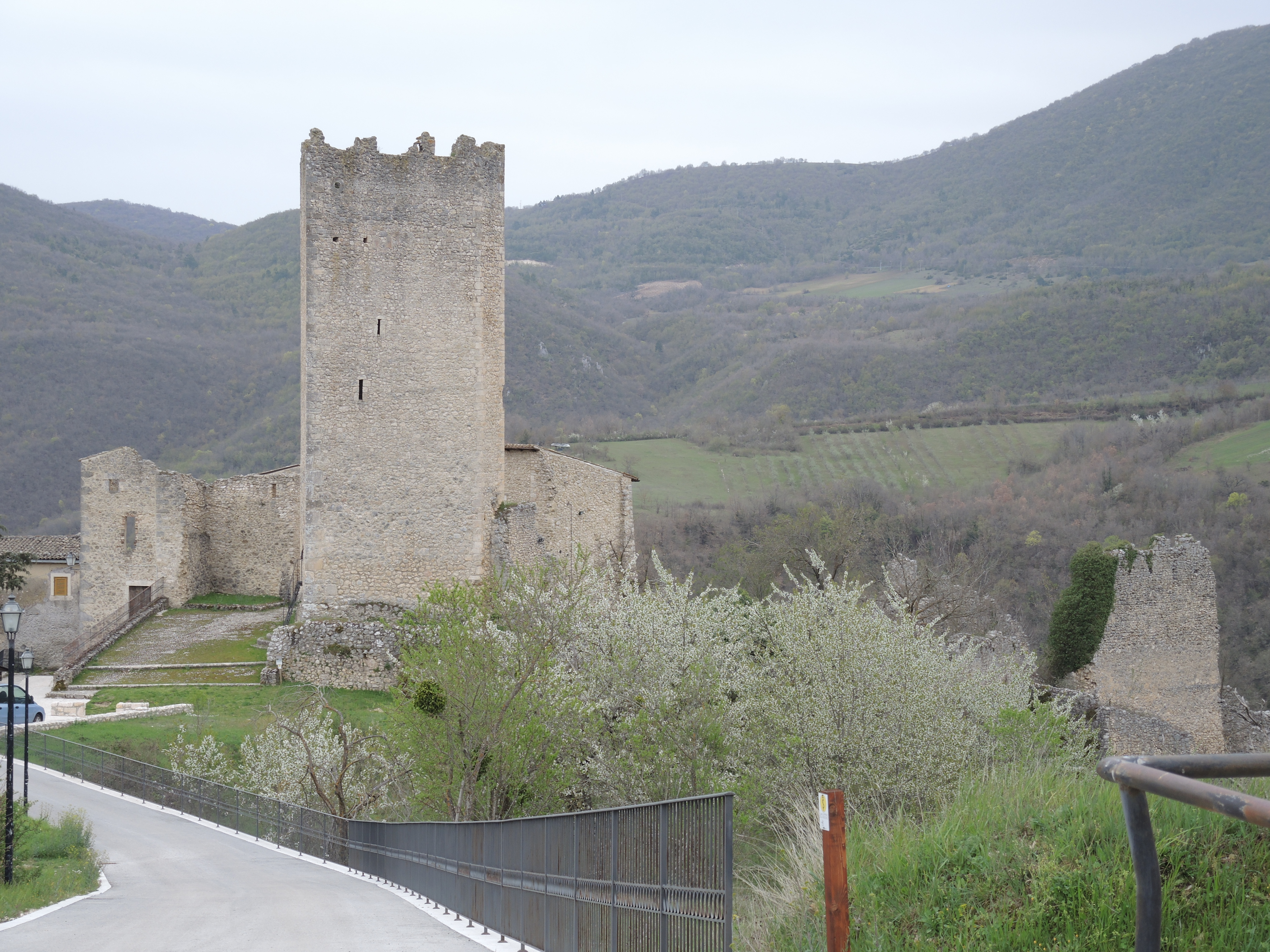
Borgo di Beffi

- Borgo fortificato di Beffi Inferiore (Acciano): il borgo fortificato faceva parte della rete difensiva dell'altopiano delle Rocche e della valle di Goriano: il torrione che lo caratterizza ha la pianta a forma pentagonale irregolare, i particolari costruttivi fanno pensare all'antica edificazione datata XII secolo. Il documento più antico testimonia l'esistenza di Beffi già dal 1185, quando il territorio apparteneva a Rainaldo da Beffe, concessogli da Raiano, poiché il territorio si trova a confine tra la diocesi Amiternina e quella di Valva. Negli anni l'antico borgo abbandonato è stato recuperato, e oltre alla torre è possibile leggere l'antico impianto medievale con mura e case, provviste di ampi giardini murati con orti. Si conserva l'antica porta di accesso, con arco a sesto acuto e a tutto sesto all'interno, con lo stemma recante una cittadella fortificata in rilievo. Appena fuori dalle mura si trova la parrocchia di San Michele Arcangelo, del XV secolo, che possiede un robusto campanile sormontato da cuspide; l'interno è barocco, con stucchi settecenteschi, che hanno modificato l'antico aspetto medievale-rinascimentale. Sotto il borgo, presso il fiume Aterno, si trova un antico ponte romano che porta alla vecchia stazione ferroviaria in disuso, e a un mulino settecentesco. Vi si trova la chiesa rurale di Santa Maria Silvana.

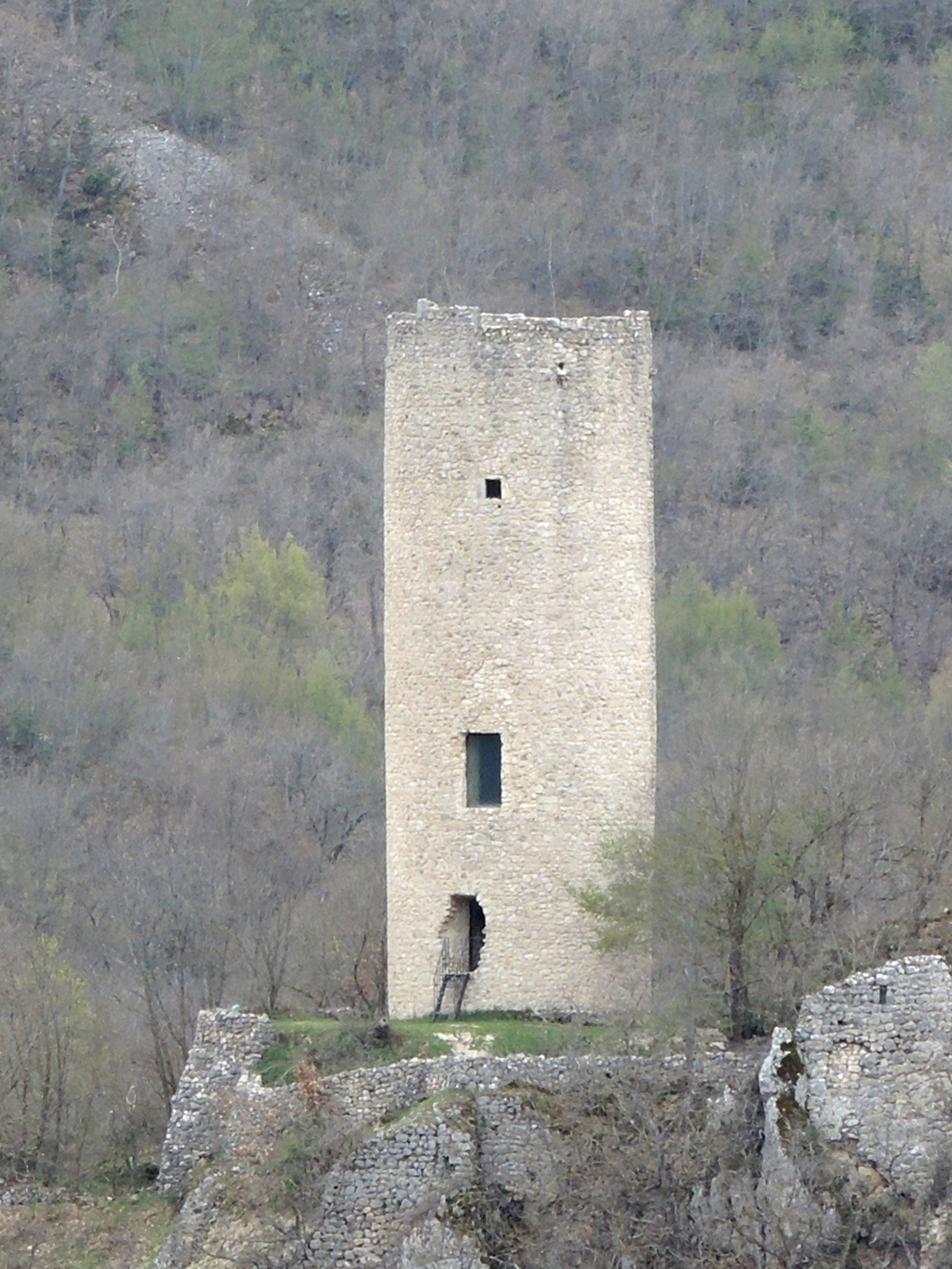
Torre di Goriano Valli

- Torre di Goriano Valle (Tione degli Abruzzi): si trova fuori dall'abitato, presso un burrone comunicante col borgo medievale di Beffi. La torre di avvistamento fu edificata nel XII secolo, avente pianta circolare, con struttura a canna, del diametro di 6,70 metri, realizzata con vani sovrapposti creati con struttura lignea, voltati a botte. L'ingresso era posto al primo piano, da dove si poteva ritirare la scala. La torre serviva prevalentemente per l'avvistamento più che per la difesa del territorio.
- Borgo fortificato di Collepietro e Torre Gregori: nel 1148 con il titolo di Conte di Palearia, Oderisio continuò a far prosperare il borgo perché crocevia dei traffici commerciali dalla valle dell'Aterno verso la via Tiburtina Valeria per Popoli. Il borgo ancora oggi, a pianta ellittica, conserva abbastanza bene l'antico aspetto, composto da case-mura, e da piccole strade interne, con la chiesa madre di San Giovanni. Alcune case sono delle vere e proprie torri di guardia con l'arco a sesto acuto per accedervi. Nel borgo si trova Torre Gregori, dell'XI secolo, nata come presidio di avvistamento, e oggi inglobata tra le case. Ha pianta quadrata irregolare, con l'asse minore orientato in direzione nord-sud, realizzata in conci di pietra calcarea locale piuttosto irregolari e blocchi squadrati di rinforzo agli spigoli. Le aperture ricavate sulle quattro facciate dell'edificio lasciano prevedere la disposizione e il numero dei quattro livello interno attuali. Un primo livello è difeso da una finestra rettangolare rinforzata da laterizi nel lato settentrionale, e una feritoia completata da una cannoniera nel lato orientale. Seguono altri tre piani rialzati, con ingresso sul lato meridionale.

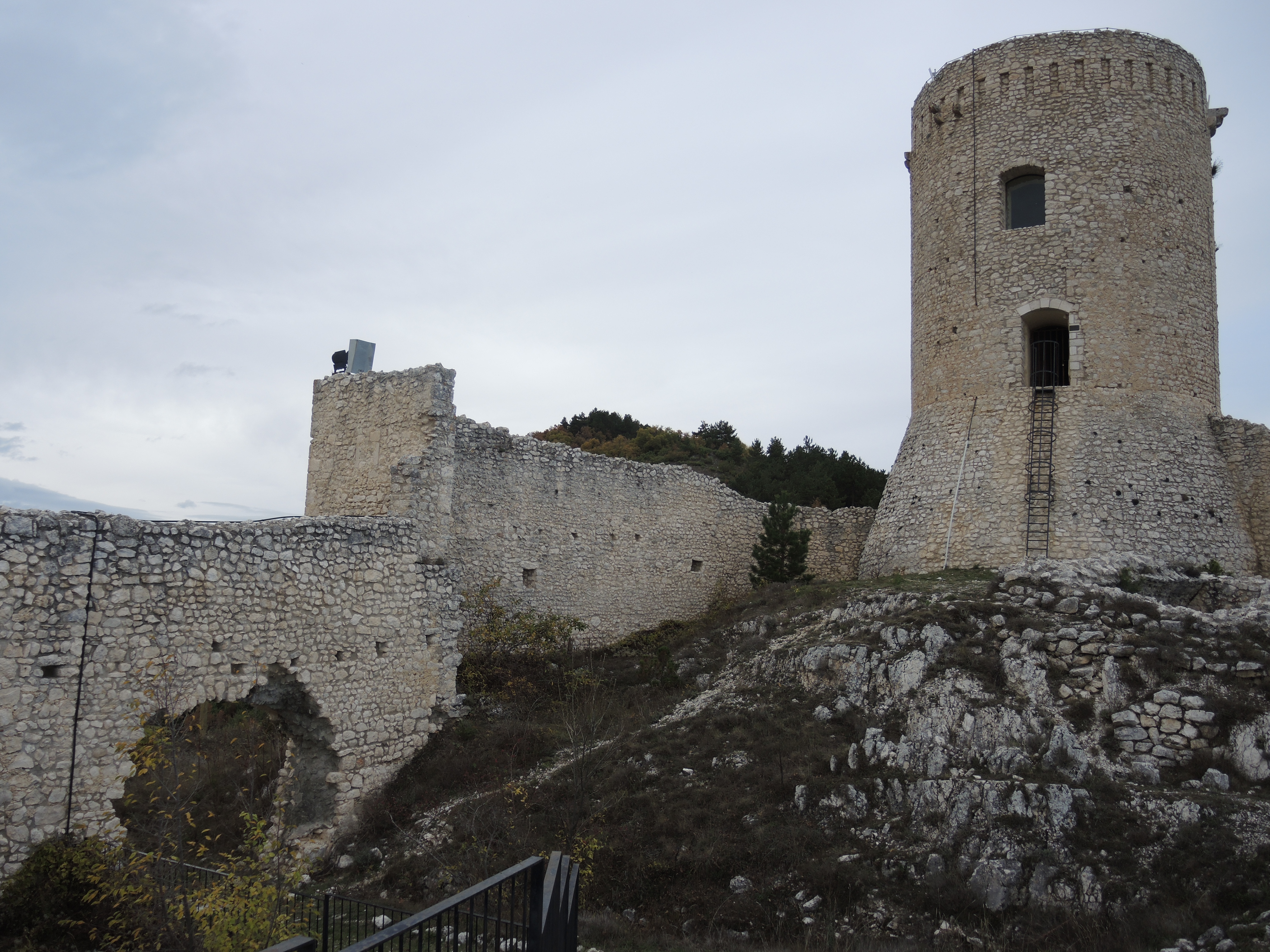
Castello recinto di Bominaco

- Castello di Bominaco: il castello sorge sopra il piccolo villaggio, e sopra il centro di Caporciano, dominando la parte occidentale della piana di Navelli. Il primo impianto risale al XII secolo, quando esisteva la torre di controllo, e l'allargamento a castello-recinto è stato eseguito un secolo più tardi. Oggi le mura presentano dei danneggiamenti, dovuto al terribile assalto di Braccio da Montone nel 1424, quando era feudatario Cipriano di Iacobuccio di Forfona, che chiese a papa Martino V di ristrutturare la fortezza.

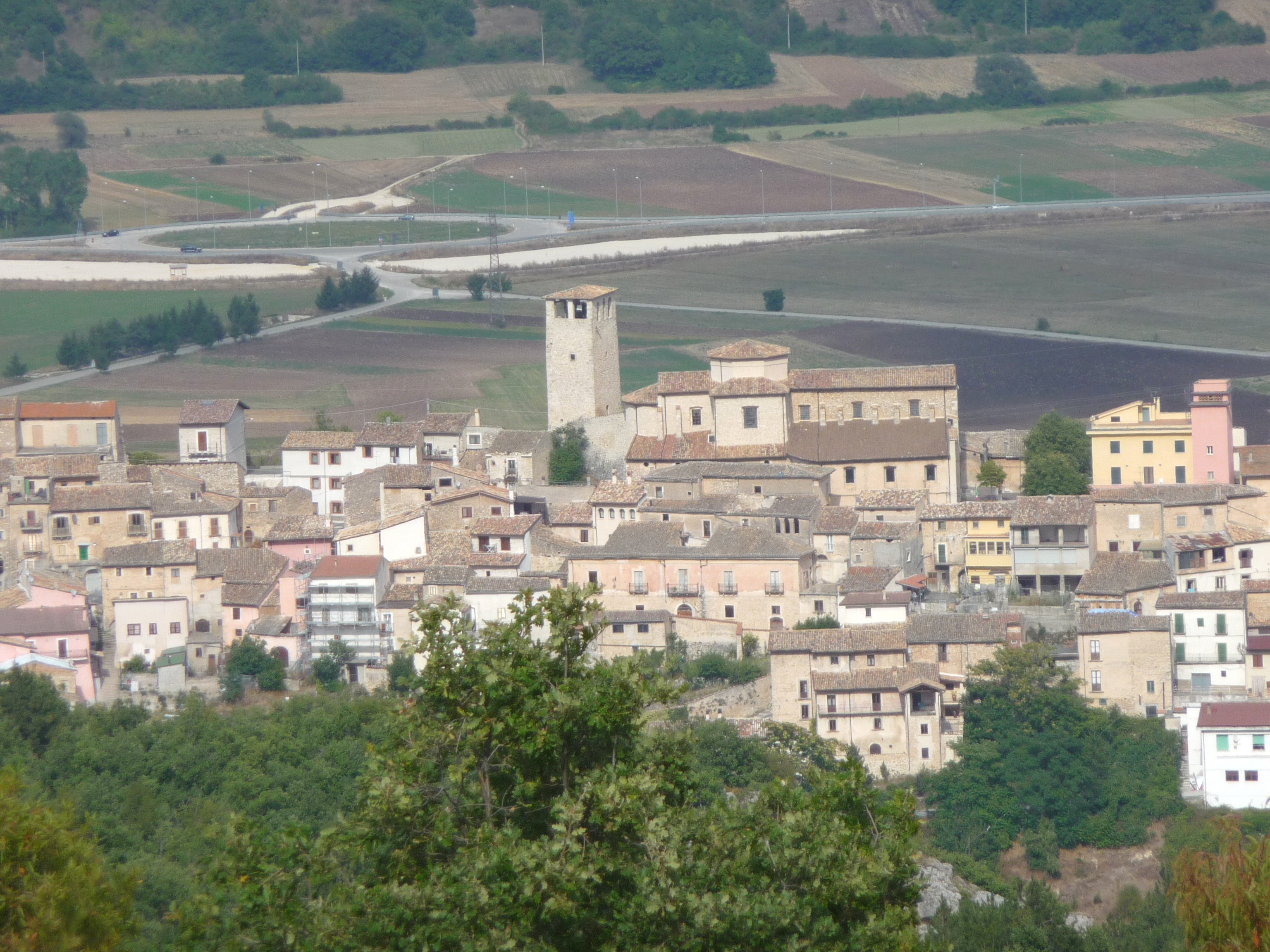
Veduta di Caporciano e della torre campanaria della parrocchia di San Benedetto

- Torre campanaria di Tussio: nella fase precedente il 1266, anno di ricostruzione dell'Aquila, a Tussio esisteva il castello-recinto con sviluppo poligonale a mezza costa. Dopo quest'anno, il castello venne distrutto, e con il materiale venne edificata la nuova chiesa di San Martino con il cappellone di San Giuseppe e confraternita della "Buona Morte", lasciando una delle torri, che ne divenne il campanile, a pianta circolare. La torre campanaria è stata ottenuta sopraelevando la torre del castello, mantenendo la muratura originaria nella fascia inferiore del fusto, fin dove si leggono le strutture in pietrame di piccola pezzatura, legata alla malta. Nella fascia superiore è stato aggiunto il secondo corpo di fabbrica a pianta poligonale, contenente l'orologio e la cella campanaria, in assetto configurativo completamente diverso dall'originale.

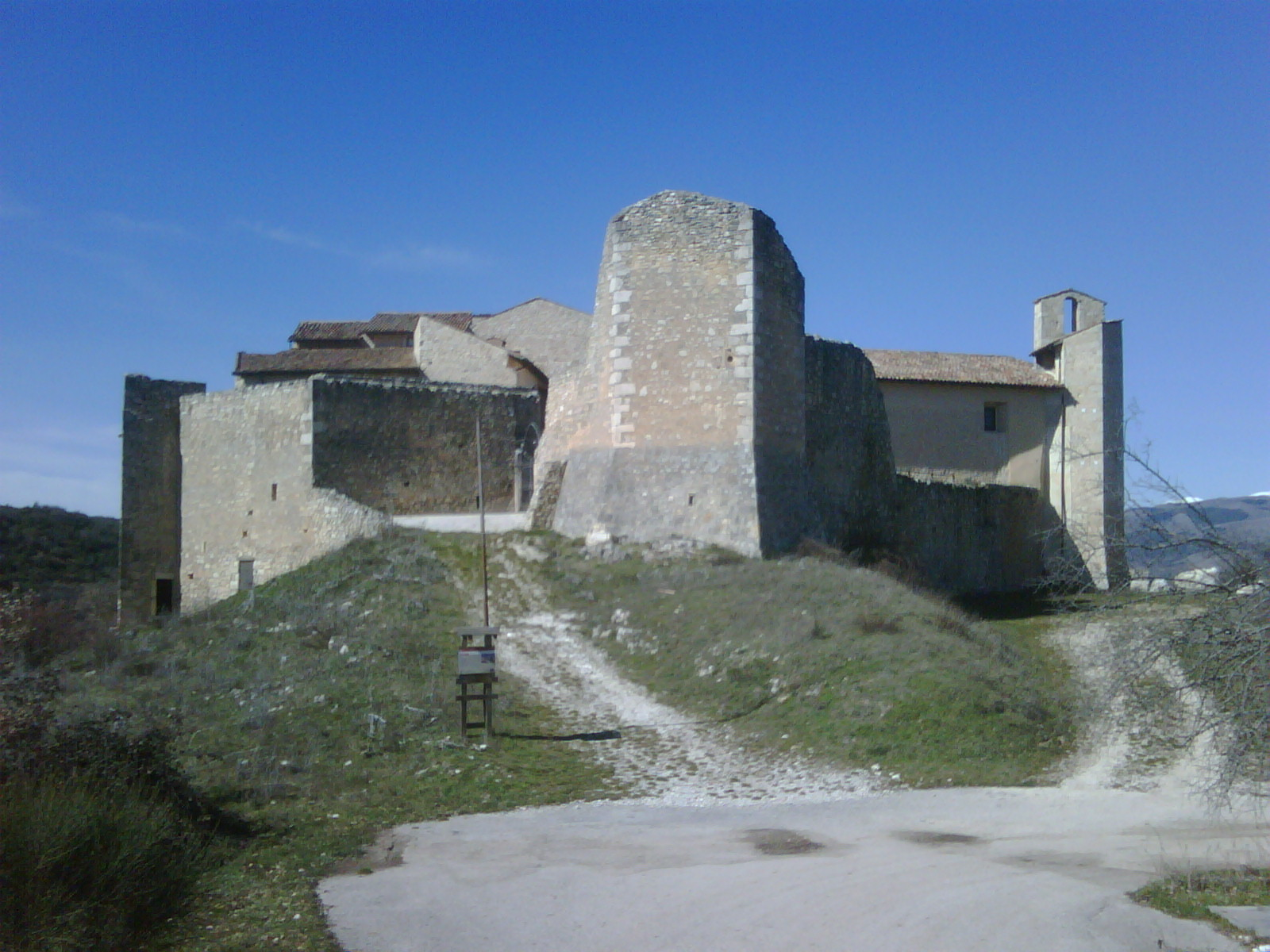
Castello Camponeschi

- Castel Camponeschi (Prata d'Ansidonia): si tratta di una vera e propria cittadella fortificata che sorge sopra un colle a distanza dal comune di Prata. Il villaggio è composto da mura di cinta interrotte da torri quadrangolari, due porte di accesso, con case interne, il palazzo del Capitano e la chiesetta di San Pietro. Scarsa è la documentazione riguardo al castello, ma doveva esistere già in età medievale, e fu feudo di Pietro Lalle Camponeschi dell'Aquila, membro di un'importanza famiglia patrizia del quarto di San Pietro. Nei documenti il castello è nominato per la prima volta nel 1508, il borgo continuò a vivere sino ai primi anni '50 del Novecento, quando venne abbandonato e lasciato al degrado. Negli anni '70 vi si volsero dei festival legati al romanzo Lo Hobbit di Tolkien, e più avanti partirono dei lavori di recupero che si conclusero a metà a causa del terremoto del 2009. Il borgo interno è composto da case rurali a una sola stanza, molto semplice, collegate per mezzo di archi, e due abitazioni più grandi che costituivano i palazzi del potere, in stile quattrocentesco. La chiesa di San Pietro è molto semplice, in pietra concia, con aula unica, ed è oggi aula conferenza.
- Castello di San Pio delle Camere: sovrasta il centro storico di San Pio, ed è l'archetipo del castello-recinto abruzzese. La fortezza risale al 1100, quando venne costruita la torre-puntone maggiore, sul punto più alto della montagna rocciosa. Successivamente il castello prese l'aspetto di un triangolo isoscele, con altre due torri maggiori angolari rompitratta. Il maniero partecipò alla fondazione dell'Aquila, e subì la vendetta di Fortebraccio nel 1424, che distrusse il castello, come è possibile vedere ancora oggi. L'uniformità d'insieme della struttura e i rapporti con l'ambiente circostante fanno di questa fortezza un'esemplificazione tipologica. Le peculiarità costruttive della torre puntone pentagonale creano dubbi sull'uniformità della costruzione, e suggeriscono l'ipotesi di un impianto preesistente normanno, ampliato nel XII secolo. Il primitivo villaggio inoltre, al pari di Barisciano, Bominaco e Rocca Calascio, era racchiuso proprio dentro le mura, e successivamente per l'aumento della popolazione, il centro di San Pio si spostò più a valle.

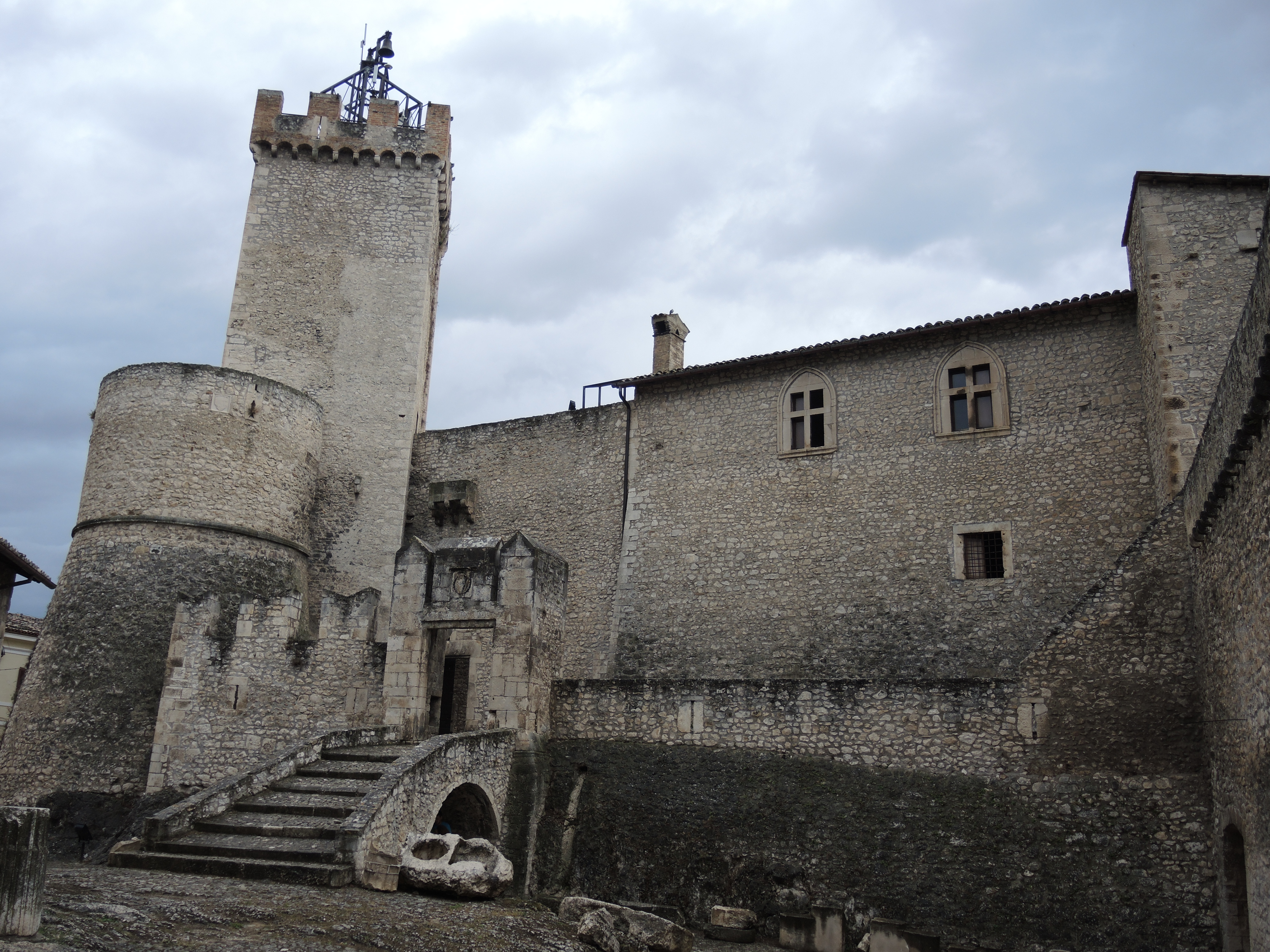
Il Castello Piccolomini di Capestrano

- Castello Piccolomini (Capestrano): esso rappresenta, nonostante i vari interventi, uno dei complessi fortificati più interessanti d'Abruzzo. Le sue vicende sono legate al succedersi di varie famiglie che ebbero il feudo di Capestrano: i Duchi d'Acquaviva di San Valentino in Abruzzo Citeriore, imparentati con quelli di Atri, poi i Piccolomini, Francesco De Medici, fino all'eversione dal feudalesimo, quando il castello divenne, e lo è ancora oggi, sede del Municipio. L'edificio residenziale quattrocentesco (1485) ingloba i resti di un antico castello medievale dell'XI secolo circa, di cui resta la grande torre centrale prismatica. Esso si compone di due corpi disposti a L, di cui il maggiore a sud-ovest, forma il lato di fondo della piazza maggiore di Capestrano, mentre il minore chiude il cortile interno verso nord-ovest.[14]
- Torre Forca di Penne (Capestrano): si trova sopra i monti di Ofena, a confine con la provincia di Pescara. Esattamente posta nel valico omonimo, importante percorso tratturale Centurelle-Montesecco, tra le due province, la torre risale al XIII secolo, spiccando su un piano roccioso, circondata da membrature alla base, che testimoniano la presenza di un vero e proprio piccolo castello. La torre è alta 20 metri, a pianta quadrata, con tre aperture su una facciata, a testimonianza dei tre livelli interni in cui era divisa.
- Torre campanaria di Caporciano: sorge dove si trovava il castello, occupato dalla parrocchia di San Benedetto.

### Castelli dell'area peligna

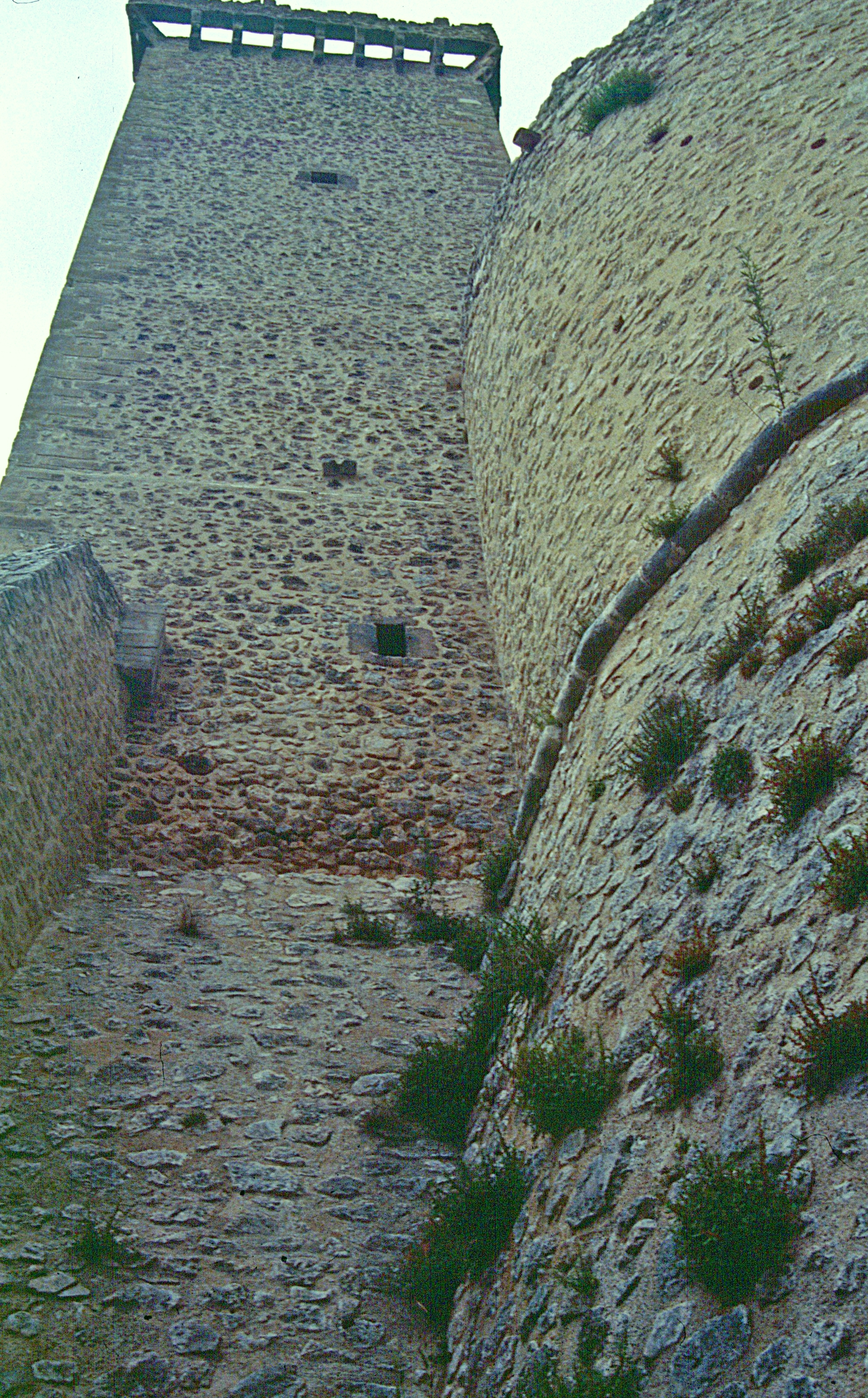
La torre maestra del castello di Pacentro

- Castello Caldora Cantelmo e porte del borgo (Pacentro): : il castello si trova a quota 718 metri s.l.m., costituisce una delle strutture fortificate più belle e conservate dell'Abruzzo. Il suo ruolo è stato costantemente quello della difesa e del controllo del Morrone e della valle Peligna; le prime citazioni risalgono al Chronicon Casauriense nel 951 e poi nell'XI secolo. Dopo alcune opere di manutenzione volute da Federico II di Svevia, nel XIV secolo il castello passò ai Caldora, e di conseguenza nelle mani di Jacopo, che lo trasformò nella struttura attuale, irta di torri di controllo e fossato con cinta muraria. Vennero innalzate le tre torri interne, anche se quella di nord-est priva delle classiche merlature a sbalzo, è probabilmente precedente, e l'altra successiva al 1418, fu realizzata durante il completamento della difesa esterna, con la costruzione dei bastioni cilindrici angolari.[15]

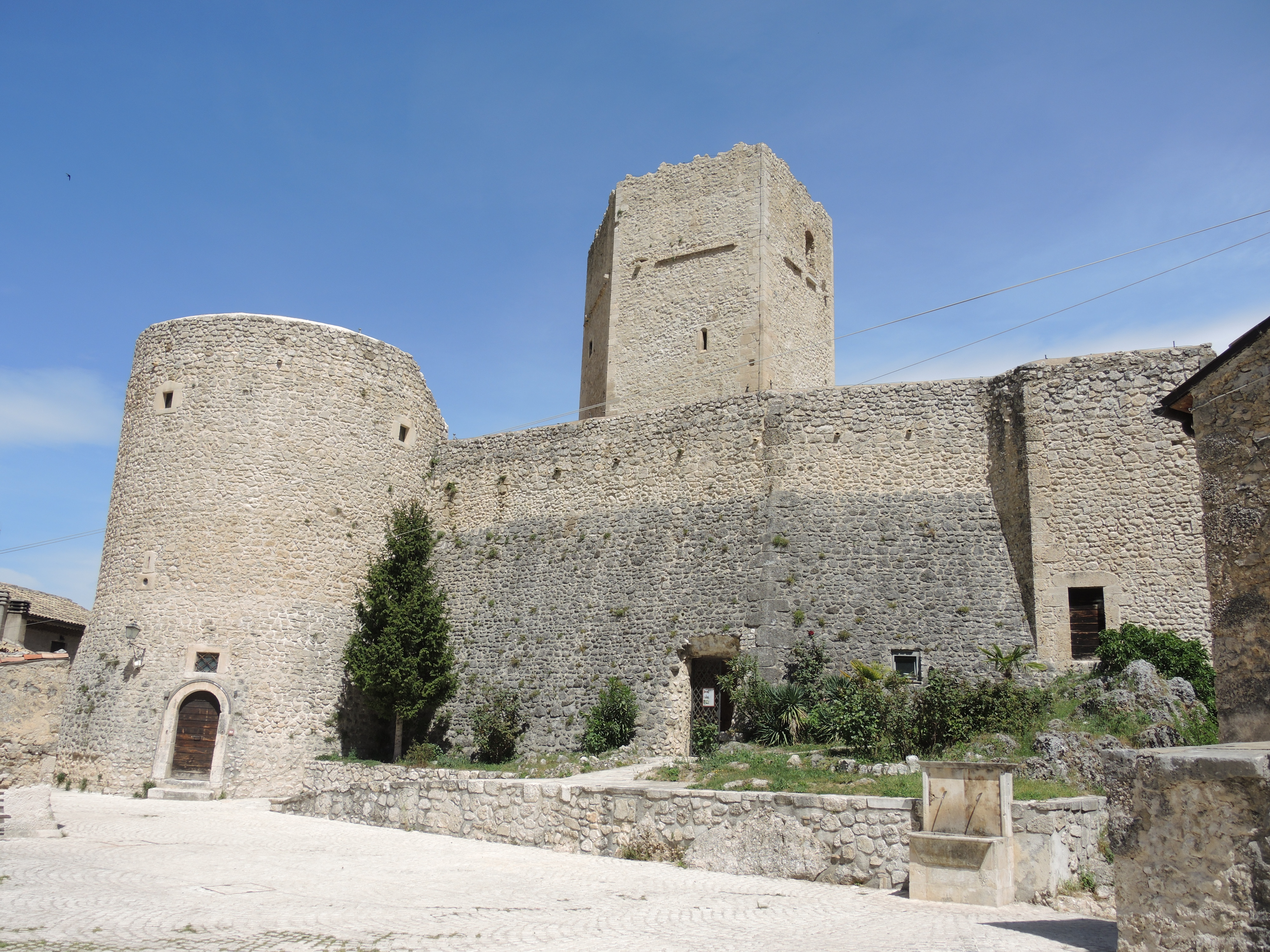
Castello di Pettorano sul Gizio

- Castello Cantelmo e porte del borgo (Pettorano sul Gizio): concepita come una delle principali fortezze della valle Peligna, la costruzione risale all'XI secolo durante il governo normanno, dipendente dalla diocesi valvense. Nel secolo successivo il castello fu di proprietà di Oddone da Pettorano, più avanti nel XIII secolo degli Svevi, e infine dei Cantelmo di Popoli, con il matrimonio di Amile d'Agoult con Giovanna di Odorisio da Ponte. Danneggiato dal terremoto della Maiella del 1706, il castello divenne residenza signorile, e gli ultimi proprietari lo cedettero al comune nel 1977. Il castello ha pianta circolare irregolare, scandito agli angoli da robuste torri cilindriche, tranne una porzione che è stata demolita per le case civili. Di epoca normanna è il torrione centrale a pianta poligonale, mentre le altre due torri minori circondano la muratura a scarpa a ovest. Il sistema difensivo è quello della muratura a sacco, con paramento esterno in pietra sbozzata e malta di calce. Il castello era inoltre decorato dagli stemmi gentilizi e da mobili settecenteschi, il tutto saccheggiato all'inizio del '900, quando il castello fu abbandonato.

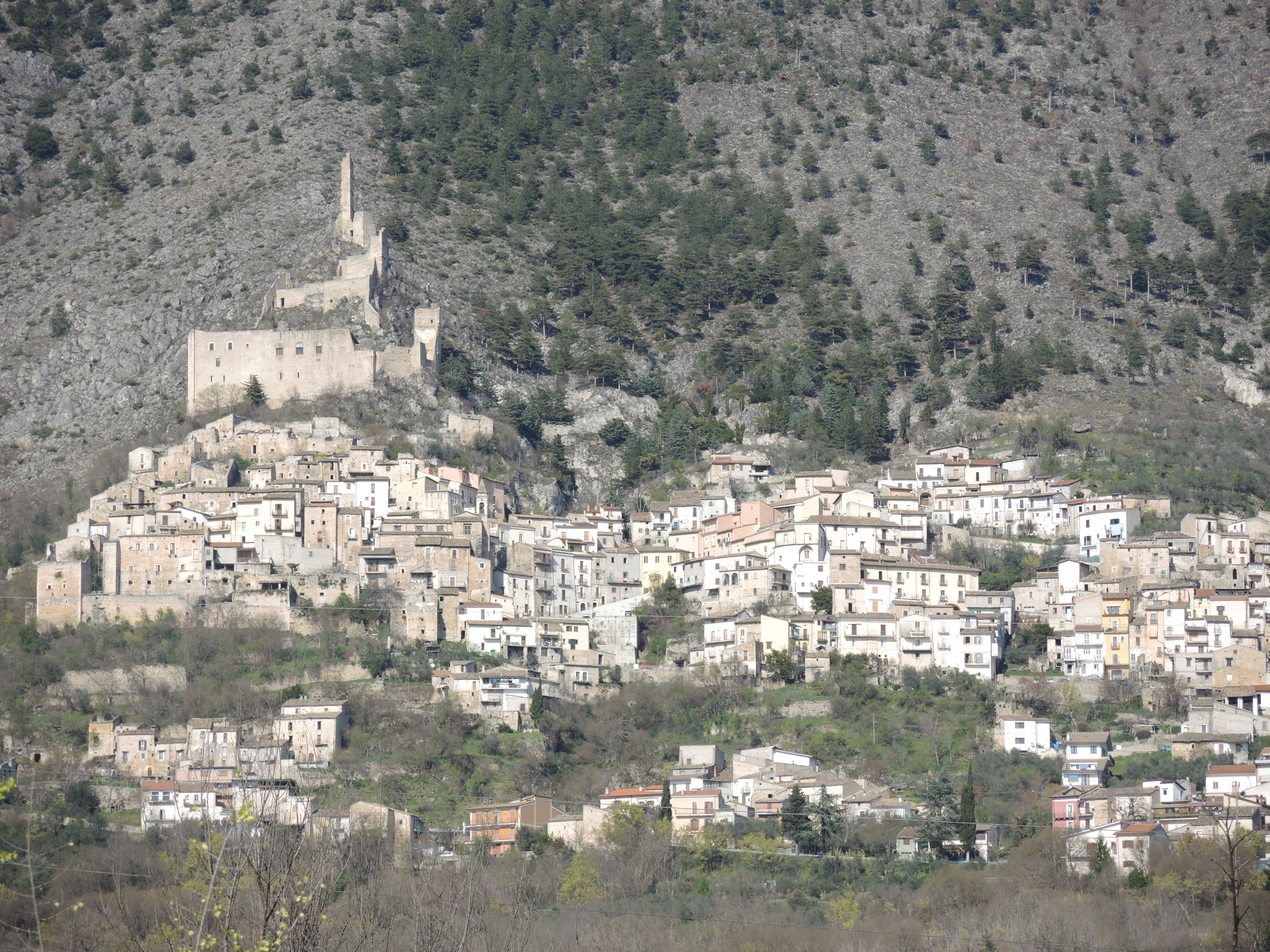
Veduta di Roccacasale, sovrastata dal castello

- - Castello Rocca Valleoscura (Rocca Pia): il paese di Rocca Pia, già Rocca Valle Oscura, si trova al confine della valle del Gizio con la conca Peligna, e a sud con l'altopiano delle Cinquemiglia. Il nome subì vari cambiamenti: nel 1815 dopo la conquista francese del castello, il paese divenne Rocca Letizia in onore di Letizia Bonaparte, madre di Napoleone, e anche se il re Ferdinando II delle Due Sicilie annullò tale decreto, fino al 1860 continuò a essere chiamato così. In quest'anno il re Vittorio Emanuele II, in visita nell'Abruzzo per raggiungere Pescara, cambiò il nome nel definitivo Rocca Pia, in ricordo della principessa Maria Pia di Savoia. Le origini di Rocca Valle Oscura risalgono all'alto Medioevo: la prima attestazione di un sito abitato risale a un diploma dell'876, ossia Guido duca di Spoleto concesse la chiesa di San Marcello in Florina, presso la rocca, ai monaci dell'abbazia di San Vincenzo al Volturno, che aveva numerosi feudi nell'alto Sangro. Dunque Florina era il primo nome del paese, che successivamente venne fortificato con un castello. Nel XV secolo il paese i sviluppò più a valle con un secondo nucleo fortificato, ancora oggi visibile, nominato quartiere Castelluccio, e infine nel XVIII secolo il paese scese ancora, espandendosi attorno alla parrocchia di Santa Maria Maggiore. I resti dell'antico castello si trovano sopra l'altura che sovrasta il Castelluccio, e consistono in un recinto a pianta poligonale con alcune torri a scarpa sopravvissute, inclusa la torre maestra, mozzata.
- Castello De Sanctis (Roccacasale): situato alle pendici del Monte Morrone, in forte pendenza, il castello domina la strada che collega Popoli a Sulmona, nonché il borgo sottostante. La leggenda narra che il castello venne costruito nel 925, per volontà del Conte di Spoleto per sbarrare la strada agli invasori Saraceni, che muovevano verso l'alto Sangro e l'altopiano delle Cinquemiglia. Dal XV secolo sino al XVII secolo appartenne alla famiglia Cantelmo di Popoli, e poi ai baroni De Sanctis, che lo ebbero in feudo sino al 1803, anno in cui il castello fu preso d'assedio dalle truppe di Duhesme durante l'invasione francese, e la resistenza disperata dell'abruzzese Giuseppe Pronio, comandante delle truppe filoborboniche.

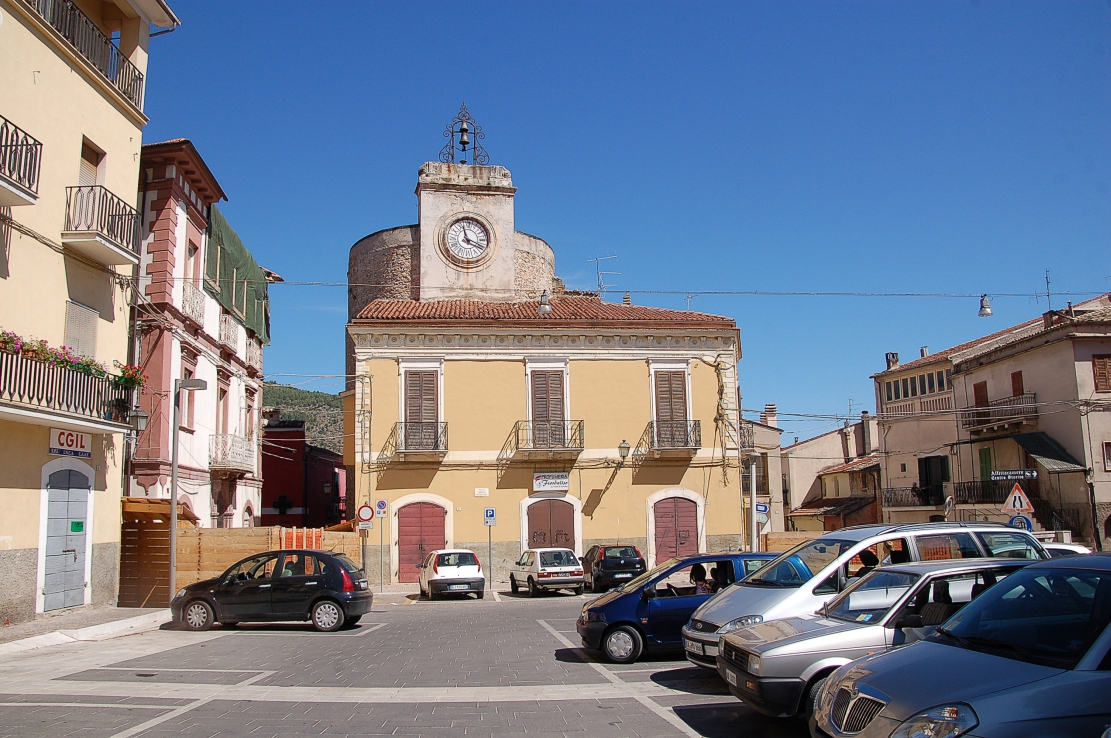
Torre dell'orologio a Raiano

- Torre dell'orologio di Raiano: il paese risale al IX secolo, come testimonia un documento sugli insediamenti franco-longobardi nella valle Peligna. Nell'872 era noto come Castrum Radiani, nel 1047 appartenne ai castelli in possesso dell'abbazia di San Clemente a Casauria, con diploma di Enrico III; nel 1162 Roberto di Bassavilla conte di Loritello, padrone di Raiano, fu dichiarato ribelle e sostituito dal conte Gilberto di Gravina in Puglia. Nel 1294 vi transitò il corteo del frate Pietro da Morrone in direzione dell'Aquila per essere incoronata Papa Celestino V. Nel 1208 si compirono saccheggi da parte di Raimondo de Sangro, e nel 1337 il paese fu feudo per molti secoli della famiglia Cantelmo di Popoli. Raiano non era dotata di un vero e proprio castello, ma di un sistema di torri difensive, di cui rimane solo una, addossata a un palazzo ottocentesco. La torre ha pianta circolare, in conci di pietra irregolari, con base a scarpa, e il lato rivolto verso la piazza è stato ornato nell'800 con un orologio e cella campanaria per battere le ore.
- Eremo-fortezza di San Terenziano (Corfinio): si tratta di una chiesa fortificata che sorge fuori dall'abitato. Le prime notizie sul complesso risalgono al 1323 e riguardano il pagamento delle decime, mentre due secoli più tardi, nel 1522, l'eremo viene nominato insieme alle altre chiese di Corfinio nella bolla del vescovo De Rusticis, mentre nel 1819 ci fu una visita pastorale del vescovo Tiberi. La chiesa è inclusa in una fortezza quadrata a diversi piani abitativi, nella parte esterna c'è un piccolo orto, riserva alimentare per coloro che praticavano la vita ascetica; la struttura nella parte retrostante si affaccia sul precipizio. Le dimensioni del complesso sono notevoli: 18x17 metri, al piano terra la pianta è quadrata, con angoli smussati, a croce greca, i cui bracci sono separati da tratti di mura decorate con lesene e capitelli fitomorfi. Una scala consente l'accesso al piano superiore, anch'esso caratterizzato da ambienti riservati al dormitorio, mentre un'altra permette l'accesso al piano dell'organo. Il lungo stato d'abbandono della chiesa ha consentito che perdesse gran parte degli arredi e dei dipinti: oggi rimangono degli angeli in stucco sull'altare centrale, l'ambiente inferiore è scavato direttamente nella roccia, la parte più antico della chiesa. Due sono i vani, collocati a una quota superiore rispetto a quella del pavimento: essi sono scavati nella roccia, rispecchiando lo stile di vita medievale degli eremiti. Sono coperti da volta a botte, accanto a questi c'è una terza stanza, realizzata in muratura, e posta sopra una cisterna.

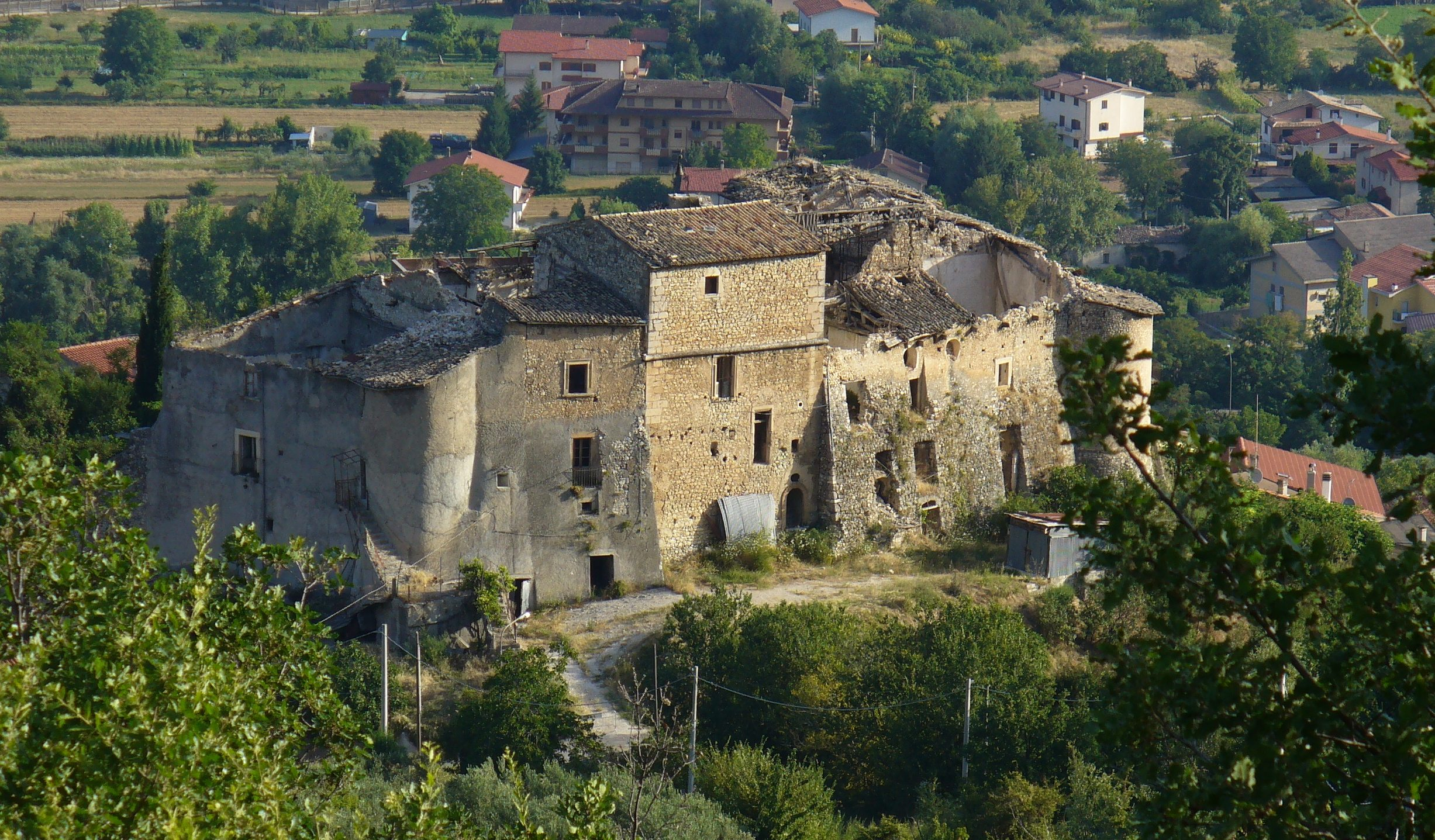
Castello degli Scorpioni-Di Sangro a Bugnara

- Torre del castello di Introdacqua: si trova alle pendici del Monte Plaia, nella parte più alta del borgo, eretta come fortificazione di avvistamento. La torre ha base quadrata, potenziata da una robusta cinta poligonale che la circonda, formando una scarpata. La cinta muraria, aggiunto forse in un secondo momento, possiede un'apertura sormontata da un arco, e dagli incassi murari che accoglievano i bolzoni a sostegno dell'antico ponte levatoio. Lo spazio anulare fra la torre e le mura è assai contratto, cosicché il fortilizio risulta dai due elementi, e non può essere collegato ai castelli-recinto dell'Abruzzo. In un secondo momento presso la torre furono scavate le feritoie per le bocche da fuoco.
- Castello Degli Scorpioni (Bugnara): si trova nella parte alta del borgo, detta Rocca Scorpione o Colle San Nicola. Fu edificato nel VII secolo circa come torre di avvistamento, e più avanti venne fortificato come un vero palazzo del potere. Nel 1361 appartenne alla famiglia De Sangro, che aveva i feudi di Anversa degli Abruzzi, Frattura Vecchia, Palena. Nel 1442 venne istituita da re Alfonso la regia dogana aragonese che portò al castello di Bugnara notevoli introiti. Nel XVI secolo il castello passò agli Scorpioni di Penne, da cui il nome attuale. Venne danneggiato dai terremoti del 1706, del 1933, da quello della Valle di Comino del 1984, per cui venne dichiarato inagibile e abbandonato, fino ad altri danni provocati nel 2009. Il castello oggi conserva poco della struttura medievale, perché con gli Scorpioni fu trasformato in residenza gentilizia, e solo le parti laterali mostrano la muratura a scarpa, con tracce di torri circolari. Il palazzo ha pianta rettangolare, con bastioni di fortificazione, e un accesso al cortile interno, che permette l'ingresso alla struttura vera e propria. Nel 2018 sono stati stanziati dei fondi per il recupero.

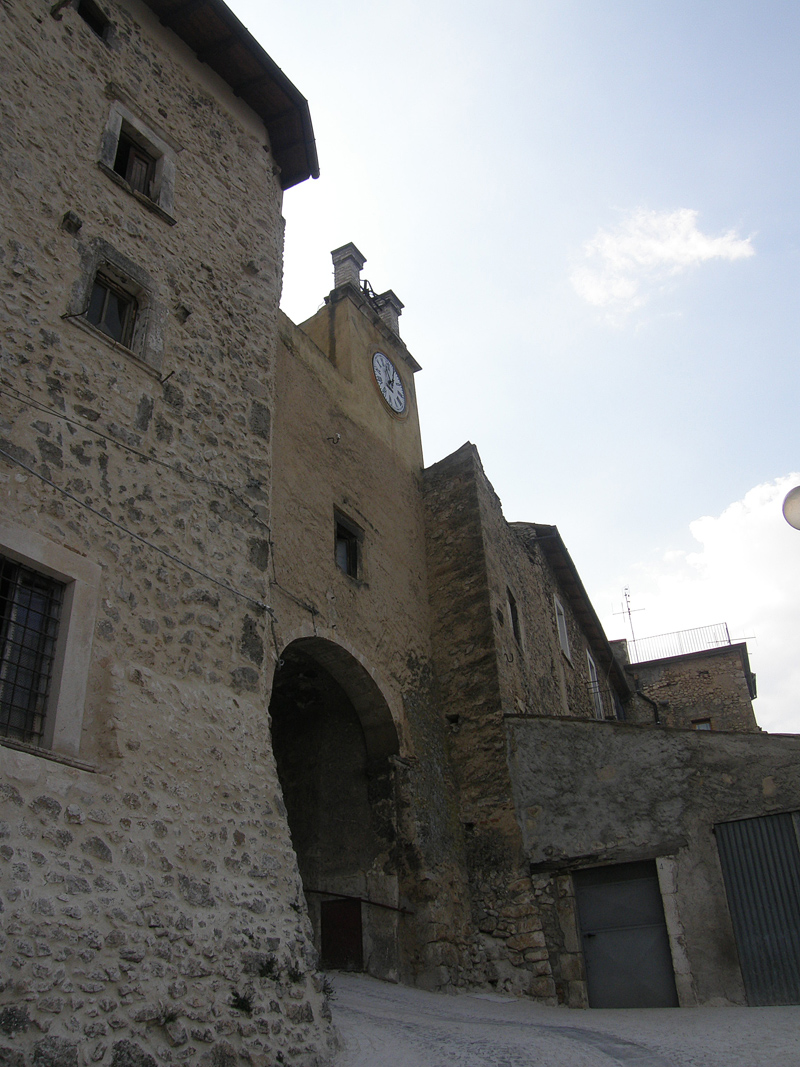
Porta da Piedi a Vittorito

- Palazzo Castellato (Campo di Giove): si trova in Largo Castello, costruito nel XVI secolo sopra l'antico castello. L'ingresso principale è costituito da un portale in pietra con arco a tutto sesto, sovrastato da una nicchia che accoglie una figura antropomorfa, elemento originario, così come lo sono le finestre a coronamento orizzontale del primo piano. Inequivocabilmente cinquecentesca è la loggia situata all'ultimo piano, che si apre sulla piazza. Presenta 4 fornici con archi a tutto sesto e semplici capitelli cubici. Il castello si trova nella parte più alta del paese, che si eleva sopra una roccia, e conserva poco della pianta originaria, probabilmente ellittica, come dimostra lo spicchio meglio conservatosi, poiché il resto si fonde con le case del borgo antico. Da sinistra si collega al Palazzo Ricciardi, sede del municipio del paese. Fu abitato principalmente dalle famiglie Cantelmo e Caldora.
- Torre e Porta da Piedi (Vittorito): costituiscono la parte alta del borgo vecchio. Esso si è sviluppato da una principale torretta quadrata semidiroccata che sorge sopra lo spuntone di roccia, risalente all'XI secolo e di proprietà dei Conti di Valva. Nel XIV secolo il borgo si sviluppò più a valle, con una serie di palazzi che sono stati ricavati dall'antica struttura, forse cilindrica, del castello, con la grande Porta da Piedi. Sopra questa porta è stato ricavato un orologio civico con campane.

### Avezzano e la Marsica
Castello Orsini-Colonna (Avezzano)

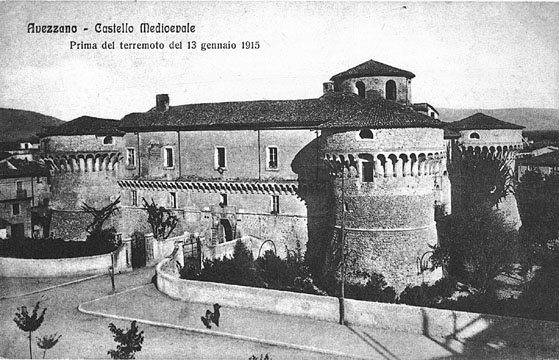
Il castello Orsini prima del terremoto del 1915

Il castello di Avezzano è certo uno dei monumenti fortificati più significativi dell'Abruzzo, malgrado le trasformazioni e le devastazioni che ha subito, presentando al caratteristica forma quadrangolare e l'aspetto quattrocentesco dei castelli romano-viterbesi, risaltato dalle torri angolari a scarpa con merlature sulla sommità. Significative dovevano essere le accortezze costruttive del torrione difensivo originario, edificato nell'XI secolo con l'utilizzo di pietre lavorate in conci squadrati, incastonati con precisione, come le pietre presenti nell'arco a sesto acuto d'ingresso, vicino alla quale si osserva il portale del 1565, voluto dai Colonna con l'adeguamento del castello a residenza signorile, con pietre lavorate e sfaccettature in rilievo troncopiramidali, che sostengono un arco a forma di trapezio, sulla cui pietra centrale è collocato l'emblema della nobile famiglia, che si contrappone al simbolo degli Orsini, che per primi nel 1490 con Gentile Virginio Orsini fecero edificare la struttura, incorporando la preesistente torre di avvistamento medievale. Sulla lapide del portale, dove si trovano i buchi delle catene dell'antico ponte levatoio, è riportata proprio la data del 1490.

#### Castelli dei Piccolomini e degli Orsini nella Marisca

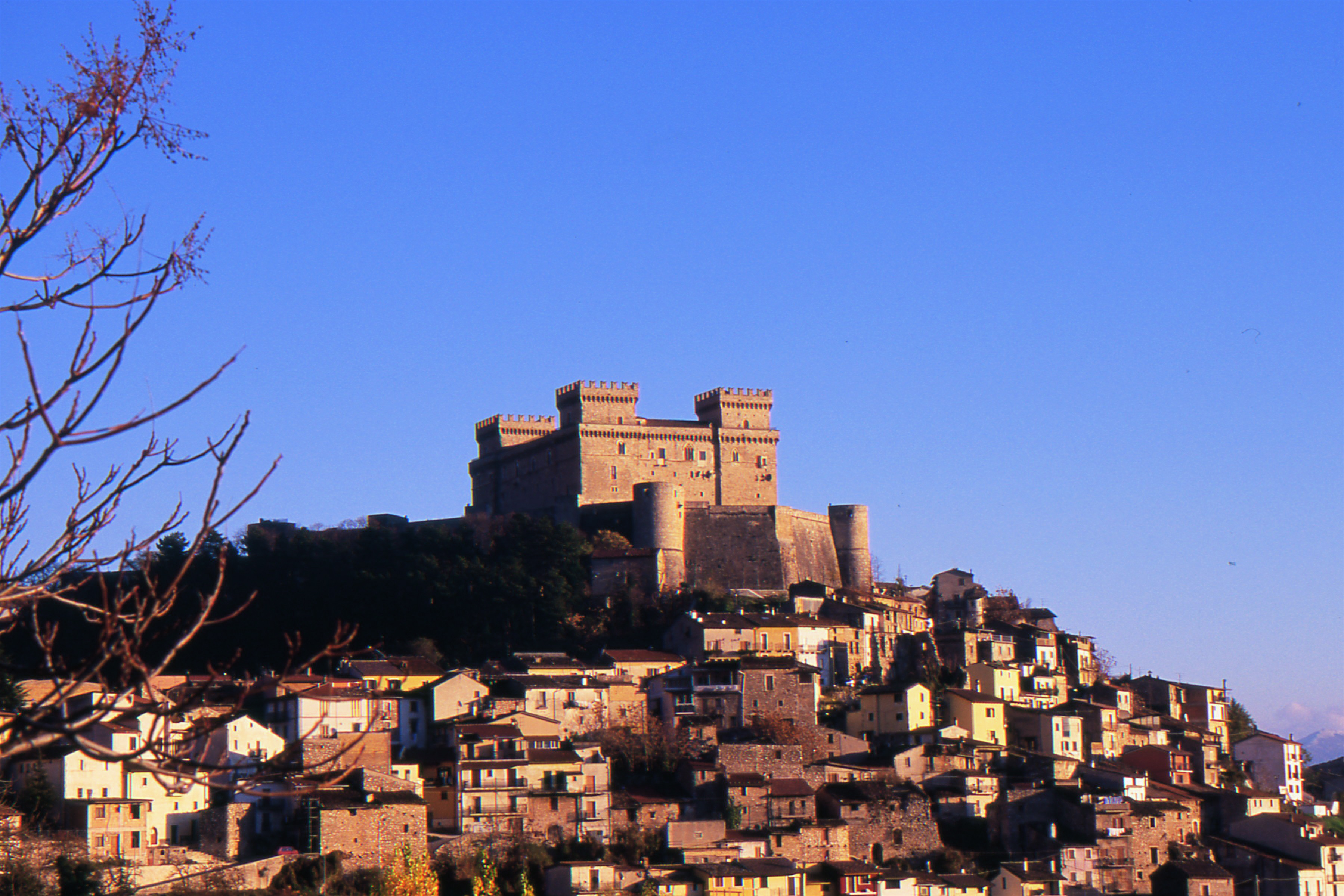
Castello Piccolomini e borgo di Celano

- Castello Piccolomini (Celano): si trova in posizione dominante, in cima all'abitato, sulla piana del Fucino. Per il suo impianto compatto ed elegante, le caratteristiche dello stile, costituisce una presenza originale nell'Abruzzo marsicano, rappresentando le varie fasi di passaggio da castello duecentesco al castello quattrocentesco dei Piccolomini con aspetto di residenza signorile. Il castello in origine era una torre di controllo dei Longobardi, successivamente ampliato dai Conti dei Marsi o Berardi nel XIII secolo, che posero la sede del potere a Celano, controllando una vasta parte della Marsica. Il castello, dopo la distruzione di Federico II di Svevia, venne ampliato nel 1392 sempre di Berardi, che edificarono la poderosa cinta muraria con torri rompitratta, in seguito i rimaneggiamenti furono proseguiti dal Conte Leonello Acclozamora nel 1451, quando la dinastia dei Berardi si era estinta, che realizzò il piano nobile del castello e le quattro torri angolari, conferendo l'aspetto attuale alla struttura. Il castello in quel periodo appartenne ad Antonio Piccolomini, che prese possesso di tanti altri forti nella Marsica, come Pescina dei Marsi, Ortucchio, Balsorano Vecchio, e nel XVII secolo fu venduto ad altre famiglie, che vi stabilirono la sede del potere feudale sino al 1806. Il terremoto del 1915 ha gravemente sfregiato il castello, con il crollo di alcune torri, la distruzione dl chiostro interno, e con il successivo abbandono sino agli anni '60, quando venne restaurato completamente, poiché il primo progetto di recupero fu interrotto dallo scoppio della seconda guerra mondiale.

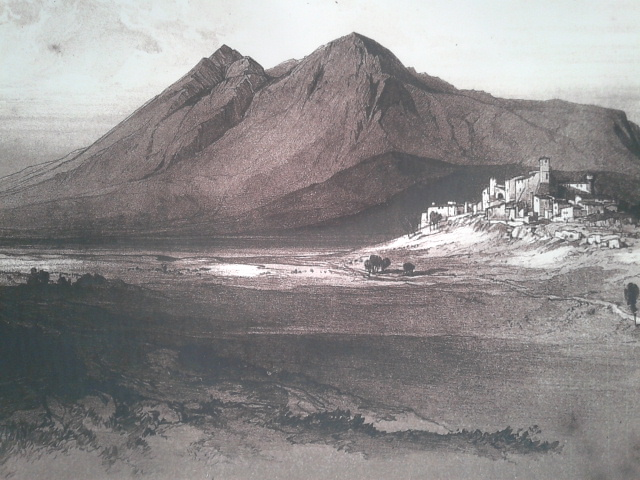
Il borgo di Albe Vecchia con il castello Orsini, in un disegno ottocentesco di Edward Lear

- Castello Orsini (Alba Fucens): i resti dell'antico paese di Albe Vecchia e del castello Orsini, risalgono alla fortificazione del presidio della famiglia Orsini dopo il 268, anno in cui l'antico feudo dei Berardi passò a questa famiglia. Il castello era la seconda sede del potere della famiglia dei Marsi, dopo Celano, che edificarono sul Monte Pettorino di Albe il castello, insieme al borgo. Nel 1268 il paese assisté al tentativo di Corradino di Svevia di riprendersi il regno di Sicilia contro Carlo I d'Angiò, nella famosa battaglia di Tagliacozzo. Carlo I vinse, e si vendicò contro i Berardi, che avevano appoggiato lo Svevo, usurpando il potere della Contea di Albe.
- Castello Piccolomini (Balsorano): il castello risalirebbe all'XI secolo, primo feudatario accertato fu un vassallo della corona di Napoli. Appartenuto anche alla famiglia Berardi di Celano, nel 1465 la contea di Celano fu assegnata a papa Pio II Piccolomini che con l'aiuto del nipote Antonio e del re Ferrante I rifortificò i principali presidi della Marsica, incluso quello di Balsorano Vecchio. Ad Antonio Piccolomini successero Alfonso conte di Celano e barone di Balsorano, Innico Piccolomini, la cui unica erede Costanza si sposò con Alfonso V Piccolomini, suo cugino, che nel 1572 vendette l'intera ex contea di Celano a Giovanni Carlo Silverio Piccolomini.[17]
- Castello Piccolomini di Morrea (San Vincenzo Valle Roveto): il castello ha alle spalle molti secoli di storia. Il primitivo fortilizio è stato realizzato dai conti Berardi nel XII secolo per rafforzare il presidio di Morrea, già dotato di fortificazioni. Il borgo, ben fortificato, è stato per anni sito di interesse per vari signori, che cercarono di attaccarlo, insieme anche ai briganti. Il castello fu conquistato dai Normanni nel 1143, e Morrea passò alla giurisdizione della Contea di Albe fino al 1463, quando fu inserita nella baronia di Balsorano sotto il governo dei Piccolomini, che ebbe il castello fino al XVII secolo.

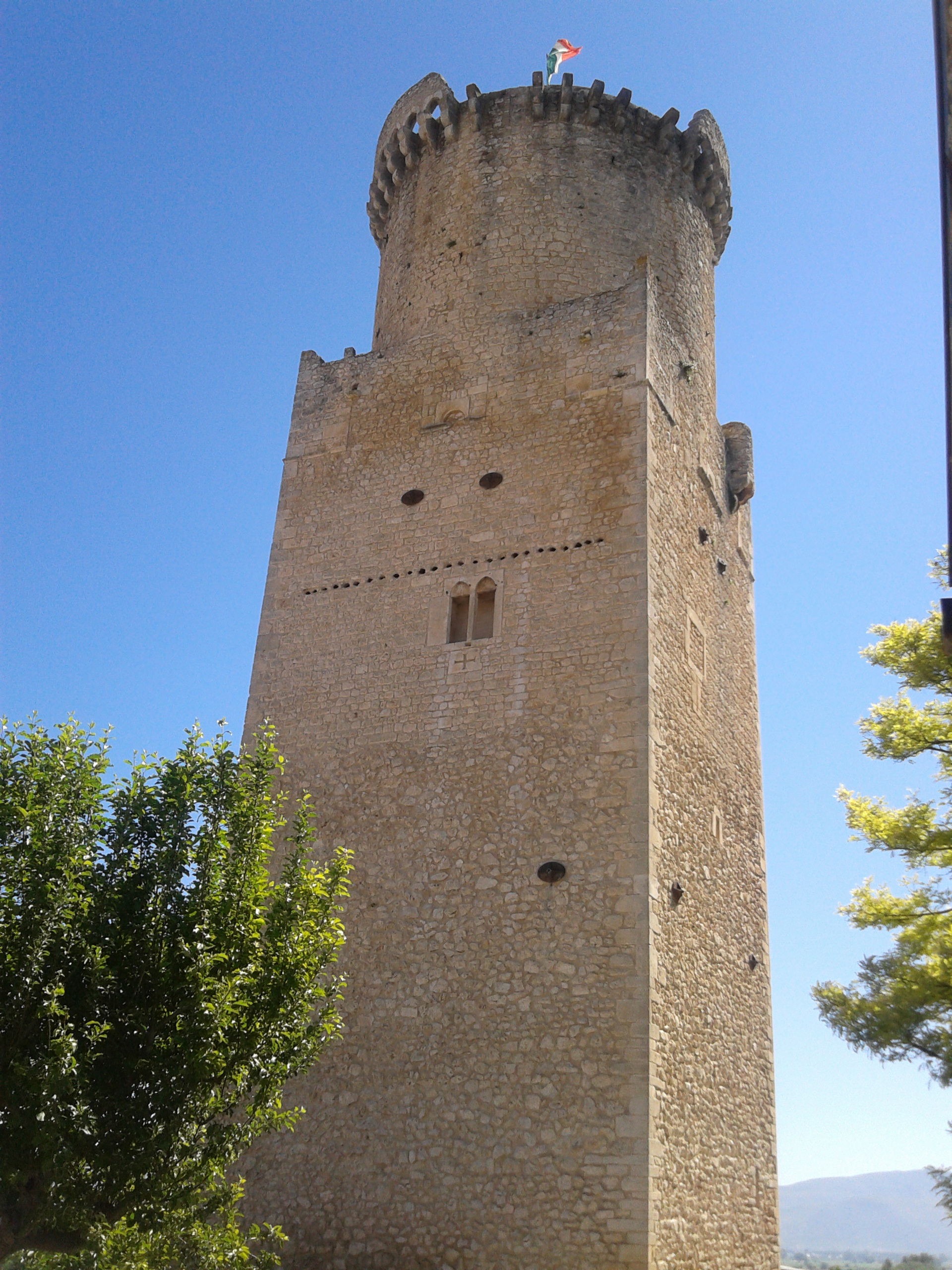
Torre Febonio di Trasacco

- Torre Febonio (Trasacco): così chiamata per essere appartenuta a Muzio Febonio, illustre storico della Marsica, vissuto nel Seicento. La torre è alta 27 metri, a pianta quadrata, con la parte terminale a forma cilindrica, innalzata nell'XI secolo circa come presidio di avvistamento. La prima struttura di base, che si erge per circa un terzo dell'altezza totale della torre, ha semplici feritoie, dalla tecnica muraria molto grossolana, che alcuni studiosi fanno risalire all'epoca romana. Probabilmente era il palazzo imperiale fatto erigere dall'imperatore Claudio per Messalina, quando venne nella Marsica per prosciugare il lago Fucino. La torre però esisteva certamente all'epoca dei Franchi e dei Normanni, quando nella Marsica governavano i Berardi di Celano.
- Torre di Collarmele: fu edificata dopo la battaglia di Tagliacozzo, nel 1297, quando l'abitato fu cinto di torrioni di difesa. La torre è alta 18 metri, con diametro di 9, presenta feritoie su tutte le direzioni che servivano a scagliare frecce sul nemico. La sua posizione a sud dell'attuale centro non è casuale, ma rispetta un piano di allineamento con la torre di Aielli, il castello Piccolomini di Celano e altre fortificazioni, in modo da avere maggior possibilità di comunicazione durante gli attacchi. La torre è rimasta intatta, nonostante i grandi terremoti del 1703 e del 1915, ed è stata restaurata divenendo sede della Pro loco di Collarmele, con l'allestimento di un presepe artigianale permanente. Ha pianta circolare, ed è stata realizzata in conci di pietra tagliata e ben squadrata.
- Torre di Sperone Vecchio (Gioia dei Marsi): la torre, forse facente parte di un antico castello, risale alla seconda metà del XIII secolo, quando i conti Berardi di Celano rafforzarono il sistema difensivo della Marsica orientale, costruendo baluardi militari lungo le vie di accesso alla contea. Posta a 1240 metri s.l.m., la torre guarda verso il Fucino, con uno spettacolare panorama sulla vallata. Il vecchio paese di Sperone, oggi nel comune di Gioia dei Marsi, si trova appena sotto la torre, ed era composto di case in pietra, calce e architravi di legno. Fino agli anni '70 nel paese mancava ancora l'energia elettrica e le fonti di luce erano date ancora dalle fiaccole e dalle lanterne a olio, mentre la mancanza di rete idrica faceva sì che l'acqua dovesse essere attinta dalle fonti.
- Torre di Bisegna: si trova nel cuore del borgo antico, ha pianta triangolare, con spigoli in tagliato, e si imposta direttamente su uno spuntone di roccia affiorante. Presenta un portale arcuato inserito posteriormente sul lato S, a livello dell'attuale pavimentazione. La torre ha una muratura omogenea, con blocchetti di medie dimensioni, posti in filari orizzontali regolari. Gli angoli sono realizzati con blocchi più grandi, posti in opera alternativamente di testa e di taglio. Risale al XII secolo.

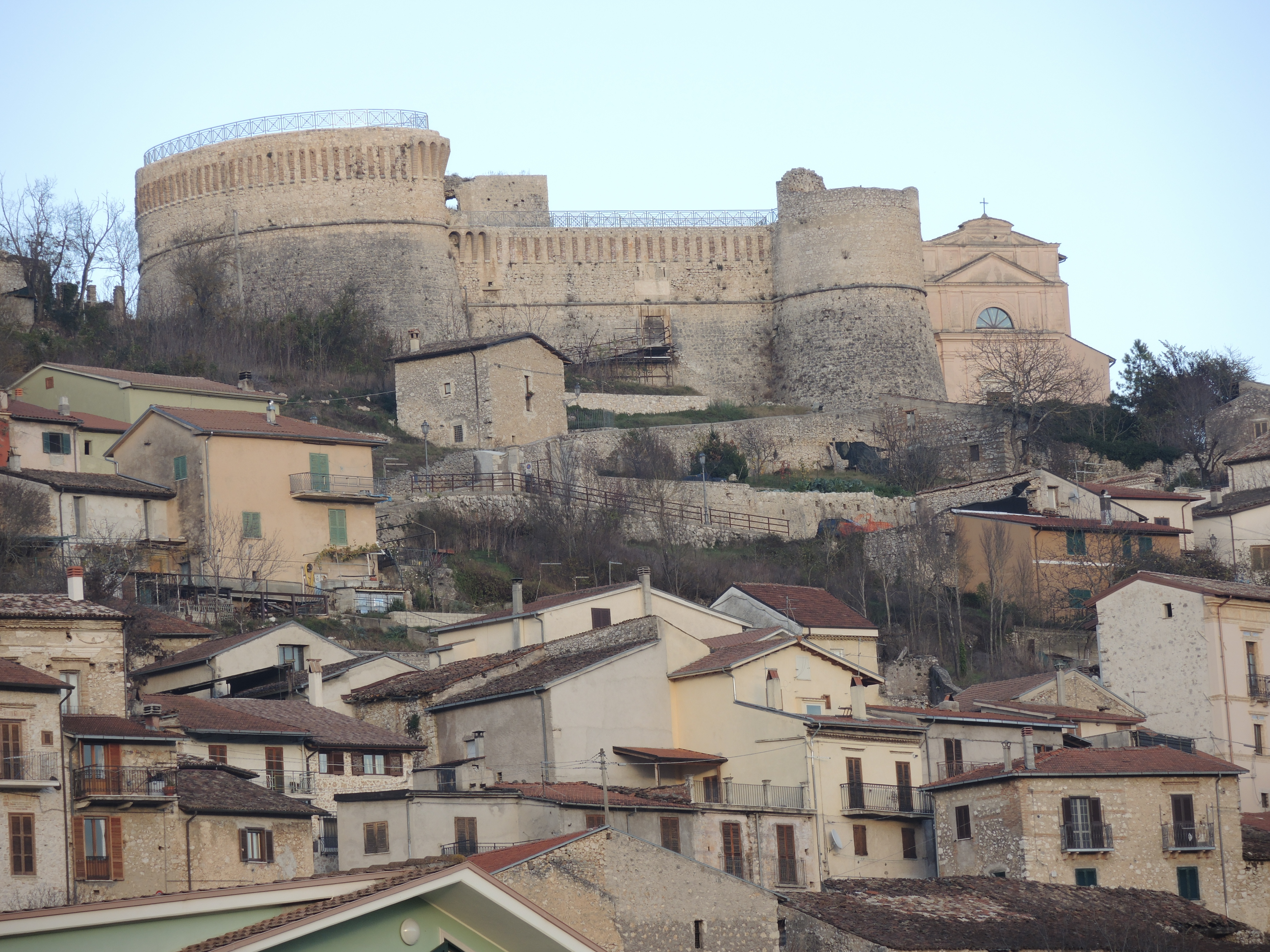
Castello Orsini e chiesa di Santa Maria della Vittoria

- Rocca Orsini di Scurcola Marsicana: il castello si trova nella parte più alta, accanto alla chiesa di Santa Maria della Vittoria, e domina l'ingresso della valle del Salto, dell'Imele e dei Piani Palentini di Tagliacozzo. Rappresenta un originale esempio di architettura fortificata al confine della Marsica, e rispecchia le varie fasi edificatorie che lo hanno interessato. Secondo le indagini archeologiche, il castello risale all'epoca del passaggio di Federico II di Svevia, quando era una torre pentagonale, innalzata dalla famiglia De Ponte. Nel Quattrocento il castello andò in mano gli Orsini di Avezzano, che modificarono la struttura trasformando il castello-recinto in modo da fargli assumere la connotazione attuale, con alcuni ritocchi dei successivi possessori Colonna.

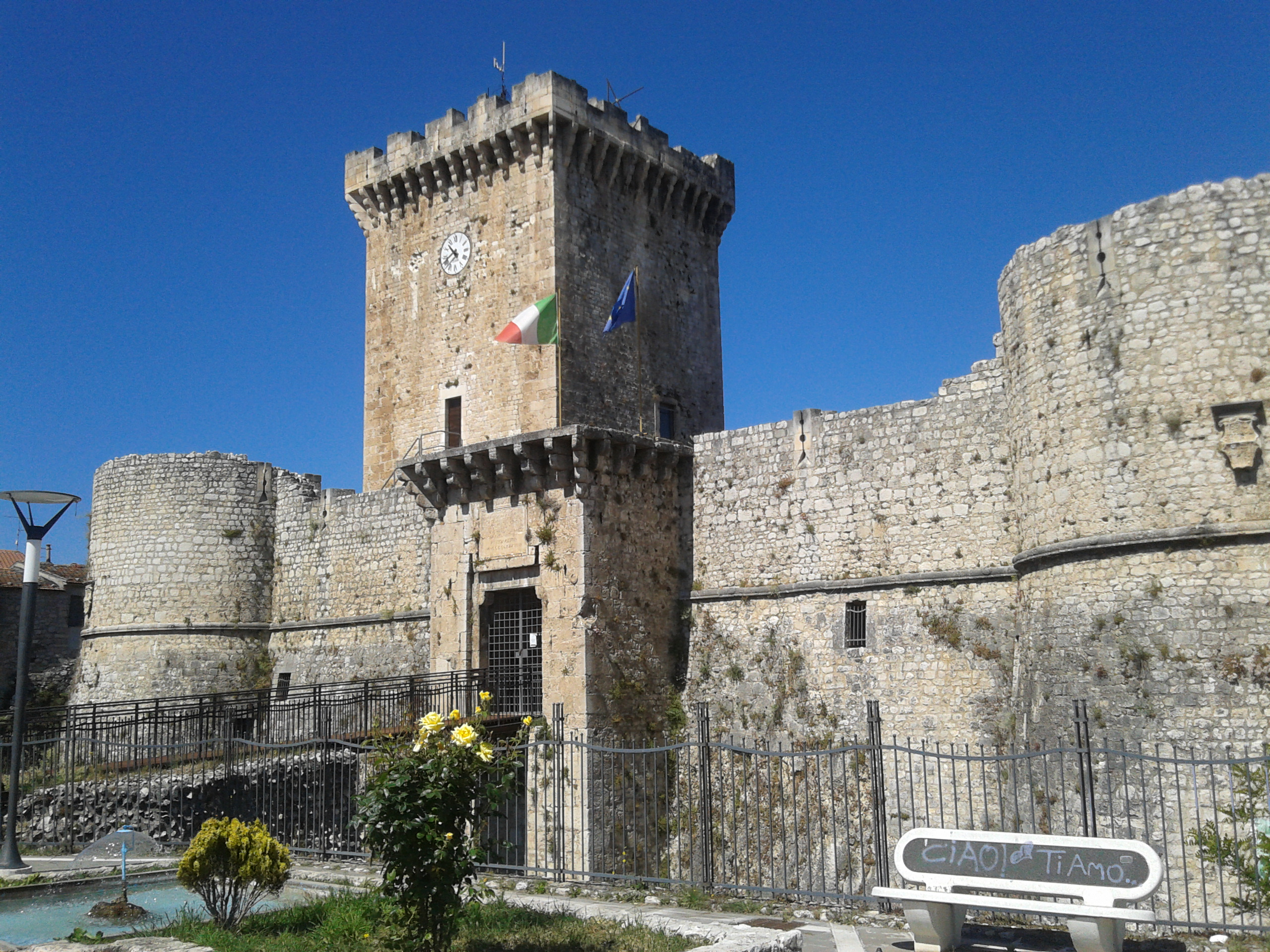
Il castello di Ortucchio

- Castello Piccolomini (Ortucchio): rappresenta una struttura fortificata unica nella Marsica, tra le meglio conservate della conca Fucense insieme al castello di Celano. Il suo impianto fu determinato dalla presenza dell'isolotto di Ortucchio, che allora sporgeva dall'acqua del lago Fucino, edificato sul Colle Sant'Orante, dal nome della chiesetta, con la sua forma ovale. Si ipotizza l'esistenza di un centro fortificato italico di piccole dimensioni. Tali ipotesi sono state avvalorate dal ritrovamento di strutture architettoniche presso la chiesa di Sant'Orante e frammenti di selce e punte di lancia del III secolo a.C.
- Torre Piccolomini di Pescina: costituisce la parte più alta dell'antico abitato di Rocca Vecchia, poiché il centro attuale di Pescina si spostò più a valle nel XVII secolo. In mezzo alla rocca fu costruito all'epoca italico-marsicana un castello con mura di cinta, a guardia della Valle del Giovenco, distrutto nell'89 a.C. per opera del console Silla. Il recinto fortificato era detto anche Arx Antiqua dai Romani, edificato nel VII secolo a.C. Nel Medioevo, dopo le incursioni barbare, nel 1000 venne edificata una nuova piccola fortezza sotto la guida di Guglielmo II di Sicilia. Durante la lotta per le investiture del XII secolo, i pescinesi, che avevano appoggiato il papa, subirono la vendetta di Enrico con la distruzione del castello.

Torre Piccolomini

- Castello di Ortona dei Marsi: posizionato in zona orientale, sopra un colle dominante il borgo, il castello sorge sopra la fortificazione italica di Milonia, distrutta nella terza guerra sannitica. Nel XII secolo divenne un importante presidio per controllare i confini della Marsica con la valle del Giovenco e la forca di Cocullo sulla vallata del Sagittario. La torre si presume fu edificata dai conti Berardi di Celano, e il castello appartenne a questa stirpe fino al 1666, quando venne venduto a Francescantonio Paolini di Magliano de' Marsi, e successivamente passò ai Massimini nel Settecento, venendo poi abbandonato. La cinta muraria che avvolge il castello è quanto rimane della cittadella di Milonia, la torre circolare è stata aggiunta nel XVI secolo, con delle feritoie per le bocche da fuoco. Questa torre è ciò che si conserva meglio del castello, ha forma circolare con basamento a scarpa, a nord è posto l'ingresso con scala retrattile, sormontato da un elemento monolitico triangolare.
- Castello medievale di Rosciolo dei Marsi: il castello è ricordato nel 1048 nel documento di donazione di Berardo dei Marsi di Celano, dove lo donava al convento di Santa Maria in Valle. Nel 1084 il castello e le sue pertinenze furono date dal conte Berardo V all'abbazia di Montecassino, inclusa la chiesa di Santa Maria. Il possedimento venne riconosciuto anche da Enrico IV di Franconia nel 1191 e da Lotario nel 1131. Nei secoli a venire il paese di Rosciolo si espanse fuori dal castello, e possedette il controllo su Villa Maggiore, Villa San Martino, Villa Santa Maria, alleate di Corradino di Svevia, che vennero assalite dalle truppe di Carlo I d'Angiò nel 1268 nella battaglia di Tagliacozzo. Nel corso dei secoli il castello fu trasformato in palazzo baronale, e dell'aspetto medievale resta una torre posta a strapiombo del colle roccioso, con base a scarpa, legata alla cinta fortificata di case-mura.

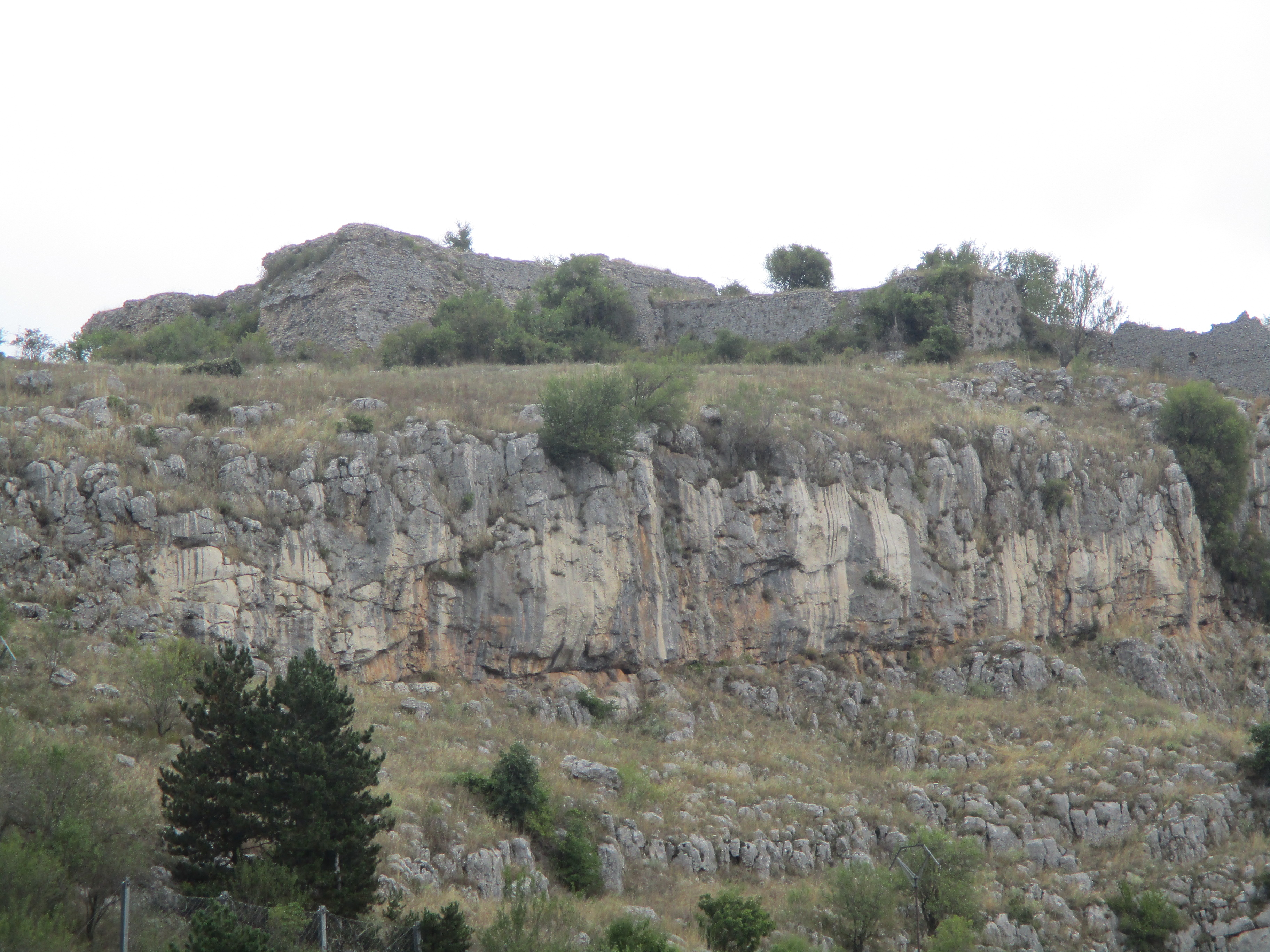
Monte Civita e mura della rocca di Tagliacozzo

- Castello di Tagliacozzo: il castello venne eretto sopra il monte sovrastante la città contemporanea intorno all'XI secolo. La sua presenza era indispensabile per proteggere i confini occidentali della Marsica. Il castello-recinto divenne una vera e propria rocca, da cui partiva la cinta a strapiombo, che legava a sé l'abitato antico di Tagliacozzo. Strutture murarie minori, orientate a sud-est, scendevano sulle balze rocciose verso la chiesa di Santa Maria del Soccorso, per bloccare qualsiasi tentativo di penetrazione nemica, mentre a nord-est iniziava il muro che scendeva a valle. Il castello, più volte rimaneggiato, soprattutto nel Quattro-Cinquecento, cadde in abbandono per il cessare degli attacchi, e alla fine del XVII secolo doveva essere già in rovina, come la piccola adiacente chiesa di Santa Cecilia, di cui sono visibili i ruderi. Il castello ha pianta quadrangolare con i bastioni angolari molto sporgenti e pronunciati.
- Castello di Tremonti e castello di San Donato: si trovano nelle località omonime, e comunicavano visivamente con la fortezza di Tagliacozzo e la torre-recinto di Roccacerro. La struttura del castello Tremonti del XII secolo sorge sopra l'abitato, ha pianta quadrangolare, con una grossa torre centrale quadrata. Il castello San Donato si erge e 1171 metri d'altitudine, meno conservato dell'altro, risalente all'XI secolo, opera dei Conti dei Marsi. La prima menzione risale al 1057, quando i privilegi di papa Stefano IX al vescovo dei Marsi Pandolfo furono concessi insieme al castrum de Pomperano, ossia il borgo di San Donato. Nel 1067 il castello è nuovamente nominato come residenza di Oderisio II Conte dei Marsi, e viene citata anche l'attuale chiesetta di Sant'Erasmo. Il castello gode di un'ottima posizione strategica, permettendo una piena visuale verso sud sulla valle dell'Imele e sulla via Valeria. Inoltre era collegato visivamente con Castelvecchio a nord-ovest, Tremonti e il castello-recinto di Tagliacozzo a ovest, e Girifalco a sud. La struttura è formata da un recinto fortificato intervallato da torri quadrangolari. In corrispondenza del punto più elevato si trova il maschio con tre torri circolari sugli angoli, e una divisione interna in ambienti, Il tutto è costruito con muratura a doppia cortina, con conglomerato cementizio interno e pezzi di calcare all'esterno. Leggendo le strutture murarie, si capisce che una prima edificazione risale all'XI secolo, e la seconda al secolo seguente, quando venne rinforzata la parte superiore.

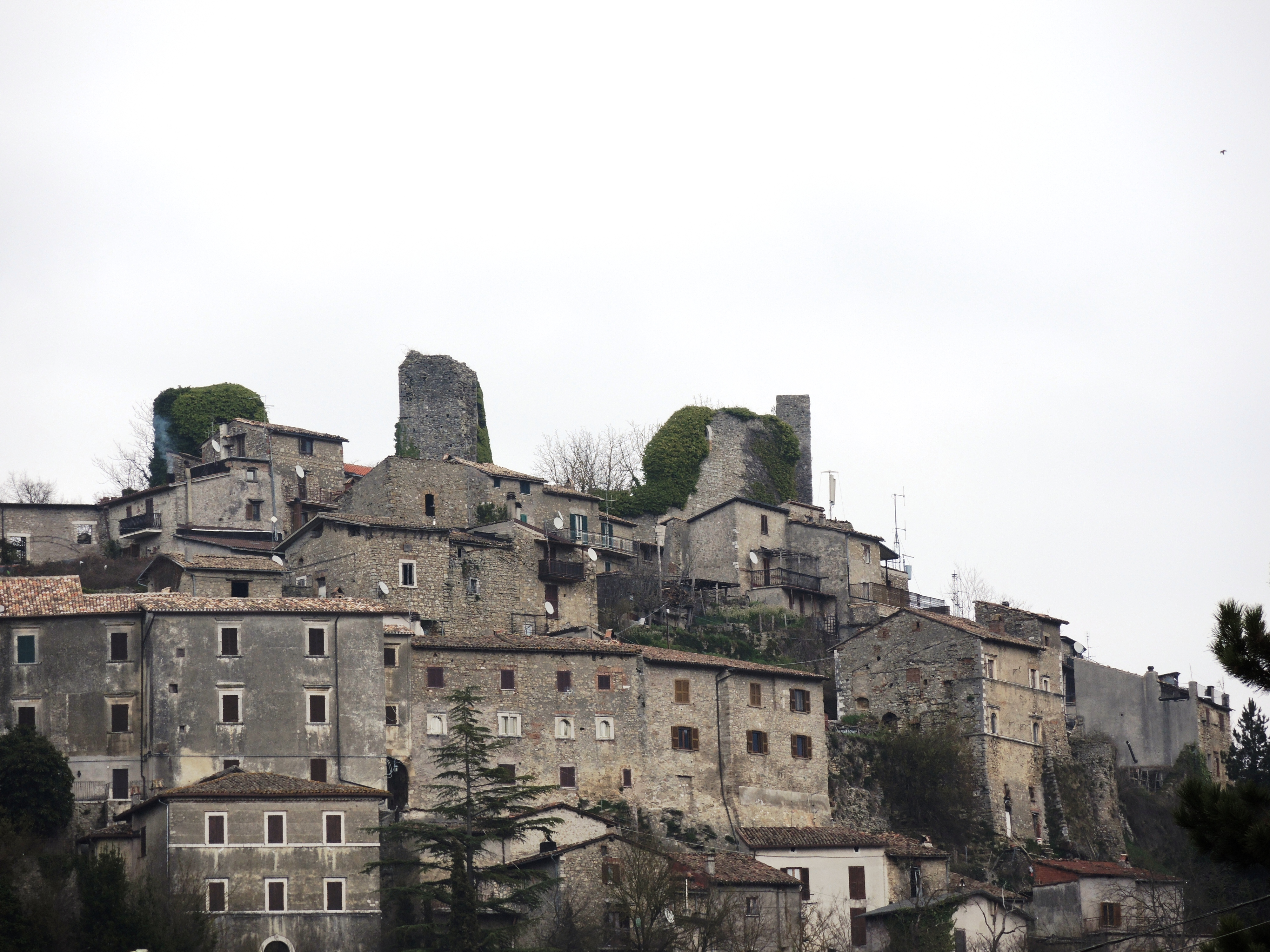
Il borgo di Carsoli, sovrastato dal castello Sant'Angelo

- Castello Sant'Angelo di Carsoli: si trova sulla parte alta del borgo, edificato dagli Angioini nel XIII secolo. Le prime citazioni risalgono al Mille, quando esisteva un piccolo fortino edificato dai Conti dei Marsi come ultimo presidio di difesa del territorio al confine con la zona reatina. L'area era controllata dall'abbazia di Montecassino, che aveva in feudo la chiesa di Santa Maria in Cellis, il borgo arroccato si sviluppò, ancora di più con il passaggio di potere agli Orsini nel XV secolo, e poi ai Colonna. Abbandonato poco dopo, cadde in degrado fino a che non rimasero che le mura perimetrali. Il castello è a guardia della piana del Cavaliere, aveva una pianta irregolare che gli dava la forma di fortezza-recinto a forma di L, l'elemento architettonico più antico è l'alta torre maestra posta ad angolo tra le due mura, da cui si sviluppò la cinta successiva delle torri quadrangolari. La parte delle mura del versante sud-est è crollata.

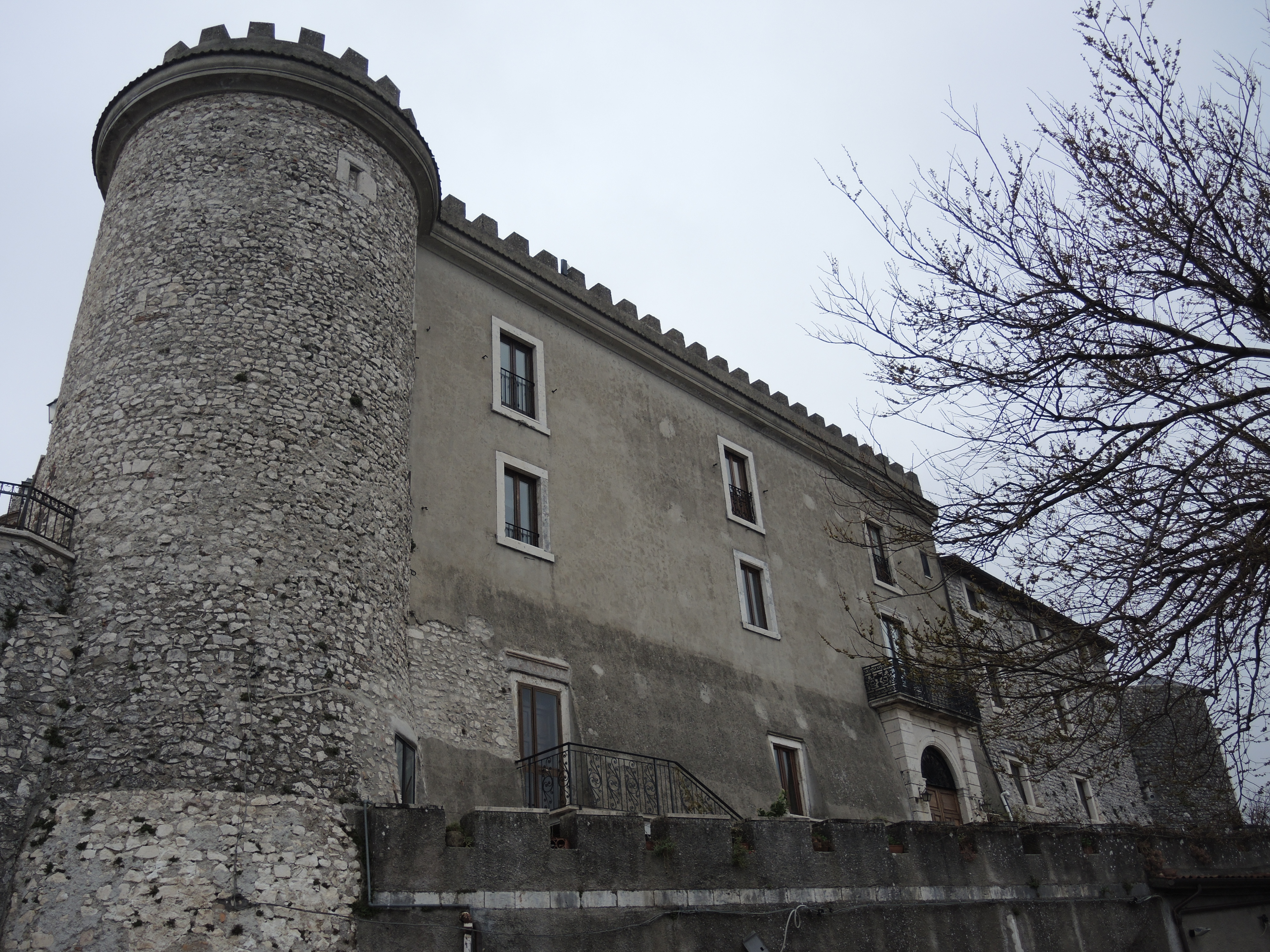
Castello di Oricola

- Castello di Oricola: con l'arrivo di Berardo I Conte dei Marsi di Celano nel 930 circa, venne riedificata la rete di castelli che avrebbero dovuto proteggere la Piana del Cavaliere, poiché l'antico villaggio di Carsioli non era più in grado di garantire il controllo. Sorsero i borghi di Oricola e Arsoli. Oricola nacque in seguito all'incastellamento e riuscì nel 937 a scacciare l'invasione Ungara, anche se costoro penetrarono fino a Sulmona. Tra il 970 e il 1010 il Conte dei Marsi Rainaldo I fece di Oricola la sua residenza, migliorando le qualità difensive, alla sua morte il feudo andò alla moglie Aldegrina, che poi cedette Oricola i monaci di Subiaco nel 1096. Nel 1147 il grande feudo della Marsica fu ripartito in Contea di Celano, Contea di Albe e Contea di Carsoli, nel 1167 nacque la signoria di Tagliacozzo. Oricola fu governata dai De Ponte, sotto il dominio di Tagliacozzo (XIII-XIV secolo).

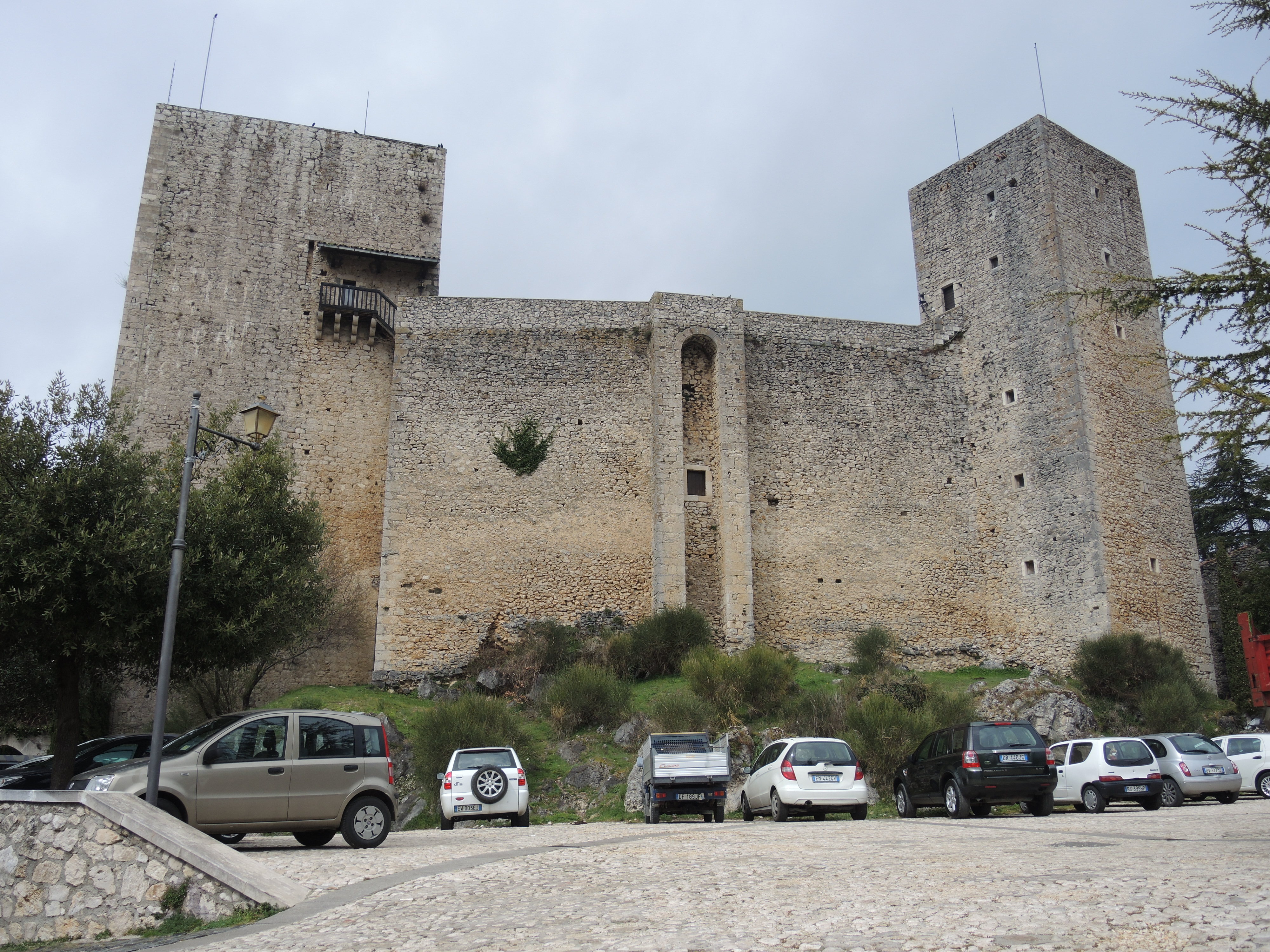
Castello fortezza di Pereto

- Castello di Pereto: alle pendici del Monte Forcellese, al confine con il Lazio, il castello di Pereto sovrasta la Piana del Cavaliere e l'antica via Tiburtina Valeria. Fu tra le prime fortificazioni carseolane del territorio, data anche la sua conformazione fortezza-recinto, con caratteristiche piuttosto particolari rispetto ai canoni del recinto classico abruzzese. La parte più antica è il mastio del XII secolo, sorta su precedente fortino militare, che è a pianta quadrata, costruito con grossi blocchi di pietra squadrata, suddiviso in cinque piani, che accoglievano il corpo di guardia, i magazzini, le prigioni, la residenza signorile e in alto la vedetta.

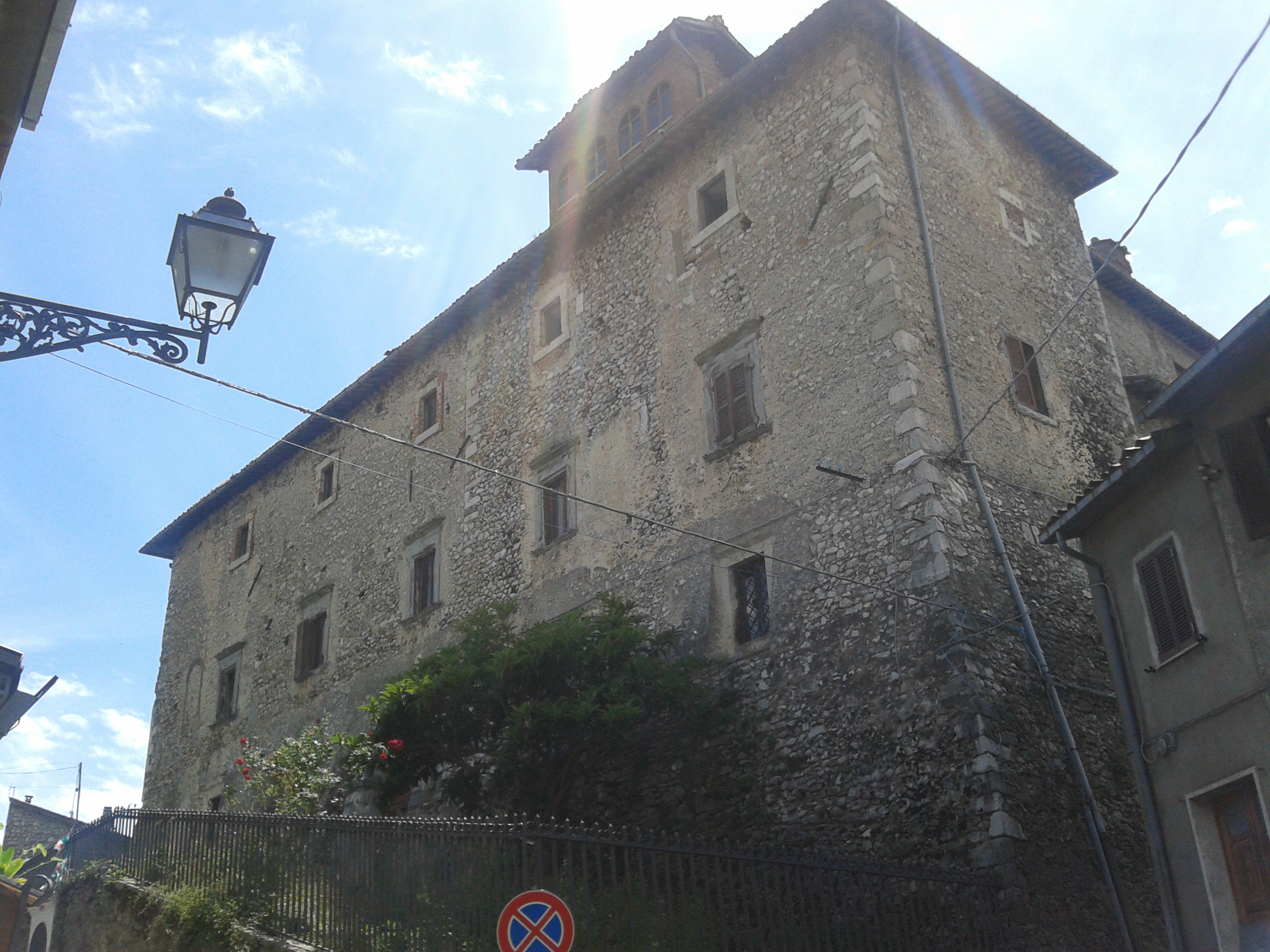
Palazzo Savelli di Poggio Cinolfo

- Castello-Palazzo Baronale (Poggio Cinolfo): venne costruito in cima al paese come castello fortificato, nell'XI secolo, posto di confine della Contea dei Marsi con i possedimenti dell'abbazia di Montecassino. Dopo la famiglia Berardi di Celano, nel 1297 appartenne ai Mareri, poi agli Zambeccari, padroni di Collalto Sabino. Tra il '500 e il '600 fu dei Conti Savelli, che trasformarono il castello in palazzo gentilizio, non modificando però troppo massicciamente l'impianto. Nel XVIII secolo il palazzo fu donato da Carlo VI d'Asburgo al Marchese Ottieri, patrizio romano, anche se gli ultimi signori di Poggio Cinolfo furono i baroni Coletti. L'edificio ha pianta quadrata, con elementi militari soltanto nelle quattro torri angolari. La parte frontale è dominata dalla grande porta d'accesso, contornata da grossi rilievi in pietra bugnata. Gli accessi sono due, quello secondario consentiva il passaggio delle carrozze, all'interno c'è un piccolo cortile con pozzo, decorato da pilastri in pietra lavorata. Gli ambienti interni sono decorati da affreschi e voltati a botte. Al piano terra c'era anche la farmacia privata Coletti, un panificio, una scuderia, e le cisterne d'acqua. Il pianterreno era anche adibito alle cucine della servitù, il piano intermedio era quello nobile.

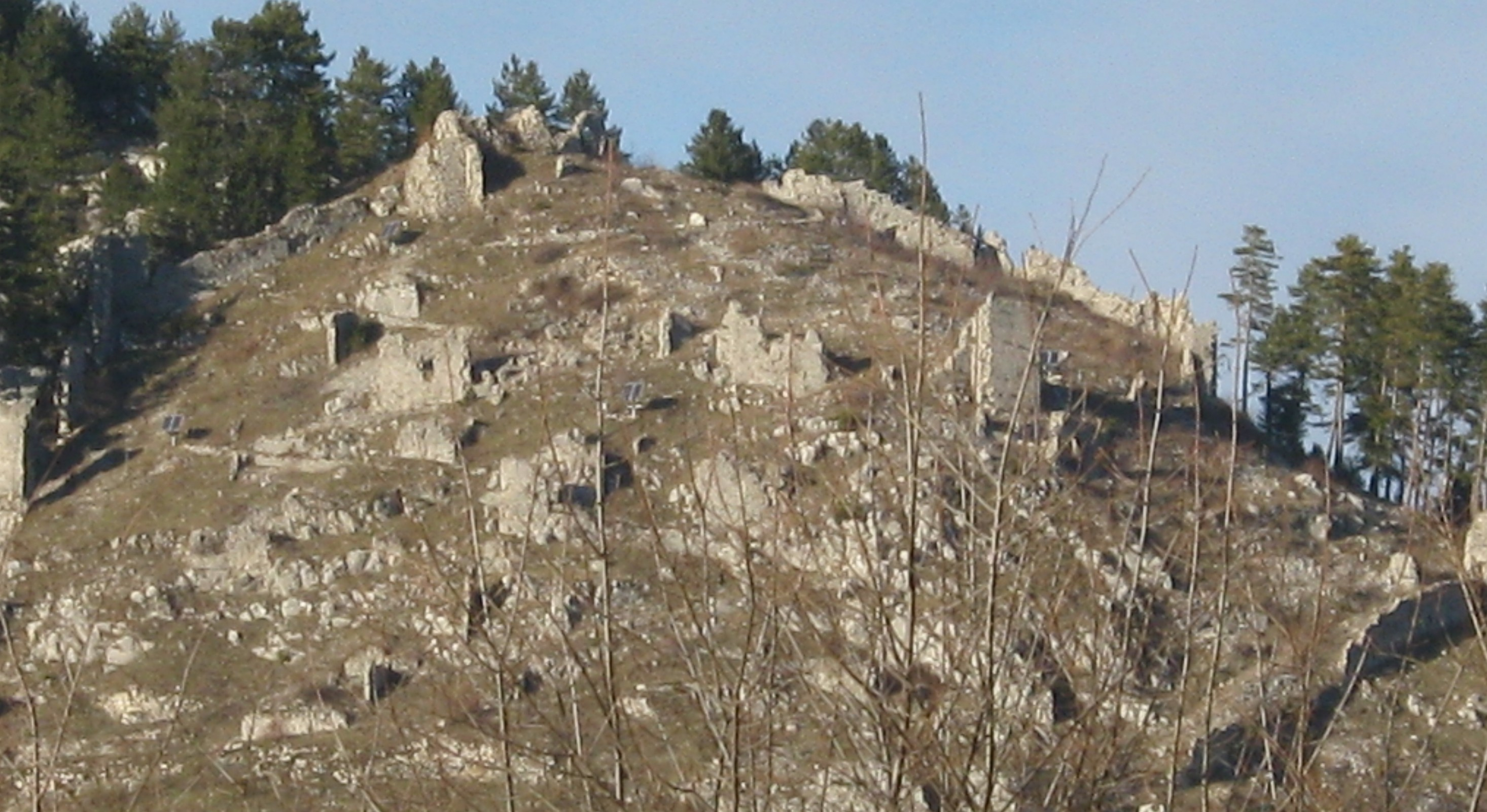
Castel Mancino

- Castel Mancino di Pescasseroli: si trova a 1332 metri di altitudine nel territorio montano di Pescasseroli, nel mezzo del bosco del sentiero B3 Parco Nazionale d'Abruzzo. Si tratta del tipico castello-recinto poligonale abruzzese, con mura perimetrali interrotte da torri, più il grande mastio in posizione dominante. La prima costruzione risale al X secolo per difendere la popolazione dagli Ungari, successivamente divenne presidio all'accesso del Fucino. Fu danneggiato dai terremoti del 1456 e del 1706. Dopo il terremoto del 1915, gran parte del castello venne spogliata per riedificare le case di Pescasseroli, tanto che della fortezza rimangono i resti. Ben leggibile è l'impianto, alternato dalle torri a pianta semicircolare
- Torre di Venere dei Marsi: si trova nel territorio comunale di Pescina che sovrasta da un picco roccioso. Dall'antico abitato romano con il tempio dedicato a Cerere, i Conti dei Marsi nel X secolo edificarono tre torri di guardia (ne rimane solo una poiché le altre furono distrutte dal terremoto del 1915) per controllare la valle del Giovenco e il settore orientale del Fucino. Con la vittoria di Forca Caruso nel 937, i Berardi di Celano divennero signori assoluti della Marsica, e a questo periodo viene fatta risalire la torre, che nei secoli successiva, insieme alle altre, costituì un luogo fortificato. Tale castello risultava già abbandonato nel XV secolo, tanto che oggi non ve n'è traccia, e la torre superstite fu messa a guardia del santuario della Madonna del Buon Consiglio, a poca distanza, eretto nel 1550. Questo santuario è stato fedelmente recuperato nel 1949, quando era stato gravemente danneggiato dal terremoto, e così venne restaurata anche la torre che si mostra a pianta circolare.
- Torre medievale di Collelongo: si trova in Piazza San Rocco, di origini normanne, rimaneggiata nel XV secolo, e mutata a causa dei danni del sisma di Avezzano (1915). Fu edificata come presidio di avvistamento lungo uno dei percorsi montani che dal Fucino conducono alla Valle Roveto. Nel corso degli anni essa è stata inglobata nelle abitazioni civili, anche se la parte sporgente mostra ancora l'apparato murario in pietra concia, con base a scarpa, tipico rinforzo dell'epoca trecentesca. Incominciò a essere abitata nel corso del Quattrocento, quando divenne un punto di riferimento dei baroni di Collelongo, che vi edificarono il palazzo baronale.

### L'altopiano delle Cinquemiglia

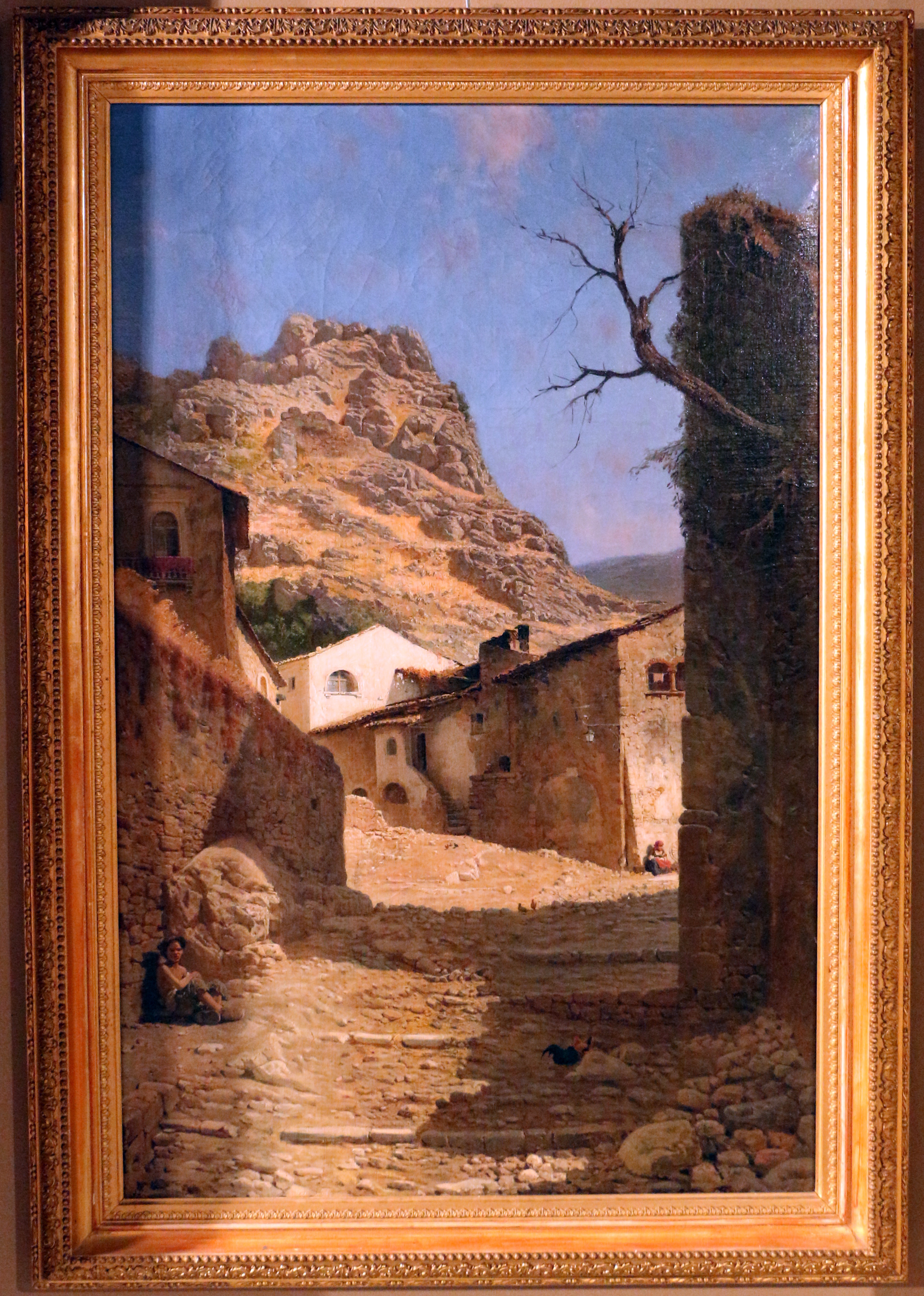
Borgo alto di Castel di Sangro: Via Paradiso, dipinto di Teofilo Patini, conservato nella Pinacoteca civica Patiniana

- Castello del Re (Castel di Sangro): sorge sulla montagna che sovrasta il paese. La montagna, già fortificata dai Sanniti Pentri contro Roma nel III secolo a.C., nel IX secolo d.C. venne rifortificato quando il feudo passò all'abbazia di San Vincenzo al Volturno, che aveva un monastero succursale chiamato Santa Maria di Cinquemiglia. Il nuovo castello sorse appunto per via delle varie scorrerie saracene e ungare, nell'XI secolo i figli di un tal Conte di Borrello si sostituirono ai Benedettini di San Vincenzo, tra questi vi era il conte Odorisio, che fu capostipite della dinastia dei De Sangro, che nel 1050 governò il nuovo castello a guardia del passaggio da Napoli lungo il fiume, per entrare a Sulmona. All'epoca il feudo era noto come Castrum Sari. Il passaggio nella via degli Abruzzi dal Regno fu ben controllato, garantendo la tranquillità dei commerci, ma questa stabilità faceva gola a varie famiglie: nel 1228 le truppe del cardinale Colonna attaccarono il castello e distrussero il borgo per punire i cittadini della fedeltà a Federico II di Svevia, rappresentato lì da Rainaldo II De Sangro.

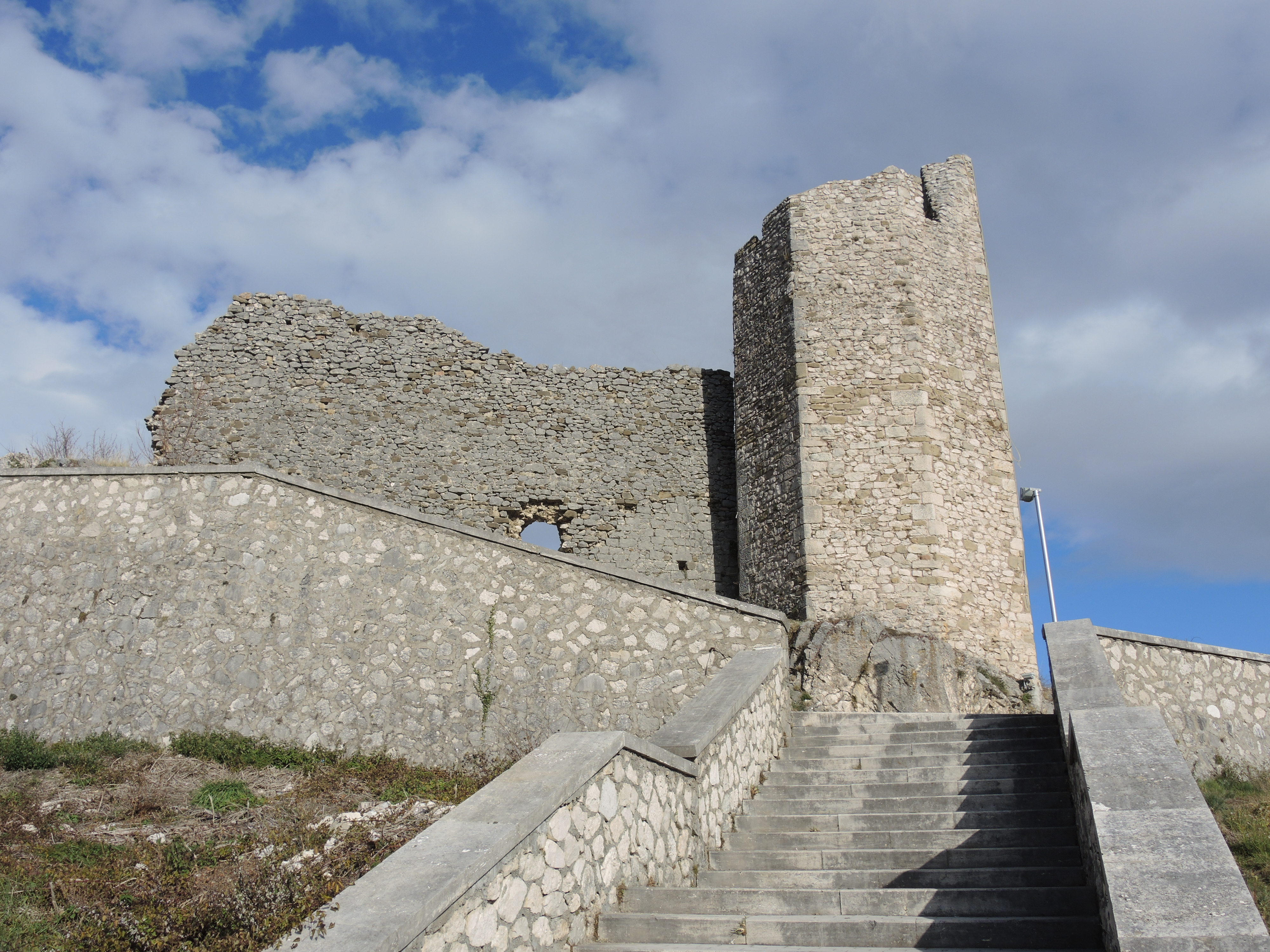
Castello di Alfedena

### Gole del Sagittario e la valle di Barrea

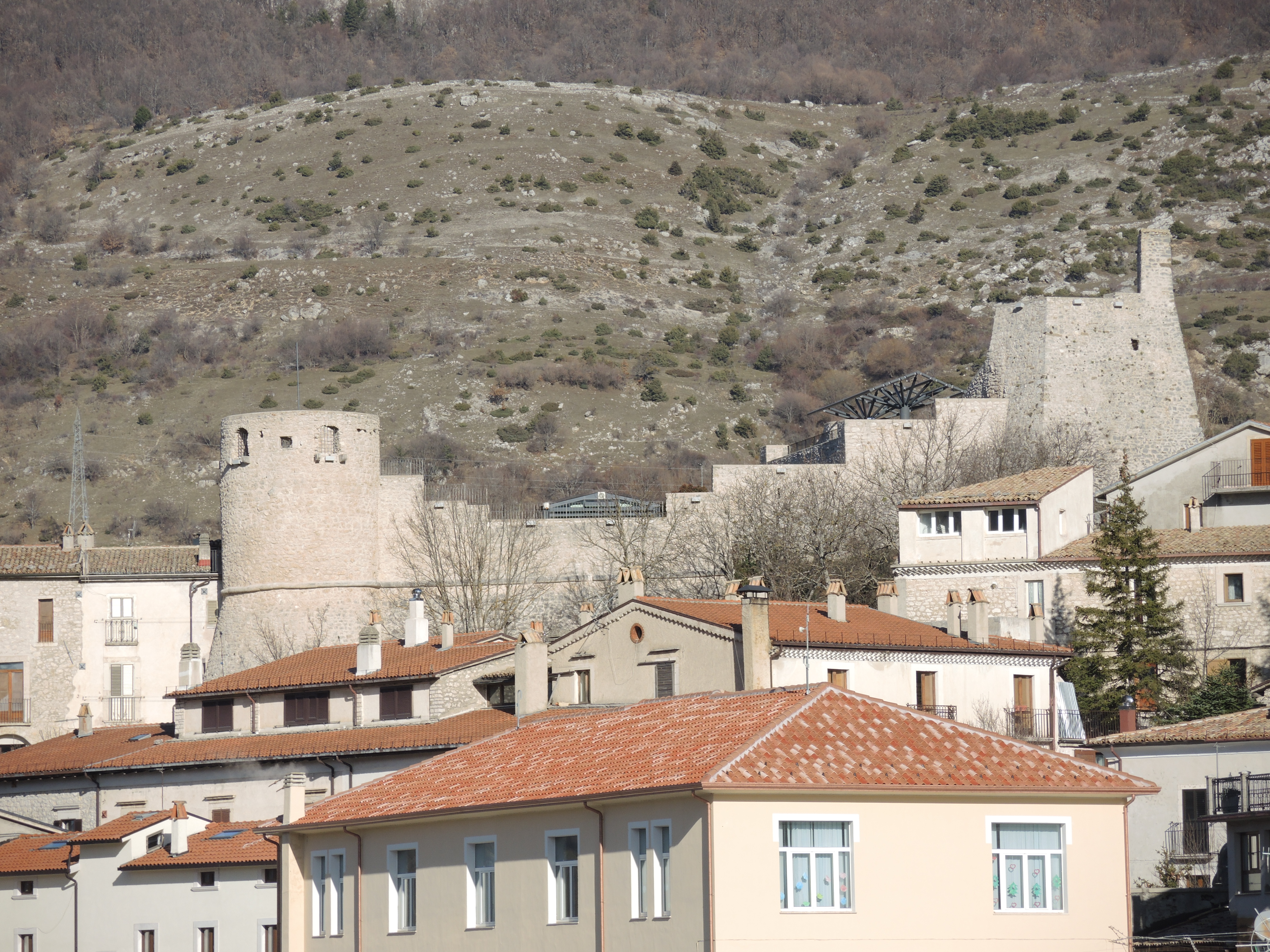
Castello di Barrea

- Castello baronale di Barrea: il castello è una roccaforte che si trova nella parte superiore di Vallis Regia (antico toponimo di Barrea). L'ingresso è raggiungibile da Porta di Sopra, percorrendo il corso principale. Della struttura originaria rimangono le mura, il torrione a pianta circolare e una seconda torre a scarpa irregolare. L'impianto presenta varie irregolarità perché si adatta alla morfologia del terreno, venne probabilmente eretto dai de Sangro, il primo conte citato è Simone del Sangro, vissuto tra il 1140 e il 1160, come testimonia il Catalogus baronum.

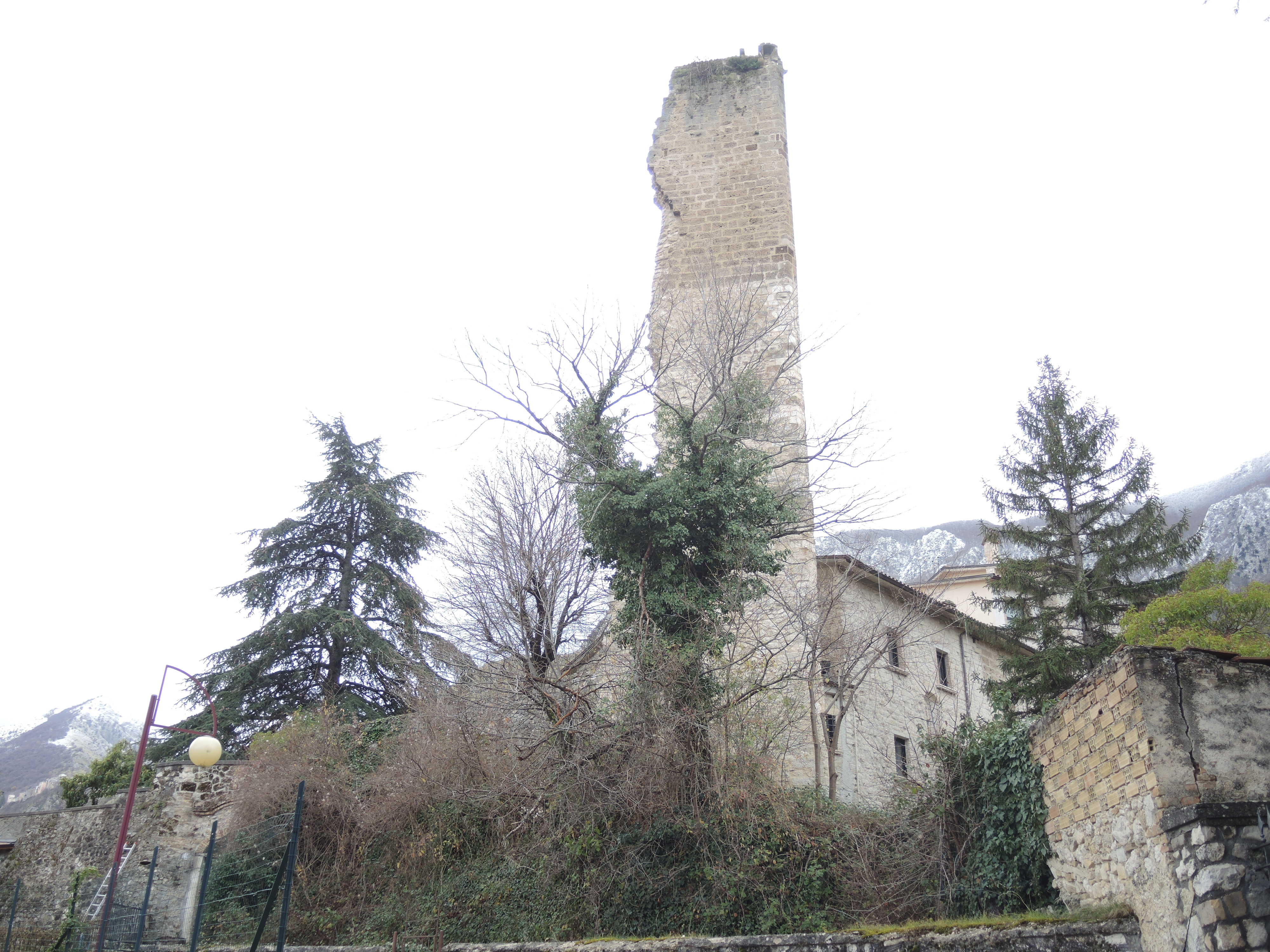
Torre normanna del castello baronale di Anversa

- Torre ottagonale di Alfedena: fa parte dell'antico castello edificatovi nell'XI secolo, sopra l'antica cinta fortificata sannita dell'acropoli di Aufidena. Il castello appartenne ai De Sangro nel XII secolo, e andò distrutto col terremoto del 1456. Nel corso dei secoli è stato progressivamente abbandonato, finché non rimasero che le mura perimetrali a pianta poligonale, e la torre ottagonale irregolare, composta di feritoie, realizzata in pietra concia irregolare.
- castello normanno (Anversa degli Abruzzi): si trova sulla parte più alta del paese, in origine una torre normanna realizzata nell'XI secolo. Nel XV secolo il castello fu trasformato da Antonio de Sangro, e appartenne alla famiglia per tutta l'epoca aragonese, finché non fu venduto ad altri feudatari. Il terremoto di Sulmona del 1706 ha gravemente danneggiato la struttura, facendo crollare metà della torre normanna, come testimonia lo stato attuale, e altri corpi di fabbrica, che vennero ridimensionati in un unico palazzo residenziale. Nei primi anni del Novecento il castello fu visitato dal poeta Gabriele D'Annunzio in compagnia dell'archeologo Antonio De Nino, e la suggestione del maniero in rovine gli ispirò la tragedia La fiaccola sotto il moggio (1905), dove si parla della rovina finale della nobile famiglia de Sangro.

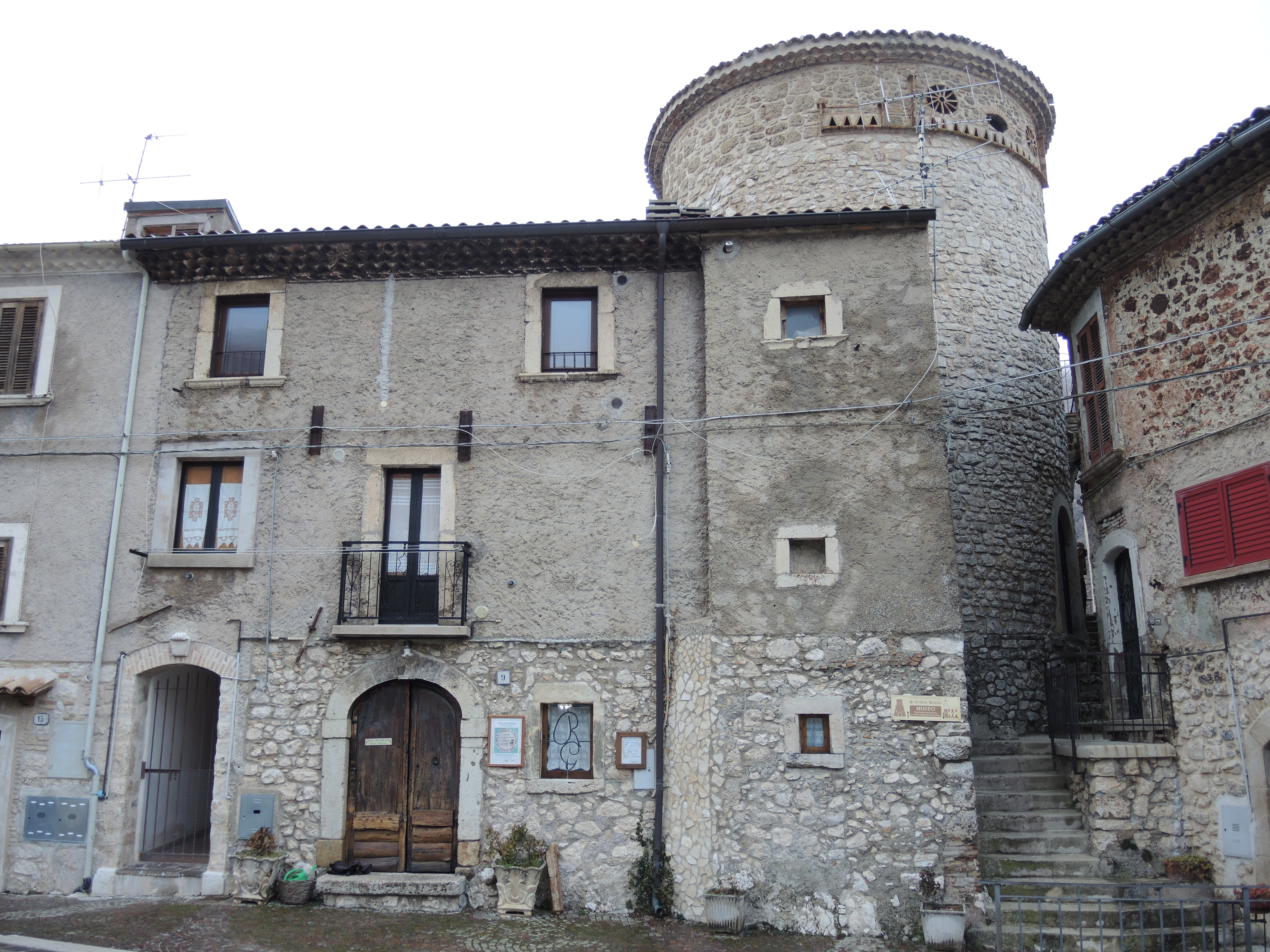
Castello e torre di Villalago

- Rocca di Villalago: il centro storico si caratterizza, insieme a quello di Scanno dalla bellezza d'insieme delle masse murarie. Dai punti di vista delle colline circostanti, si nota il suo ergersi proporzionato digradante sulla cresta montuosa di Argoneta, nella cornice delle gole del Sagittario, e del lago di San Domenico. Il borgo si sviluppa attorno al monticello dove si trova l'antica torre longobarda, con la vicina chiesetta di San Michele Arcangelo, al paese medievale che degrada verso la piazza della parrocchia di Santa Maria di Loreto, e nel sobborgo di via Roma. La parte più alta conserva due torri, la più antica ricostruita dai Normanni nell'XI secolo, durante il periodo dell'incastellamento.[18] Il Torrione domina il paesaggio e il palazzo del vecchio municipio, edificato nel XIX secolo sopra la chiesa di San Giovanni, e aveva funzione di avvistamento. Nel corso dei secoli l'antico castelletto venne inglobato nel nuovo palazzo residenziale, e la torre perse la sua caratteristica principale. Essendo stata restaurata perfettamente, è accessibile, e vi si trova il Museo delle Arti Contadine locali. Ha pianta circolare con base a scarpa, e cella superiore con finestre colombaie, e sommità a pagoda.

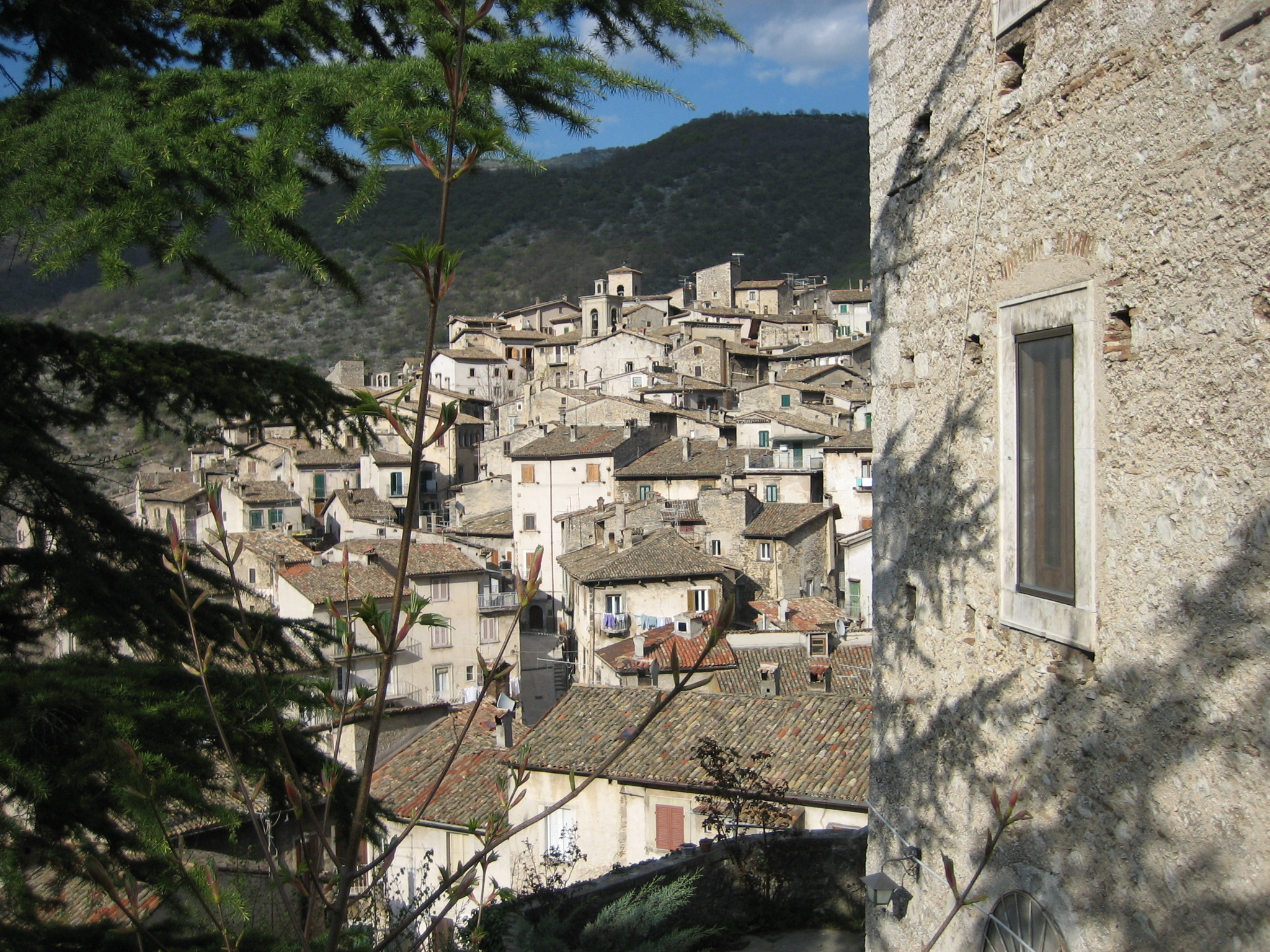
Scanno

### Valle Subequana

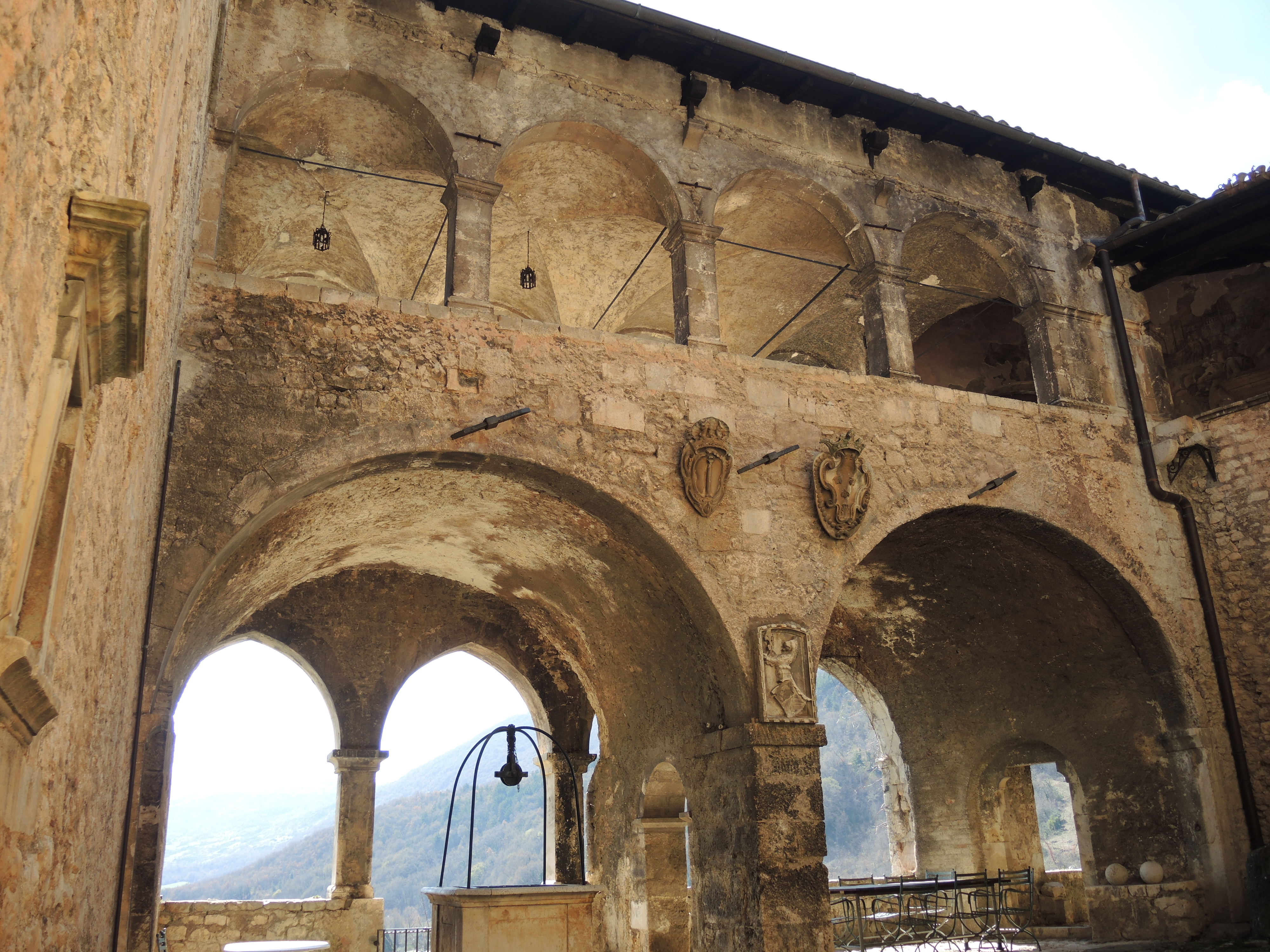
Cortile interno del castello Barberini a Gagliano Aterno

- Palazzo Castello Barberini (Castelvecchio Subequo): fu costruito dai conti di Celano nell'XI secolo, accanto alla chiesa di San Giovanni Battista. Nel XIII secolo appartenne ai Conti di Valva, e nel XVII secolo ai Barberini, che avevano anche Gagliano Aterno. Il castello per questo subì varie modifiche, e si mostra come un'elegante strutture seicentesca con bastioni fortificati e loggette rinascimentali. L'interno ha una forma rettangolare irregolare, a L, poiché una porzione è stata demolita per allargare la chiesa. Alcune case del borgo sono legate a cerniera al castello, soprattutto nella zona ovest, con torrette merlate di guardia. Una torre a bifora di una casa palaziata si affaccia su Piazza Vittorio Emanuele.

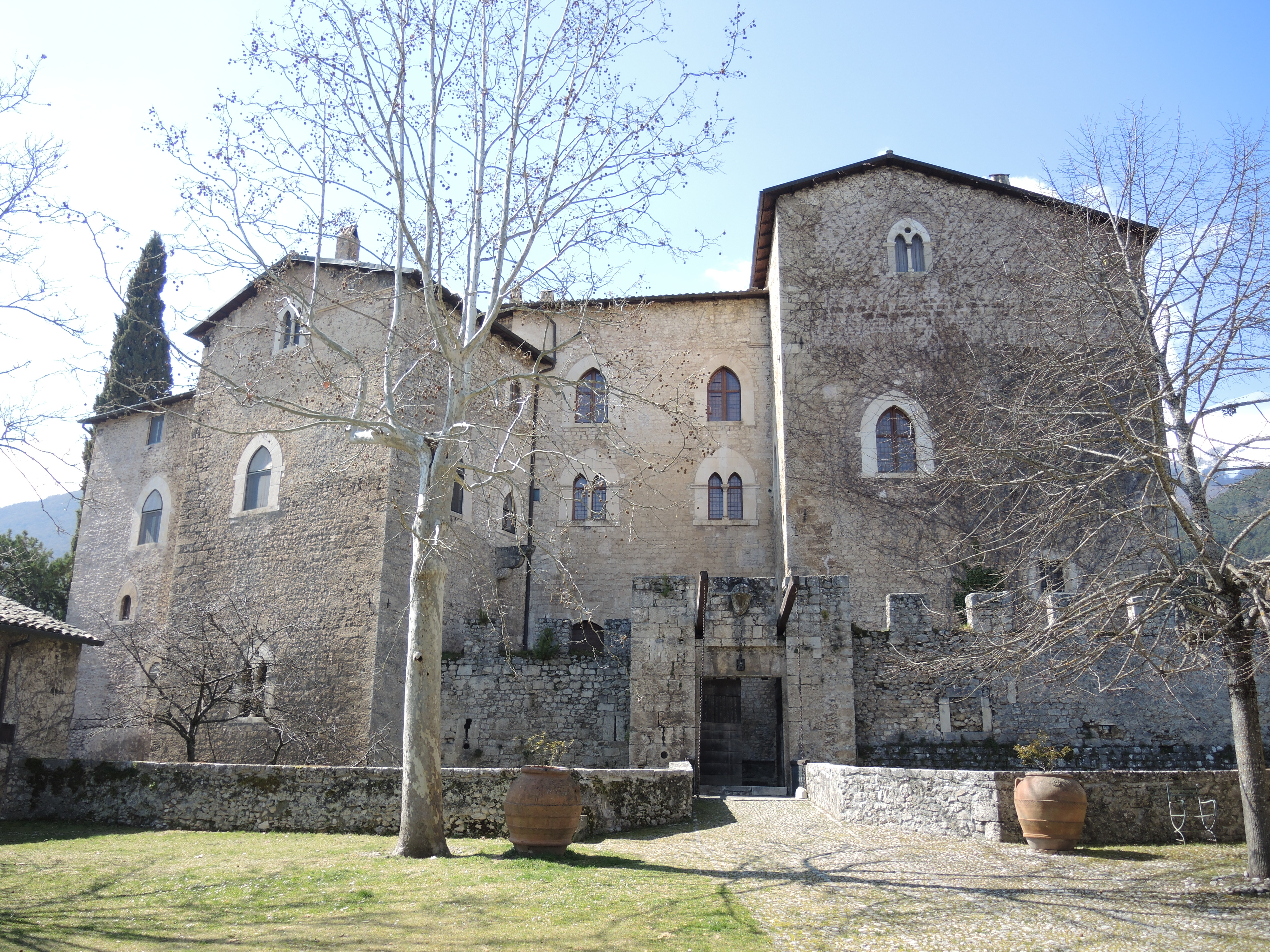
Veduta esterna del castello Barberini

- Castello Barberini (Gagliano Aterno): è caratterizzato da pianta irregolare, ad andamento poligonale, concepita per adattarsi all'orografia del territorio su cui sorge. La sua fondazione risale al 1328, come attesta una lapide, quando Isabella d'Aquila, contessa di Celano, fece erigere il palazzo sopra una vecchia costruzione abbandonata, edificata nel XII secolo ai Conti dei Marsi. Nel 1423 subì l'attacco di Braccio da Montone in viaggio per L'Aquila, poi passò ai Piccolomini, e successivamente nel Cinquecento ai Barberini, fino al 1806. Fu anche delle famiglie Pietropaoli e Lazzeroni, che oggi ne hanno ancora il possesso e usano il castello come residenza privata. La struttura è ritenuta uno dei castelli meglio conservati dell'Abruzzo e dell'Italia: un organismo architettonico stratificato e complesso, caratterizzato da doppia cinta muraria merlata a forte scarpata, che ne ricorda l'origine militare. * Torre medievale di Castel di Ieri: si trova in cima al paese, voluta dai conti di Celano, dunque intorno all'XI secolo, quando la zona era controllata dai Normanni. La torre faceva parte di un castello oggi scomparso tra le case civili attorno all'edificio, a pianta quadrata, con accesso rialzato dal piano della prima muraglia protettiva. La torre è realizzata in conci di pietra regolari, priva di merlatura e di apparati difensivi, la porta sul lato orientale costituiva l'ingresso che comunicava con l'esterno del borgo attraverso un ponte levatoio.

### Il castello baronale dei Nolli ad Ari
Il feudo di Ari sorse nel IX secolo circa, con il fenomeno dell'incastellamento, che avvenne sopra il piccolo colle dove oggi si trova il palazzo baronale. Il corso Galilei, spina dorsale che sfocia nel piazzale, delimita l'antico assetto urbano. Per proteggere il versante sud-est del centro, da frane, all'inizio del Novecento fu realizzato il muraglione, che cinge tutto il perimetro vecchio. Fino alla seconda guerra mondiale, il nucleo di Ari era tutto concentrato sul colle, e non lungo la strada provinciale che porta a Giuliano Teatino. Il borgo conteneva palazzo comunale, il palazzo-castello e la cappella privata che era anche la chiesa parrocchiale, mentre le altre chiese sorgevano fuori dall'abitato, come quella di Sant'Antonio e della Madonna delle Grazie. La torre dell'antico castello fu realizzata nel Settecento, coronata da merli posticci, a testimonianza di come il primitivo presidio perse immediatamente la funzione difensiva, divenendo residenza nobiliare. Dall'intitolazione della chiesa di San Salvatore, antica cappella del castello, e oggi ricostruita sopra il colle che sovrasta l'antico abitato, si comprende che il feudo fu fondato dai Longobardi, documenti relativi alla presenza di Ari si hanno nel 1120, quando ne era in possesso il vescovo Gerardo di Chieti.
L'antica parte del castello è leggibile nei sotterranei del palazzo, con volte a crociera, a partire dal XVI secolo il castello appartenne ai De Vega, i De Palma, i Carafa, che lo ampliarono con l'aggiunta di corpi di fabbrica. Dal 1577 al 1918 il castello divenne sede amministrativa di Ramignani di Chieti, che usarono il castello come residenza estiva, modificandolo notevolmente in stile rinascimentale. nel Settecento il palazzo si era ingrandito notevolmente, al punto di sfiorare la chiesa di San Salvatore: la baronessa proprietaria del palazzo fece aprire una finestra-tribuna nel muro per seguire le funzioni religiose senza uscire di casa. Questa chiesa doveva esistere già nel XIII secolo, citata nel 1325. Nel Settecento fu profondamente trasformata in stile barocco, mentre l'antica area della vecchia chiesa divenne una torre merlata di bassa statura, annessa al palazzo. Nella metà del Settecento questi lavori furono realizzati dai nuovi proprietari di Ari e di Tollo: i Nolli di Roma, che usarono il palazzo come i Ramignani.
Nel primo '900 il palazzo, come il convento di Francesco Paolo Michetti a Francavilla, divenne un cenacolo culturale, a cui aderirono Gabriele D'Annunzio, la baronessa Francie Picton Walow, l'amico D'Alessandro e Luigi Pirandello, che si trovò a essere presidente di commissione e docente nei borghi del chietino, della città di Lanciano, e della valle pescarese, come Città Sant'Angelo. Dopo i danni della seconda guerra mondiale, negli anni '50 la vecchia chiesa di San Salvatore, gravemente danneggiata, fu demolita, e ne venne realizzata una nuova sul colle. Della presenza delle vecchia chiesa nel palazzo si notano due stanze voltate a crociera, un tempo locali di servizio dell'edificio sacro, e il muro di fondazione, a cui oggi si addossa la rampa che da Piazza Bucciante porta al centro. Il prospetto del palazzo verso valle presenta un ritmo regolare delle finestre, e denuncia una sovrapposizione delle tecniche costruttive.

### Il borgo antico distrutto di Francavilla al Mare

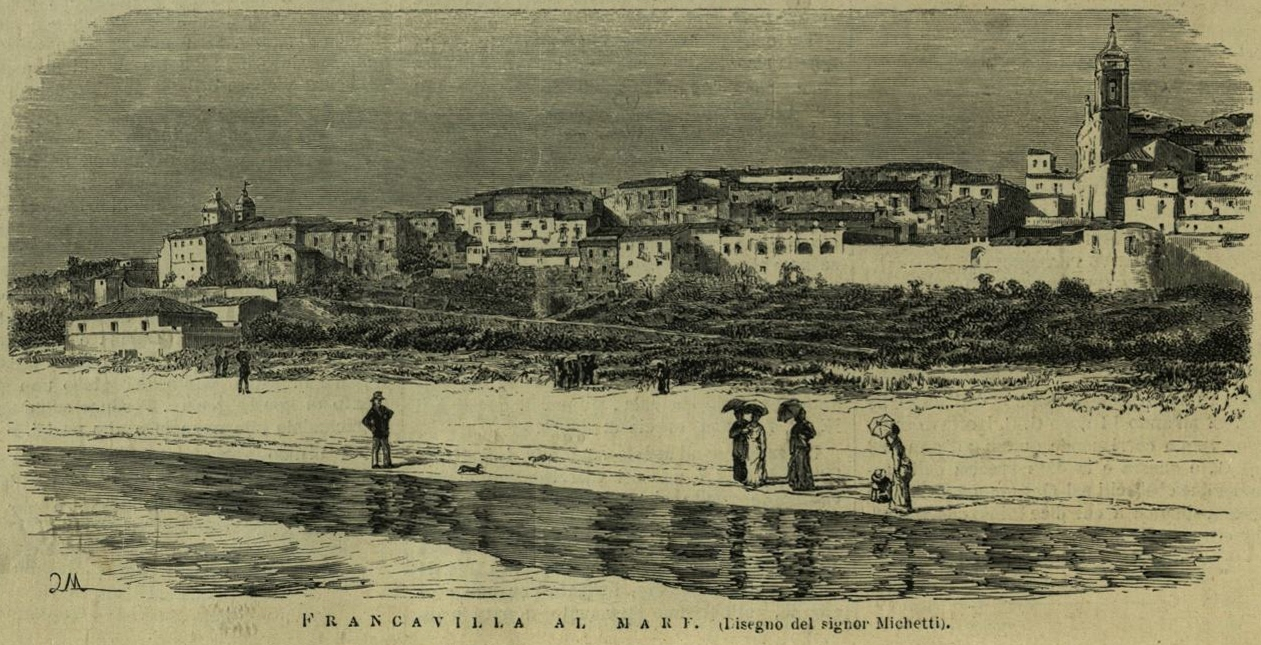
Dipinto di Francavilla vecchia in Illustrazione italiana (1877), opera di Francesco Paolo Michetti

Le origini di Francavilla risalgono al passaggio dei Franchi, da cui il toponimo "Villa dei Franchi". Il primitivo abitato, arroccato sul colle Civita, era abitato da contadini e pescatori. Nel XIII secolo il paese assunse una vera e propria connotazione di villaggio fortificato cinto da mura e torri, con tre porte di accesso: Porta Ripa, Porta Marina e Porta Romana, mentre le torri che fino al 1944 costituivano la cinta muraria, oggi scomparsa, sono ancora oggi esistenti: Torre Ciarrapico, posto di guardia dell'antico convento di San Francesco, Torre d'Argento, posta a est e Torre Masci in via Michetti. In origine le torri erano ben 12, comprese quelle presso il mare e il porto presso il fiume Alento, dove si trovava il deposito del sale. Saccheggiata nel Quattrocento dal Conte di Lando, Francavilla nell'estate 1566 subì un grave attacco turco, venendo incendiata, la chiesa di San Franco venne saccheggiata e spogliata. Nei secoli successivi, fu feudo dei D'Avalos di Vasto fino all'abolizione del feudalesimo nel 1806. Dopo l'unità d'Italia, il centro divenne un'importante meta turistica per il turismo balneare: nel 1873 venne realizzato il primo stabilimento, nel 1878 venne realizzato il Kursaal Sirena dall'architetto Antonino Liberi, trasformato nel 1947 nel Palazzo Sirena, e demolito nel 2017.
Il borgo della Civita era strutturato attorno a un perimetro murario ellittico con Porta San Franco ad ovest (presso la parrocchia omonima, oggi Largo Quaroni), Porta Marina a nord e Porta da Piazza ad est, lato Convento; al centro era delimitato da strade come piazza San Franco, corso del Popolo (poi Corso Roma), via Cavalieri; le case erano interconnesse alle mura e a dei torrioni sporgenti, di cui oggi restano Torre Civita, Torre Ciarrapico e Torre Argentea.
Il borgo nel 1944 fu quasi distrutto dai bombardamenti alleati, e solo pochi elementi storici si salvarono dalla distruzione. Nel 1947 una sbrigativa ricostruzione del centro, come avvenne per le vicine Ortona, Tollo, Pescara e Orsogna, non tenendo conto del valore storico del patrimonio ancora recuperabile, fece in modo di distruggere per sempre l'antico aspetto medievale-rinascimentale di Francavilla, con la demolizione totale della vecchia chiesa di San Franco per la ricostruzione della nuova parrocchia di Santa Maria Maggiore, realizzata nel 1948 da Ludovico Quaroni, delle case superstiti dell'antico borgo e delle vecchie mura sul lato rivolta al mare. L'antico abitato venne completamente cancellato con colate di cemento e nuovi palazzi residenziali privi di qualsiasi valore artistico, il Municipio compreso, che originalmente si trovava nel Palazzo San Domenico, per fortuna rimasto intatto e oggi sede del Museo artistico "Francesco P. Michetti". Si conservano inoltre le tre torri di controllo: Torre Ciarrapico, sede del museo navale, risalente al XVI secolo, dotata di elegante loggiato superiore, anticamente torre di guardia del convento di San Francesco, di cui resta un muro perimetrale; in seguito Torre d'Argento posta in via Civitella, a pianta circolare, con feritoia e base a scarpa, e Torre Masci in via Michetti, che risale all'epoca spagnola del XVI secolo, con pianta ellittica e parte sommitale decorata da merlature. Altre torri nella zona, ridotte a ruderi, sono Torre Di Giovanni, Torre del Monte e Torre Rapinesi.

### Valle dell'Alento-Foro

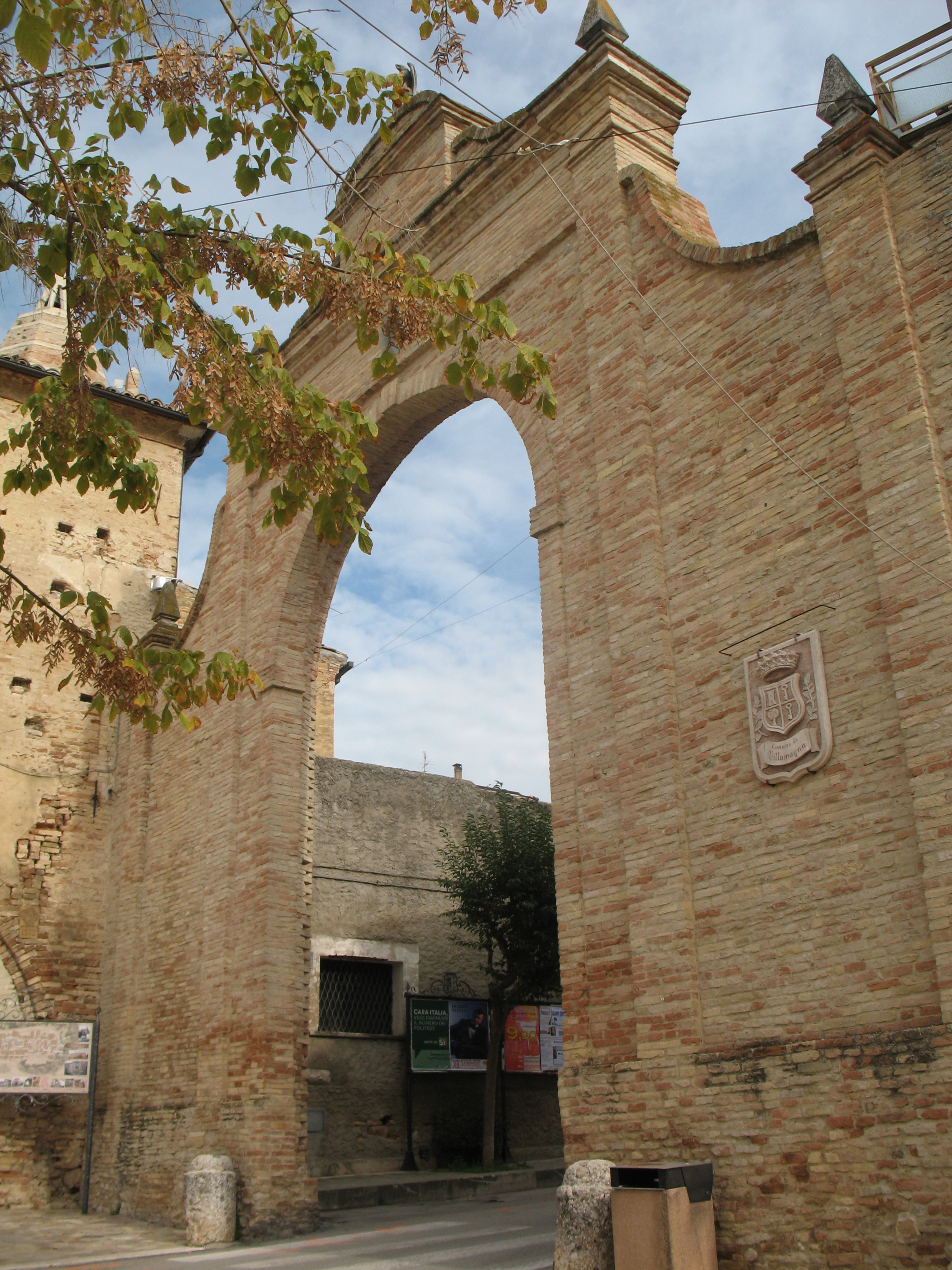
Porta da Capo di Villamagna

- Porte di Villamagna: le porte di Villamagna sono ciò che rimane dell'antico recinto fortificato, che probabilmente doveva avere anche un castello. Le porte sono quella da Capo, presso la chiesa di Santa Maria Maggiore, e da Piedi, sul versante opposto. Dal rimaneggiamento di Porta da Capo non si può definire con precisione a che epoca appartenesse, se non per lo stemma nobile della preesistente costruzione (XVI secolo?). La porta infatti è stata ricostruita daccapo nell'800 in forme monumentali, con un arco a tutto sesto inglobato in una slanciata parete, scandita da paraste, e da pinnacoli lungo la cornice superiore a falde ricurve. Porta da Piedi è più antica, benché sia stata lo stesso rimaneggiata, e presenta un fornice a tutto sesto, inquadrato tra due nicchie cieche aggettanti.

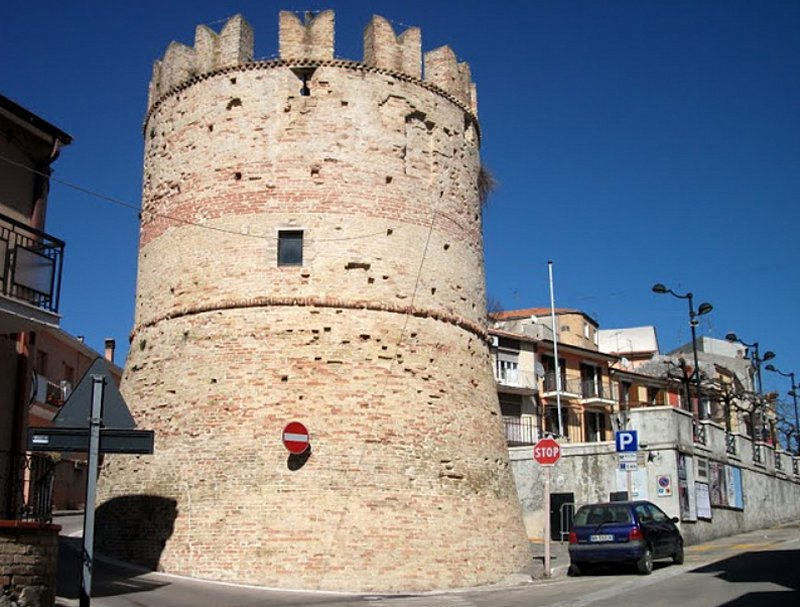
Torre aragonese di Ripa Teatina

- Torre aragonese di Ripa Teatina: l'origine di Ripa Teatina risalgono ai popoli Marrucini. Durante l'arrivo dei Longobardi, venne edificata una torre, e il feudo andò al ducato di Spoleto. Distrutta da Pipino il Breve nel 802 insieme a Chieti, Ripa venne incorporata dai Normanni nel Ducato di Puglia (1076), divenne città demaniale con gli Svevi, si schierò con Ladislao contro il rivale Luigi II di Francia, e nel 1413 fu gratificata col titolo di "Baronessa" delle terre del Contado Teatino. Ripa Teatina conobbe il periodo di massimo splendore nell'epoca aragonese, quando dette aiuti militari ad Alfonso II d'Aragona nel 1484, che la cinse di torri di guardia ancora oggi esistenti. Un torrione si trova all'ingresso del borgo, a pianta cilindrica, con merlature sulla sommità, mentre altre due torri sono inglobate nelle case del borgo alto. Dunque Ripa era ben servita di una cinta muraria, che però oggi è scomparsa per via degli smantellamenti del XVIII secolo.
- Torre di Danzica o del Colle (Rapino): sovrasta l'abitato, nei pressi della grotta del Colle, che ha testimoniato la presenza umana in questa zona sin dal neolitico, e poi nell'epoca italica prima dell'arrivo dei Marrucini, quando esisteva il villaggio di Danzica, da cui poi gli abitanti si spostarono a Rapino e a Teate, fondando la famosa città. Il villaggio esisteva anche nel Medioevo, ben fortificato, posto a guardia del monastero di San Salvatore alla Maiella. Sulla sommità di località Colle si trova oggi solo la torre di guardia, collegata a un recinto poligonale in pendenza; essa è realizzata con poderosa muratura sulla quale si aprono feritoie, caratterizzata da cortine di pietra e da un nucleo di malta e pietrame eterogeneo. All'interno della torre si vede ancora una volta a botte, che era il vano sottostante, adibito a deposito. Ai piani superiori si accedeva mediante botole con scalette di legno. La parte superiore è semi-crollata, e dato l'aspetto quattrocentesco, doveva essere decorata da merlature.

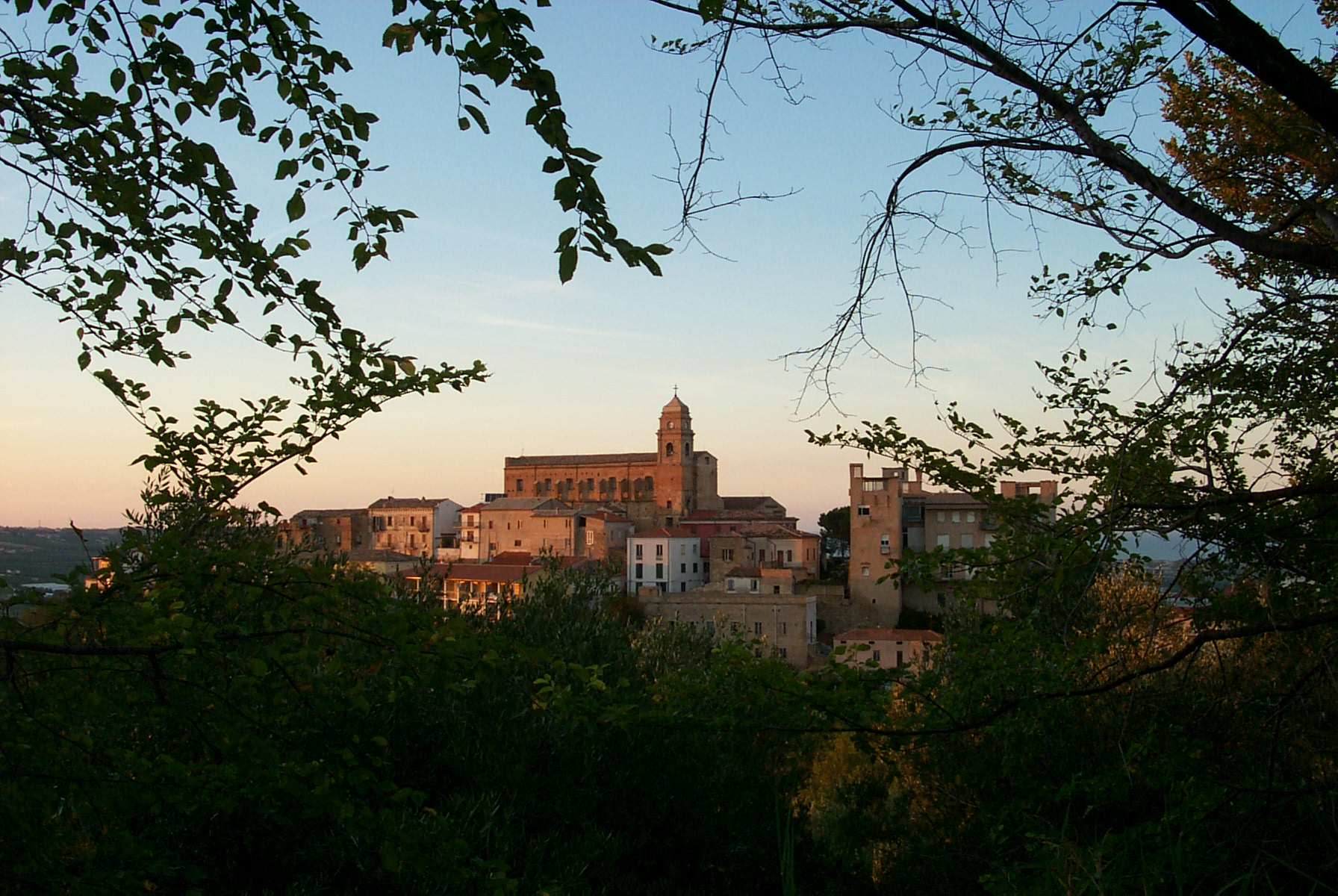
Veduta di Miglianico: la chiesa di San Pantaleone e il castello

- Castello Masci (Miglianico): si trova dietro la chiesa di San Pantaleone e San Michele, realizzato nel 1150 e distrutto varie volte. Ebbe funzione di presidio militare, con lo scopo di difendere la costa adriatica dagli attacchi turchi quando venne fortificato nel XIV secolo dagli Orsini di Guardiagrele. Nel XVIII secolo fu feudo dei Valignani di Chieti, che lo tennero fino al 1806. Nel 1492 il castello fu distrutto dai turchi, e lo stesso avvenne nel 1566, quando venne gravemente danneggiato. Ultimi danneggiamenti ci furono nel 1943, quando il castello subì attacchi tedeschi e americani, perdendo l'antico aspetto tardo rinascimentale. Venne restaurato, ma senza che fosse tenuta in considerazione la valenza storica del manufatto, come dimostrano le cortine murarie delle quattro torri angolari, e le schematiche aperture delle finestre, un tempo ad arco a sesto acuto, il tutto a ricalcare un pressappochismo e impoverimento dell'insieme alla pari di miseri palazzine anni '60. Il castello ha pianta quadrata con chiostro interno, e dal XVII secolo è stato trasformato in residenza gentilizia. Dato che è di proprietà privata, non è possibile effettuare un accurato e serio restauro che riporti il castello all'antico splendore.
- Torre Mucchia (Ortona): si tratta di una torretta di guardia fatta edificare nella seconda metà del XVI secolo da Carlo V, nella località omonima sopra Lido Riccio. Il territorio ortonese, così come quello pescarese, vastese e francavillese, era da anni soggetto ad attacchi turchi, e quello del 1566 fu particolarmente devastante, tanto che la corona spagnola si adoperò per edificare delle torri difensive sulla costa di ciascun centro abitato. Torre Mucchia fa parte di questo sistema insieme a Torre del Moro, che si trova sulla sponda sud del centro di Ortona, ed è oggi inglobata in una villaggio camping. Ha pianta quadrangolare, e forse era composta di un piano superiore a quello attuale, perché manca tutto l'apparto decorativo di merlature.

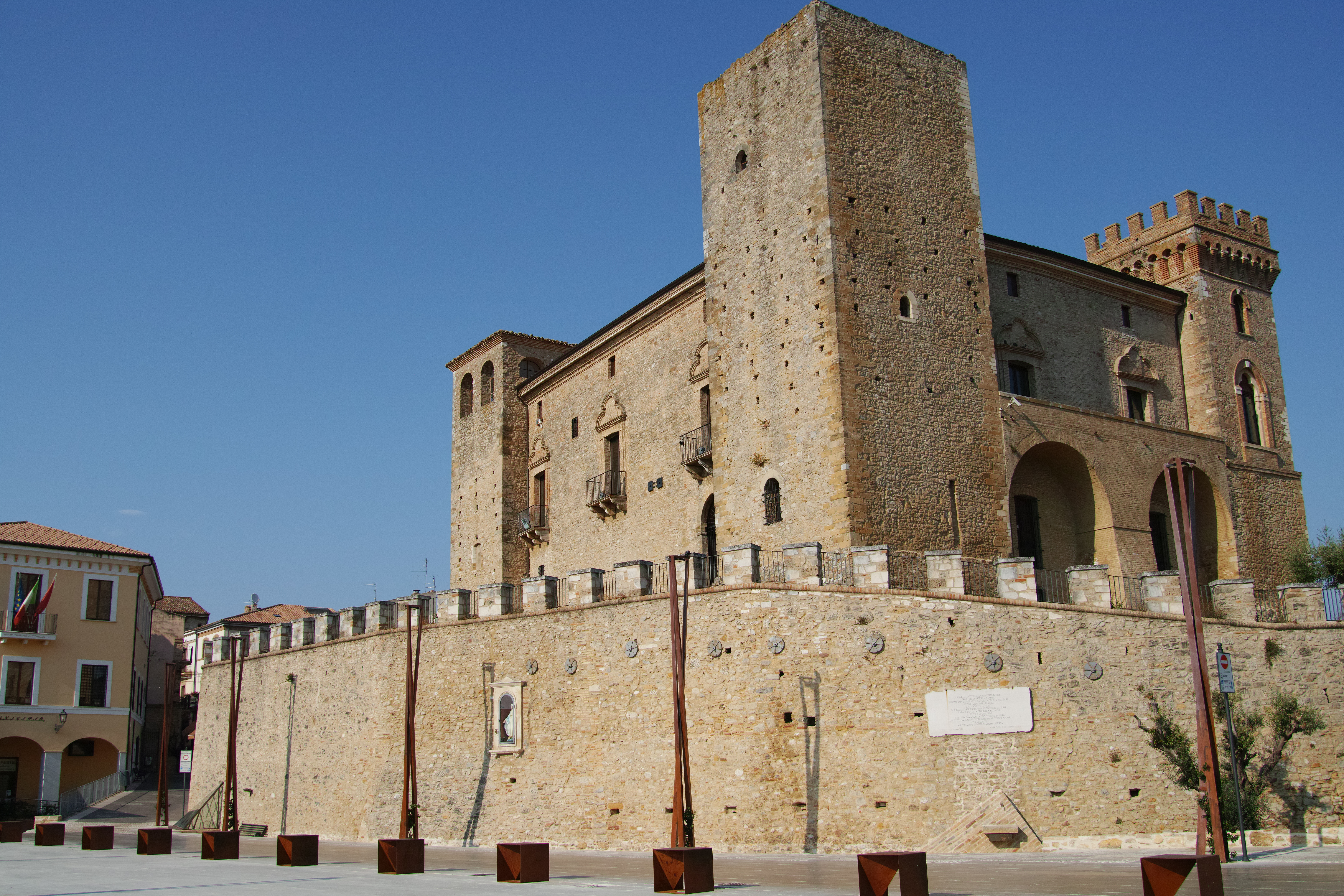
Castello De Riseis-D'Aragona a Crecchio

- Castello ducale di Crecchio: sorge al margine dell'antico centro, in luogo molto favorevole per l'avvistamento strategico, tra i due corsi d'acqua dei fiumi Arielli e Riopago. La parte più antica è la torre nord-est, molto semplice nell'aspetto rispetto alle altre, tipica costruzione di guardia dei Normanni (XI secolo). Nel 1279, Crecchio e il castello risultavano sotto la giurisdizione di Guglielmo Morello, signore di Arielli, nel secolo successivo subì delle devastazioni. Il castello attuale fu costruito nel XV secolo, quando venne adibito a residenza gentilizia dagli aragonesi. Nel 1789 il barone De Riseis acquistò il castello, facendo realizzare il camminamento merlato e le decorazioni nardo-gotiche. La torre sud-ovest in stile chiaramente gotico fu restaurata nel 1904 dopo il terremoto di Orsogna del 1881. Già dei duchi di Bovino, fu residenza dell'ultima notte trascorsa dai reali Savoia e dalla corte, il 9 settembre del 1943, prima del loro imbarco per Brindisi dal porto di Ortona.

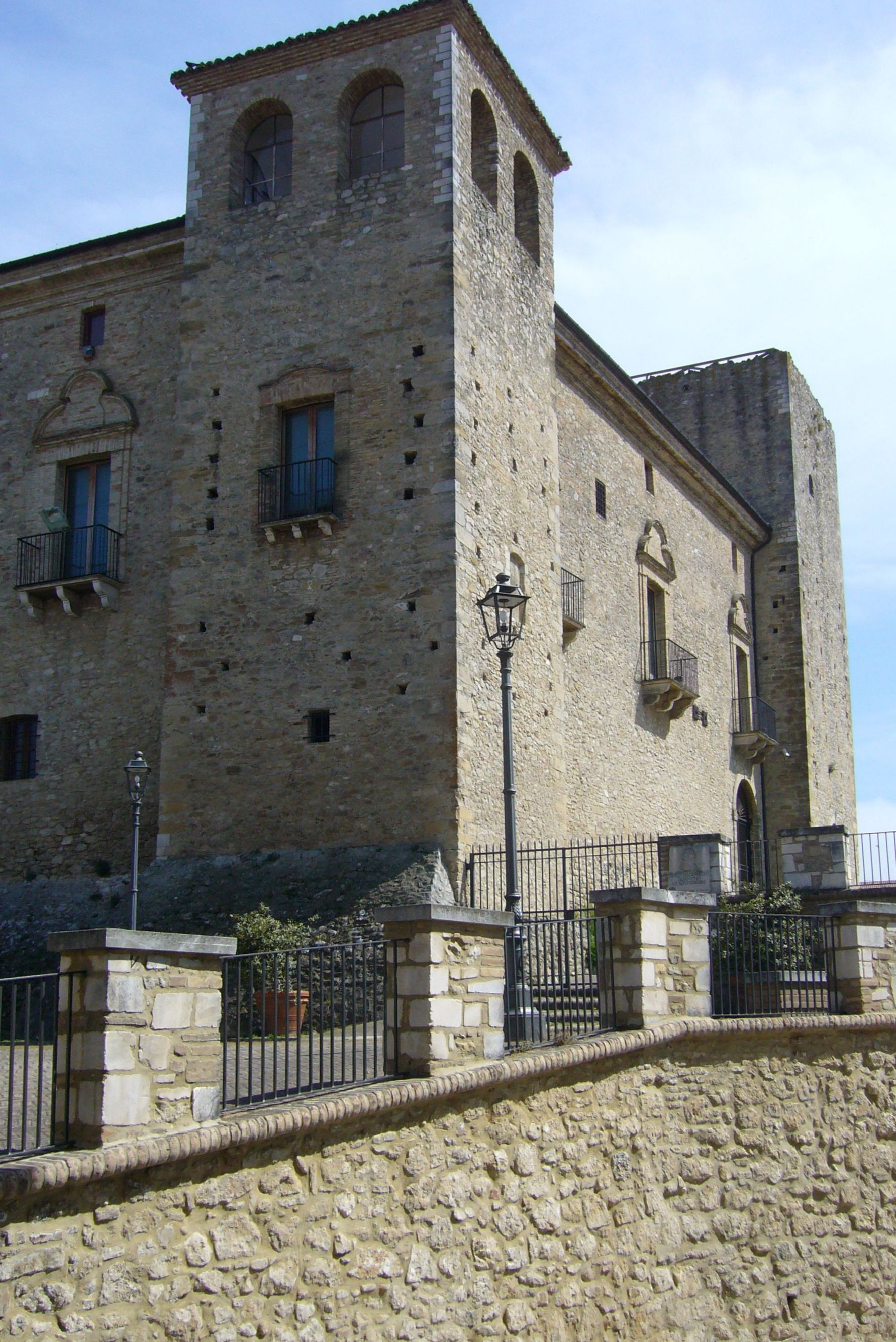
Parte nord del castello di Crecchio, con la torre gotica

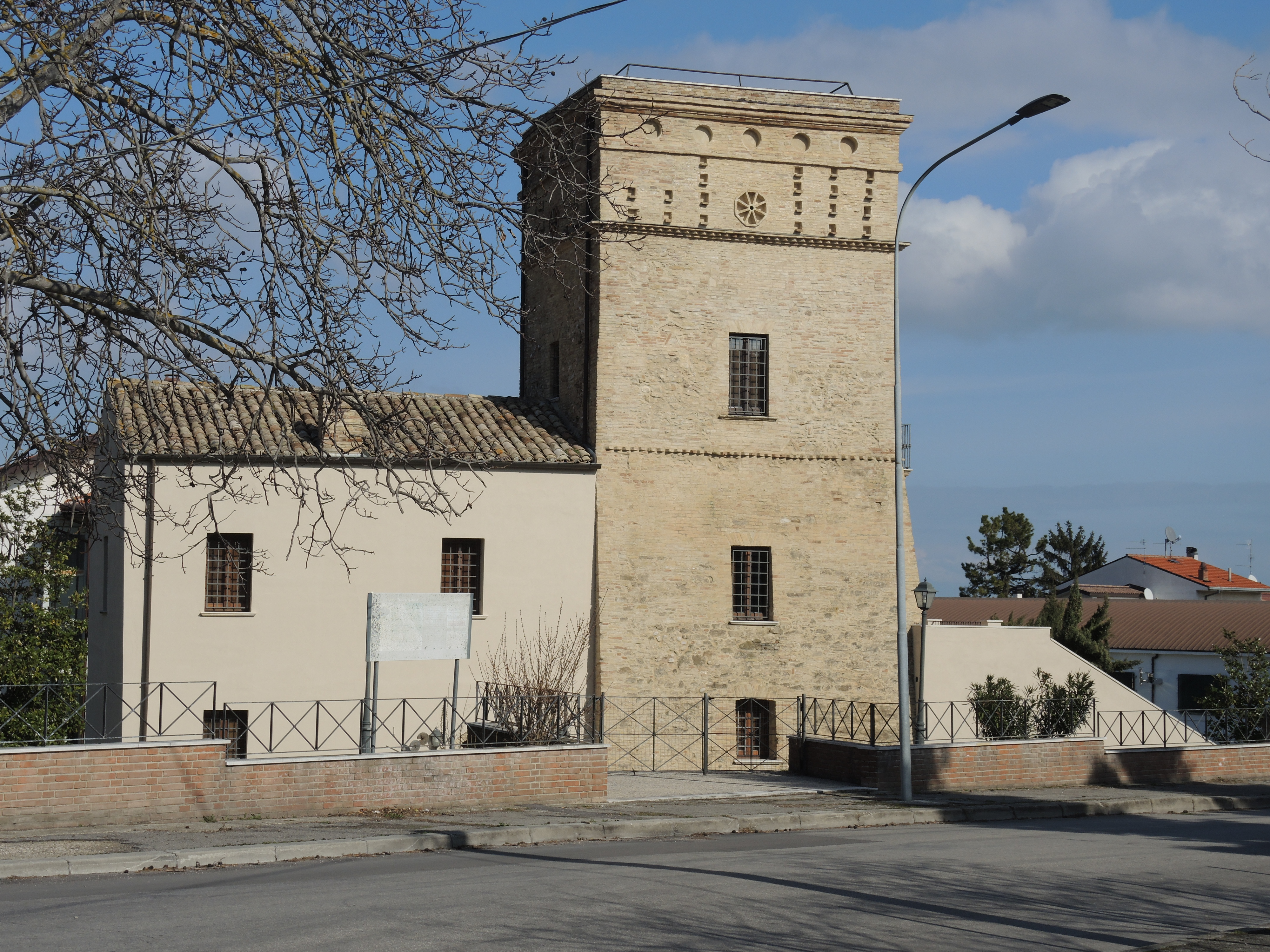
Torre di Bene

- Torre di Bene (Orsogna): si tratta di una torre di guardia del tratturo Centurelle-Montesecco, realizzata forse nel XIV secolo, ma rimaneggiata ampiamente nel XIX come residenza privata. Altre voci vogliono che facesse parte di un castello oggi scomparso, detto Castel di Septe, infeudato alla città di Lanciano, ma forse si tratta di una confusione con il castello di Mozzagrogna. Non essendo stata toccata dai bombardamenti del 1943-44, che distrussero ilo castello vero e proprio di Orsogna, posto in affaccio su Piazza Mazzini, accanto al Municipio, la torre cadde in abbandono fino alla fine degli anni '90, quando venne recuperata e allestita a sala espositiva di mostre e presepi nel periodo natalizio. Nel 2017 è partito il progetto per far diventare la torre sede della Biblioteca della Città del Vino di Orsogna. Il nome attuale della torre deriva dall'ultimo proprietario, si trova nella periferia a ovest del comune, caratterizzata da un maschio quadrangolare con base a scarpa, realizzata in laterizio, e divisa da cornici in tre piani, di cui l'ultimo è più piccolo, adibito a colombaia. Non ci sono particolari segni di abbellimento, se non le feritoie varie, e una grande finestra architravata posta all'ingresso principale.

### Valle Frentana
- Palazzo baronale Caccianini con torre (Frisa): si trova all'ingresso del borgo vecchio. L'antica fortificazione, risalente al XIII secolo, citata durante il dominio della Contea di Manoppello da parte di Ugo Malmozzetto e Roberto di Loritello, conserva ancora oggi una torre circolare, annessa al palazzo della famiglia Caccianini, ricavato dall'antico castello. Alla metà del XVIII secolo, la fabbrica venne ampliata con sopraelevazioni del fronte, e l'asse trasversale, collegata alla porta d'ingresso al borgo, è stata ricavata nel XIX secolo. Il fronte si affaccia su Piazza Principe di Piemonte, dei tre livelli in cui il prospetto si articola, il primo e il terzo risultano coperti da intonaco, mentre il mediano è in muratura eterogenea, variamente scoperto dalla caduta del rivestimento in intonaco.

Al pianterreno ci sono numerosi ingressi, aperti di recente per l'accesso ai locali di abitazione, al primo livello le finestre sono murate, conservando il loro ritmo regolare, l'unica traccia dell'antica compagine. A esse fanno da contrappunto le aperture dell'ultimo piano, affacciate su balconi e incorniciate da motivi in stucco. In prossimità della torre medievale c'è un loggiato che si affaccia su terrazzo con balaustra. Il cortile interno al borgo si sviluppa su due livelli, il pianterreno del palazzo presenta due accessi con mostra in mattoni, quello più piccolo e chiuso da un arco a tutto sesto, quello più grande ha un interessante arco policentrico aggettante. La sommità di questo palazzo è coronata da una torre civica con l'orologio del paese.

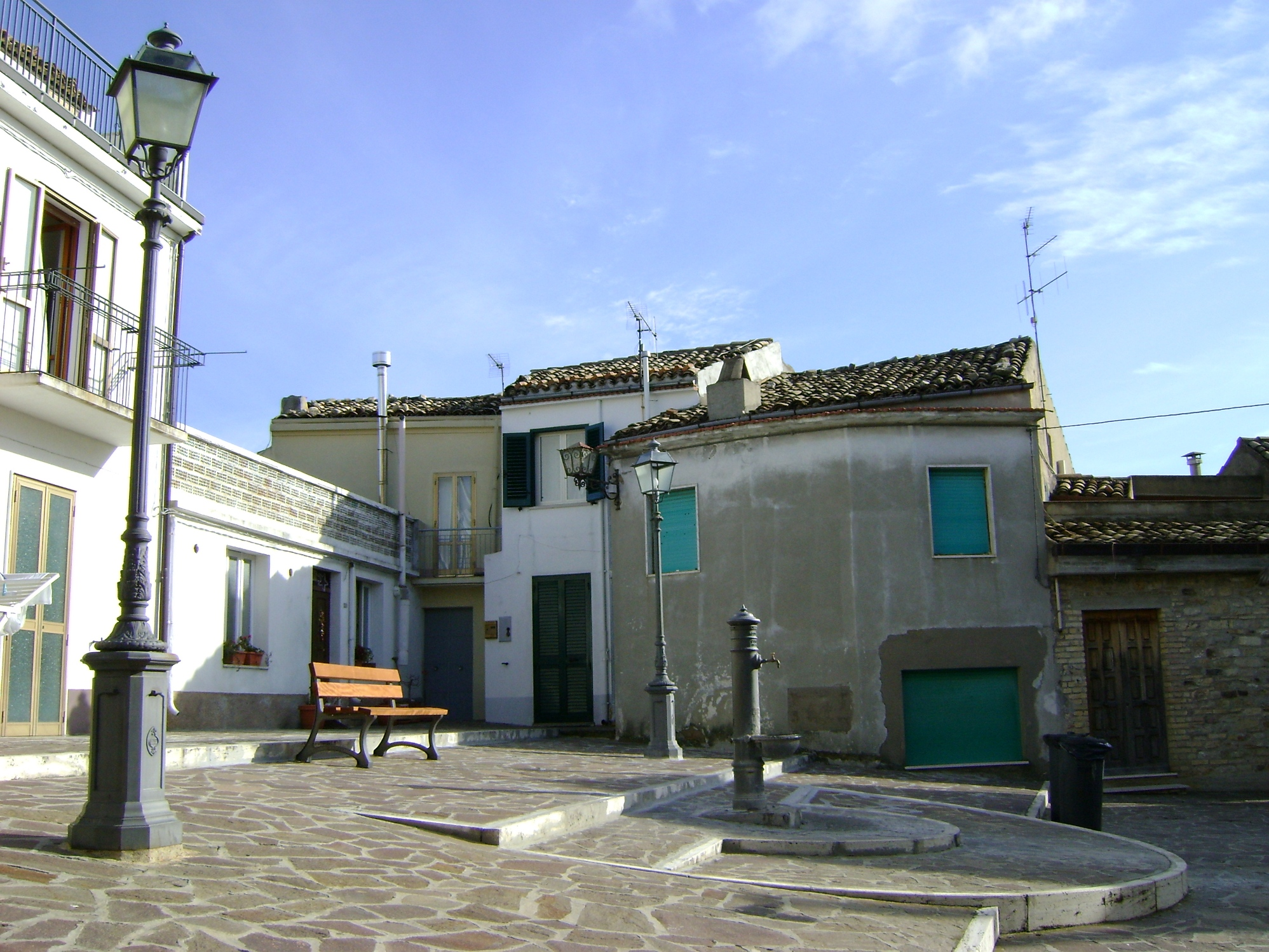
Atessa: largo Torretta, il punto più alto del rione San Michele

- Castello di Sette (Mozzagrogna): o anche "di Septe", si trova nei pressi di Mozzagrogna. Il castello, a differenza di quanto denuncia l'aspetto attuale, è molto antico, e risale all'XI secolo, donato nel 1040 da Landolfo, figlio di Trasmondo conte di Chieti, all'abbazia di San Giovanni in Venere. Ergendosi sopra un alto colle presso la vallata del Sangro, controllava molto bene il traffico fluviale e il passaggio dei pastori con le pecore verso il mare. I signori "dei Sette", grazie ai fabbri, costruivano spade, frecce e armature presso le officine del castello, rifornendo anche la città di Lanciano. Una leggenda vuole che nel 1062 il castello fosse abitato dal conte Trasmondo, e che in quel periodo nel villaggio pesarese di Aternum, nella chiesa di Santa Maria di Gerusalemme gli ebrei avessero profanato l'immagine sacra di Cristo con un colpo di lancia, e che questa avesse iniziato a sanguinare. I profanatori raccolsero il sangue in un'ampolla, e portarono l'icona nel castello di Sette.

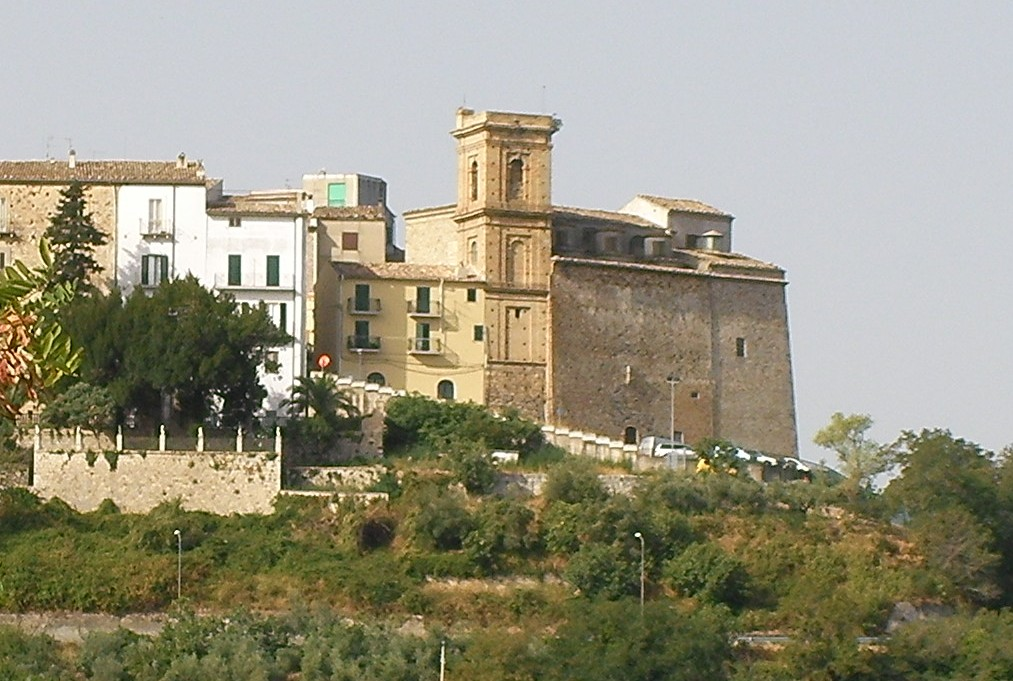
Bastione orientale del rione Santa Croce di Atessa

Uno di essi fu accusato di stupro e portato in giudizio da Trasmondo, che lo fece imprigionare.
- Mura e porte di Atessa: il centro storico si presenta come il risultato di processo di conurbazione di due diversi villaggi di origine longobarda del VI secolo, ossia i quartieri Ate - Tixa, rispettivamente di San Michele e Santa Croce, dal nome delle chiese, con al centro io nodo di saldatura del colle del duomo di San Leucio. La tipica struttura ellittica di questi insediamenti tradiscono i processi di espansione e ampliamenti che si sono avvicendati nei secoli. Il quartiere Santa Croce ossia Tixa (lato nord) si ramifica a mo' di fuso intorno a Piazza Castello, con la costruzione di "Casa De Marco" (forse proprio il vecchio presidio fortificato), con la chiesa di San Pietro. L'anello più esterno costituito da via Menotti de Francesco raccorda Largo Municipio con Piazza Santa Croce, dove si trova la chiesa omonima, affiancata dal campanile, che costituiva una torre di guardia.

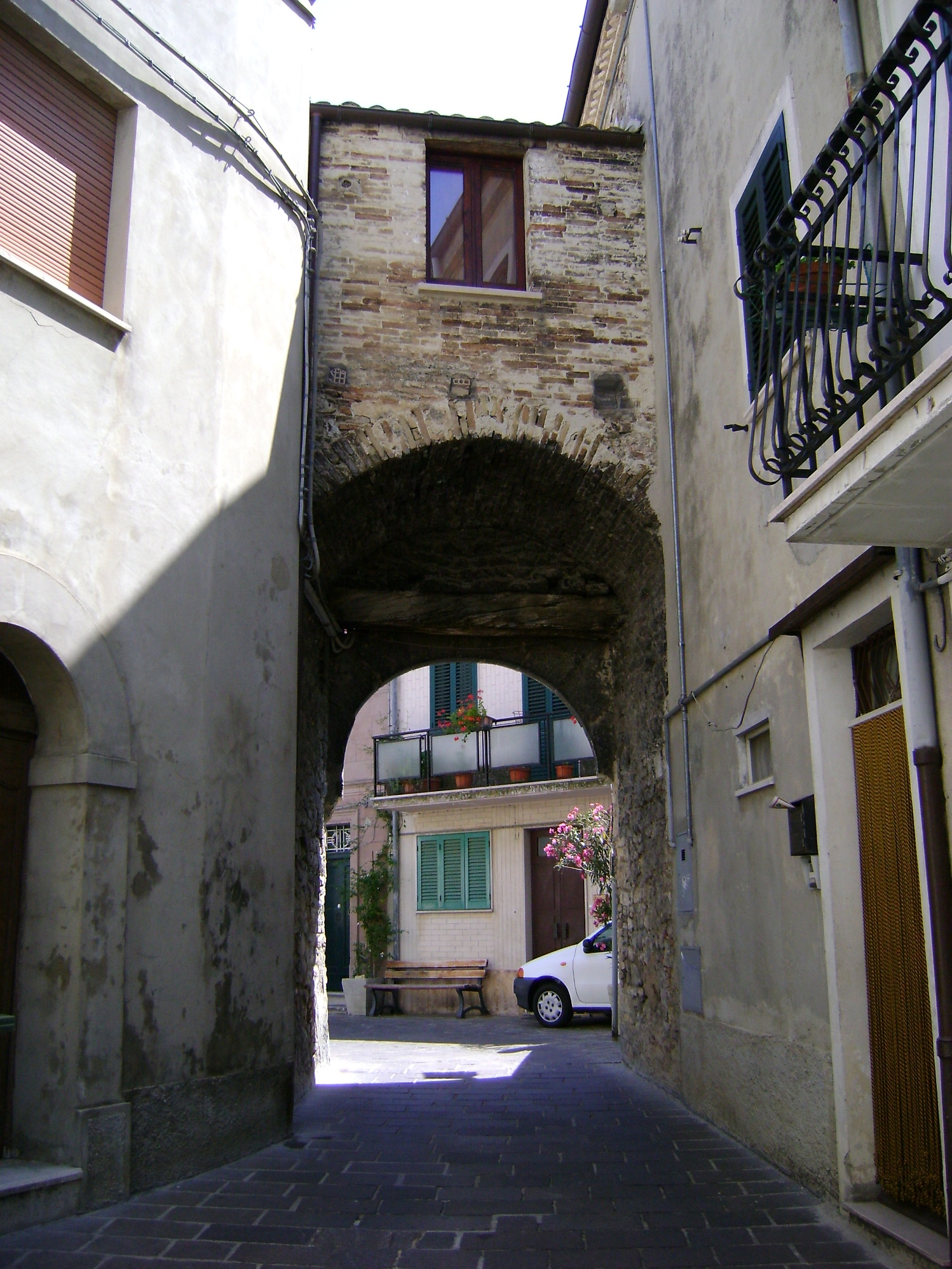
Porta San Michele, Atessa

- Palazzo del Teatro Di Loreto Liberati, con torre (Castel Frentano): si trova in Piazza Caporali, mentre al torretta di questa struttura guarda in Largo Crognale. Le mura furono costruite nel XIV secolo sopra il recinto normanno, e poi inglobate negli edifici. Il tratto in questione è in pietra e mattoni disposti irregolarmente, e il bastione del torrione, che dà il nome anche alla via, è a pianta poligonale irregolare, terminante in merlatura, ed è inglobato nell'edificio del Teatro comunale. Questo è l'unico tratto di mura abbastanza conservato, in modo da permettere una lettura dell'antico perimetro fortificato di Castel Nuovo (poi "Frentano"), che abbracciava anche Piazza Caporali, via Roma e via dell'Asilo, e altre porzioni, che però sono franate a oriente nella metà dell'800. Il palazzo edificato sopra le mura occidentali di via Torrione divenne sede teatrale nel 1853, quando l'intendente di Chieti permise che si celebrassero spettacoli e commedie. Nel 1923 si costituì un comitato civico che si prefigurava il compito di realizzare una struttura teatrale vera e propria. La sede teatrale allora venne spostata nel Palazzo dei Portici, dove aveva sede il comune, mentre i lavori di realizzazione presso Piazza Caporali prendevano avvio, terminando nel 1927, con una capienza di 20 posti. Il 3 marzo 1930 un incendio danneggiò la struttura, ma l'attività continuò grazie a Eduardo Di Loreto e Pierino Liberati. Dopo la seconda guerra mondiale, il teatro venne inaugurato nuovamente nel 1945.

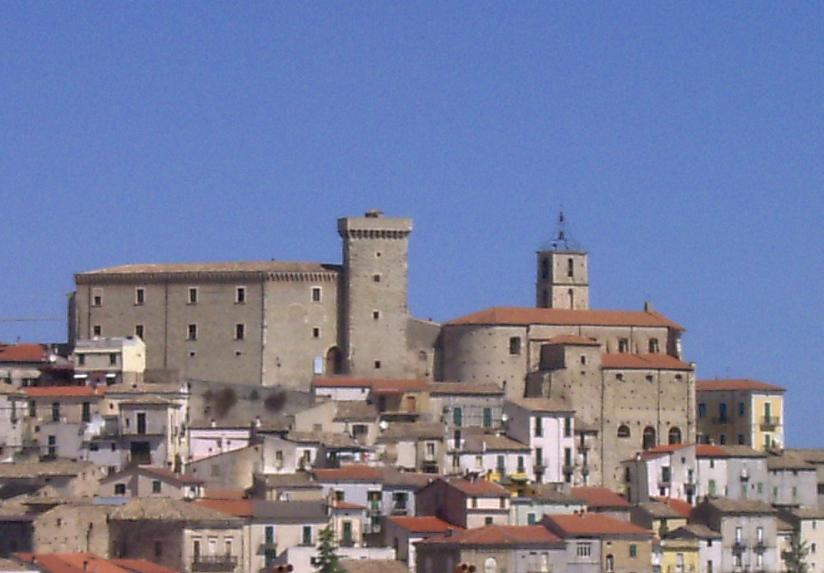
Castello ducale di Casoli e chiesa di Santa Maria Maggiore

- Castello ducale di Casoli: il castello venne realizzato nell'XI secolo circa come torre di avvistamento, dove si rifugiarono gli abitanti della cittadella di Cluviae (in Piano La Roma). Nel XII secolo la struttura venne ampliata, e si costituì il primo nucleo abitato di Casulae, entrato nella Contea di Manoppello. Dal 1369 al 1489 Casoli fece parte del dominio degli Orsini di Guardiagrele, conquistata da Napoleone, e dopo la rovina della famiglia romana, il castello andò in mano ai D'Aquino. Fino all'800 passò in mano di varie famiglie, fino ai Masciantonio. La figura di Pasquale Masciantonio divenne molto importante nel panorama culturale casolano e abruzzese, perché il castello, come Francavilla e Ari, divenne cenacolo culturale per personaggi quali D'Annunzio, De Titta, Serao e Michetti. Ospite principale del castello fu Gabriele d'Annunzio, molto amico del Masciantonio, il quale vi completò il romanzo Le vergini delle rocce (1895), e soleva chiamare nelle lettere l'amico "Pascal". Nel corso della seconda guerra mondiale, il castello divenne sede del comando militare della Brigata Maiella capitanata da Ettore Troilo, con l'ausilio del Generale Whigram, che prese parte alla battaglia di Pizzoferrato, morendovi.

Altri interventi riguardano la modifica dell'originaria scalinata interna, con la realizzazione dell'odierna rampa marmorea di collegamento verticale; l'ingresso al corpo dall'esterno, dato da un portale archiacuto ubicato nelle immediate prospicienze della Torre. Un accesso secondario al Palazzo era fornito da un piccolo portale, archi voltato, in pietra lavorata, ubicato lungo la facciata sud-ovest che dava accesso diretto al vano che aveva funzione di frantoio.
- Torretta di Prata: si trova presso il lago Sant'Angelo di Casoli, località Torretta. Probabilmente fu realizzata nel IX secolo, citata dal conte Trasmondo di Chieti come "castrum de Prata", dove fu eretto un monastero (oggi occupato dal lago artificiale) dei monaci basiliani di Sant'Ilarione, dedicato a San Nicola Greco. La costruzione risale al periodo d'incastellamento del medio Sangro, e appartenne alla famiglia Prata, come denuncia il nome. Nell'800, nel periodo postunitario, fu luogo di rifugio dei briganti, per cui è detta anche "torre brigantesca". La torre presenta un paramento murario in pietra calcarea, ciottoli di fiume e scapoli completano la sezione muraria a sacco, di notevole spessore, e piccoli inseriti in laterizio sono usati in corrispondenza delle aperture.
- Torre della Porta (Paglieta): le origini storiche di Paglieta sono testimoniate da reperti d'epoca italica sparsi per la valle. Nel IX secolo il castrum a pianta elicoidale fu eretto sopra il colle del centro storico, e per molti anni fu feudo di Lanciano. Le mura sono state inglobate nelle case, ma sono ancora visibili una torre rinascimentale circolare con beccatelli, nei pressi della maggiore Torre della Porta, che oggi è il campanile della parrocchia di Santa Maria Assunta. Il rimaneggiamento settecentesco è ben visibile nella parte superiore, a differenza dell'arco ogivale medievale d'ingresso, dacché la torre è stata dotata di orologio civico e di cella campanaria. La fabbrica è in mattoni, e presenta una suddivisione in tre parti caratterizzate da cornici aggettanti. Nella zona centrale, da Piazza Roma, si vede un'apertura rettangolare verso l'esterno, e un vano a scala d'accesso a ridosso della torre, unico elemento che testimonia il compito militare che il mastio fungeva anticamente.

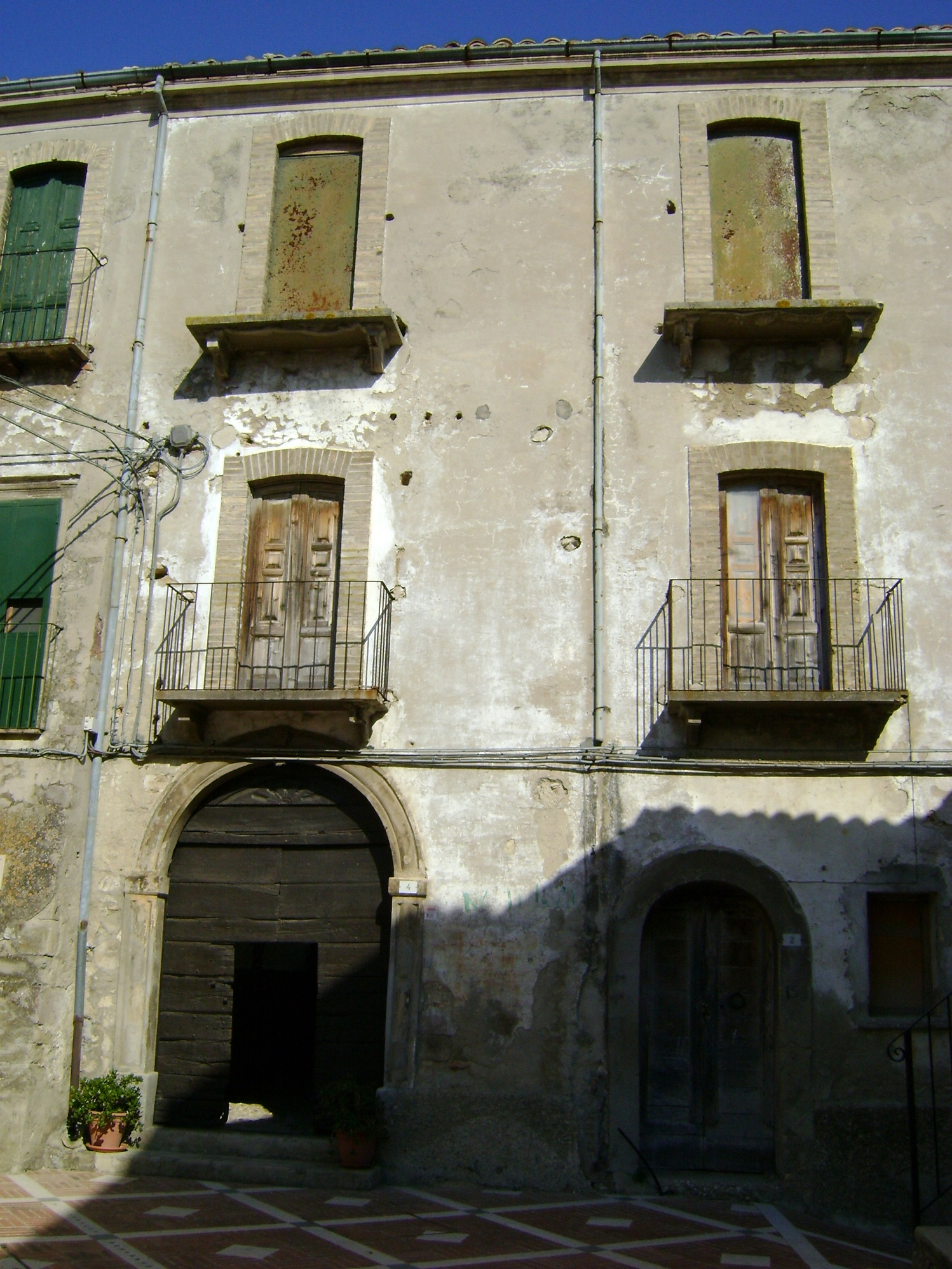
Palazzo Sirolli nel 2009

- Palazzo Sirolli (Altino): si trova accanto alla chiesa madre di Santa Maria del Popolo, e costituiva probabilmente l'antico recinto fortificato del paese, viste le mura poligonali di cinta rivolte a oriente. Il castello successivamente divenne un palazzo nobiliare nel XVIII secolo, e ancora oggi appartiene ai Sirolli, Sulla facciata sono evidenti gli interventi di consolidamento della fabbrica, in particolare un contrafforte a scarpata, realizzato al centro della parete fino alla quota del primo piano, in affaccio su Largo Palazzo. Le murature dell'edificio sono in bozze di pietra e ciottoli spaccati con apparecchiatura irregolare a filari suborizzontali, rafforzati ai cantonali da conci giustapposti di dimensioni maggiori. Le aperture sono in soglie di pietra e cornici in mattoni sagomati secondo modanature classiche. Sul prospetto vi sono tracce d intonaci. Il coronamento è ottenuto con un cornicione di tre fasce di romanelle aggettante, annegate nella muratura e sormontate dai coppi della copertura.

### Area del medio Sangro-Aventino
- Castello D'Avalos (Colledimezzo): nel periodo normanno (1160-65) il paese era chiamato Colle de Menso, posseduto da Rainaldo, abitato da 24 fuochi. Durante il periodo angioino-aragonese, il feudo divenne preda di diversi signori, nel 1462 rientra con 12 feudi nella Contea di Monteodorisio dei D'Avalos, che tennero il paese sino al 1806. Persa la funzione militare, il castello venne trasformato in una residenza signorile, posto accanto alla parrocchia di San Giovanni Evangelista, e si ridusse a una semplice casa. Le tracce militari sono visibili nei contrafforti che sono aggrappate alla montagna rocciosa, a strapiombo: l'ingresso è molto semplice, con tre arcate in pietra a tutto sesto.
- Castello di Buonanotte Vecchio (Montebello sul Sangro): si tratta di un borgo abbandonato che costituiva il nucleo antico del paese di Montebello, completamente ricostruito a valle negli anni '70, poiché una frana del costone roccioso mise a serio rischio l'incolumità degli abitanti. Una leggenda vuole che il paese, sorto nel XII secolo, si chiamasse Malanotte per il rito dello ius primae noctis che il signorotto locale esercitava sulle coppie appena sposate, portandosi a letto la ragazza fresca di matrimonio. Nel XVII secolo appartenne ai Ricci di Lanciano e nel 1757 ai Caracciolo di Villa Santa Maria. Nell'800 subì un terremoto, e negli anni '60 una frana del costone roccioso fece spopolare completamente l'abitato. Oggi è ancora abbastanza conservato, con la fila di case poste sulla spaccatura della roccia montuosa, con da una parte il campanile della vecchia chiesa di Santa Giusta e dall'altra la torre maestra e le mura fortificate dell'antico castello.

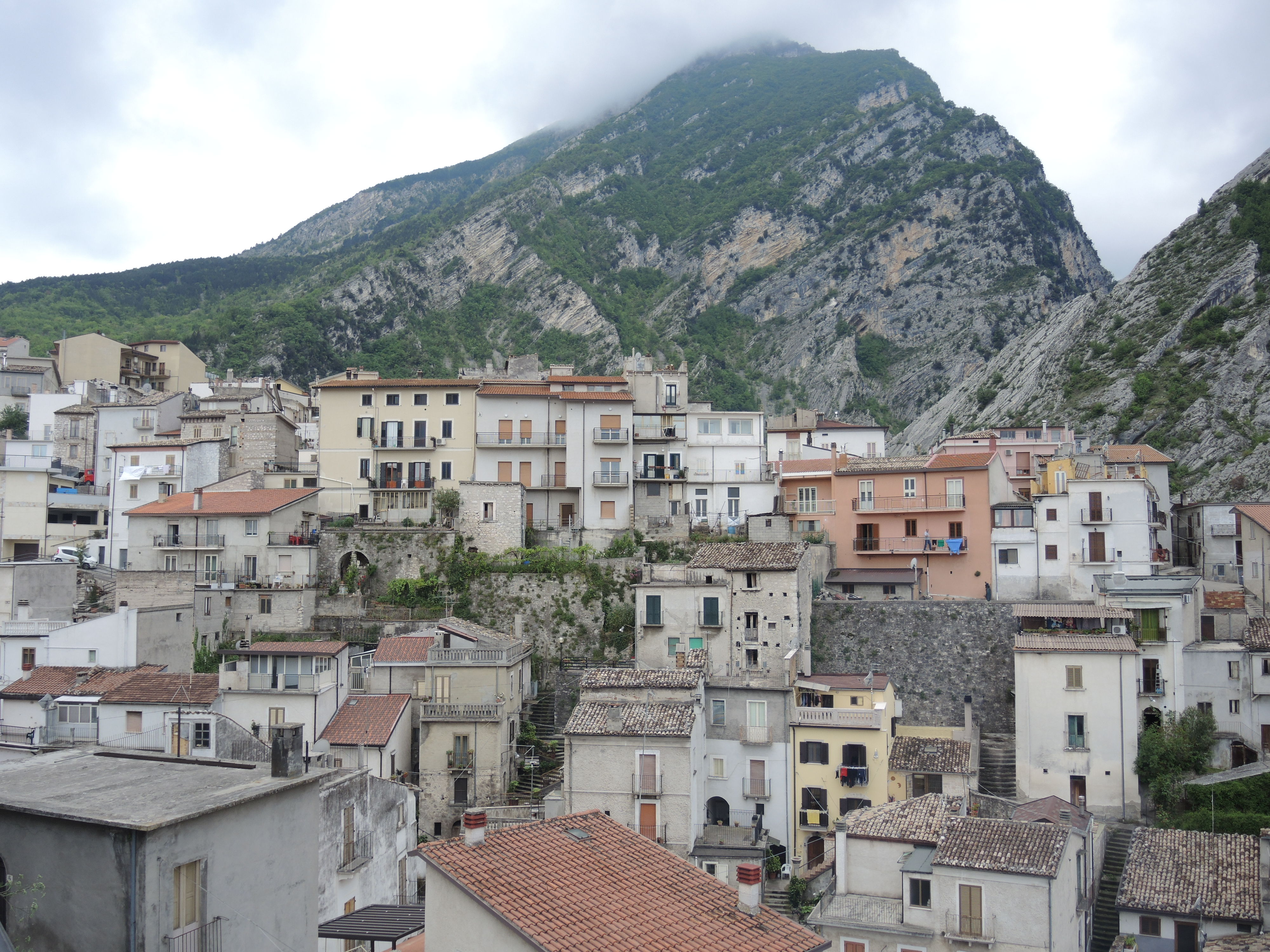
Terravecchia (Fara San Martino)

- Palazzo castellato Croce (Fallascoso): si tratta di un antico castello situato in cima al borgo, frazione di Torricella Peligna. Il castello doveva esistere dal XIII secolo, poiché anche Torricella ne aveva uno, distrutto purtroppo nel 1943, ma nel XVIII secolo venne trasformato in residenza gentilizia, e nel XIX secolo appartenne alla famiglia Croce di Montenerodomo. Il palazzo è un blocco quadrangolare con cortina interna e semplice decorazioni tardo-settecentesche.

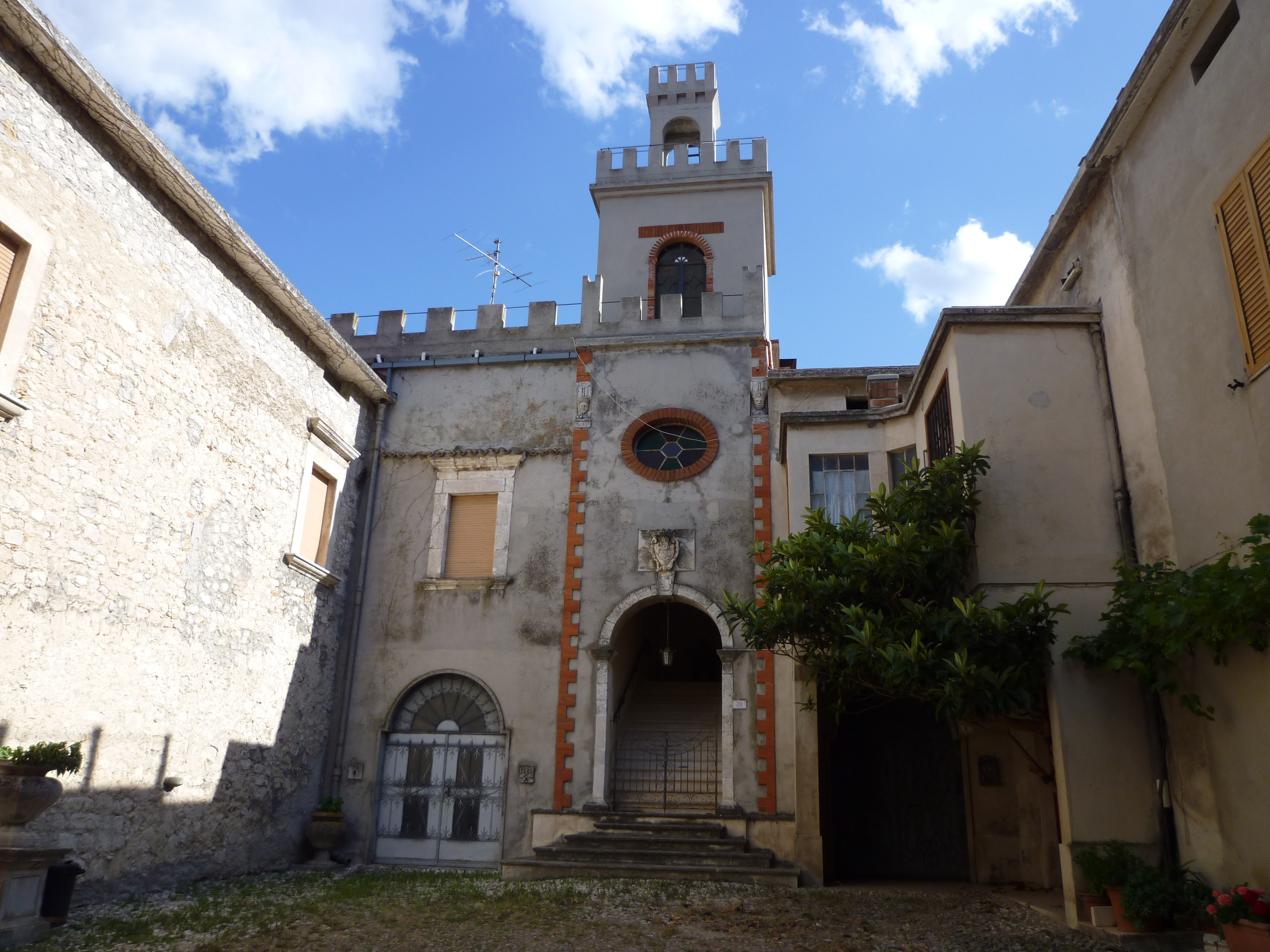
Castello Baglioni (Civitella M. Raimondo)

#### Fara San Martino: castello di Terravecchia
- Borgo di Terravecchia (Fara San Martino): l'attuale struttura di Terravecchia è il rione storico di Fara, da cui si accede da Piazza Roma, dove si trova il campanile della chiesa della SS. Annunziata. Il rione è posto su un'altura tra due fossati, facilmente difendibile, avendo il controllo degli accessi principali da Casoli verso la Majella. Il quartiere conserva le testimonianze della stratificazione medievale, fino alla sua definitiva sistemazione ottocentesca. Gli storici identificano il primo insediamento con un centro fortificato dei popoli Carricini, dal nome di Tarinum. Nel Medioevo il paese fu fondati dai Longobardi per volere della contessa Hyselgarda, prendendo il nome di castellum vallis Sancti Martini.[20] Il paese divenne feudo della vicina abbazia di San Martino in Valle, importante postazione di controllo dei traffici e dei transumanti della Majella orientale. L'antica torre con le case annesse si allargo nel XIII secolo, divenendo un vero e proprio paese fortificato, dove venne eretta la chiesa di Santa Maria in Fara (oggi chiesa dell'Annunziata). La cinta muraria aveva una torretta rompitratta a U, con spigoli di 30 metri, dotata di feritoie, che permettevano il tiro diretto, oggi ancora presente, e adibita a struttura residenziale. La cinta muraria fu allargata in età rinascimentale, con la creazione di un bastione che si concludeva a forma semicilindrica, con colubrine e cannoni nei pressi di Porta da Piedi, al fine di sorvegliare il Ponte del Re sul fosso della chiesa di San Pietro. L'apparato medievale è stato in buona parte distrutto dal terremoto del 1706, vennero modificate la Porta del Sole, la chiesa dell'Annunziata, la chiesa di San Remigio e della Madonna delle Grazie. L'accesso al borgo è dato dalla porta del campanile della chiesa di Maria SS. Annunziata, con due archi gemelli per le campane, e una lunetta affrescata. La principale via Terravecchia conduce in dedalo di stradine che portano al belvedere della torretta. Le case sono tutte addossate tra loro, realizzate in pietra di montagna. Il secondo nucleo, separato da una forra, è caratterizzato da via Napoli e via San Pietro, con case a pianta irregolare, che si stringono tra loro presso strada Morella Ripa.
- Castello Baglioni (Civitella Messer Raimondo): l'originario castello a pianta quadrangolare, con annesso bastione in pietra, posizionato in corrispondenza del fronte orientale, si sviluppa su due livelli intorno a vasta corte centrale, a forma rettangolare, e si tratta oggi dell'unica testimonianza del castello, poiché il resto è divenuta dimora gentilizia. L'insediamento di Civitella è menzionato nel XII secolo nel Catalogus baronum. Nel XVIII secolo appartenne ai Baglioni di Ortona, che restaurarono ampiamente il maniero facendolo divenire un palazzo settecentesco con torretta. Fortificato molto bene, il castello ha la facciata inquadrata da cantonali in pietra, articolata su tre livelli, e si presenta scandita da sette assi, con un leggero scatto in avanti del blocco d'ingresso. In alto, sullo spigolo destro del prospetto principale è posta una torretta realizzata in laterizio su mensole in pietra, utilizzata anticamente per scopi difensivi, e restaurata in stile neogotico. L'entrata del palazzo avviene mediante un imponente portale realizzato in pietra della Majella, che abbraccia i primi due piani dell'edificio, entrambi compromessi nella disposizione delle aperture, che tuttavia è ancora leggibile nell'ultimo livello. Nel piano nobile, in asse col portale, si trova un balcone su mensole di pietra, cui si affacciano tre aperture, insieme a piccole bucature che danno luce al sottotetto.

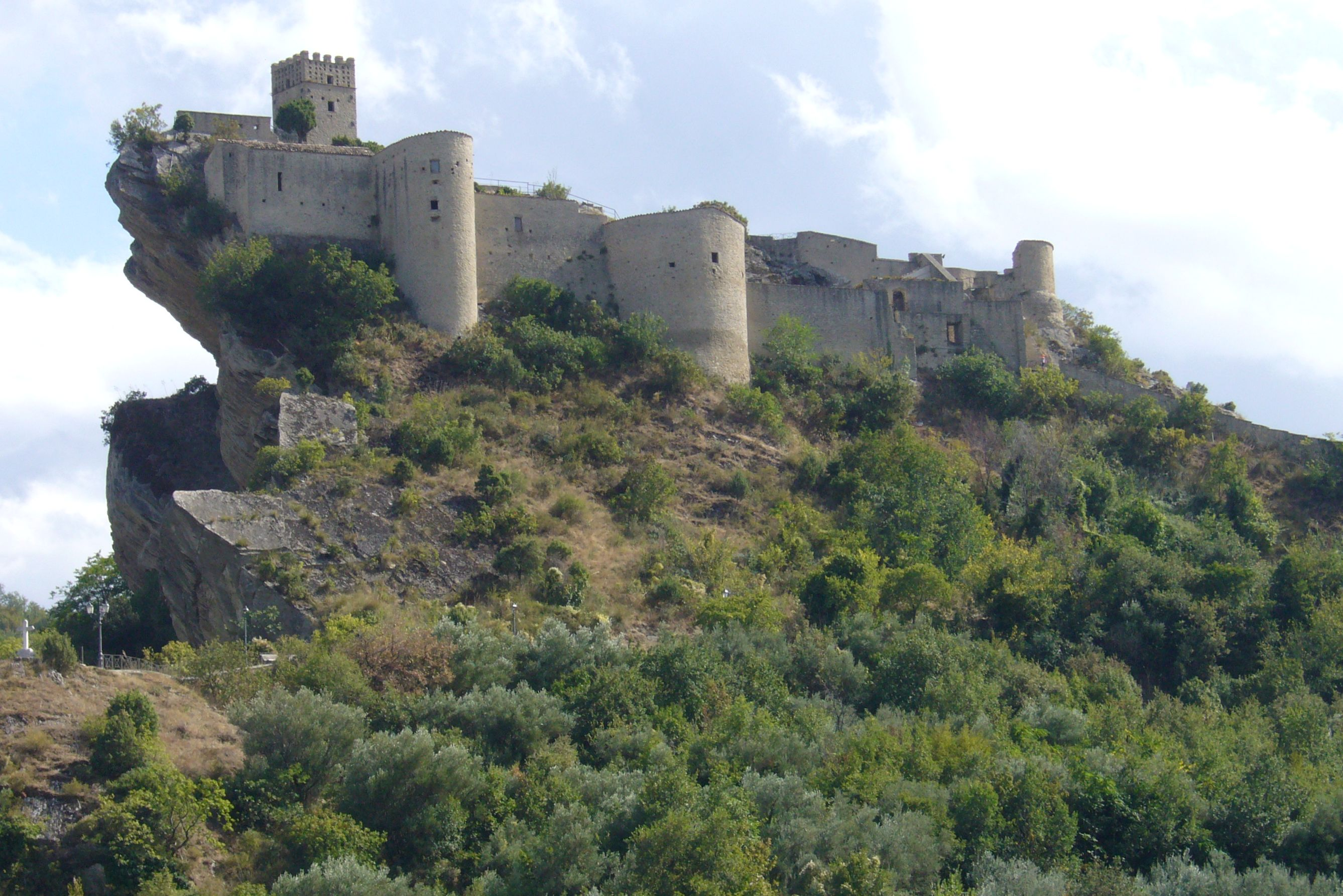
Castello De Corvi di Roccasalegna

#### Roccascalegna e Lama dei Peligni
- Castello di Roccascalegna: si presume che il castello fosse sorto da una piccola torre di guardia edificata dai Bizantini e poi dai Longobardi nel VI-VIII secolo, sopra lo spuntone di roccia che domina la valle del Rio Secco. Benché abbia aspetto medievale, il castello non è citato nelle fonti, almeno sino al 1525, in un documento dove è ben descritto, e dove si richiede un restauro per le bocche da fuoco. Un altro atto notarile descrive il restauro del castello nel 1705, quando il maniero era in abbandono. Nuovamente abbandonato alla metà del Settecento, rimase così sino al 1985, quando il comune si decise a restaurarlo, con lavori conclusi nel 1996. Il nome di Roccascalegna è menzionato nel Catalogus baronum nel 1379, quando il feudo era nella Contea di Manoppello; secondo uno studio "scarengia" da "scalegna" deriva da "scarenna" per indicare il fianco scosceso della roccia. Una leggenda vuole che il castello fosse dotato di una scala di accesso, nel momento in cui era barone un tal Corvo de Corvis, che esercitava spietatamente il diritto dello ius primae noctis, andando a letto la prima notte di nozze con le novelle spose del paese.

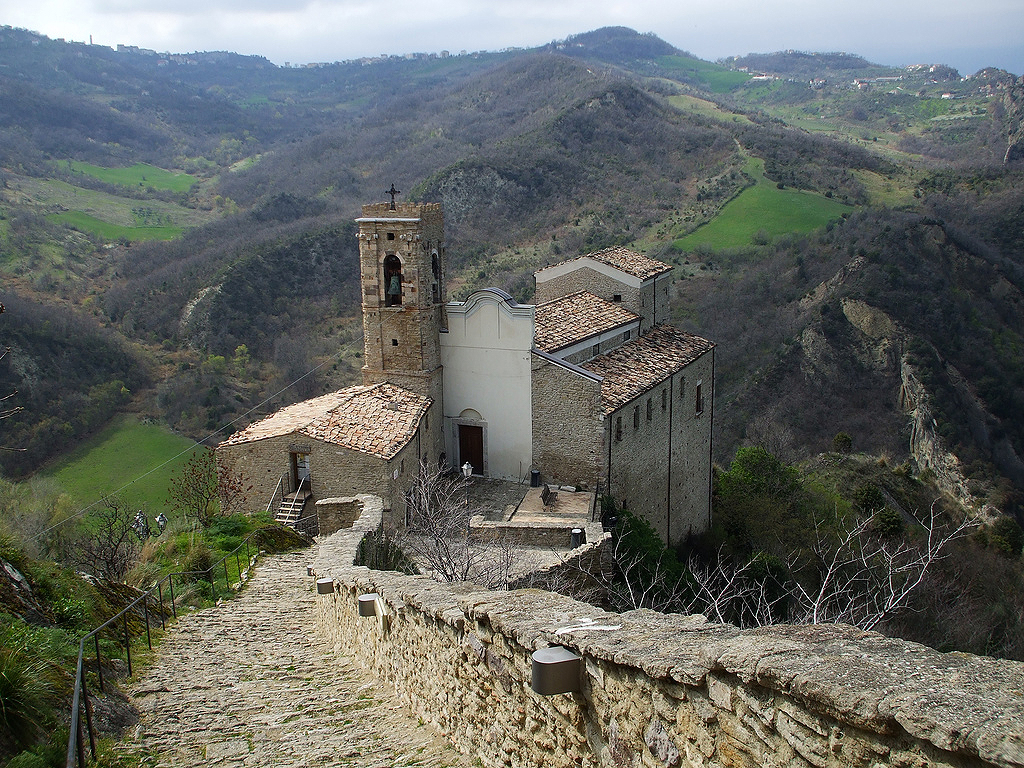
La chiesa di San Pietro vista dal castello

- Torre del castello di Lama dei Peligni: il nome proverrebbe da "Lamatura" (terreno dell'acqua stagna), ma anche forse dal terreno molto franoso, che ha causato infatti, coi terremoti del 1706 e del 1933, la semi-distruzione del borgo vecchio. Lo stemma civico riportava anticamente solo un monte con tre cime, rappresentando i Monti Pizzi; successivamente venne aggiunta una lama a mezzo, stando a significare il proprio nome del paese. Tale stemma doveva esistere già nel XIV secolo, quando Lama era dotata di un castello. La fortezza dominava il paese di Lamavecchia, che oggi è posto a estremo ovest, lungo la frana, e in abbandono. Dopo il 1706 il paese si spostò più all'interno, lungo la scarpata della Majella, attorno alla parrocchia dei Santi Nicola e Clemente. Il castello venne trasformato in residenza gentilizia nel Settecento, ma gravemente danneggiato dai tedeschi nel 1943, tanto che oggi rimane una torre. Tale torre però risulta il frutto dell'accorpamento di più parti, poiché solo in alcuni tratti mostra elementi di fortificazione, mentre le varie porte e le bucature lasciano intendere il processo di trasformazione del castello in palazzo.

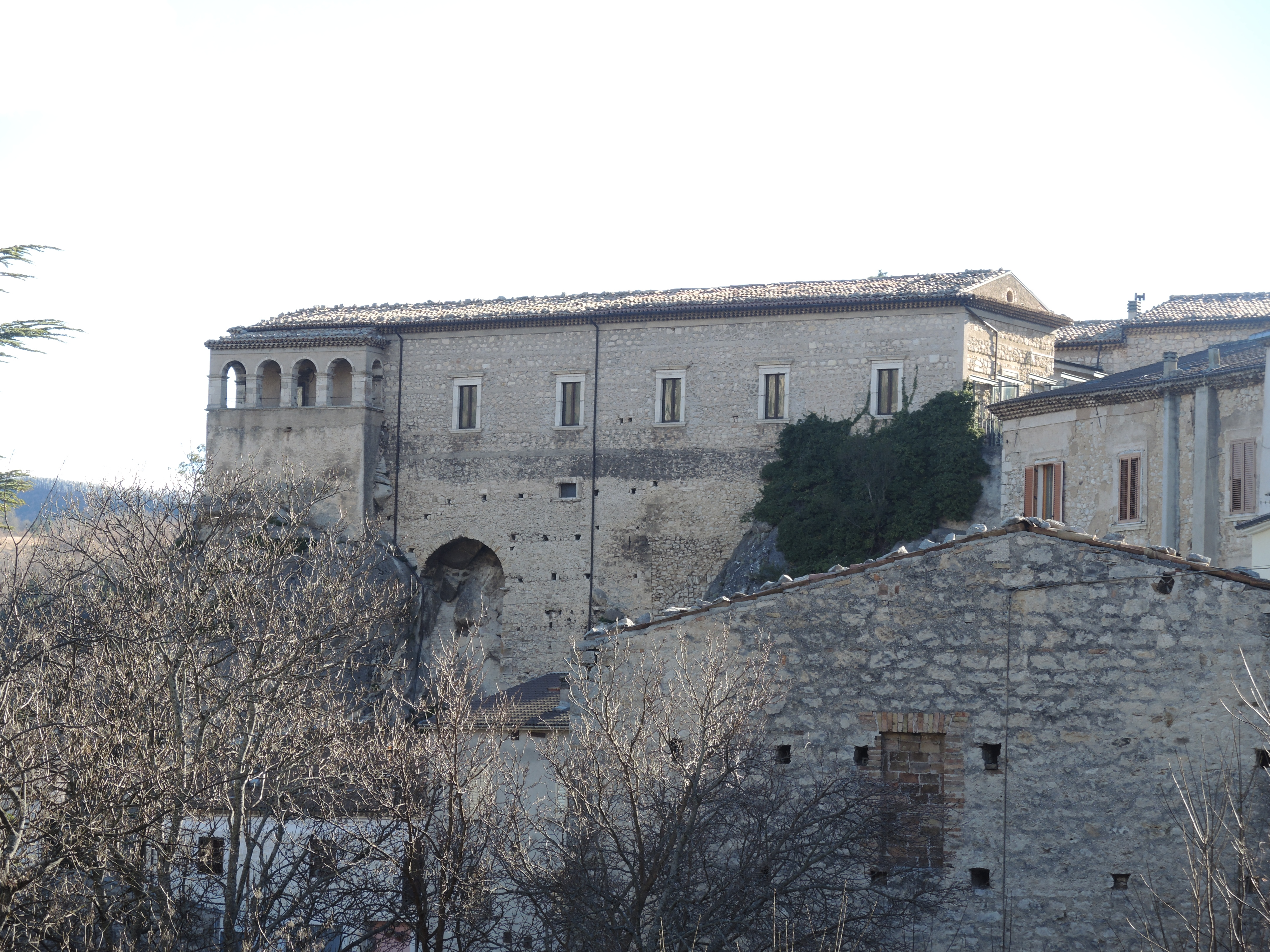
castello di Palena

- Castello ducale di Palena: il castello si trova sul punto più alto dell'abitato, caratterizzato anche dalla torretta dell'orologio, edificata negli anni '50. Nell'anno Mille esisteva una piccola fortezza, quando Palena era un insieme di villaggi sparsi, feudi di Matteo Da Letto (Lettopalena), successivamente il feudo appartenne ai Valda, ai Borrello, ai Mallerius ai De Sangro, che fortificarono il castello come si presenta nelle forme attuali. L'apparato difensivo delle torri, oggi scomparso a causa del terremoto del 1933, fu apportato da Jacopo Caldora e dai Conti D'Aquino, tanto che la fortezza era detta Castel Forte. Il palazzo è caratterizzato da una pianta rettangolare irregolare, che si rivela frutto della varie trasformazioni: esternamente le mura sono a scarpata, contraffortate, e inglobate nella roccia naturale, mentre le finestre della loggetta rinascimentale dell'avancorpo danno l'immagine di una residenza nobiliare. Oggi il castello è sede del Museo Geopaleontologico.
- La Castelletta (Palena): si tratta di una delle masserie fortificate più interessanti dell'Abruzzo, posta in zona Piana Casone. La prima costruzione è del XVII secolo, su una preesistente casa fortificata, anche se la tradizione vuole che l'edificio sorga sull'antichissimo tempio di Ercole. La casa era una grancia dei conti di Palena, nonché residenza estiva dei nobili feudatari. L'edificio, sviluppato su due livelli, sorge in un luogo isolato, i suoi elementi più interessanti sono le due torrette angolari circolari, incastonate per circa un terzo della circonferenza, Le aperture sono esito delle trasformazioni settecentesche per distribuire gli ambienti abitativi. Coerentemente con il carattere difensivo della casa, il prospetto principale si presenta austero, privo di articolazioni volumetriche, al pianterreno sono due portali a tutto sesto, con mostra in pietra, simmetricamente disposti rispetto a tre piccole finestre quadrate. Al pino superiore le finestre più grandi, a forma rettangolare, inquadrate da conci di pietra, sono perfettamente in asse con le bucature sottostanti. A terminazione dei prospetti ci sono cornici a romanelle a filari di coppi sfalsati

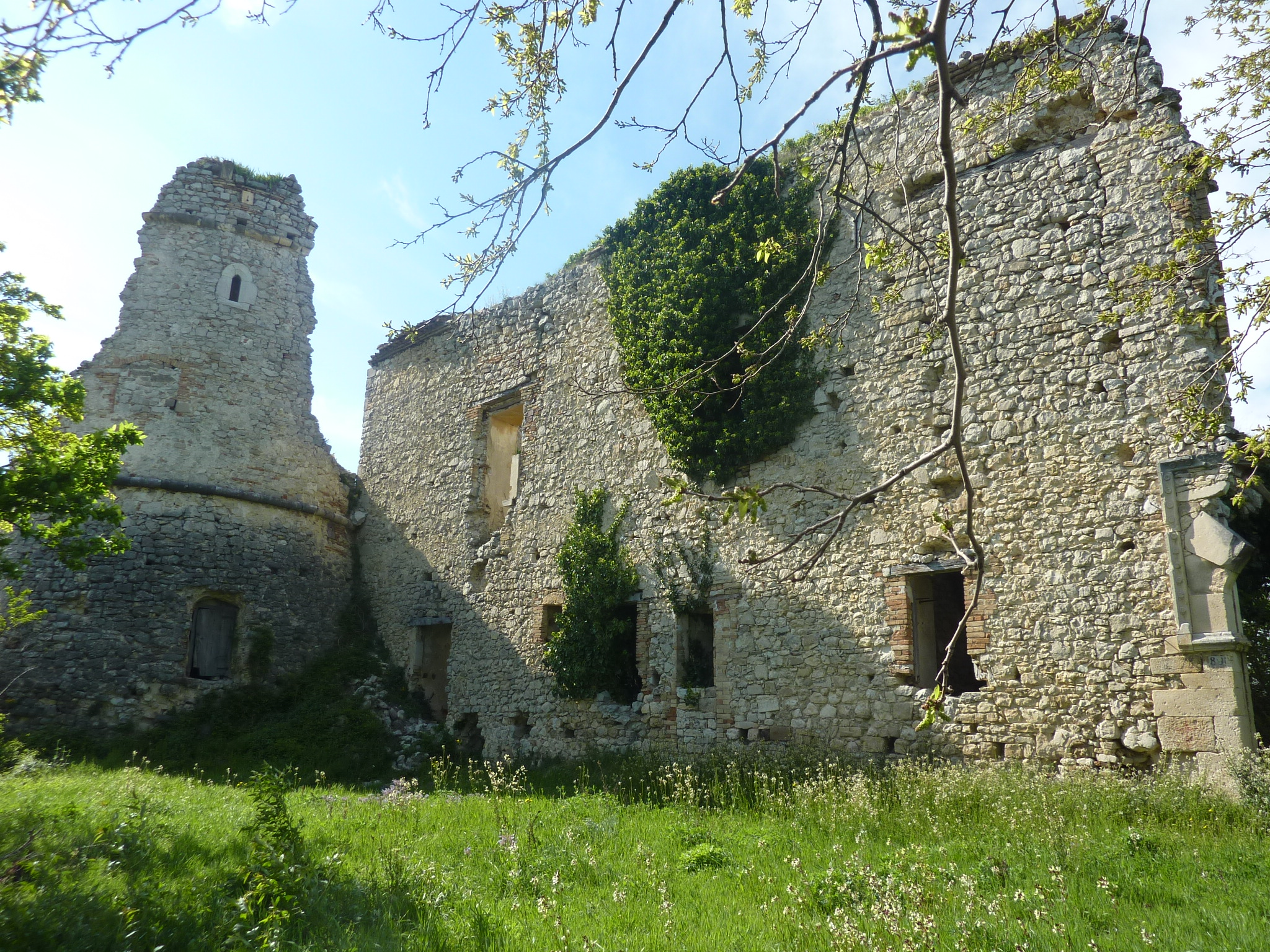
Mura del castello di Archi

- Castello baronale (Archi): detto anche "Palazzo Lannutti", si trova sulla parte più alta del paese, risalente all'XI secolo, a guardia del paese di Fara Adami. Del castello oggi restano ruderi in seguito ai danni dei tedeschi, che vi posero il comando militare, e al successivo abbandono fino a oggi. Resta leggibile la pianta quadrata con torri angolari cilindriche a scarpa, di cui restano due, una cilindrica, e l'altra semi-quadrata, oltre la cortina muraria sulla quale si aprivano le varie feritoie per l'uso dei cannoni. Il castello conteneva un ampio cortile con pozzo e la cisterna per la raccolta dell'acqua. Fu proprietà di Martino de Segna, che a metà del Cinquecento fece restaurare il castello nelle forme attuali, in un aspetto tardo aragonese, opera del mastro Antonio Malerba.
- Mura del castello di Quadri: si trattava di un edificio fortificato posto in via del Colle, in cima all'antico nucleo di Quadri davanti a piazza del Popolo. Potrebbe essere stato edificato nell'XI secolo, quando gli abitanti dell'antica località di Trebula (dove oggi sorge la chiesa abbazia della Madonna dello Spineto) si trasferirono su un colle per fortificarsi dagli attacchi degli Ungheri. A causa dei massicci danni della seconda guerra mondiale, del castello rimane solo un lato, per altro molto rimaneggiato, segno che già prima della distruzione era diventato un palazzo residenziale. Il paramento a scarpa è formato in prevalenza da pietra calcarea, nella parte della sommità, corrispondente al piano nobile, compaiono accanto a bozze di pietra calcarea, elementi in laterizio e ciottoli di fiume, di cui è ricca la valle del fiume Sangro.

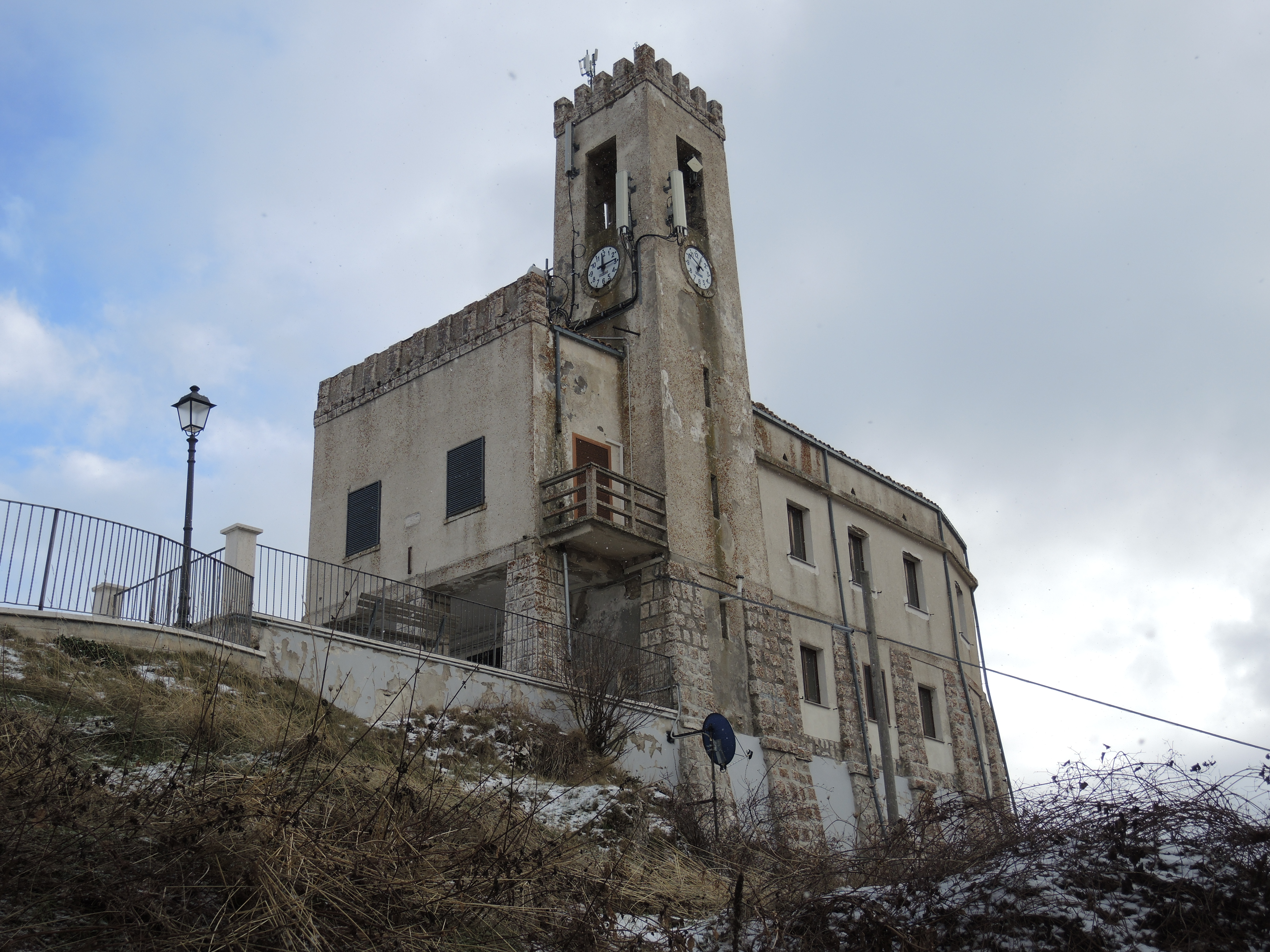
Castello di Gamberale

- Castello di Gamberale: si trova in cima al paese, realizzato forse nel XII secolo, ma restaurato varie volte. Danneggiato dal terremoto del 1933, fu semi-distrutto nel 1944 e danneggiato ancora una volta nel 1984, quando crollò l'antica torre di guardia a causa del terremoto. Si ipotizza, dato l'aspetto, che sia stato costruito su un'antica chiesa, un'iscrizione sulla facciata principale, si apprende che nel 1881 fu ristrutturato da Pasquale Bucci. Tuttavia i restauri successivi, pressoché grossolani, hanno restituito una caricatura dell'antico castello, che oggi appare come una struttura falso-antica in stile pseudo-gotico. Ha pianta rettangolare con il lato verso il paese arrotondato presso l'abside, e contraffortato. La facciata è inesistente, il porticato di base è moderno, così come la torre angolare, dove si trovano l'orologio e delle discutibili antenne radio. Le facciate sono state intonacate di bianco e fanno da contrasto alle pareti in pietra a vista. L'interno è usato come sala conferenze.
- Mura del castello Caldora (Civitaluparella): si trova nella parte più alta del borgo, accanto alla chiesa dell'Annunziata. Il castello doveva esistere già nel XII secolo, quando nel 1173 è citato da papa Alessandro III. Nel XV secolo appartenne ad Antonio Caldora, figlio di Jacopo, che vi trovò rifugio nella guerra contro Ferrante d'Aragona. Una leggenda vuole che il castello sia stato ridotto a rudere dagli abitanti che ricacciarono con le armi Antonio, ma più che altro il danno è dovuto all'incuria e all'abbandono secolare, poiché fotografie storiche mostrano una torretta ancora esistente nel primo Novecento. I danni della seconda guerra mondiale hanno fatto il resto. I muri superstiti attestano come la costruzione fosse in pietra sbozzata e ciottoli di calcare e pietra arenaria. Rimane una fascia muraria, e tracce di ambienti sotterranei sopra il colle, probabilmente le cantine.
- Castello di Giuliopoli (Rosello): non è una vera e propria struttura fortificata, ma una sontuosa dimora gentilizia fatta edificare da Giulio Caracciolo nel XVI secolo, che fondò il piccolo paese, sopra i ruderi di un altro presidio normanno, come ricordano alcune carte dell'Antinori, ricomposte dallo storico Domenico Priori. Il castello fu dimora di don Vincenzo Pellegrini, poi nel 1917 vi nacque Odilio Domenico Pellegrini, Conte di Timbriade e di Rosello. Nel 1943 venne parzialmente distrutto dalla guerra, ma ricostruito subito e ampliato sempre dalla famiglia di Odilio negli anni '70, e adibito ad albergo. Il castello conserva le parti originali nella facciata principale in pietra a vista, che rappresenta un esempio di unione eclettica di diversi stili, dal gotico al rinascimentale. L'accesso è dato da un portale ad arco a tutto sesto, con due bucature laterali a mo' di alloggiamenti delle catene del ponte levatoio, mentre la parte superiore della struttura, ricostruita, ricalca l'aspetto dei castelli inglesi trecenteschi, con sfarzo di merlature e beccatelli, e una torretta di avvistamento con finestre bifore. L'interno è stato arredato dal conte Odilio con l'opera degli artigiani locali, mentre altri pezzi storici sono stati acquistati dalla famiglia. Dalla parte opposta dell'ingresso si trova il giardino a quadrato.
- Castello Baronale (Pizzoferrato): si tratta di un complesso di due edifici posti in cima al paese sulla roccia della montagna della chiesetta della Madonna del Girone, lungo via Portella: il primo è detto Rocca Vecchia, ed è l'antico presidio militare di cui restano ruderi, l'altro è un palazzetto baronale ricavato più a valle. Il palazzo ducale è a pianta rettangolare con due torrette angolari circolari, all'interno dotato di due piani. Nel 1943 fu sede del comando militare tedesco, e venne preso d'assalto dai partigiani della brigata Maiella, capitanati dal generale Whigram, che vi perse la vita. Tuttavia, prima dei rinforzi alleati, i partigiani dovettero subire la controffensiva tedesca, rifugiandosi nella vicina chiesa di Santa Maria del Girone, che era la storica cappella baronale.

### Castello aragonese di Ortona

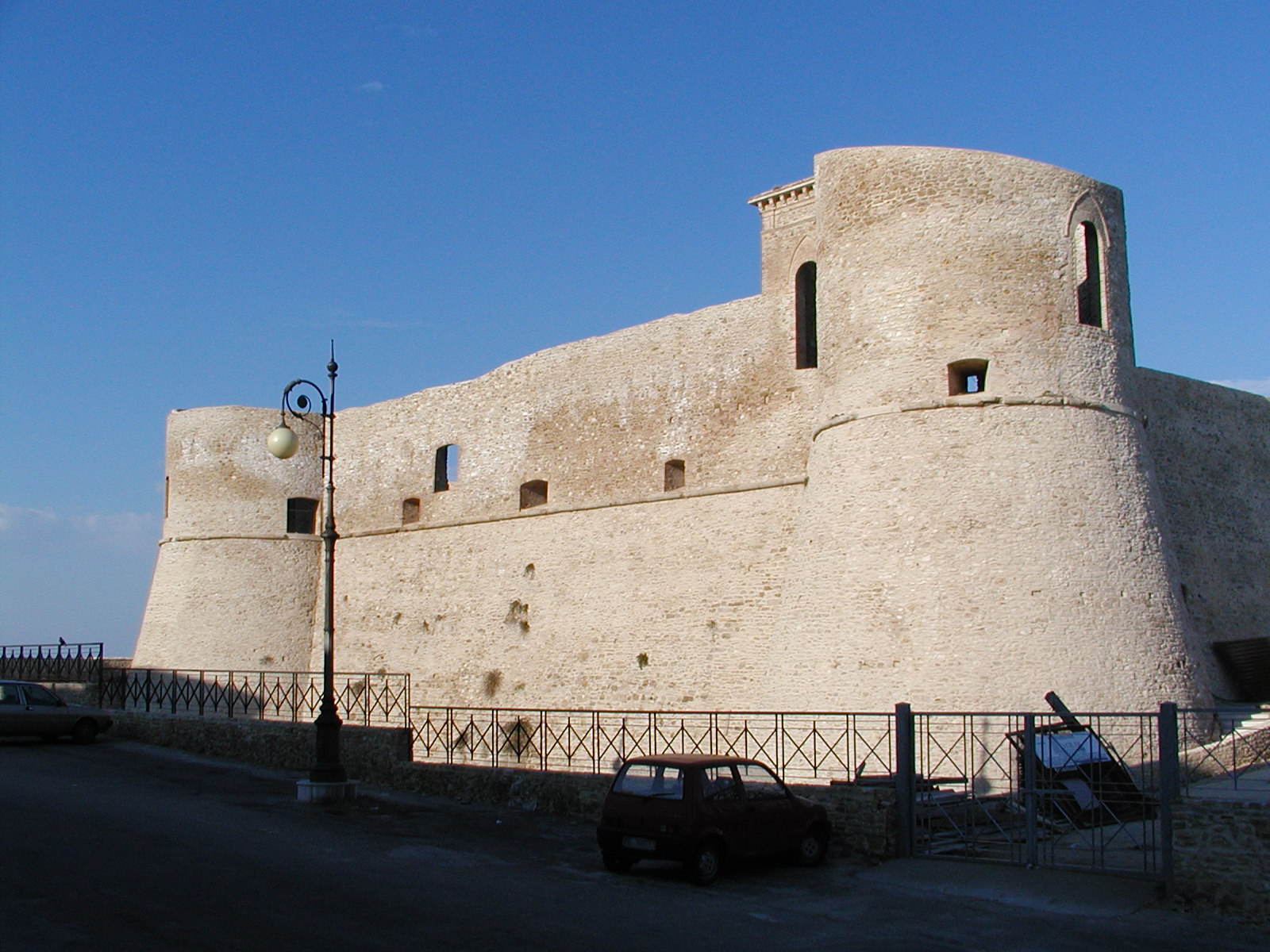
Castello aragonese di Ortona

Il castello è il frutto di varie ricostruzioni, a partire dall'arx romana dell'antica Hortona. Nel XIII secolo doveva esistere un forte angioino, ma la trasformazione avvenne con Jacopo Caldora, che fece ricostruire le mura, e poi nel 1452-92, riedificato da Alfonso I d'Aragona e dai suoi successori. Il castello perse la funzione difensiva nel XVII secolo, acquistato dai Baglioni e divenne una residenza signorile, come dimostrano le storiche fotografie del palazzetto ubicato all'interno delle mura, distrutto nel 1943. Proprio in occasione della tragica battaglia di Ortona, il castello che era in abbandono, divenne una polveriera, e saltò in aria, e nel 1946 uno smottamento del terreno tufaceo inghiottì metà della struttura, facendole perdere l'aspetto trapezoidale irregolare. I restauri di consolidamento si protrassero dal 2001 al 2009, restituendo la struttura all'antico aspetto, anche se per sempre compromessa dalla guerra. Ha un aspetto a trapezio caratterizzato da quattro (oggi tre) torri cilindriche tipiche dell'epoca aragonese, e da cortine a scarpata. Oggi del palazzo antico all'interno delle mura rimane un pezzo di muratura, con decorazione a cornice. Le mura hanno pianta a scarpa più larga, e il corpo centrale a forma di cilindro con finestre ad arco gotico. Sulla parte ovest c'è una terza torre più piccolo cilindrica con arco gotico. La pavimentazione della base del lato d'ingresso con arcate sulla muratura, lascia intravedere che il castello avesse un fossato, poi colmato. L'interno è stato adibito a giardino da passeggio, con belvedere in affaccio sul mare. Una delle due torri è divenuta un museo storico che ricorda le vicende della struttura.

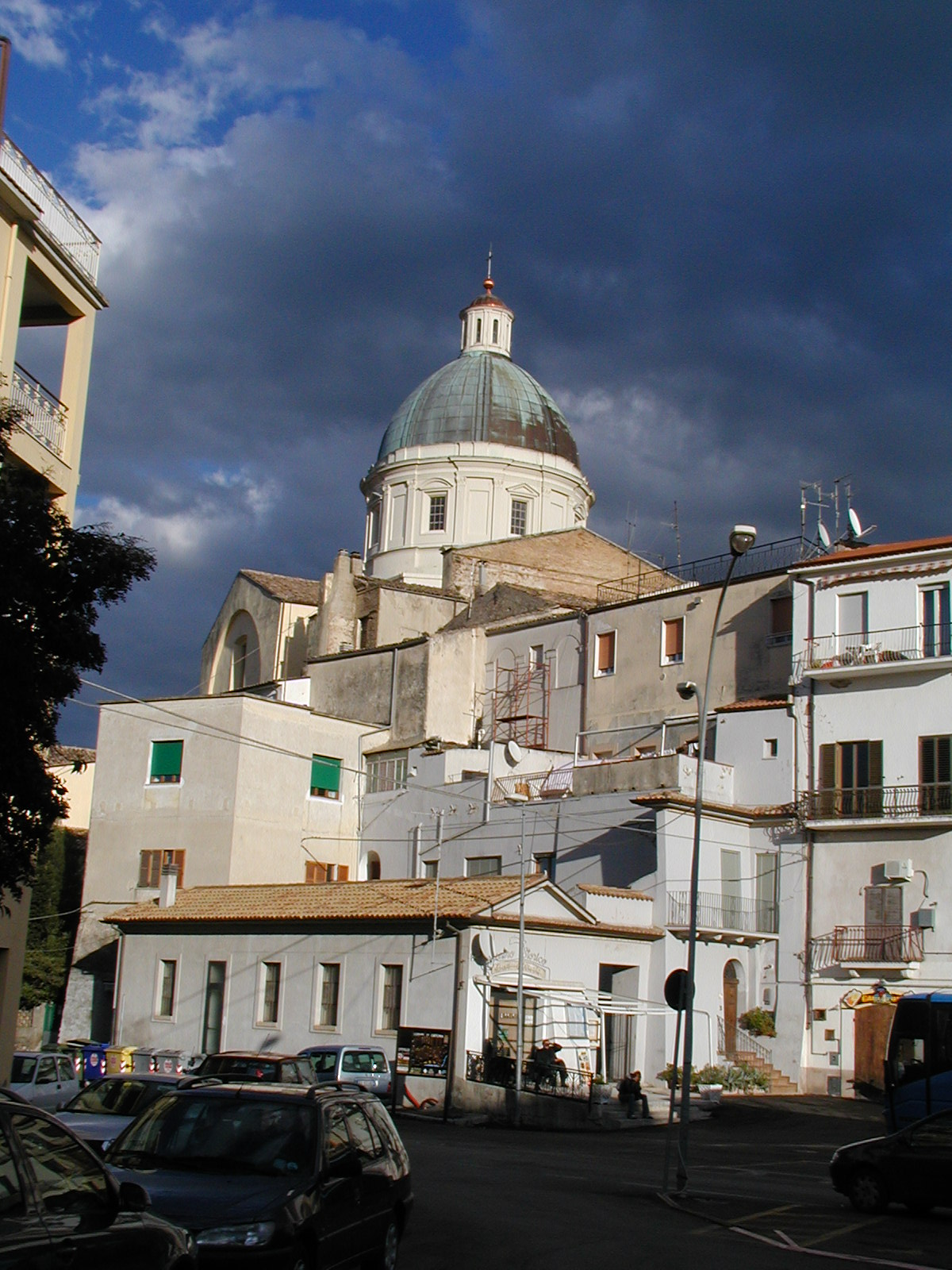
Il rione Terravecchia visto da via G. D'Annunzio, con la cupola della Cattedrale e le case-mura della cinta fortificata di Jacopo Caldora; lungo la cinta si trova anche Torre Baglioni

Il centro storico di Ortona è caratterizzato dal rione Terravecchia o San Tommaso, con a nord il castello aragonese; le antiche porte di accesso erano Porta Ripa e Porta Castello, poi Porta Marina o del Carmine, Porta San Giacomo, Porta Caldari all'ingresso del corso Vittorio Emanuele e Porta Santa Caterina.

### Fortificazioni presso la costa dei Trabocchi
- Torre del Moro (Ortona): si tratta di una torre di avvistamento presso contrada San Donato, alla foce del fiume. Fu realizzata nel XVI secolo per proteggere la costa dagli attacchi turchi, e più volte venne rimaneggiata, e anche abbandonata. Infatti prima del 1943 delle fotografie la rappresentano danneggiata, ma ancora in piedi, con la sommità ornata da merli. Dopo i bombardamenti e i cannoneggiamenti, della torre è rimasto il moncone di base. Altre torri costiere di Ortona, eretta nella metà del XVI secolo, sono Torre Mucchia in località Riccio-San Marco, ancora in piedi ma in degrado, avente pianta quadrata, e la Torre del Foro, presso contrada Foro, oggi scomparsa, che forse aveva pianta cilindrica.
- Palazzo baronale D'Onofrio[21] (Sant'Apollinare Chietino): frazione di San Vito, esisteva già nel XII secolo come castello fortificato, come dimostrano le bolle pontificie di Alessandro III del 1176 e delle carte geografiche vaticane del 1581. Una pianta del castello del 1872 firmata dal geometra Donato Forlani, riporta una configurazione dell'abitato simile all'attuale, con i vari corpi di fabbrica che costituiscono il recinto fortificato, chiuso dalle mura e unito all'arco trionfale di accesso. In origine era il castello di Sant'Apollinare, posto a strapiombo sullo sperone tufaceo, separato dal borgo, che si sviluppò con la chiesa di Sant'Apollinare (oggi parrocchia di Santa Maria delle Grazie).

### Area del Trigno-Sinello - Vasto

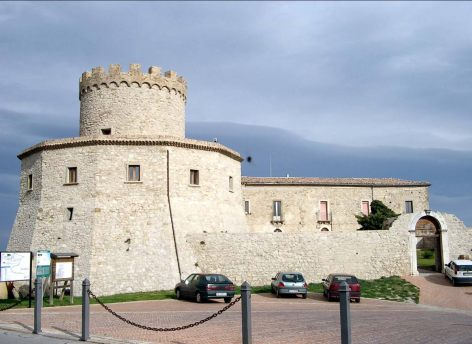
castello dei Marchesi di Palmoli

- Castello ducale di Carpineto Sinello: di proprietà dei Bassi-D'Alanno, si trova in cima a Carpineto. Si mostra come un compatto edificio medievale, articolato in più corpi di fabbrica disposti attorno a un cortile centrale. La prima menzione del castello è del XII secolo, anche se, in virtù dell'intitolazione della parrocchia all'Arcangelo Michele, santo caro ai Longobardi, si ipotizza che il castello sia stato edificato sopra una preesistente torre del VII secolo. Nel XIII secolo il castello fu dei De Sangro, poi degli Acclozamora; nel XVI secolo appartenne ai D'Alanno, e poi al Barone Bassi, che si unì alla famiglia Valignani di Chieti in matrimonio, acquistando il castello.
- Borgo fortificato di Policorvo (Carpineto): si tratta di un villaggio che sorge fuori Carpineto sulla strada per Casalanguida, composto da una masseria castellata principale, a pianta quadrata, con cortile interno, e circondata sul fianco da un piccolissimo agglomerato urbano, abitato anticamente dai contadini e dai servi della famiglia che risiedeva nel palazzo. Nel villaggio si trova anche la piccola cappella per le funzioni religiose.
- Torre medievale di Furci: fa parte del sistema di case fortificate del borgo antico, e si trova nei pressi della casa natale del beato Angelo da Furci. Il torrione ha pianta circolare, in pietra di forma irregolare, e ha la sommità merlata, elementi che fanno pensare all'edificazione tra il XIII-XV secolo. Il torrione è collegato a un palazzetto nobiliare che fiancheggia l'arco d'ingresso al paese storico.

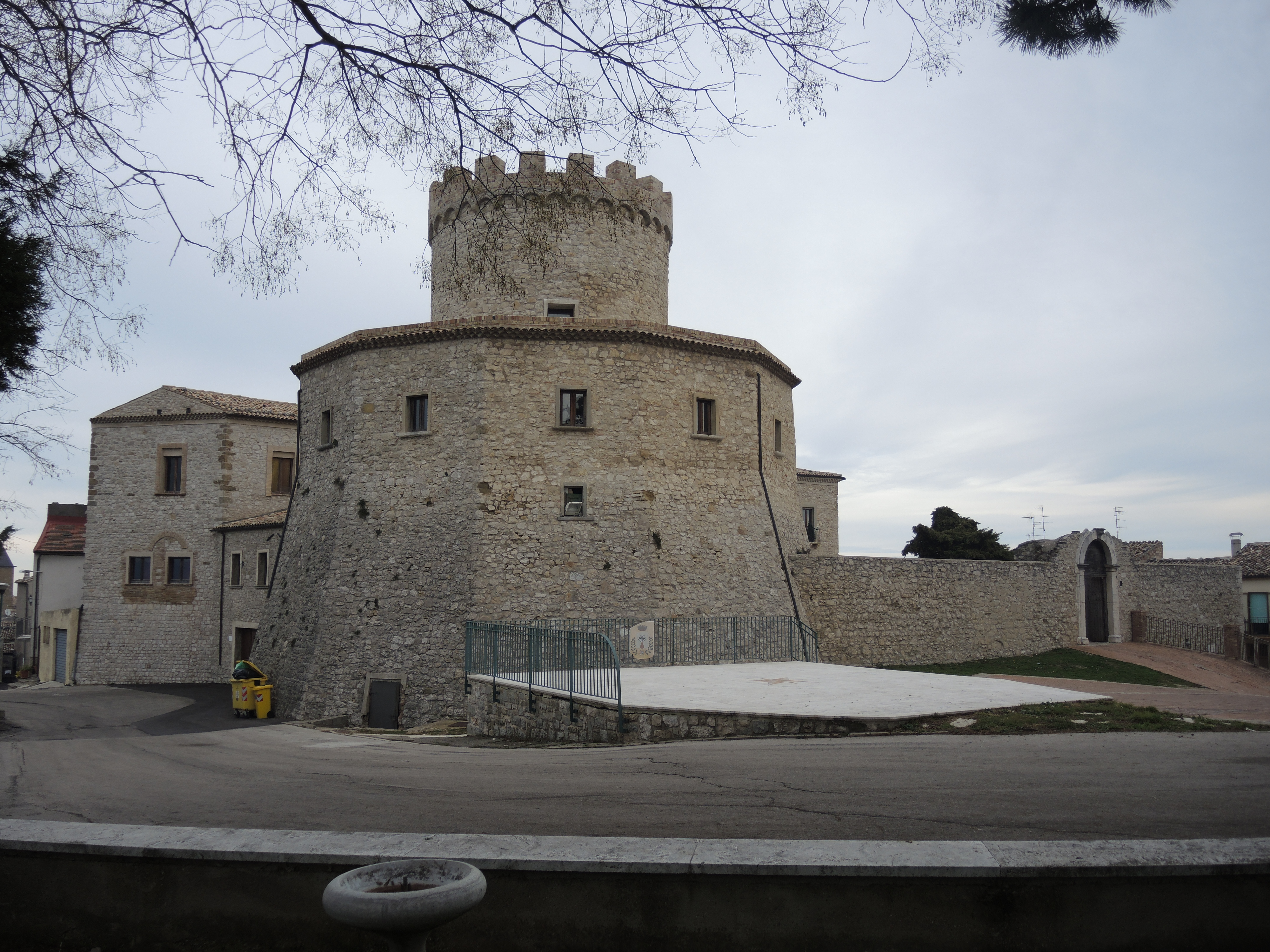
Torre del castello di Palmoli

- Castello marchesale di Palmoli: il castello si trova all'ingresso del borgo, realizzato nell'XI secolo come torre di guardia, e la testimonianza è data dal torrione maestro, che nei secoli a seguire è stato allargato. Il bastione poligonale oggi si mostra nell'aspetto svevo-angioino del XIII-XIV secolo, mentre da esso parte il complesso a L del palazzo fortificato (XVI secolo), con annessa cappella di San Carlo del XVIII secolo. Il palazzo mostra all'esterno un aspetto rinascimentale, con paramento in conci di pietra minuta, e cornici ad arco ogivale. L'interno è stato adibito a Museo della Civiltà Contadina.
- Palazzo Tour d'Eau (Carunchio): si tratta dell'antico castello del paese alto, trasformato in residenza gentilizia nel XVIII secolo. Nel 2002 è stato trasformato in hotel di lusso, senza però manomettere le antiche stanze: la struttura ha pianta leggermente rettangolare, con quattro bastioni fortificati angolari, che lasciando intravedere la presenza di antiche torri in pietra. L'insieme è in stile tardo-settecentesco, con ordine regolare di finestre, e grande portale a tutto sesto con cornice in mostra.

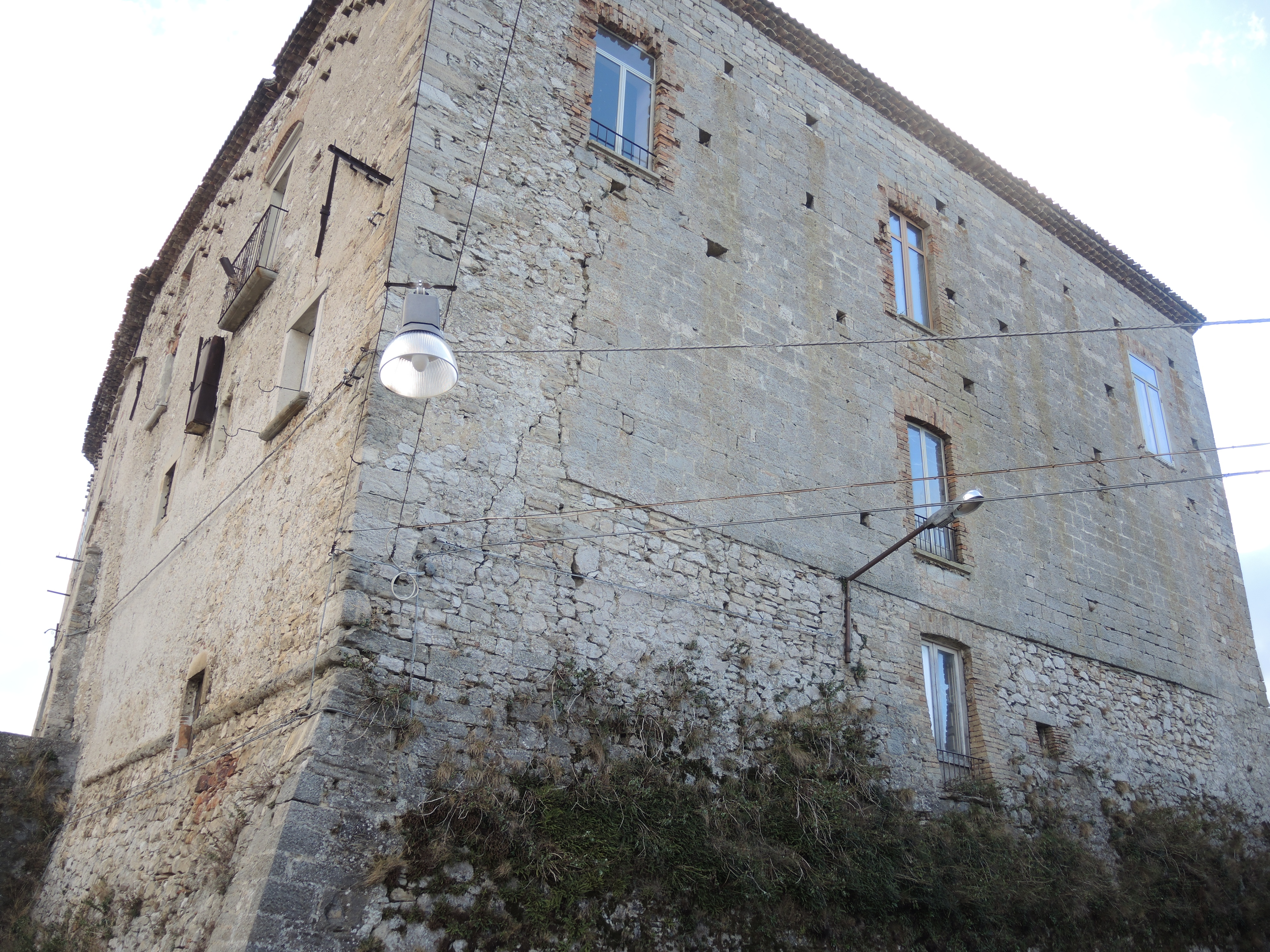
Palazzo Franceschelli di Montazzoli

- Castello Franceschelli di Montazzoli: il castello sorge sulla parte più alta del paese, e ha un aspetto irregolare per seguire la morfologia del puntone roccioso sopra cui sorge. Esso è tendente al rettangolo, ma a un punto si piega assumendo una forme simile al parallelepipedo. Il complesso attuale è sorto nel XVI secolo, si distribuisce su un'altezza di due livelli, più mezzanino sul prospetto est, ed è caratterizzato da una scarpata al basamento, sui prospetti est e sud, e dalla parte superiore legata a un marcapiano in travertino. Il prospetto nord è stato ricostruito dopo il terremoto del 1907, in blocchi di pietra squadrati e regolari, conservando solo alla base la muratura antica.

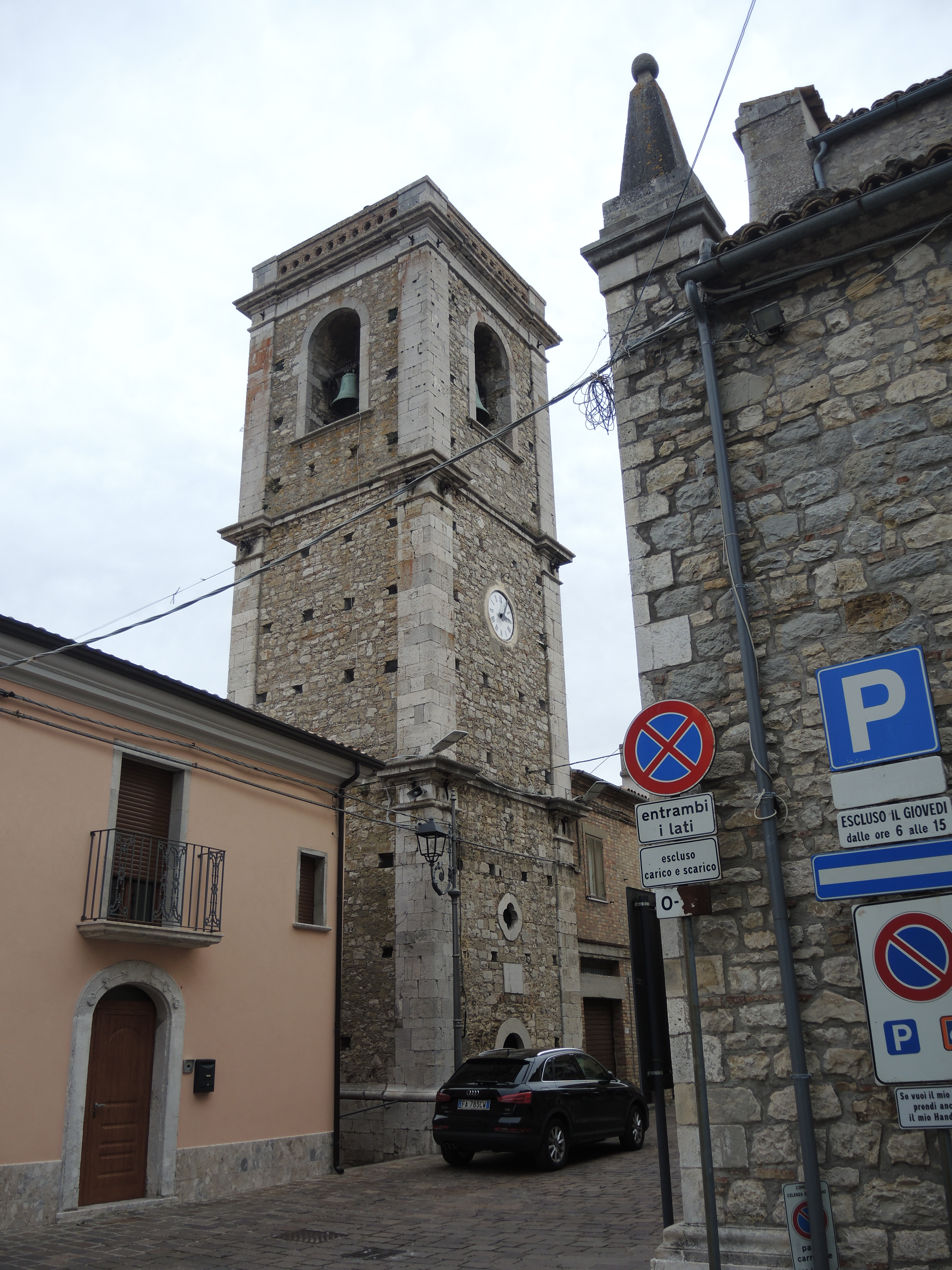
Veduta del centro di Celenza: la chiesa di Santa Maria Assunta

- Resti di Roccavecchia (Roccaspinalveti): l'area dell'alta valle del Trigno, nella zona di località Rocca, era abitata sin dall'epoca romana, come dimostrano reperti di un tempio dedicato a Marte. Il paese sorse nel Medioevo, ed è menzionato nel XIII secolo, quando venne a contesa con Lanciano, per dei furti. I lancianesi assediarono la rocca distruggendola, ma venne ricostruita. Nel Settecento il paese è menzionato come Rocca Spina Oliveta, ma all'inizio dell'800 una grave frana fece scivolare a valle gran parte del paese, che venne abbandonato per essere ricostruito completamente, più a valle, col nome di Roccaspinalveti. Dell'abitato antico si riconoscono le mura di alcune case, del palazzo baronale, e dell'antica chiesa di San Pietro, in località Aia Bruna.

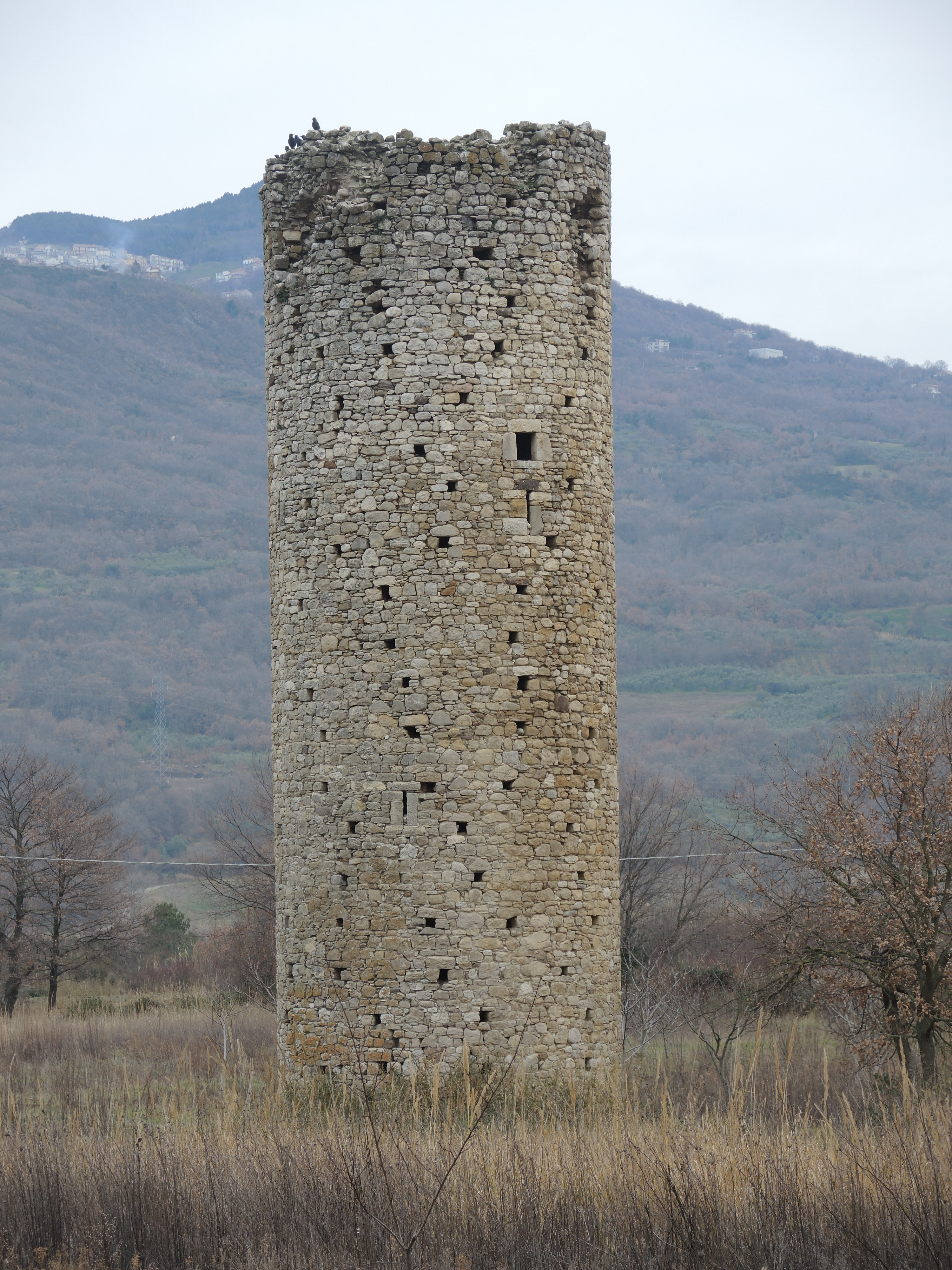
Torre della Fara

- Torre della Fara (Celenza sul Trigno): si trova lungo la Strada statale 650, presso il fiume Trigno, a confine tra Abruzzo e Molise. Rappresenta il tipico esempio di presidio sobrio e funzionale dei franco-longobardi, a guardia dell'antico santuario della Madonna del Canneto (Roccavivara), dall'altra parte del fiume. Risalirebbe all'XI secolo, alta 15 metri, con diametro di 6. La torre ha pianta cilindrica, con assenza di muratura a scarpa, materiale in pietra concia irregolare, e con ingressi interni divisi a piani accessibili da scale, e feritoie scavate per le bocche da fuoco. L'ambiente dei sotterranei era adibito anche a cisterna per la raccolta dell'acqua.
- Borgo fortificato con torre (Celenza): benché conserva ancora l'antico aspetto che si distingue nettamente dall'abitato novecentesco raccolto tra Piazza Mazzini e Corso Umberto I, il centro medievale è stato molto rimaneggiato, soprattutto in seguito ai danni della seconda guerra mondiale. Il borgo ha uno schema a pettine adagiato sul colle, orientato verso le due direttrici principali del tratturo Ateleta-Biferno, che scorre sotto l'antica Porta Capo, e la strada del santuario della Madonna di Canneto presso la vecchia Porta da Piedi. Il fulcro antico del borgo era Piazza Maestra (oggi Piazza del Popolo), dove sorgeva la porta di accesso al borgo, con la chiesa di Santa Maria Assunta, rifatta nel 1605, dotata di robusta torre di controllo, oggi il campanile, e dell'adiacente Palazzo Ducale Caracciolo, demolito nell'800. Alcune case del borgo conservano ancora muratura a scarpa, come quelle di via Pomeriali e via Frainili, dove prima della guerra sorgeva una torre, nelle case murate di via Palazzo, dove si trova la casa Piccoli D'Aloisio.
- Castelfraiano (Castiglione Messer Marino): si tratta di una fortezza longobarda del VI secolo, situata in cima al monte che sovrasta il centro di Castiglione. Della fortezza, oggi inglobata nel parco eolico, resta ben poco, se non minute tracce, perché già abbandonata nel XIII secolo, quando sul colle di Castiglione venne eretto il castello, anch'esso perduto.
- Borgo fortificato di Monteodorisio: costituito dal centro storico, con la parte più alta dove si trova il castello d'Avalos, fino alla parte a nord-est con l'area dell'ex chiesa di San Francesco. Sopravvivono alcune torri collegate alle case e il torrione dei Celestini.

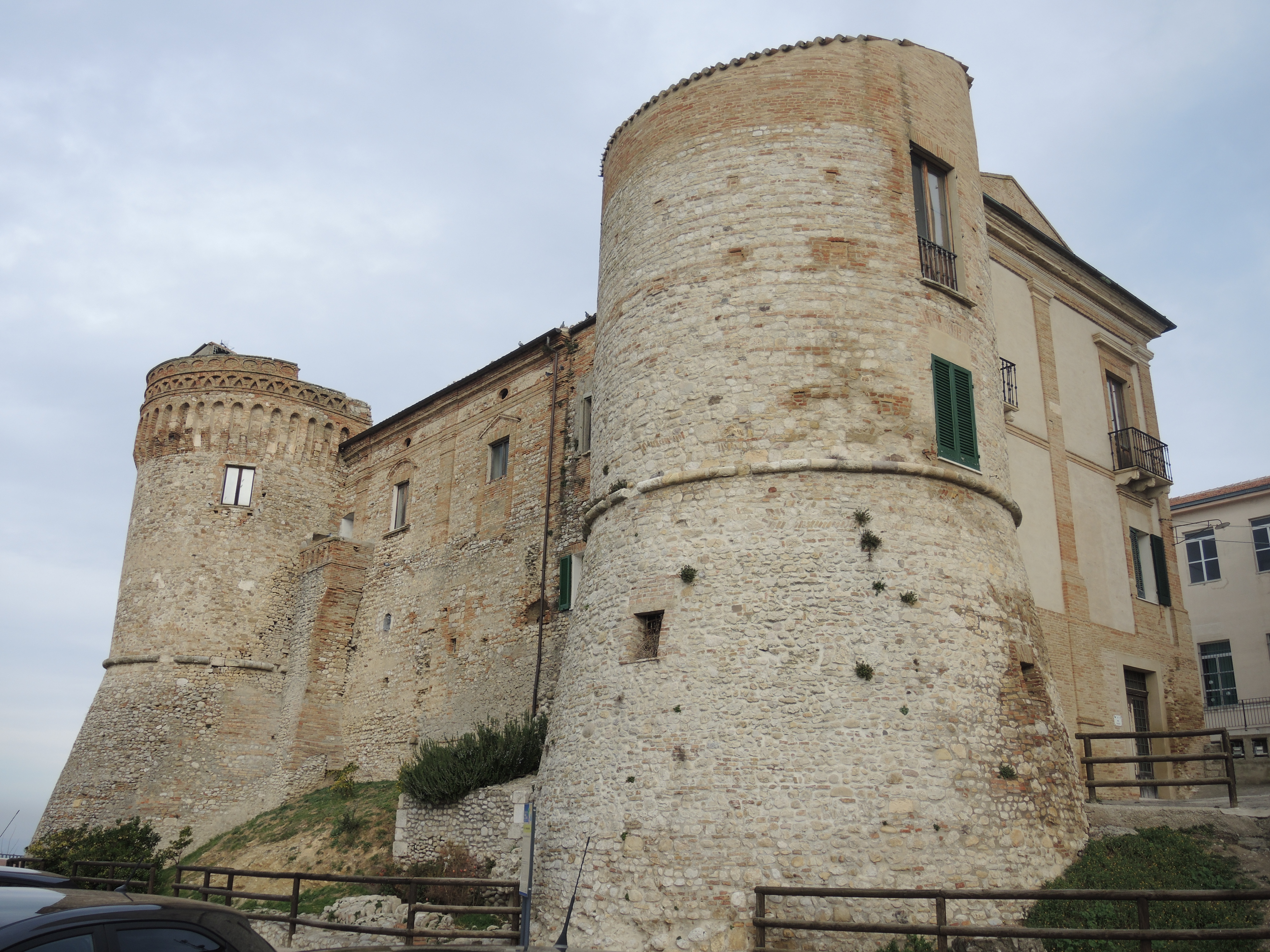
Il castello D'Avalos di Monteodorisio

- Castello d'Avalos (Monteodorisio): il complesso risale a una torre di avvistamento dell'XI secolo fatta edificare dal Conte Oderisio dei Berardi di Celano. Successivamente nel XIII secolo divenne un castello vero e proprio appartenuto agli Orsini e poi ai D'Avalos di Vasto. Benché sia stato molto manomesso nel XVI secolo, divenendo un palazzo gentilizio, la torre maestra di Oderisio, insieme alle altre tre lascia comprendere il ruolo militare della struttura. Del castello si preservano il tratto murario nord-occidentale, fornito di quattro bocche da cannone, il complesso residenziale castellato del lato sud-ovest, e tre torri, molto rimaneggiate. Il torrione ovest è ornato da coronamento a mensole a forma di becco, senza feritoie, con un ornamento superiore ad archi intrecciati, sormontato da un secondo a ovoli; la torre a nord è a scarpa e il livello superiore appiombo, con mattoni collocati a spina di pesce; l'ultima torre è quella dell'antico presidio altomedievale, a base a scarpa, e con muratura molto più fortificata delle altre, ricca di feritoie per le bocche da fuoco. Le mura in mattoni e ciottoli di fiume mostrano alcune opere di consolidamento riferibili alla fine del Quattrocento, mentre altri interventi raffazzonati sono del 1960. La zona della quarta torre, nella corte interna, è stato costruito nella metà dell'Ottocento il palazzo municipale. L'interno del castello è sede del Museo delle Tradizioni.

### Vasto e il castello Caldora

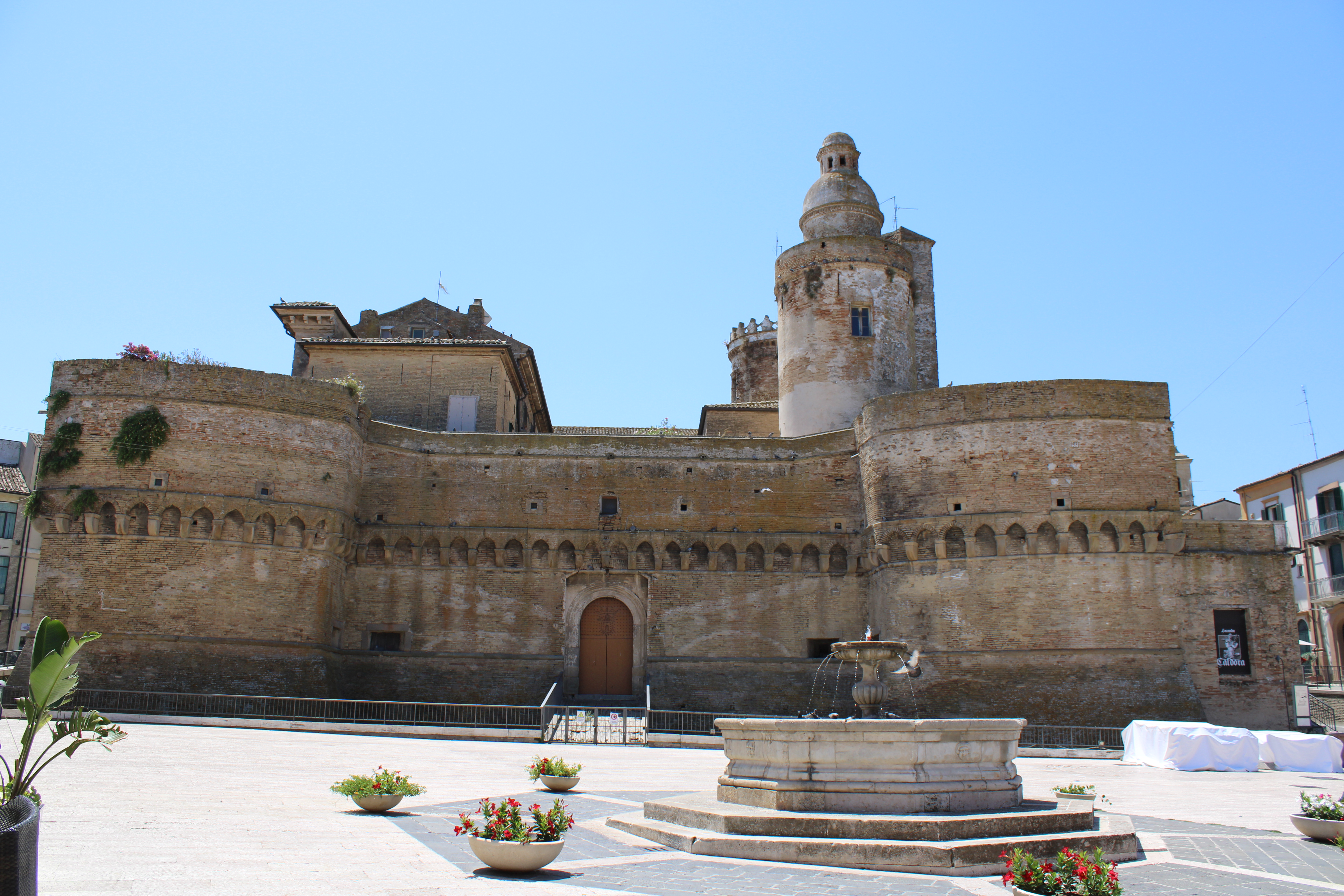
Castello Caldora di Vasto

- Castello Caldoresco (Vasto): sebbene preannunci il genere della fortezza quattrocentesca, il castello è il frutto di vari accorpamenti, intorno alla corte rettangolare con i lati maggiori rivolti a oriente e occidente, rafforzato agli angoli da singolari bastioni lanceolati, il castello mantiene alcune caratteristiche storiche, come l'impianto a sporgere sui bastioni a mandorla, che coesistono con i torrioni circolari ci concezione sorpassata. Questi elementi testimoniano la funzione sostenuta dalla fortificazione vastese, esistente sin dal X secolo, quando venne eretta dal capitano Aimone d'Oddone, primi signore del Guasto d'Aymone e di Guasto Gisone. Nel corso dei secoli appartenne a diversi signori, ma la trasformazione attuale la si deve al capitano Jacopo Caldora nella prima metà del Quattrocento. Le parti ovest e nord conservano meglio l'apparato difensivo, che non si trovano nelle parti che si affacciano sul corso Garibaldi e Piazza Rossetti, che vennero rimodellate con la demolizione dei bastioni e la costruzione di edifici residenziali, come il Palazzo Palmieri, affacciato sulla piazza. Si presume che proprio questo palazzo sia stato edificato sopra una precedente struttura medievale, che doveva servire da armeria del castello. La costruzione originaria aveva pianta quadrata, con i torrioni cilindrici, di cui solo due sono conservati, che inglobava la torre originaria a pianta circolare.

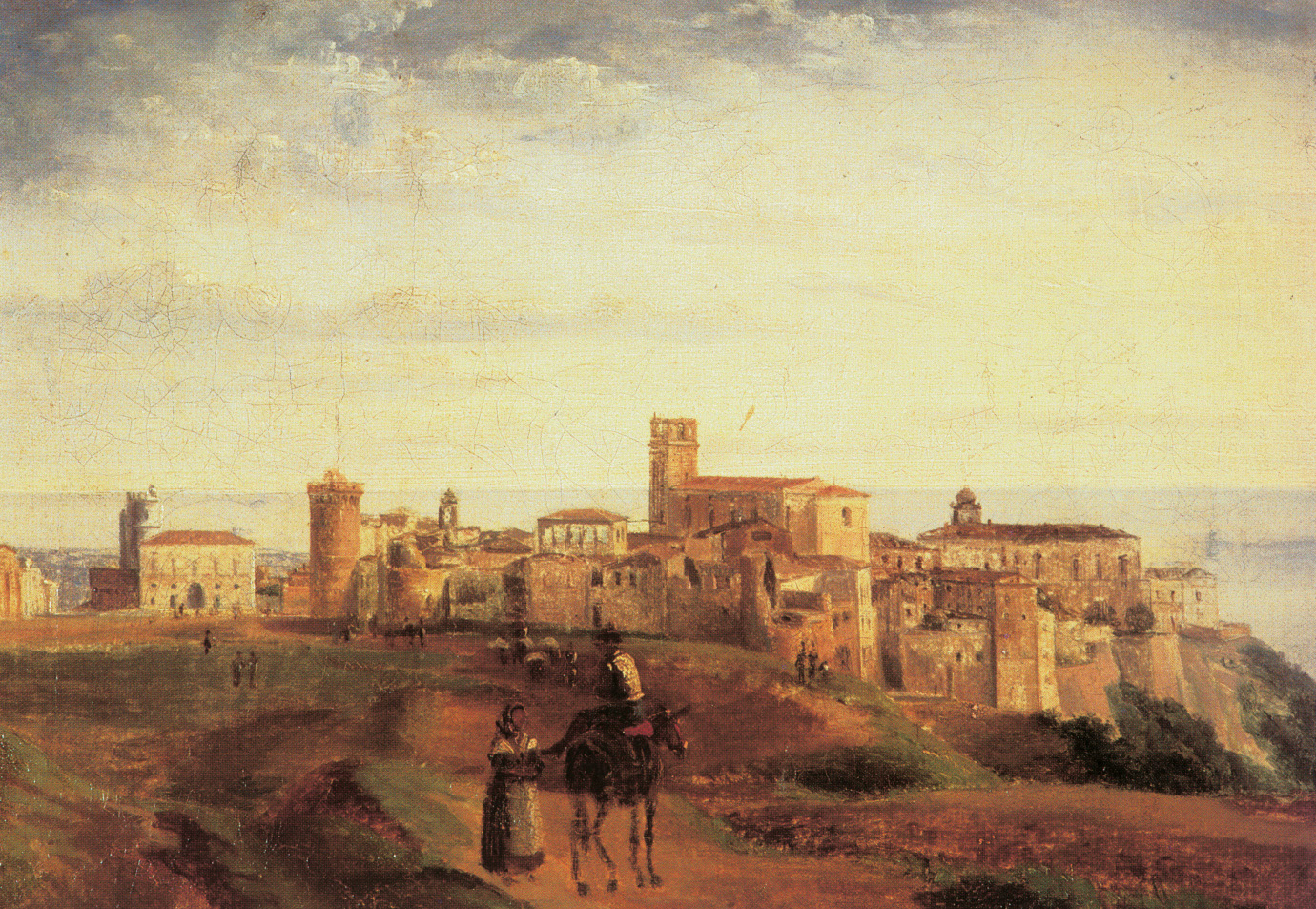
Vasto nel 1831, dipinto di Gabriele Smargiassi: in vita il rione Santa Maria con le torri di Bassano e di Santa Maria Maggiore

Tale struttura è del XIV secolo, prima che Jacopo Caldora restaurasse il castello (1439). Dopo la sua morte, il castello appartenne al figlio Antonio, e poi a Innico I d'Avalos, prima che fosse costruita la sontuosa dimora patrizia alla fine del Corso de Parma. A questo intervento corrisponde la struttura esterna dell'impianto con i bastioni, che incorporò quella quadrata interna. L'utilizzo del bastione a torre lanceolata rappresenta un passo avanti nella tecnica di fortificazione tardo medievale-inizio rinascimentale, perché diminuisce la debolezza dello spigolo, aumentandone la resistenza.

### Fortificazioni della Valle vestina

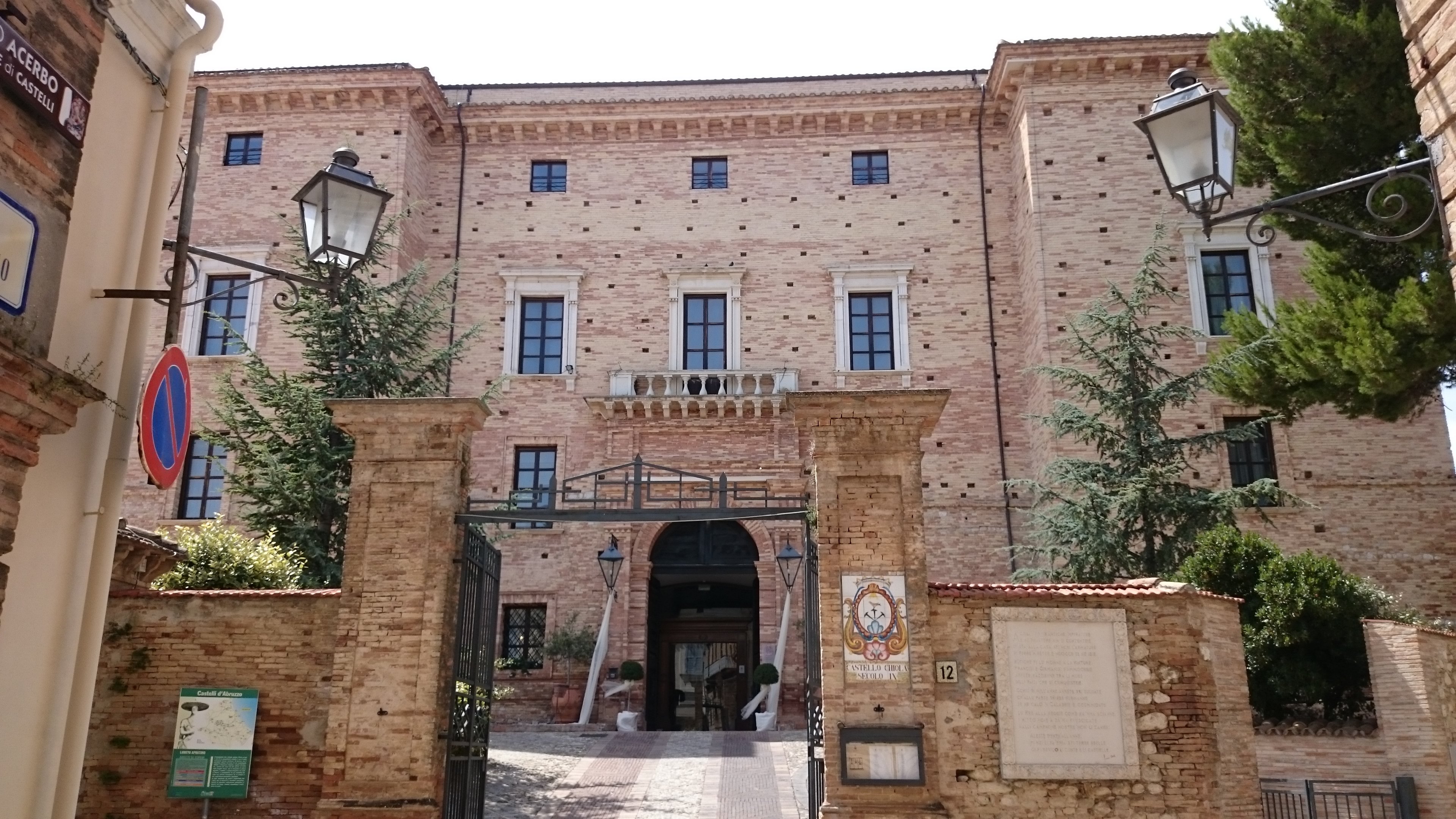
Castello Chiola

- Castello Chiola (Loreto Aprutino): si trova nella parte alta di Loreto, e avrebbe origini longobarde, quando esisteva una prima torre di avvistamento. La torre venne trasformata in castello con l'arrivo dei Normanni. Nel XV secolo fu contesto tra Angioini e Aragonesi, e nei secoli seguenti appartenne a varie famiglie, tra cui i D'Aquino e i Caracciolo. Ne XIX secolo appartenne ai Chiola, che lo restaurarono nell'aspetto attuale di palazzo gentilizio. La costruzione si presenta molto variegata per la stratificazione degli interventi: ha impianto quadrangolare con corpi angolari aggettanti, a testimonianza della presenza di torri, la facciata è dominata dal portale ad arco a tutto sesto, sormontato da grande balcone con finestre neoclassiche. All'interno le camere sono state modificate perché oggi il castello è un albergo di lusso, mentre i seminterrati con le cantine contengono ancora le classiche volte a crociera e a botte.

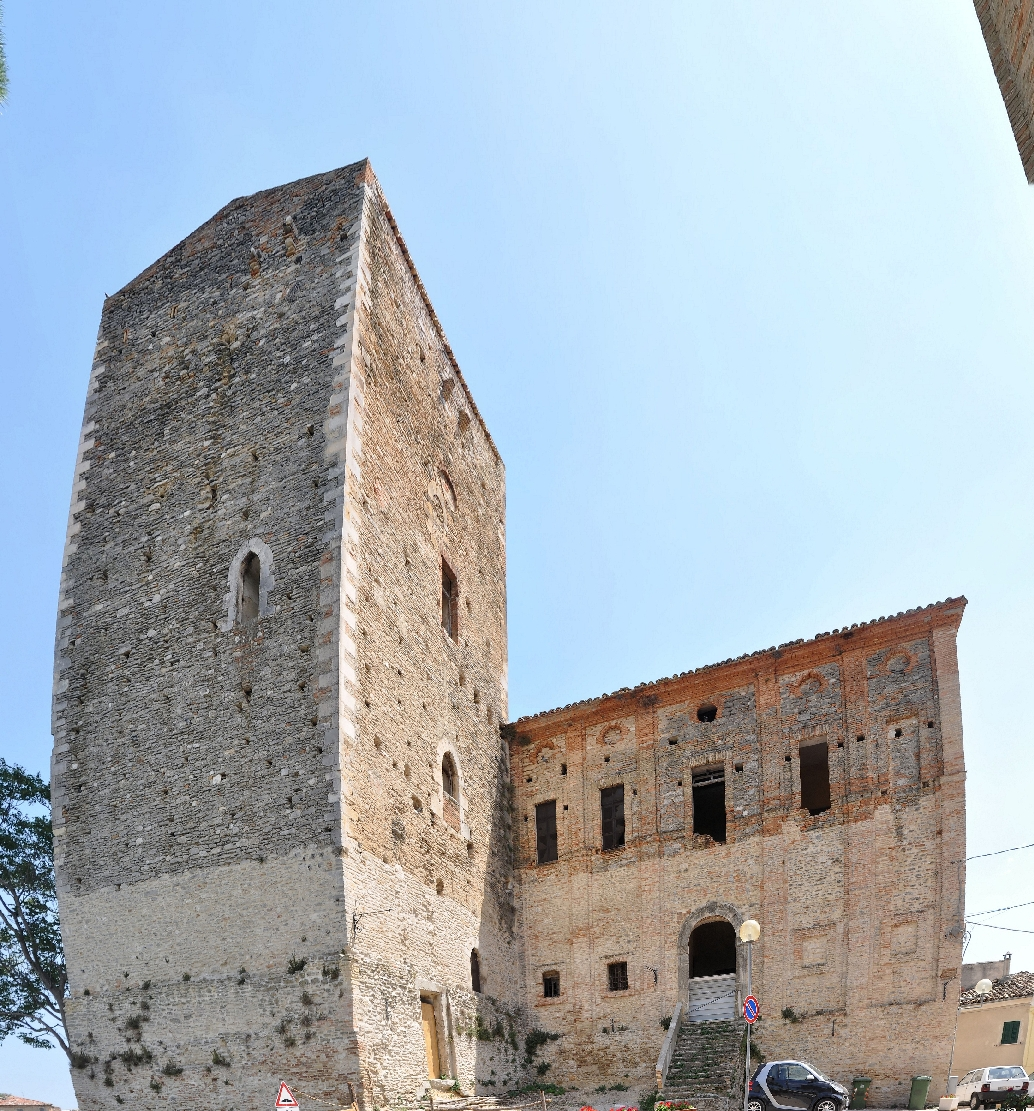
Palazzo De Felice di Rosciano nel 2012

- Palazzo De Felice (Rosciano): si trova nella parte alta del borgo, accanto alla parrocchia di Sant'Eurosia e Santa Maria Assunta. Deriverebbe da una torre puntone dei Normanni, posta a guardia della Pescara. Di interesse questa porzione contiene le feritoie del XIII secolo, e la sommità a spioventi. Il palazzo accanto è frutto del rifacimento dell'antico castello nel XVII secolo, ma il successivo abbandono ha fatto perdere ogni traccia di decorazione della struttura. Il castello è in restauro, con il compito di ospitare un museo permanente che valorizzi la cultura arbareshe della vicina Villa Badessa.
- Castello De Caesaris - Torre De Sterlich (Spoltore): si trova nel centro storico, in posizione più bassa rispetto al castello longobardo che sovrasta il paese. Esisteva sin dal XV secolo, acquistato nel 1935 dalla famiglia de Cesaris, e passato di proprietà alla nobile Luciana, che negli anni Settanta lo restaurò. Dall'esterno il castello si presenta come una fortezza dal muro perimetrale imponente e omogeneo, con qualche finestra e una sola apertura in basso. Diversamente l'altra facciata non modificata nei secoli successivi, guarda verso il centro storico, con un aspetto settecentesco di palazzo gentilizio sovrastato da torretta quadrata di controllo, decorata da merli. L'interno al seminterrato ha 7 cisterne e una stalla per 12 cavalli, al piano superiore varie scale scomunicanti si rincorrono attorno a una chiostrina. Nei restauri è stato recuperato anche un grande magazzino cinquecentesco con le volte a crociera, sorrette da colonne, il grande salone al pianterreno. Oggi il castello è usato per serate di gala ed eventi culturali.

La torre De Sterlich si trova sulla campagna orientale di Spoltore, e risale al XVI secolo, avente aspetto rinascimentale, ornata da ricche merlature e beccatelli, e finestre ad arco ogivale.
- Castello longobardo (Spoltore): le prime notizie del Castrum Spulturii si hanno in un documento vescovile di Chieti del 937, e si tratta di una delle fortificazioni franco-longobarde più conservate dell'Abruzzo. Sorge in cima al paese, a pianta quadrata irregolare con torrioni angolari cilindrici: un bastione esagonale al vertice nord e due torrioni agli spigoli sud-ovest. Il castello perse d'importanza strategica dopo il Quattrocento, cadendo in degrado, e venendo in parte inglobato nelle case, tanto che una porzione, quella est, manca delle torri perché vi sono state costruite delle case.

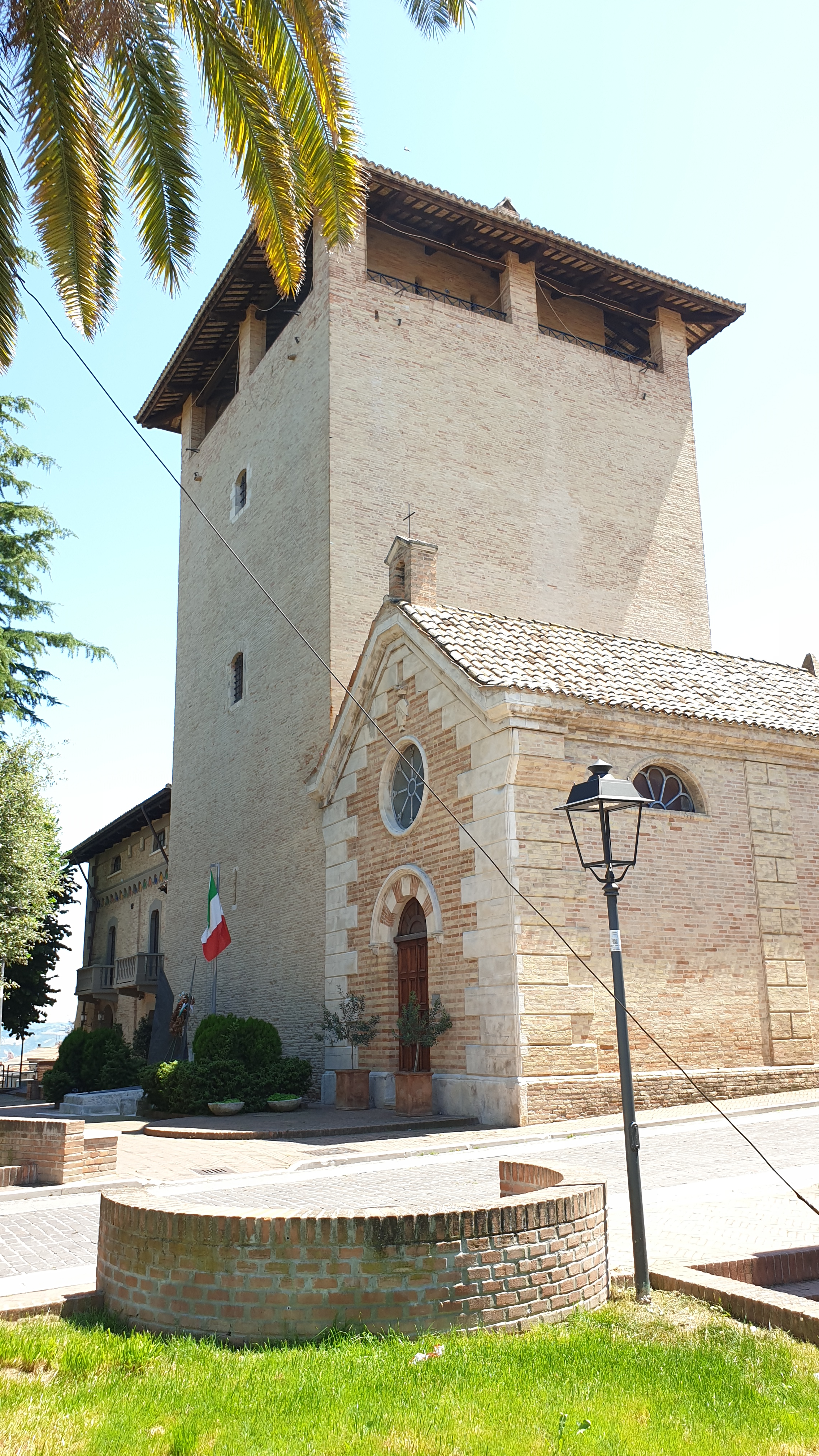
Cepagatti: Torrione Alex e cappella di San Rocco

- Castello Marcantonio (Cepagatti): il castello sorgerebbe sopra una villa dei Vestini italici, poiché nel 1970 sono stati ritrovati dei frammenti di ceramica con l'iscrizione "Panphilus magister". Il torrione molto sproporzionato rispetto al resto del castello fa pensare all'edificazione dei Longobardi nel VII secolo, avente la funzione di avvistamento. Preso entrò nei domini di Chieti, zona di confine tra l'Abruzzo Citeriore e l'Abruzzo Ulteriore. Dunque la cosiddetta Torre Alex (dal proprietario Alessandro Valignano, che lo tenne nel 1632) risale al VII secolo, il castello venne restaurato da questa famiglia di Chieti nel 1458. Passato a Federico e Giacomo Valignani nella metà del XVII secolo, il castello divenne della famiglia Della Valle, anche se continuò a essere abitato dai Valignani, come il celebre letterato Federico Valignani, fondatore della Colonia Tegea degli arcadici. Quando morì Federico, in mancanza di figli, il castello passò a varie famiglie fino al 1904 ai Marcantonio. Il castello oggi è location per matrimoni, ed è caratterizzato dalla gigantesca torre Alex, a pianta quadrata con sommità coperta da tetto ligneo, e affiancata dalla cappella di San Rocco, in stile neogotico. Il resto della struttura mostra un elegante aspetto rinascimentale in laterizio, con archi gotici e merlature che corrono lungo il perimetro di tutta la struttura.

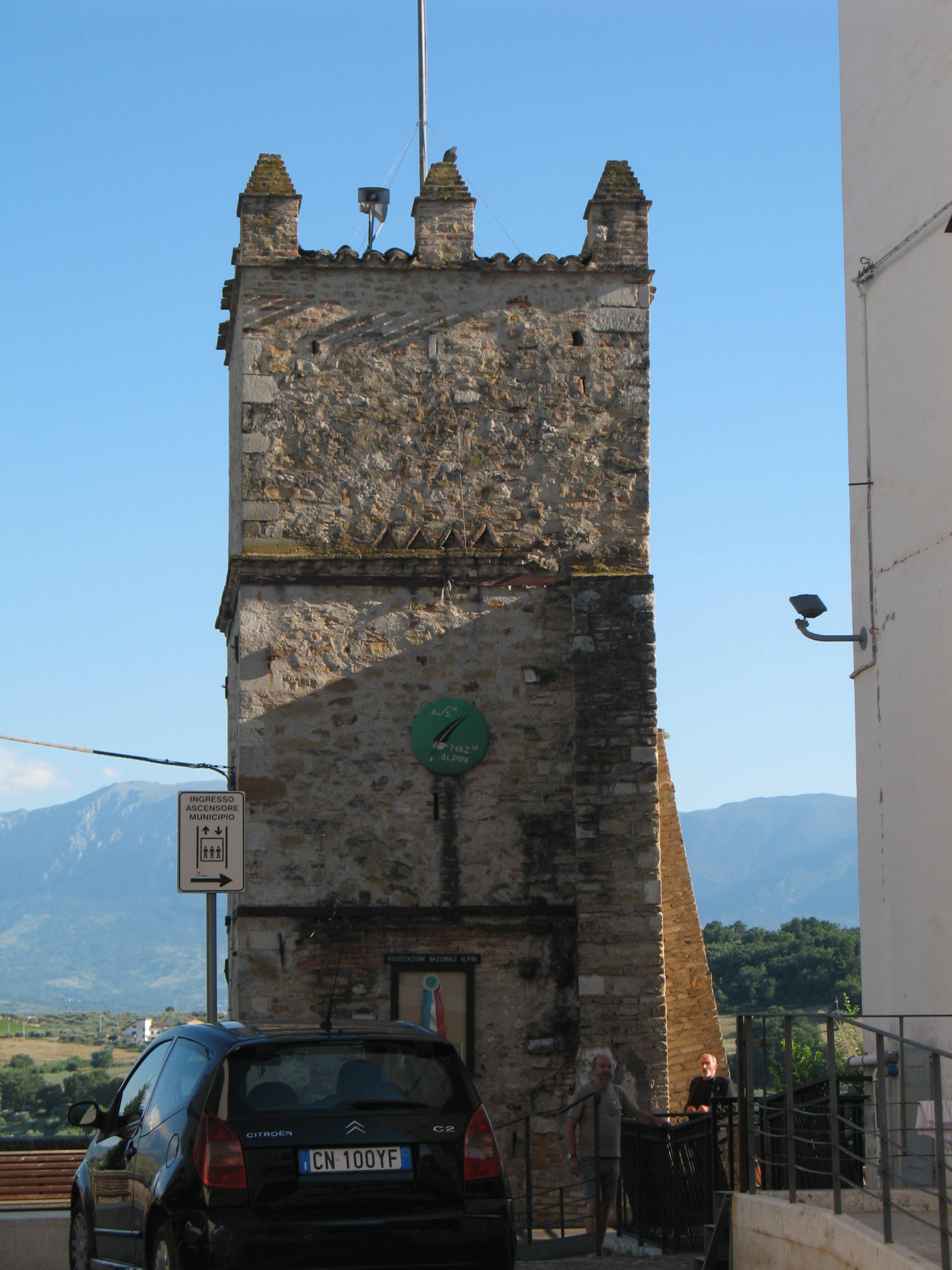
Torre di Alanno

- Torre longobarda di Alanno: si trova in via XX Settembre, e insieme a una seconda torre nei pressi della parrocchia della Beata Vergine Assunta (via R. De Novellis), costituiva un insediamento fortificato longobardo, che più tardi divenne un castello, anche se oggi scomparso. Questa torre, che è la meglio conservata, ha impianto circolare, con aspetto medievale del XIV secolo, oggi adibita ad abitazione privata. Non risulta intonacata, pertanto ha il paramento in pietra concia a vista, tetto a cono in coppi senza discendenti. La seconda torre merlata in via De Novellis ha pianta quadrata, divisa da cornice marcapiano a dentelli, similmente alle torri campanarie di Lanciano, e ha la sommità costellata da merli.
- Palazzo-castello di Farnese (San Valentino in Abruzzo Citeriore): si trova nella parte più alta, accanto al Duomo dei SS. Valentino e Damiano. La fabbrica odierna è frutto di numerosi rifacimenti, a partire dal XVI secolo, con l'entrata del paese nello "stato Farnesiano abruzzese" di Margherita d'Austria e Ottavio Farnese. La data 1507 testimonia un primo restauro del castello, in merito all'epigrafe commemorativa unica nell'androne d'ingresso, voluto dal conte Giacomo sotto il dominio Farnese. Gli apparati difensivi della muratura poligonale vennero smantellati e venne costruito il palazzo rinascimentale a organismo multiplo. Nel 1784 il palazzo fu ceduto a Giuseppe Andrea Franchi, e divenne successivamente un carcere, citato anche da Gabriele D'Annunzio nel Trionfo della morte (1894). Tutto il complesso è formato da un insieme di edifici nel recinto delle mura costituendi il primitivo castello del XIII secolo. Appartenuto ai Conti Perigiis della Tolfa, nel 1583 con Margherita d'Austria assunse l'aspetto attuale. All'interno l'androne si apre sulla corte su cui s'affacciano i vari edifici costituendi il complesso, di cui il più antico è quello di fronte all'accesso a due piani. Alla sinistra è accostata la scalinata d'onore che raggiunge il portale della loggetta quadrata, scolpito con decorazioni rinascimentali.
- Castello dei Castiglione (Elice): è una corposa struttura che sorge accanto alla chiesa madre di San Martino. il 10 luglio 1084 il feudo di Elice era compreso nel castello di Loreto Aprutino, comandato dal conte Guglielmo Tassone, che donò il piccolo fortino all'abbazia di San Giovanni in Venere. Nel 1168 aveva 264 abitanti, era amministrato da Guillermo Camarda. Nel 1279 era feudatario Fovitosa di Raiano, nel 1284 erano signori Bertoldo e Pietro di Roma. La muratura è prevalentemente in laterizio, eseguita con la tradizionale tecnica a secco. L'edificio è diviso a più livelli, piano a livello stradale, con ambienti interrati dal terrapieno stradale, piano sopraelevato, primo e secondo piano costituenti la zona residenziale. Sul lato piazza, c'è un dislivello col piano stradale superiore ai 3 metri. In questi sotterranei con 5 pozzi in muratura, v'erano ammassai olio, grano e derrate. Il portale d'ingresso immette in un androne a volta i lati, del quale si aprono i locali adibiti a cantine, stalle e alloggi dei servi e della milizia.

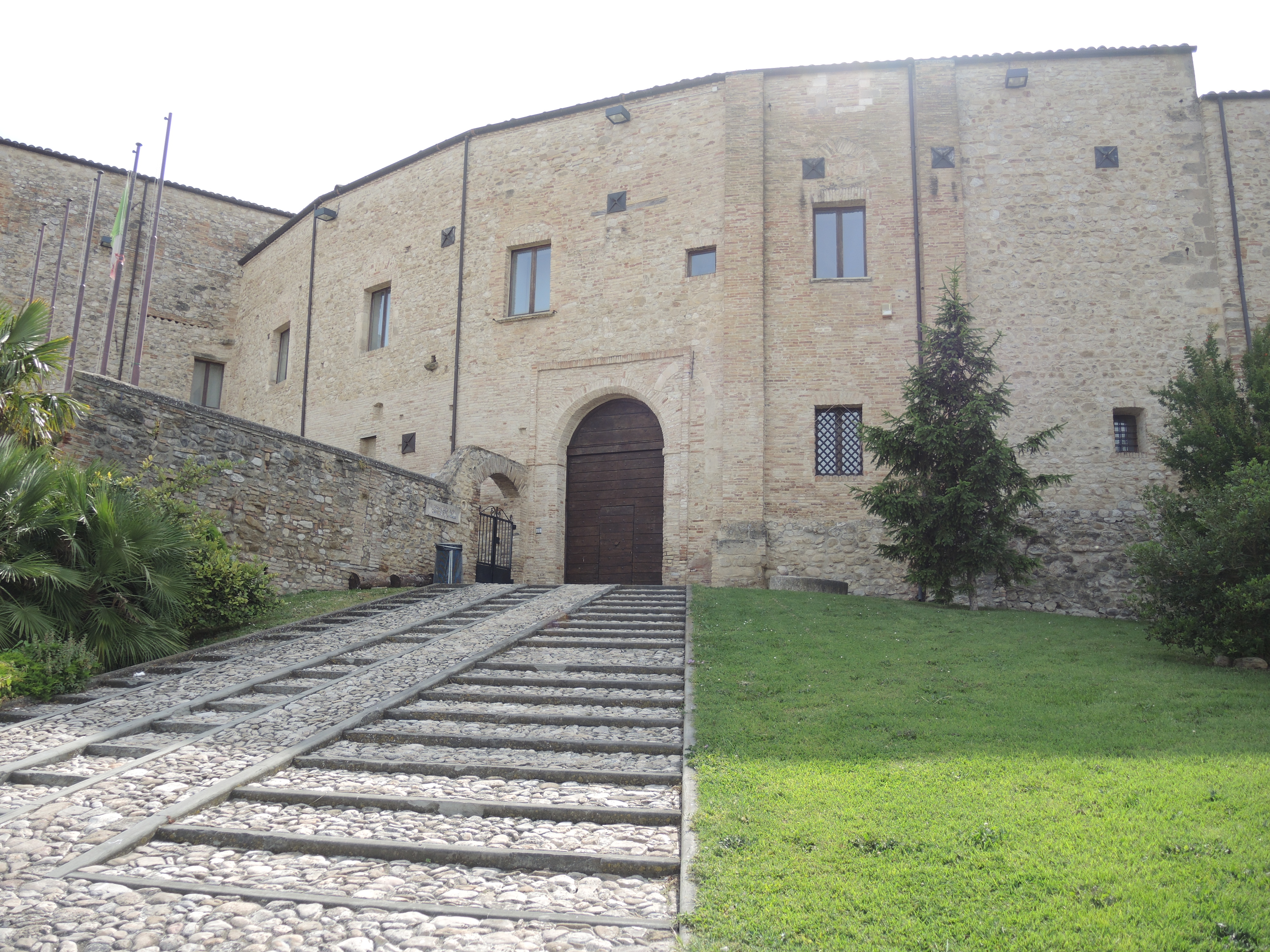
Castello di Nocciano

- Castello De Sterlich-Aliprandi (Nocciano): si trova separato dal paese, sorgente nelle valli del Cigno, tra la Pescara e la Nora. La fortezza risalirebbe, per l'aspetto all'XI secolo, quando venne edificato il torrione ovest a base scarpata poligonale, successivamente inglobato nell'edificio successivo. La storia del castello è legata agli Aliprandi di Penne e ai de Sterlich di Cermignano, che lo tennero nel XVI secolo. In quest'occasione il castello fu trasformato in parte in residenza gentilizia. La struttura ha pianta irregolare rettangolare, con una forma simile alla doppia L.

### Fortificazioni della Majella occidentale

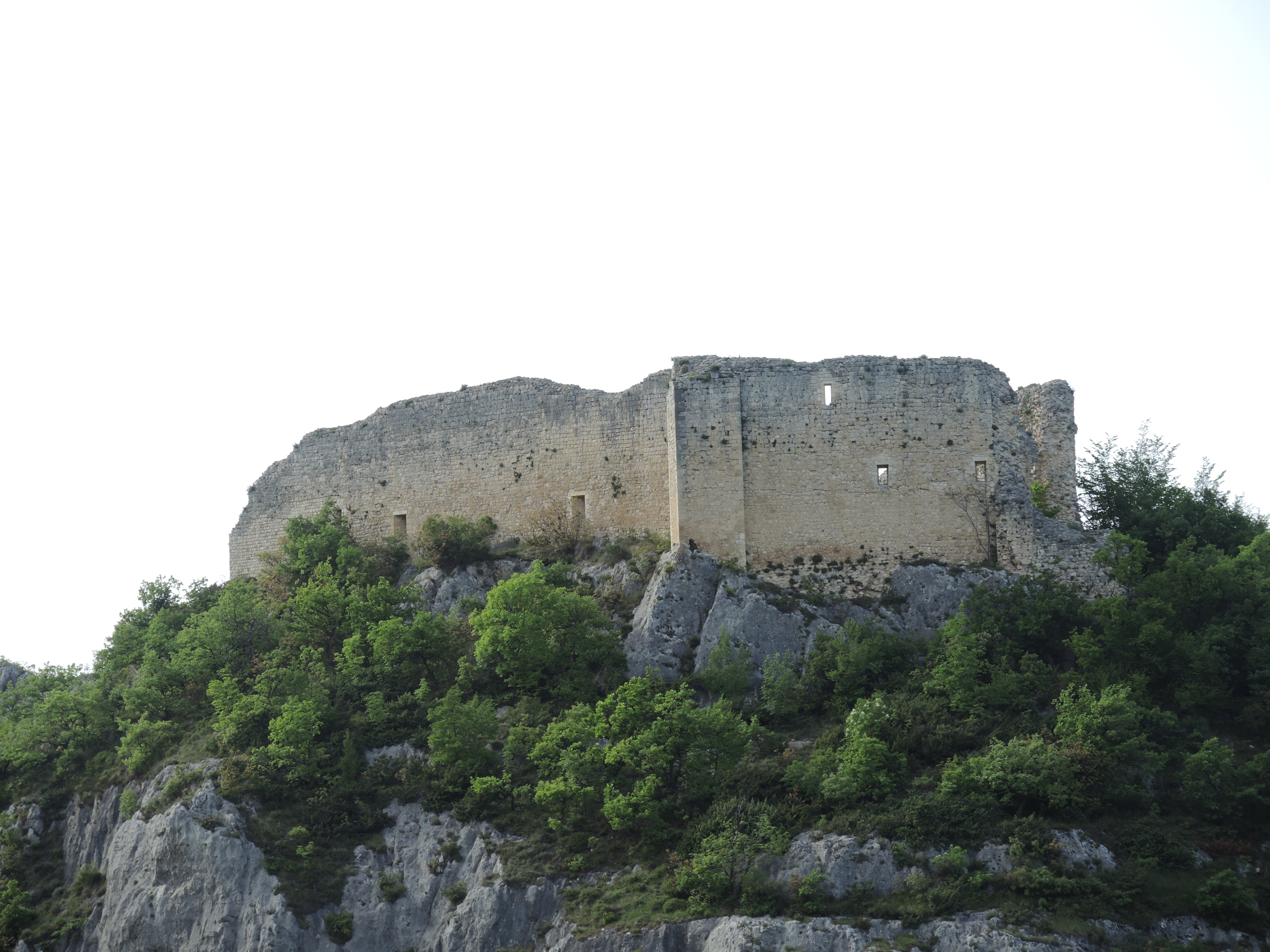
Castel Menardo

- Castel Menardo (Serramonacesca): si trova fuori dal paese, sopra il puntone roccioso di Colle Ciumina, da cui domina la valle della Pescara e i valichi della Maiella occidentale. La sua collocazione, raggiungibile solo a piedi, è certamente da ricollegarsi all'indiscusso carattere difensivo che la fortezza doveva possedere. L'edificazione del forte risale al XII secolo, e insieme alla Torre di Polegra, a poca distanza era posto a difesa dell'abbazia di San Liberatore a Majella. La leggenda vuole che il castello fosse stato eretto da Carlo Magno, che avrebbe fondato anche il monastero. Il corpo squadrato è simile alle fortificazioni cassinesi, di cui il monastero fu zona feudale, a corpo triangolare con corpo maggiore quadrangolare inserito su una delle estremità, e le due torri circolari agli altri vertici. Il castello forse era costruito su due livelli, ma per i danni che ha subito è difficile una chiara lettura.
- Torre di Polegra (Serramonacesca): si trova sopra l'eremo di Sant'Onofrio, ed è ciò che rimane di un antico villaggio fortificato dell'XI secolo per proteggere l'abbazia di San Liberatore da sud-est, comunicante con Castelmenardo. Resta la torre a pianta circolare, in conci di pietra irregolari, con feritoie, e tagliata a metà a causa di un crollo.

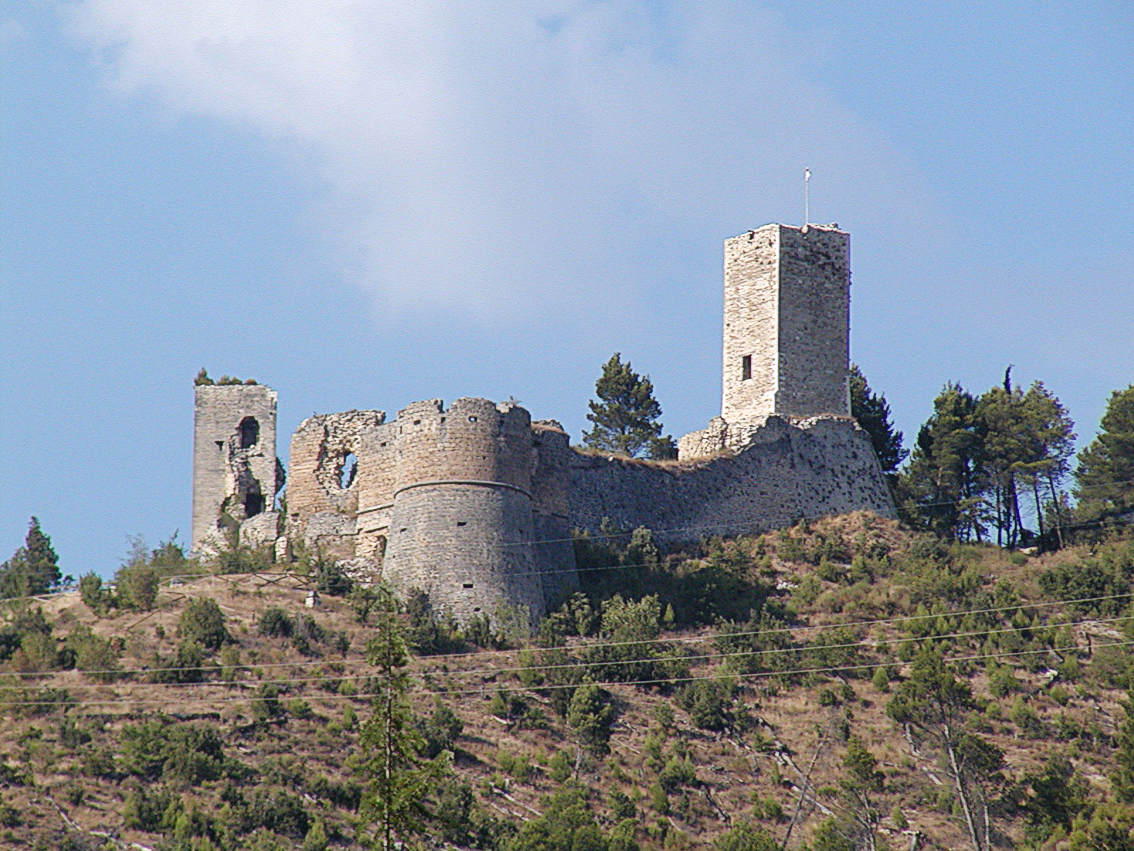
Il castello di Popoli Terme nel 2007, prima del restauro

- Castello ducale Cantelmo (Popoli Terme): il Castrum Populi fu edificata sopra la montagna che sovrasta l'abitato, seguendo lo schema del recinto a pianta triangolare come quelli di Barisciano e San Pio delle Camere (XII secolo). Tre torri tagliano il perimetro murario, e la maggiore è quella originaria, usata come zona di avvistamento, edificata nel X secolo dai Franchi, a guardia del valico dei "tre Abruzzi" verso l'abbazia di San Clemente a Casauria e della Basilica di San Pelino a Valva. La torre rotonda con base a scarpa è certamente simbolo del rifacimento dei duchi Cantelmo, Conti di Popoli, che ebbero il castello dal XIV al XVIII secolo. La torre sarebbe stata costruita dal conte Restaino Cantelmo, volendo realizzare un sistema di fortificazione più moderno, a differenza della coeva torre angolare quadrata.
- Roccacaramanico (Sant'Eufemia a Maiella): si tratta di un borgo semi-disabitato, entrato nel circuito turistico dell'albergo diffuso al fine di preservarlo dall'abbandono. Il paese sorse come castello fortificato sopra Caramanico Terme, anch'esso dotato di castello, distrutto però dal sisma del 1933. Il castello sarebbe stato fondato nell'875 d.C., documentato nel 1520, quando divenne feudo dei d'Aquino, Aragona, Angiò, Carafa e Caracciolo (XVII secolo). Fu danneggiato dal terremoto del 1706, come mostra il castello, oggi sede di una locanda, notevolmente rimaneggiato, e abbandonato negli anni '70 del Novecento per poi essere recuperato.

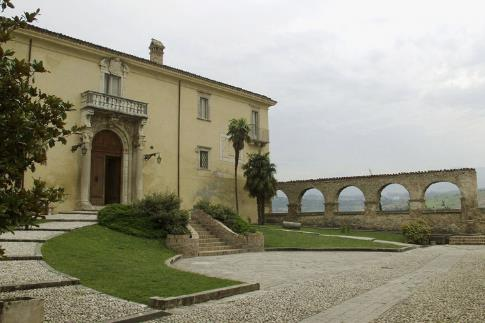
castello Gizzi

- Castello Gizzi (Torre de' Passeri): il castello nacque come torre di avvistamento nell'XI secolo, a difesa dell'abbazia di San Clemente a Casauria. Successivamente la famiglia Mazara di Sulmona ampliò la vecchia struttura nel XVIII secolo, sotto l'egida marchesa Smeralda, che iniziò i lavori nel 1719. Il complesso, di aspetto settecentesco con un monumentale portale in stile classico, è vincolato dal Ministero dei Beni Culturali, composto da quattro livelli, i primi due interrato e seminterrato, e poi il pianterreno e quello nobile per la residenza.

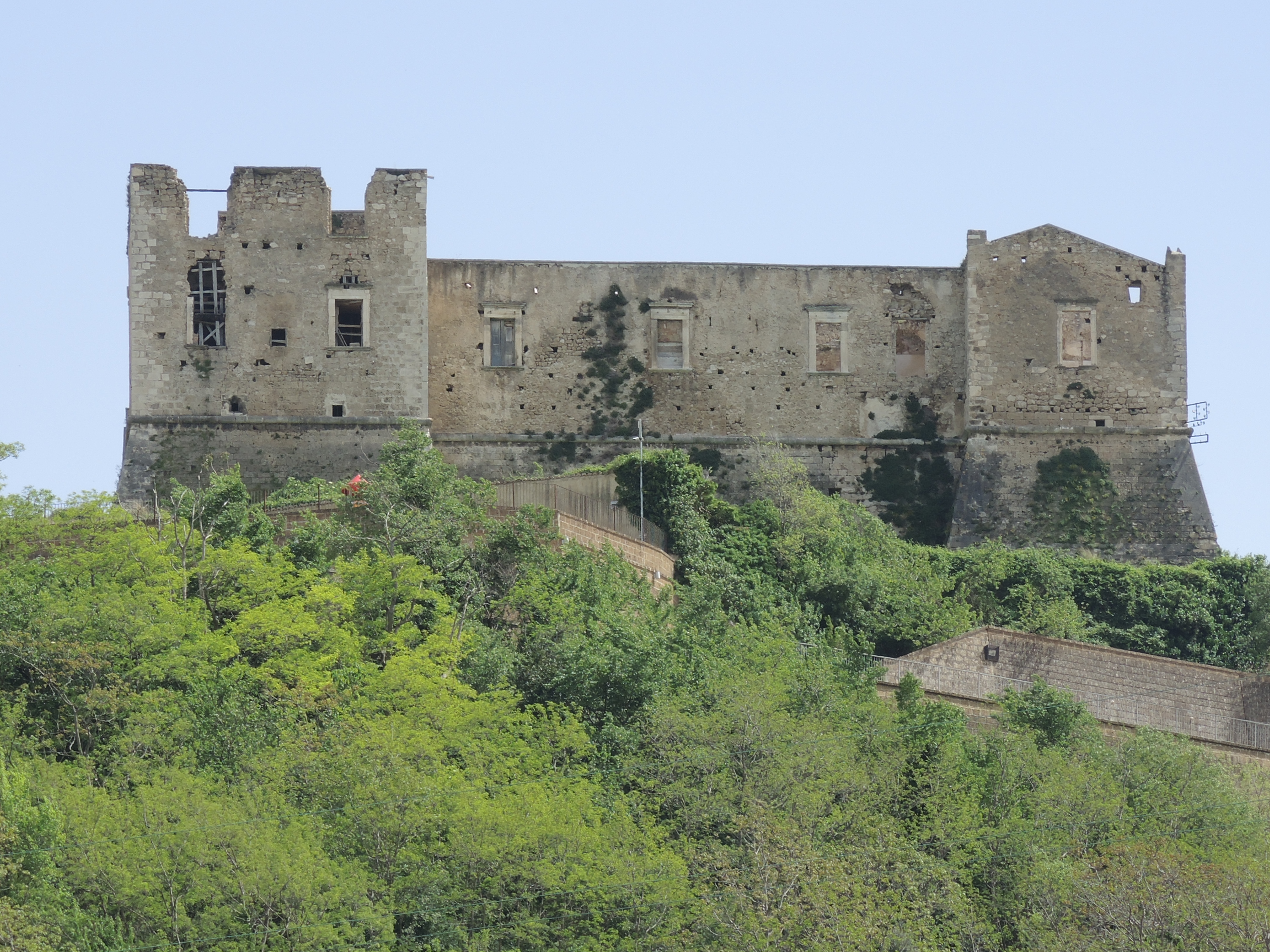
Castello di Tocco da Casauria

- Castello Caracciolo (Tocco da Casauria): il castello esisteva nel 1000, come dimostra il Chronicon Casauriense, appartenuto ai conti eredi di Girardo, nobile franco che edificò la fortezza. Distrutto dai monaci di Casauria, il nuovo castello venne ricostruito nel XII secolo, danneggiato dal terremoto del 1156, appartenuto al Conte di Loritello e di Manoppello. Durante il sisma, vi morì il conte Giovanni de Tortis, e la ricostruzione fu avviata dal figlio Antonio, con l'impianto rettangolare e quattro torri angolari merlate, che consentivano alle guardie di proteggersi durante gli attacchi. All'interno c'è il cortile e sulle pareti vi era lo stemma nobiliare. In un'altra parete c'è una caditoia che serviva a lanciare pietre in caso di penetrazione nemica. Le stanze al pianterreno erano riservate alla servitù, stalle, dispensa. I De Tortis furono duchi di Tocco sino al XV secolo, poi vennero Ferrante d'Afflitto e infine i Caracciolo, che hanno ancora la proprietà del castello, nonostante l'eversione dal feudalesimo del 1806. Il castello necessita di urgenti interventi di recupero, vista la sua perfetta conservazione. L'esterno è tipicamente medievale, nonostante le torri siano state adibite a funzione abitativa. L'interno ha un vasto cortile quadrato.
- Castello di Musellaro (Bolognano): esisteva già nel XII secolo, come testimonia il Chronicon Casauriense. L'attuale aspetto del castello, trasformato in palazzo residenziale settecentesco, denuncia le origini, che risalirebbero a una torre di guardia, da cui si sviluppò il resto della struttura. Il castello si presenta composto da tre corpi di fabbrica: sul versante occidentale sorge Palazoz Tabassi, il quale si imposta su pianta rettangolare con piano seminterrato e tre fuori terra. L'accesso al piano seminterrato è posto sul prospetto nord, dove una cornice in pietra delinea il portale; le aperture dei tre piani decorano il resto del palazzo con persiane in legno intagliato, balconcini con ringhiere e un'iscrizione. Su Piazza Crocifisso si affaccia il prospetto principale, che oggi è ostello. 6 ingressi, due tamponati, si succedono per l'intera lunghezza del prospetto, tutti decorati in conci di pietra a chiave, sul secondo ingresso è visibile l'antica archibugiera. Il resto del prospetto è arricchito da finestre con cornici sorrette da mensoline. Sul lato meridionale si trova un loggiato che conduce alla cappella del Crocifisso.

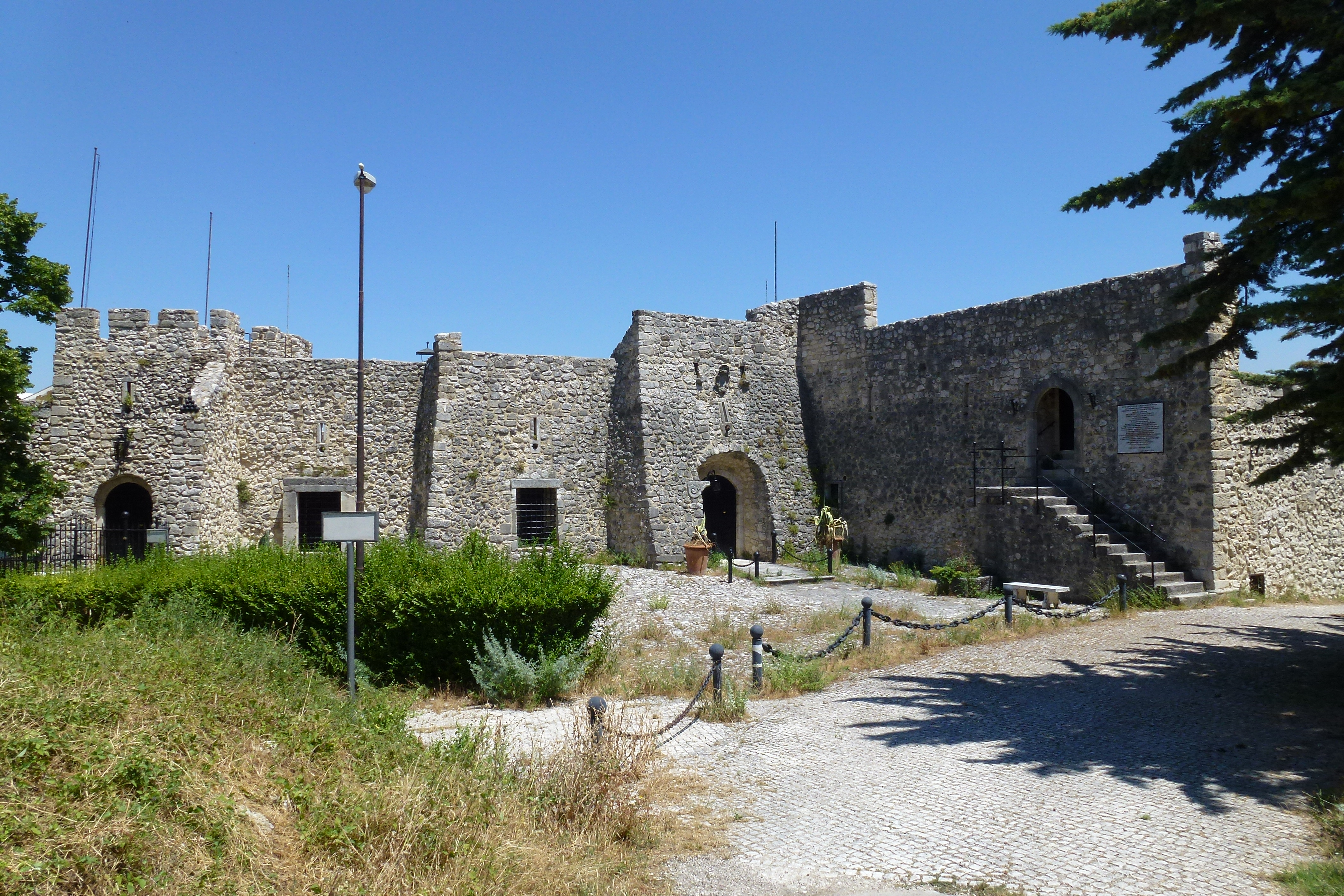
Castello Baroni di Genova (Salle)

- Castello dei Baroni di Genova (Salle Nuovo): si trova nel paese di Salle Vecchio, distrutto da una frana del 1933, e ancor maggiormente danneggiato dal terremoto marsicano del 1915. Le origini risalgono all'XI secolo, come cita il Chronicon Casauriense, nonché il portale bronzeo dell'abbazia, con i castelli infeudati dell'Abruzzo. Diverse furono le famiglie che abitarono la fortezza, come i Colonna, i Gonzaga e i D'Aquino fino al barone Giacinto di Genova nel 1646, da cui prese il nome, e che lo trasformò in residenza signorile, senza modificare l'esterno. Il castello in pietra lavorata della Majella, ha pianta irregolare a L, il cui braccio lungo è occupato dalla cappella del Beato Roberto di Salle.
- Torre Quadrata di Roccamorice: si trova nel centro storico, usata come punto d'avvistamento. La torre si presenta a base quadrata, realizzata in conti di pietrame regolare. Presenta cannoniere e feritoie su tutti i prospetti, l'accesso principale è posto a 6 metri da terra, raggiungibile da una scala. Nella parte interna sono stati realizzati due piani con struttura di ferro, collegati da scalinata, poiché ospita un museo civico.

### Il Gran Sasso pescarese

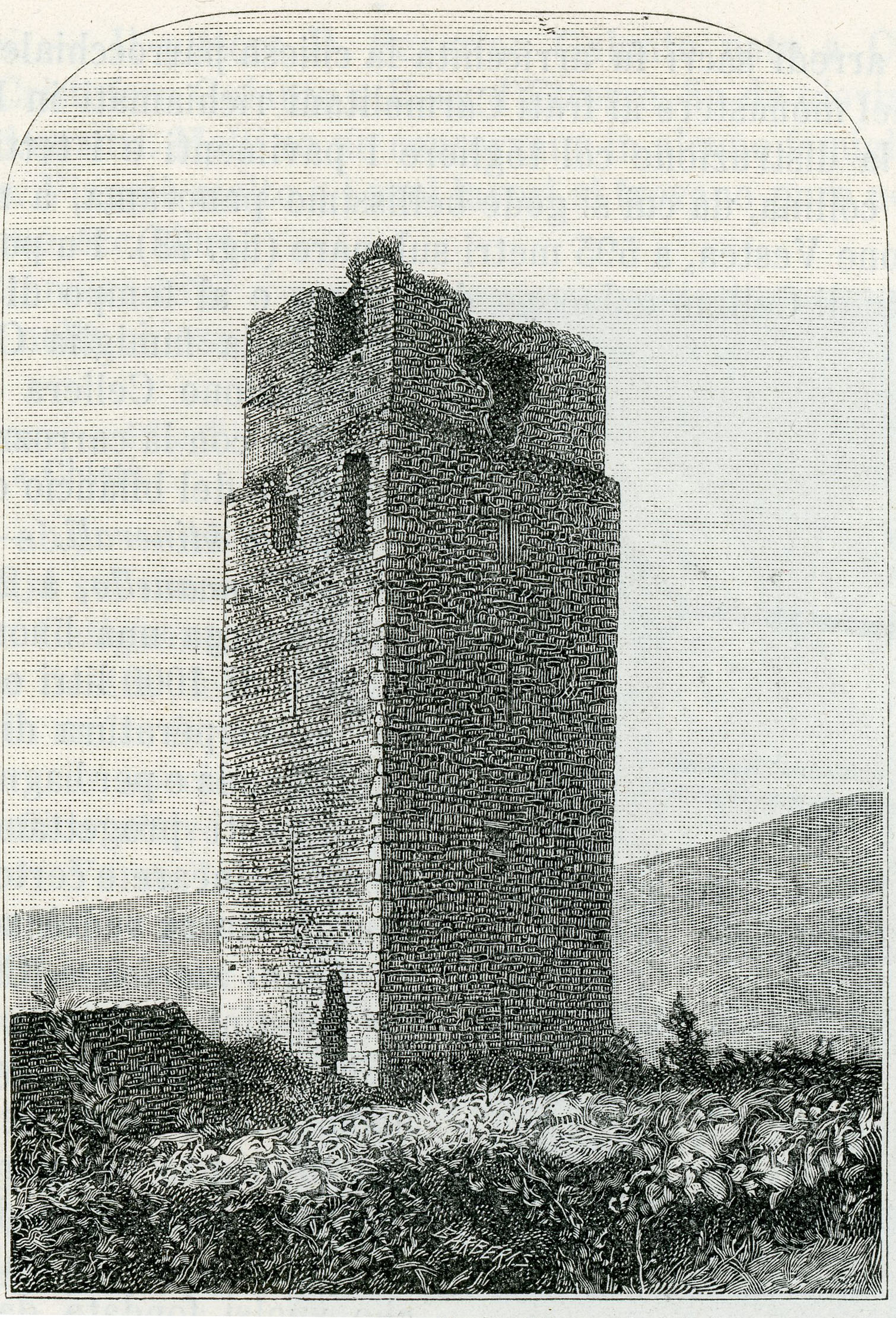
Torre della Badia di Casanova, in un disegno di Edward Lear

- Castello Mediceo (Bussi sul Tirino): fu edificato dalla famiglia D'Angiò nel XIII secolo, e appartenne ai monaci di San Benedetto in Perillis. Il castello fortificato si sviluppò insieme all'abitato dall'antico torre di avvistamento dei Longobardi, posta in cima alla montagna in zona San Rocco, e successivamente entrò nei possedimenti del duchi Cantelmo. Successivamente andò ai Pietropaoli di Navelli e ai De Medici di Capestrano (XVII secolo). Interessante la sua struttura ben conservata, con al grande torre rinascimentale merlata.
- Torre di guardia dell'abbazia di Santa Maria di Casanova (Villa Celiera): era un fiorente monastero cistercense, il primo fondato in Abruzzo dalla contessa Margherita di Loreto Aprutino (1191), affiliata all'abbazia delle Tre Fontane di Roma. Fu protetta da Innocenzo III e Federico II, nel 1368 venne affidata ai Celestini, e con l'impoverimento dell'ordine, anche l'abbazia nel XV secolo cadde in lento declino fino all'abbandono nel 1807. L'abbazia sorge fuori dall'abitato di Villa Celiera, e se ne conservano la torre di guardia, usata come punto di rifugio e d'avvistamento, e parti della chiesa, con contrafforti e costoloni delle volte. La torre ha pianta quadrata in conci di pietra ben lavorati.
- Castello di Pescosansonesco Vecchio (Pescosansonesco Nuovo): il paese vecchio di Pescosansonesco è citato nel 983 dall'abate di Casauria Adamo I, in possesso del Conte Sansone, da cui la fusione del toponimo attuale. Nel 1264 gli Svevi costruirono il nuovo castello, passato poi ai Cantelmo di Popoli fino al 1571. La proprietà del castello passò in seguito ai Valignani di Chieti e ai D'Afflitto di Tocco fino al '700, quando il castello venne danneggiato prima dal terremoto del 1706, e poi rovinò in parte per il terremoto del 1933. Oggi restano dei muri, insieme alle case fortificati del paese vecchio sopra il pesco roccioso.

### Costa teramana

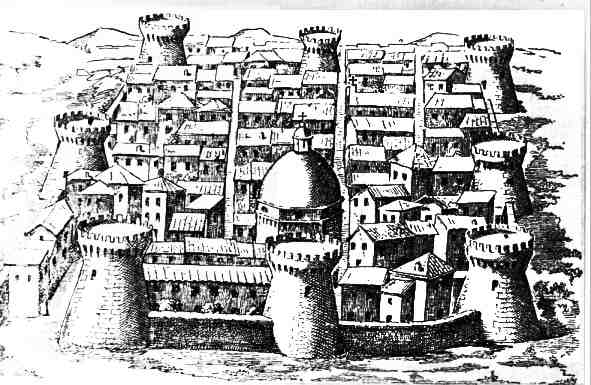
Disegno della città di Giulia Nova, fondata da Giulio Antonio I D'Acquaviva

- Torre di Carlo V (Martinsicuro): la torre si trova alla foce del fiume Tronto, edificata nel XVI secolo insieme alle torri costiere dell'Abruzzo, della Puglia e del Lazio per fortificare i mari dagli attacchi dei turchi e di altri nemici. Dal 2009 è sede di un museo archeologico del Castrum Trudentinum: è a pianta quadrata, divisa in tre livelli, scanditi da cornice marcapiano. La torre termina con tetto a falde, aggiunto posteriormente, ed è ornata da finestre che si aprono sul prospetto maggiore. Si ammira un'edicola sul lato principale, affiancata da due colonnine con capitelli, che sorreggono l'architrave.
- Borgo rinascimentale di Giulianova: il borgo esisteva dall'epoca romana quando era detto Castrum Novum, successivamente divenne Castro San Flaviano per le reliquie del santo di Costantinopoli che vi giunsero miracolosamente, con la successiva erezione del duomo a cupola. Il borgo venne ricostruito dal duca Giulio Antonio Acquaviva nel 1471, come esempio di "città ideale" rinascimentale, con pianta quadrata a scacchiera, scandita da mura con torri cilindriche merlate. Vi si entrava mediante tre porte: Porta Napoli o Cappuccini, Porta Marina e Porta da Capo. Nell'Ottocento si aggiunsero Porta San Rocco e Porta San Francesco. Delle quattro torri che determinavano gli angoli, poste al centro della cinta muraria, restano Torre "Il Bianco", poi Torre Porta Napoli, in parte conservata, e altre due torri sul lato est.

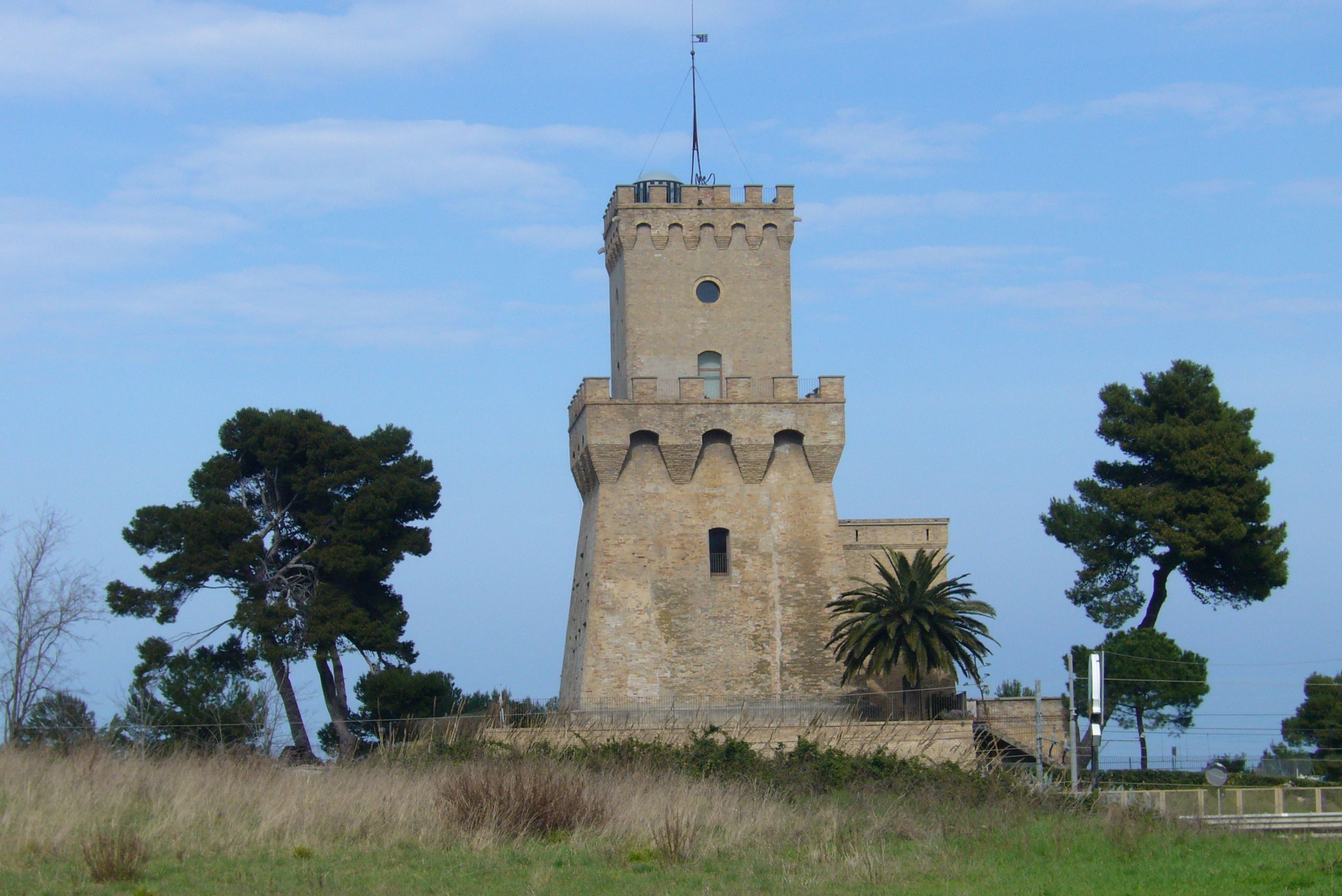
Torre di Cerrano

- Torre del Salinello (Giulianova):si trova nella Marina, lungo la statale Adriatica, tipico esempio di torre costiera di guardia del XVI secolo, edificata dal viceré Pedro Afán de Ribera, duca di Alcalá de los Gazules. La torre è databile 1568, in laterizio, a tronco piramidale di circa 10 metri, di lato alla base, composta da due piani, uno al livello di base e l'altro è primo piano. Coronata da un apparato sporgente sorretto da quattro beccatelli con tre caditoie per lato, strutturato per proteggere la costa dagli attacchi.
- Torre di Cerrano: si trova nella costa tra Silvi Marina e Pineto, e probabilmente doveva già esistere all'epoca del I secolo d.C., quando si trovava nella zona un antico porto, del municipium di Hadria, oggi Atri. La torre è stata riedificata nel XVI secolo (1568) dal viceré per proteggere la costa dagli attacchi. La torre nel 1981 divenne patrimonio della provincia di Teramo, insieme con un'area naturale protetta, di cui è infopoint e centro documentazioni. Essa è riccamente decorata, tanto da essere la torre simbolo della costa abruzzese, divisa in due piani: il primo a pianta quadrata a bastioni, con terrazza merlata, e il secondo più piccolo, con delle feritoie circolari, e decorazione a merli.
- Torre dell'orologio (Tortoreto Alto): si trova nel borgo superiore, punto massimo della cinta muraria di difesa, oggi inglobata tra le case antiche. La torre mostra tre fasi costruttive, la prima del VII secolo in pietra di fiume, come mostra la base con l'arco a tutto sesto, la fase centrale del XII secolo con la porta ad arco, e la parte più alta del XIX secolo riadattata per ospitare l'orologio e la cella campanaria. Interessante quest'ultima parte, ricostruita in stile neogotico, con l'arco a sesto acuto della campana maggiore.

### Valle del Vomano

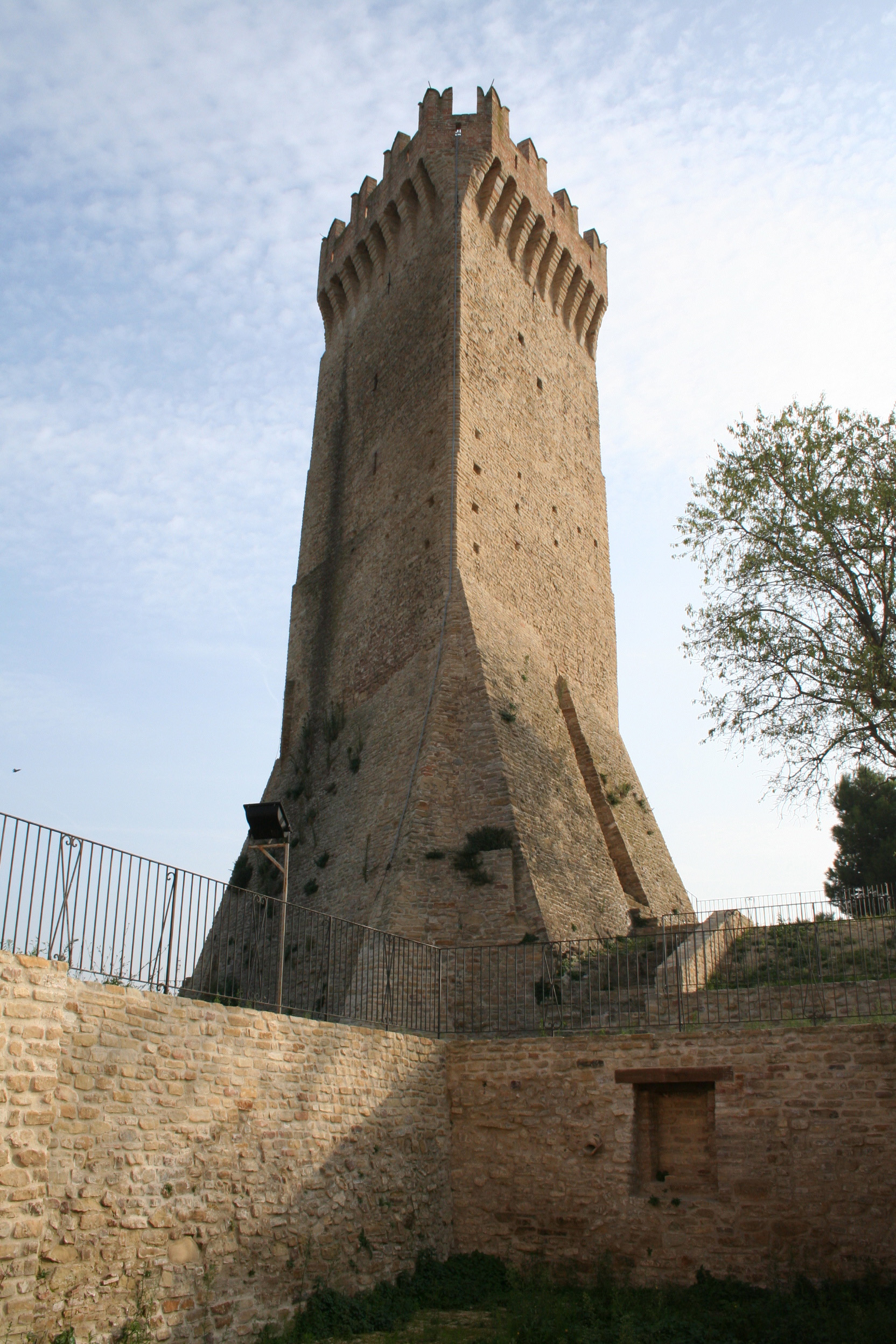
Torre di Montegualtieri

- Rocca di Capo d'Atri e Porta San Domenico (Atri): si tratta della grande fortezza della città, realizzata da Luigi di Savoia nel 1390 sul lato occidentale dell'antica Atri, distrutta dai cittadini che si ribellarono a Ladislao di Durazzo nel 1414. Ricostruita dagli Acquaviva, contenne gli assalti del 1461, anche se poi venne abbandonata e demolita, restandone solo parte di un bastione. All'interno sono state ritrovate cisterne in mattoni, per l'acqua piovana, la parte superiore del terrazzo che si apre sulla Valle del Vomano era utilizzata per l'avvistamento. La Porta di San Domenico, presso il monastero di San Giovanni, nella parte nord della città di Atri, è quanto rimane della cinta muraria, demolita nella metà dell'Ottocento. Ha un arco ogivale gotico del XIII secolo.
- Torre di Montegualtieri (Cermignano): si trova nella contrada omonima. La forma triangolare ne fa un esempio unico in Abruzzo, escludendo la fortificazione longobarda di Sutrium a Bussi. La muratura p costituita di pietra cava, arenaria locale, lavorata fino a ottenere il mattone regolare. I mattoni costituiscono la cortina muraria del recinto esterno, della quale si notano alcuni rifacimenti in pietrisco irregolare. La fortificazione si allunga dal terrapieno consolidato dal muro contro terra a scarpa, e ha una parete rivolta verso il borgo, mentre uno spigolo e le altre due fasce rivolte verso il Vomano. La sommità è decorata da caditoie, beccatelli e merlature.
- Torre della regina Giovanna (Bisenti): torre a pianta quadrangolare, a difesa del borgo, edificata nel XIII secolo, e restaurata da Giovanna I di Napoli. L'edificio si presenta a muratura continua, con muro a scarpa nella parte del basamento. Numerosi sono stati gli interventi di restauro, specialmente nel XV secolo, le finestre sui lati sud-ovest e nord-ovest probabilmente in origine era feritoie. Anche nella parte superiore si sono verificate delle modifiche, all'inizio doveva esserci l'apparato a sporgere, costituito da tetto a falda.

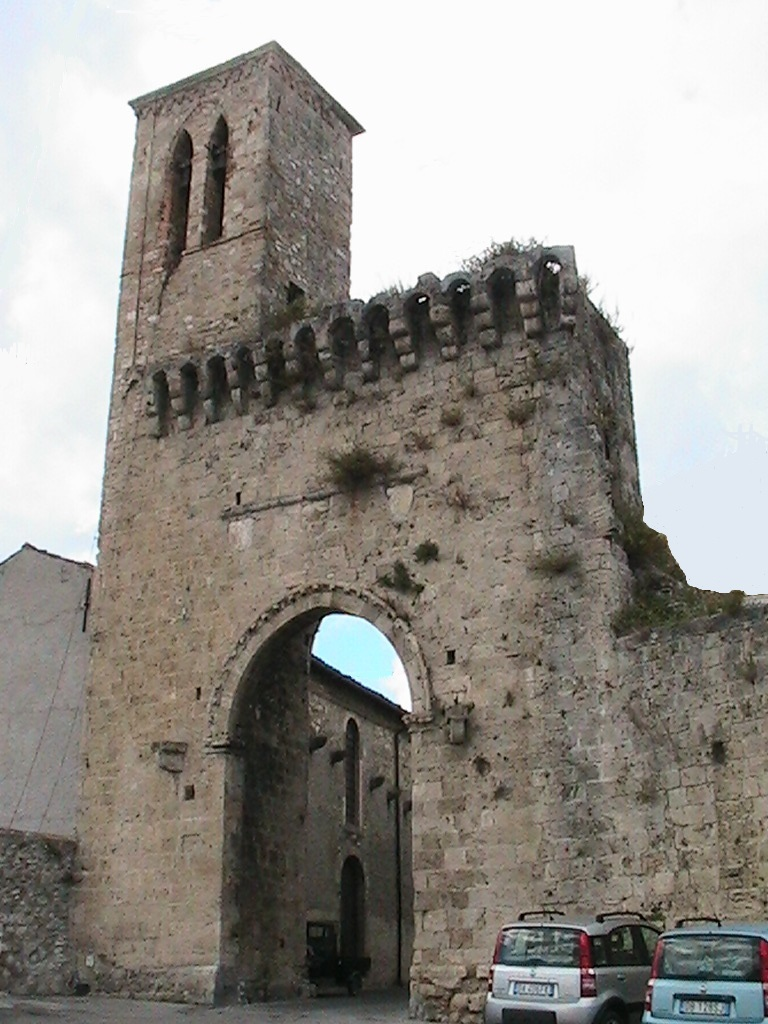
Porta San Giovanni a Castelnuovo di Campli

- Torre di Ripattoni (Bellante): risale al XIV secolo ed è la torre campanaria della chiesa di Santa Maria de Erulis. L'edificio nel corso dei secoli ha subito rimaneggiamenti, specialmente nella parte in basso della scarpa, di cui forse non era provvista. Anche nelle aperture sono riscontrabili anomalie, molte oggi sono state murate. La struttura muraria è tipica dell'area teramana con tessitura in parte in ciottoli, ma con ammorsature d'angolo e coronamento in sottili mattoni connessi perfettamente. L'apparato a sporgere in beccatelli, più forti nelle zone angolari, permette di assimilare la torre con la porta di accesso di Bellante, e le due porte di Ancarano, dello stesso periodo quattrocentesco.
- Porta Angioina di Castelnuovo (Campli): detta anche "Porta San Giovanni" per la chiesa annessa, risale al 1300, considerata una delle fortificazioni più interessanti del territorio. L'arco a tutto sesto, con scolpita fascia ornamentale, si apre nella massiccia struttura muraria, costruita in pietra della cave di loanella, fiancheggiata dai resti della cinta fortificata. La struttura si chiude con eleganti archetti intrecciati, e alla sinistra è sormontata da una torre campanaria con archi gotici ogivali, la torre della chiesa di San Giovanni.
- Borgo fortificato di Castelbasso (Castellalto): è una frazione del comune, cinta da torri di guardia rinascimentali, e con due porte di accesso.
- Castello Bacucco (Arsita): in cima al paese, del piccolo castello del XII secolo, rafforzato da torri a U, resta una sola angolare, posta a nord. Il castello fortificato fu ampliato nella seconda metà del Cinquecento, quando il territorio fu incluso nei domini farnesiani di Margherita d'Austria, e divenne un palazzo residenziale, che oggi si presenta nelle vesti settecentesche.
- Castello degli Acquaviva (Montefino): di antico conserva il caratteristico torrione nella zona est, con loggia ad arcate a tutto sesto. La struttura più antica in pietrame è inglobata nelle muraglie in laterizio del XVII secolo, nelle quali si notano i beccatelli e le caditoie. Sui muri delle scarpe di rinforzo vi sono dell'epigrafi degli anni 1734-37, che indicano i restauri dopo il terremoto del 1730. Dal 1438 al 1442 il castello fu di Giosia Acquaviva, figlio di Andrea Matteo, che combatté contro Francesco Sforza per conquistare il ducato di Atri.

### Valle del Tronto

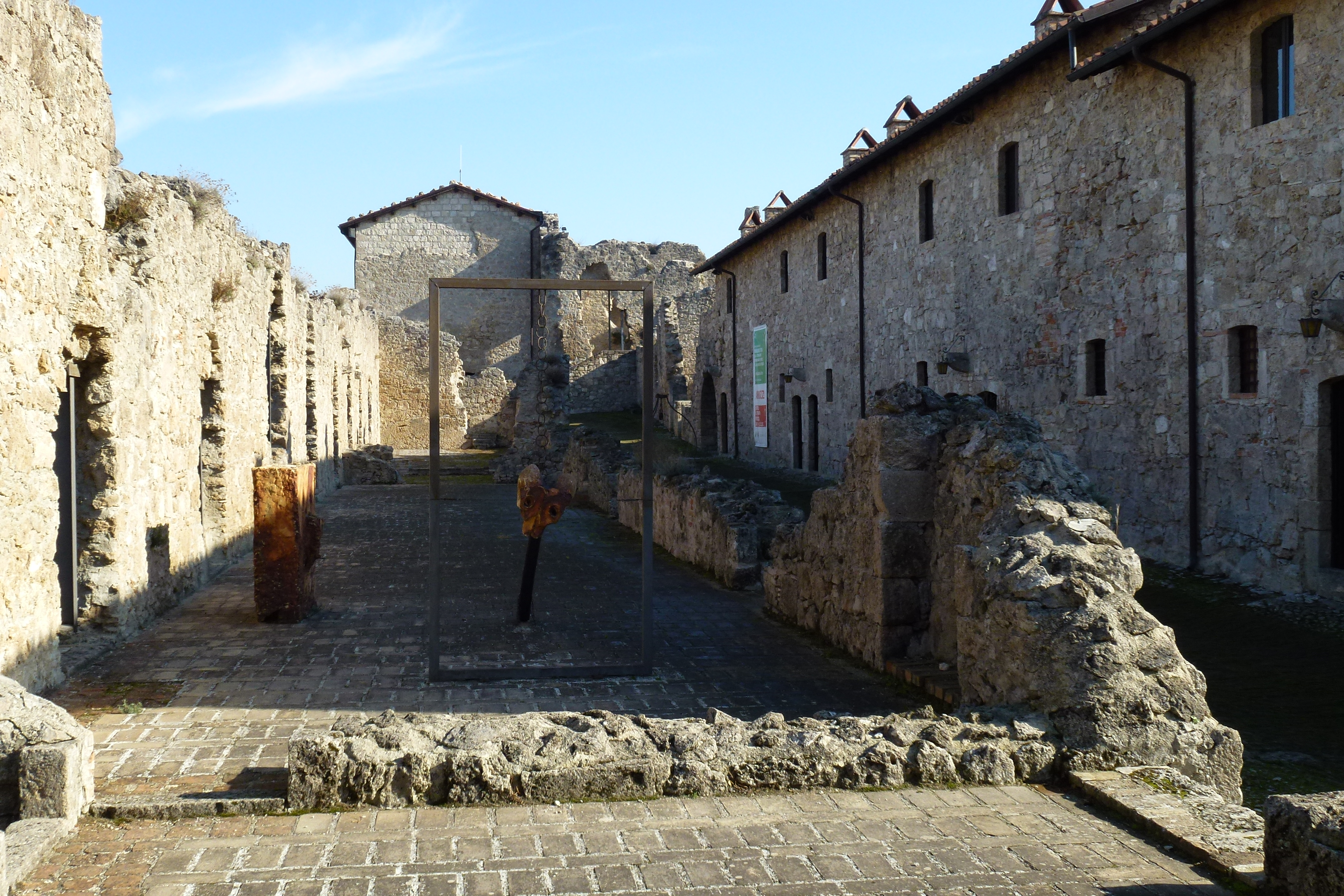
Castello superiore della fortezza di Civitella

- Fortezza di Civitella del Tronto: rappresenta una delle opere più mirabili d'ingegneria militare del territorio italiano, con oltre 500 metri di lunghezza, 25.000 metri quadrati di superficie, è la fortezza più grande d'Abruzzo, estremo baluardo del confine settentrionale del Regno di Napoli. La fortezza venne costruita sopra quella aragonese nel 1559, dal re Filippo II di Spagna. Sostenne l'assedio piemontese del 1860, e resistette per molti mesi, prima di capitolare, mentre veniva proclamato il Regno Sabaudo. Dal punto di vista architettonico, il forte è suddiviso in due settori, quello difensivo e l'altro abitativo. La parte primaria è concentrata sul versante collinare meno scosceso, più esposto agli attacchi, con difesa organizzata da una sequenza di tre camminamenti coperti, che rappresentavano degli imbuti dove bloccare gli assalitori: il primo camminamento coperto ha un fossato con ponte levatoio, il secondo porta a Piazza del Forte, detto "il Cavaliere", utilizzata per l'addestramento delle truppe, la parte difensiva del terzo camminamento porta attraverso la scalinata all'arco monumentale che conduce alla zona superiore delle casermette. Questa parte è dotata di caserma maggiore, cappella di Santa Barbara, la Campana Faro a sinistra, a ricordo dei morti della seconda guerra mondiale, i resti delle casermette e dei magazzini, la grande cisterna dell'acqua piovana. Il palazzo maggiore del Governatore è stato distrutto nell'assedio del 1860, inaugurato nel 1574 insieme alla chiesa maggiore di San Giacomo degli Spagnoli, con i resti degli alloggiamenti della guarnigione privata. La fortezza oggi è meta di pellegrinaggi di nostalgici filoborbonici, ed è sede del Museo delle Armi da Guerra.
- Borgo di Faraone Vecchio (Sant'Egidio alla Vibrata): antico borgo medievale disabitato, dopo che la popolazione si trasferì a Faraone Nuovo, a causa di una frana.
- Castel Manfrino (Valle Castellana): fortezza al confine occidentale con le Marche, edificata da Manfredi di Svevia, e coeva della fortezza aragonese di Civitella del Tronto.

## Fortificazioni perdute
La lista è parziale. L'elenco dei castelli e delle torri abruzzesi, e dei loro feudi, è rintracciabile in vari documenti d'archivio delle diocesi d'Abruzzo, nei volumi de Annali degli Abruzzi - Corografia istorica degli Abruzzi di Anton Ludovico Antinori e negli studi sul Medioevo abruzzese di Laurent Feller e Luigi Pellegrini.
- Castello di Paganica (Paganica): costruito nel XIV secolo per difendersi dalle scorrerie delle compagnie di ventura, dopo essere stato preso da Braccio da Montone nel 1424, venne demolito dopo che questi venne sconfitto nella battaglia di Bazzano.[22][23][24] Sorgeva sopra il colle della chiesa di Santa Maria del Presepe (detta anche San Giovanni in Castello, in quanto una preesistente cappella già esisteva). Una prima volta il castello fu preso da Lalle I Camponeschi dell'Aquila, e poi da Fortebraccio.
- Castello di Coppito (L'Aquila): fino al primo Novecento resisteva una torre merlata nella parte alta della frazione, la torre aveva pianta quadrata, doveva sorgere nella parte più alta del paese storico in via Capo l'Aia.
- Castello di San Vittorino (L'Aquila): si trovava in cima al paese, e oggi a testimonianza esiste solo via Castello, probabilmente durante il periodo franco fu costruito sfruttando l'antica arx italica di Amiternum.
- Castello di Lucoli: si trovava nella frazione Collimento, come dimostrano alcune ricostruzioni, e sorgeva su un colle lievemente distaccato dal centro abitato.
- Castello di Leporanica: si trovava sul monte accanto alla frazione di San Nicandro di Prata d'Ansidonia. Distrutto nel 1424 da Braccio da Montone, venne abbandonato e non più riedificato. Restano tracce del tipico impianto a recinto normanno.
- Castello di Cantalupo: si vedono tracce tra Bolognano e Corvara, era a guardia del tratto di fiume del Pescara presso l'attuale zona Piano d'Orta.
- Castello di Orsa a Pratola Peligna, su un colle posto accanto a Pratola, il Monte Orsa, era a pianta circolare con le mura a recinto tipiche dell'epoca normanna. Si conservano ruderi di torri rompitratta.
- Castello di Manoppello: era molto antico, e sorgeva in Piazza Garibaldi, fu sede dall'XI secolo del signore di Manoppello, si ricorda la figura di Ugo di Malmozzetto, successivamente nel XIV secolo passò agli Orsini.
- Castello di Caramanico Terme: costruito dai Longobardi e appartenuto ai D'Aquino, sorgeva sopra il costone roccioso di via Castello, e nel 1933 esisteva solo una torretta di guardia. Danneggiato dal terremoto di quell'anno, fu demolito completamente.

Chiesa di Santa Maria del Presepe, sopra il castello di Paganica (L'Aquila)

- Castello longobardo di Città Sant'Angelo: edificato nell'VIII secolo, fu distrutto nel 1239 per volere di Federico II per ribellioni, ma tracce se ne conservarono, poi venne demolito nel XVIII secolo per problemi statici, e inglobato in altri edifici. Sorgeva dietro la chiesa di Sant'Agostino, si conservano tracce in via Grottone.
- Rocca Acquaviva (Teramo): piccolo fortilizio realizzato dai duchi di Atri nella zona di Piazza Garibaldi. Infatti il quartiere che si sviluppa lungo il viale della villa comunale prende il nome di Castello. Un'altra piccola roccaforte stava nell'ex Piazza della Cittadella, nel centro storico, oggi Piazza Martiri Pennesi. La Cittadella fu demolita per volere dei cittadini nel XV secolo, vi aveva sede il capitano di Giustizia, ma a causa delle rivolte civili dei Melatino e i De Valle, e delle angherie della famiglia Acquaviva, divenne un luogo instabile per i cittadini, simbolo della tirannia.
- Castello Cantelmo di Pretoro: sorgeva in cima al paese, nel piazzale omonimo (Largo Castello). Già ridimensionato notevolmente dopo il terremoto del 1706. Nella prima metà del Novecento era già scomparso del tutto. Alcune porzioni sono state inglobate nelle case attorno.
- Torre civica di Roccaraso: era ciò che rimaneva del castello medievale, distrutto nel 1706 dal terremoto della Majella. La torre, ancora in buono stato nel primo Novecento, a pianta irregolare, con base a scarpa e sommità merlata, usata per l'orologio civico, venne distrutta nel 1943. Sui trovava davanti alla chiesa di sant'Ippolito in Piazza XX Settembre, dove oggi sorge la parrocchia di Santa Maria Assunta. La torre aveva una porta di accesso al borgo antico, a fornice a sesto acuto, tutto il borgo occupava un'area in declivio sul colle roccioso che si trova davanti alla chiesa, oggi vi si trovano abitazioni e strutture alberghiere moderne.
- Castello di Carceri Alte (Ateleta): fortezza militare distrutta dal terremoto del 1456, si trovava in questa località di Ateleta.
- Castello dei Colonna (Orsogna): sorgeva in Piazza Mazzini, detta ancora Largo Castello o del Mercato. Fu ampliato nel XV secolo da questa famiglia, esistente già nel XIII secolo e menzionato da Federico II, e prima del 1944 era ancora esistente, a pianta rettangolare con quattro grandi torri angolari quadrate. Con i danni bellici gravissimi, il castello fu demolito, e vi venne costruito un misero condominio con i portici della piazza, e accanto al palazzo delle poste.
- Castello di Torricella Peligna: prima fortificazione di Torricella, nei secoli divenne palazzo gentilizio con i bastioni laterali ancora fortificati, come dimostrano fotografie storiche. Con i danni del 1943 venne gravemente danneggiato e demolito. Oggi vi sorge l'obelisco dei Caduti Civili. Si trovava accanto alla chiesa madre di San Giacomo.
- Castello dei Conti di Pagliara (Isola del Gran Sasso d'Italia). era un'importante fortezza militare esistente sin dal X secolo e posseduta dai Conti di Celano, sorgeva presso questa località. Nel corso dei secoli dal XIV secolo in poi, venne abbandonata quando venne edificato il paese di Isola, e oggi ne restano ruderi. Da un'ala del castello è stato ricavato un eremo, dedicato a Santa Colomba.
- Castello di Filetto: non era un vero e proprio castello, ma un abitato fortificato delimitato da via Roma, via Orientale, via San Francesco e via Piave. La piazza principale vede un grande bastione quadrato a scarpa, dove si ergeva la chiesa di San Ciro, oggi vi si trova una torretta dell'orologio.
- Castello di Turrivalignani: sorgeva alla fine di via Vittorio Emanuele su Piazza Umberto I, dove si trova la chiesa di Santo Stefano. La torre, che dava il nome al Comune, era ancora visibile in fotografie del primo Novecento, aveva un impianto circolare, con feritoie e tetto a pagoda. Dopo la guerra, venne abbattuta perché pericolante e sostituita da una semplice abitazione.